# Arquitectura de Alemania

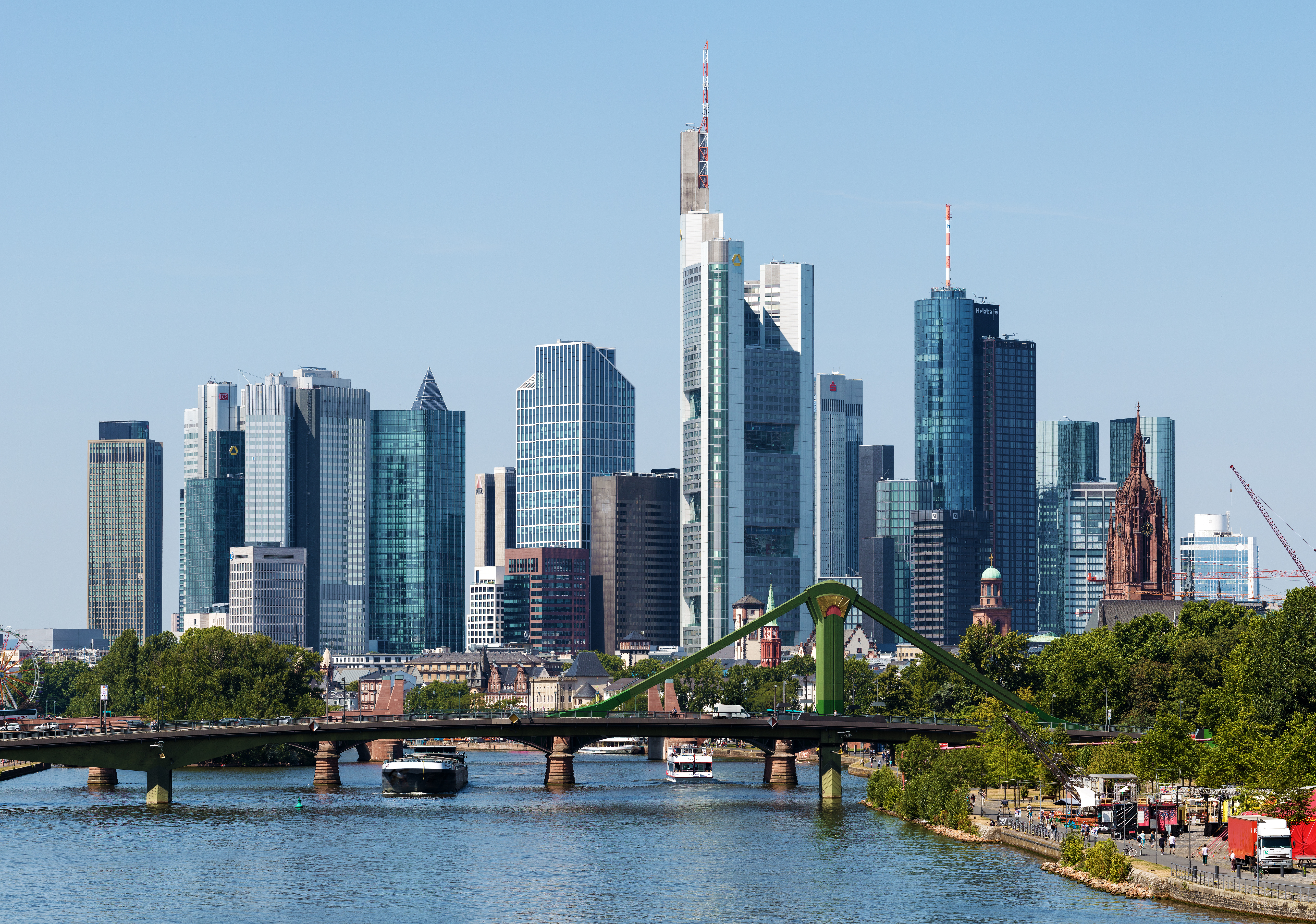
Skyline de Frankfurt am Main con los rascacielos de metal y vidrio que caracterizan la actual arquitectura alemana.

La puerta de Brandeburgo (1788-1791), un hito arquitectónico o símbolo de Alemania.

Alemania tiene una rica y variada arquitectura cuyas tradiciones van desde el Renacimiento carolingio hasta la arquitectura contemporánea. Este artículo proporciona una visión general de la historia y el presente de la arquitectura en Alemania, incidiendo en los edificios que dan forma a la imagen del país y en destacados arquitectos e ingenieros que han trabajado o trabajan en Alemania.
La arquitectura alemana se caracteriza por una gran diversidad regional, debida a la división del territorio alemán durante siglos en principados, reinos y otros dominios. Eso dio lugar a una imagen muy heterogénea, con diferencias arquitectónicas de ciudad en ciudad, de pueblo en pueblo que dan hoy al país un patrimonio histórico particularmente rico. En muchas ciudades alemanas, sin embargo, las consecuencias de la destrucción durante la Segunda Guerra Mundial no pueden pasarse por alto, especialmente en los centros de las ciudades más grandes, en las que los edificios históricos son en su mayoría islas reconstruidas en medio de una arquitectura más simple también reconstruida. En las ciudades pequeñas y medianas si las hay bien conservadas (véase la lista de ciudades con un centro histórico en Alemania) estando algunas conectadas por conocidas rutas temáticas y de vacaciones, como la ruta alemana de arquitectura de entramados (Deutsche Fachwerkstraße) o la ruta Romántica (Romantische Straße).
La arquitectura alemana, naturalmente, también está estrechamente relacionada con la de los estados vecinos que compartieron pasado germánico y con el resto de países europeos. Los estilos arquitectónicos casi nunca se detienen en las fronteras estatales —la arquitectura es siempre transfronteriza y conecta y simboliza una cultura— y no se puede hablar de una arquitectura puramente «alemana». Así pasó con los constructores de catedrales (Bauhütten) que deambulaban por Europa Central en la Edad Media, con los constructores barrocos alrededor de la residencia de Wurzburgo o también en el mundo de hoy, en el que cada vez más los arquitectos operan a menudo internacionalmente y dan forma a tendencias globales. Antiguas ciudades con caseríos de entramado de madera y tejados a dos aguas, edificaciones monumentales (sobre todo iglesias) de estilo románico y gótico, un rico patrimonio de castillos y palacios, amplias mansiones y áreas de bloques perímetrales de la época de la revolución industrial se consideran características del paisaje cultural y arquitectónico alemán, en el que sobresale el historicismo, el gótico de ladrillo en el norte de Alemania, el expresionismo en ladrillo, el movimiento moderno de la Bauhaus y los estilos posteriores del postmodernismo.
Alemania tiene numerosos edificios y monumentos protegidos (Bau- und Kulturerbe) y es el tercer país con mayor número de edificios del mundo en la Lista del Patrimonio Mundial de la UNESCO (ver Patrimonio de la Humanidad en Alemania). Algunos de los edificios más emblemáticos son la catedral de Colonia —la mayor catedral alemana—, la puerta de Brandemburgo (1788-1791), el edificio del Reichstag y la torre de telecomunicaciones de Berlín (1969), el castillo de Neuschwanstein, símbolo del romanticismo, así como el Wartburg, la Paulskirche de Fráncfort del Meno (1789-1833) y el castillo de Hambach, todos lugares de importancia histórica.

## Historia de la arquitectura en Alemania

### Arquitectura antigua

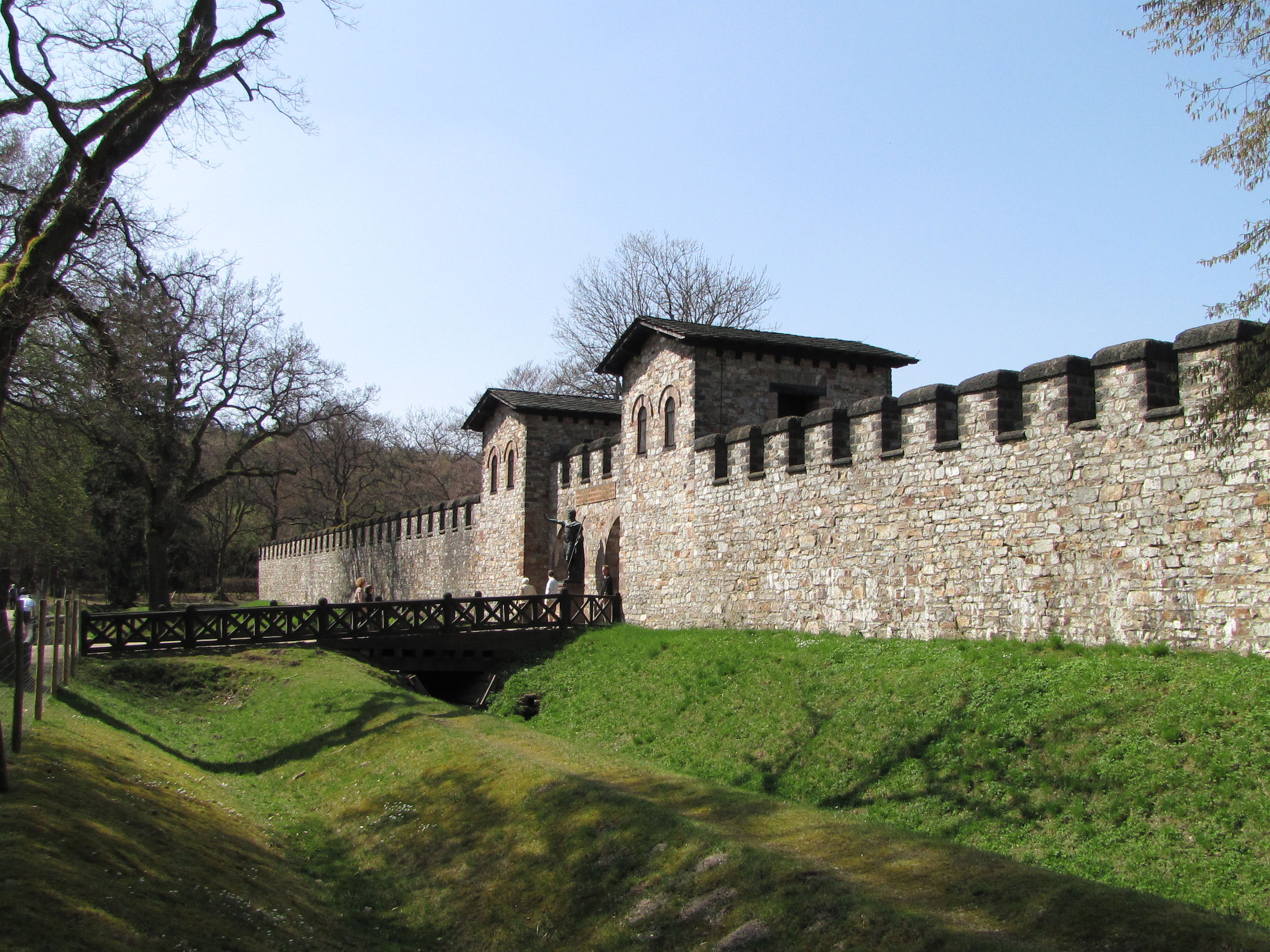
Reconstruida Porta Principalis del castellum en Saalburg

El Imperio romano se extendía antiguamente sobre gran parte de la actual República Federal de Alemania. Los restos de los Limes Germanicus, las fortificacionesn de la frontera romana construidas alrededor del año 100-150 DC, aún se conservan hoy en día. Además de estructuras militares como fuertes y campamentos, los romanos construyeron también termas, puentes y anfiteatros.
Una importante metrópolis de esta época fue la antigua ciudad de Tréveris (o Trier), donde hoy, entre otras cosas, se conservan un conjunto de Monumentos romanos de Tréveris que han sido declarados en 1986 patrimonio de la Humanidad, como la Porta Nigra, probablemente la puerta de ciudad mejor conservada de la Antigüedad, los restos de varias termas imperiales, un puente romano, un anfiteatro y la (reconstruida) basílica de Constantino.
Con la retirada de los romanos, su cultura urbana y su progreso en la arquitectura desaparecieron (por ejemplo, la calefacción y los cristales de las ventanas). De las tribus germánicas apenas han sobrevivido edificios, ya que vivían en asentamientos caseros.

Monumentos romanos de Tréveris
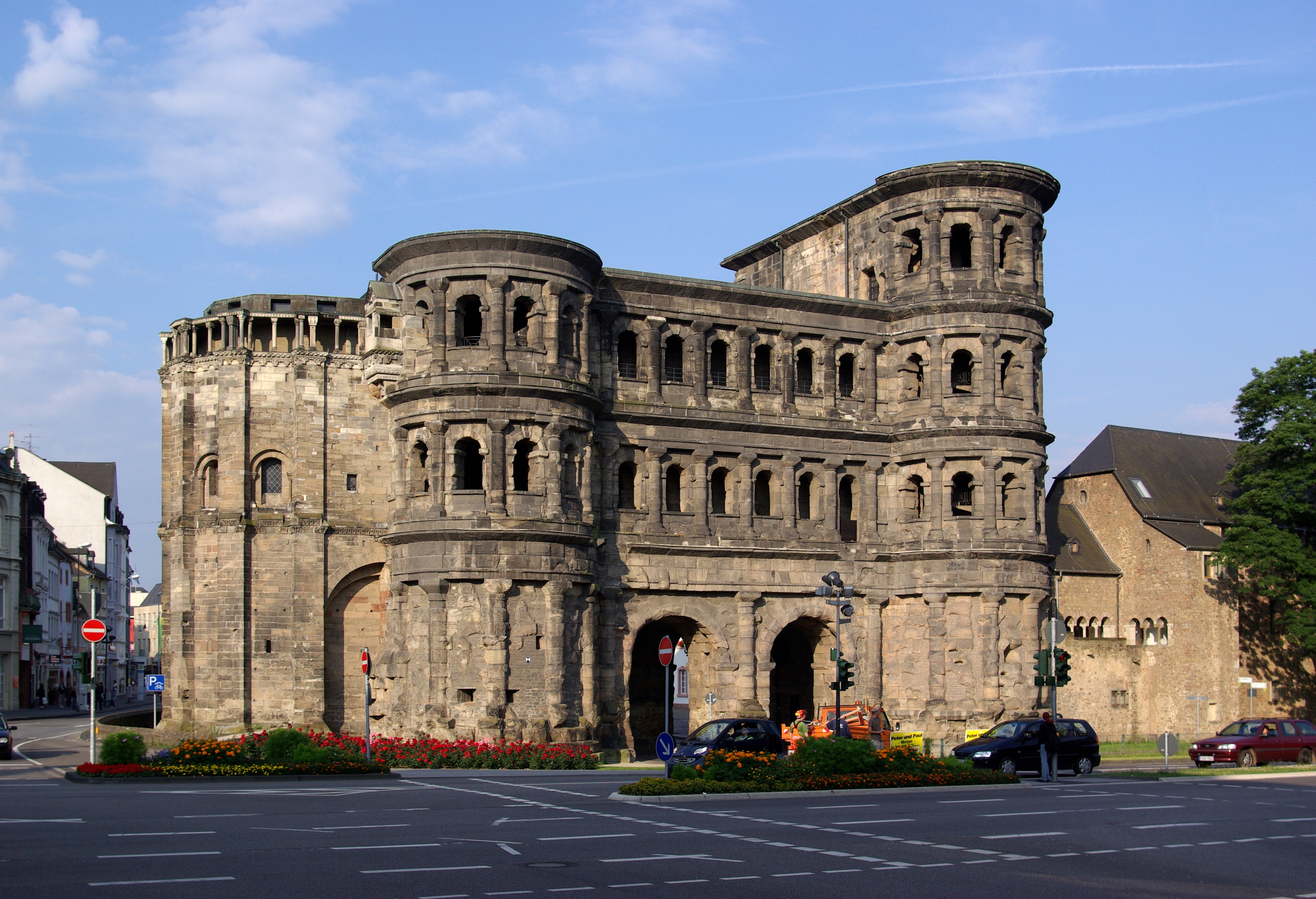
La Porta Nigra, una de las reliquias arquitectónicas más famosas de la época romana en suelo alemán.
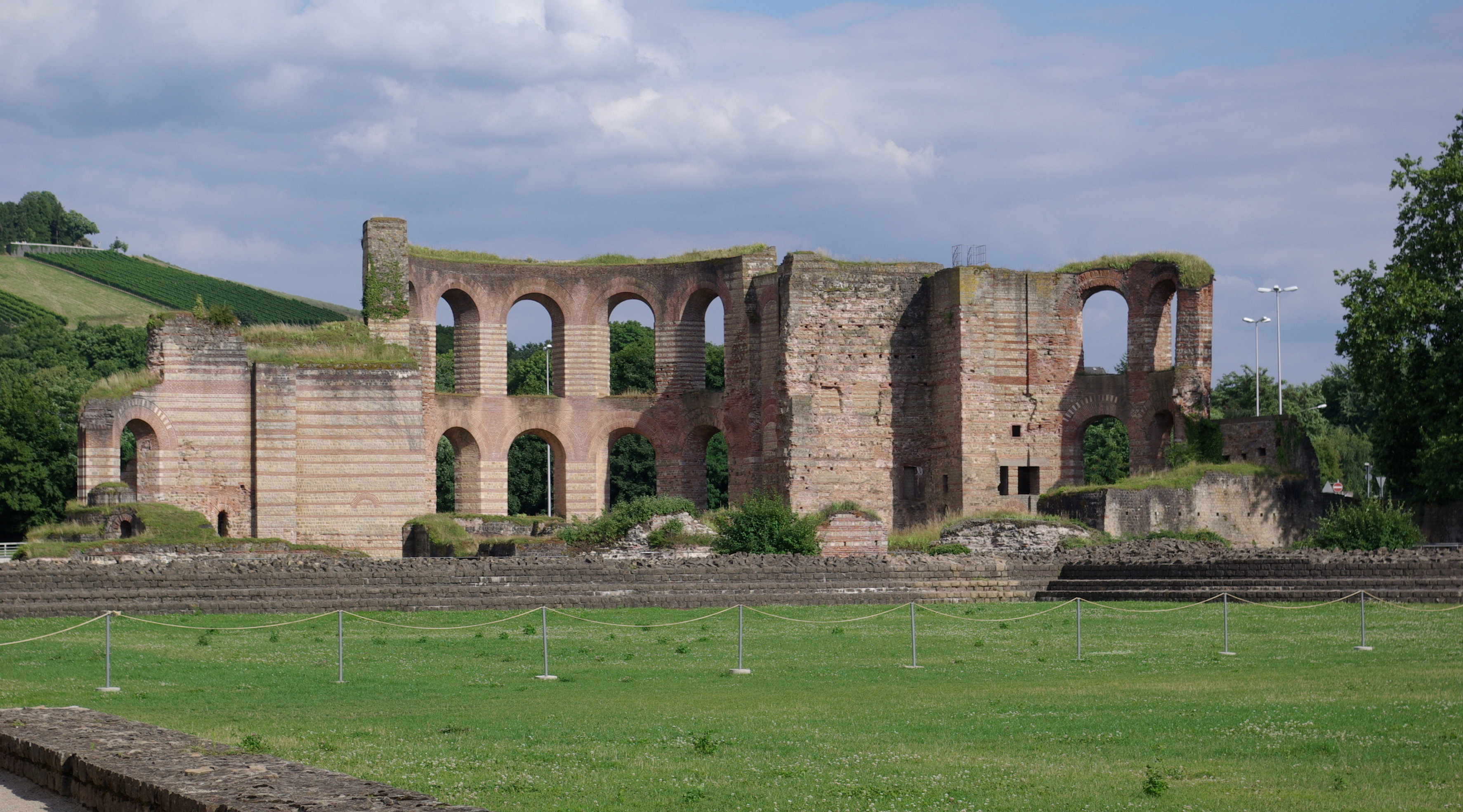
restos de las termas imperiales
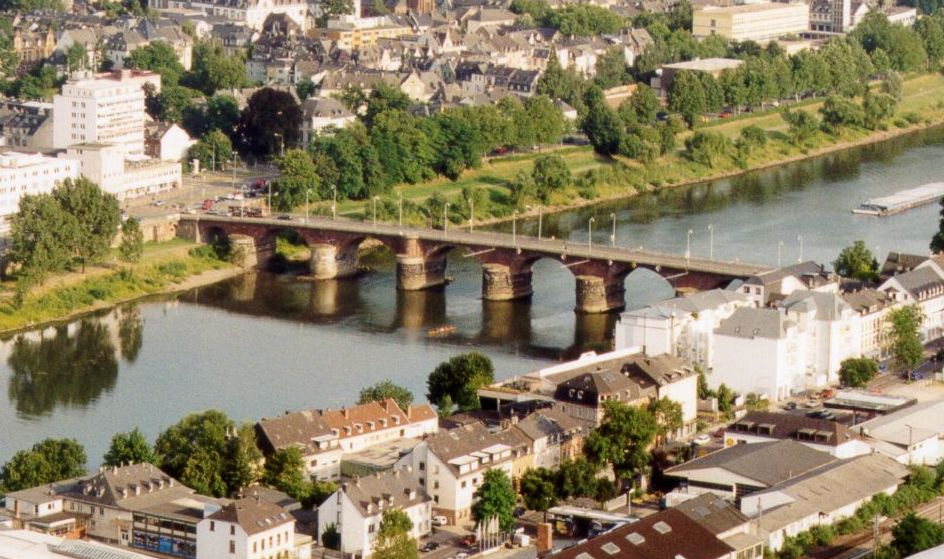
Puente romano
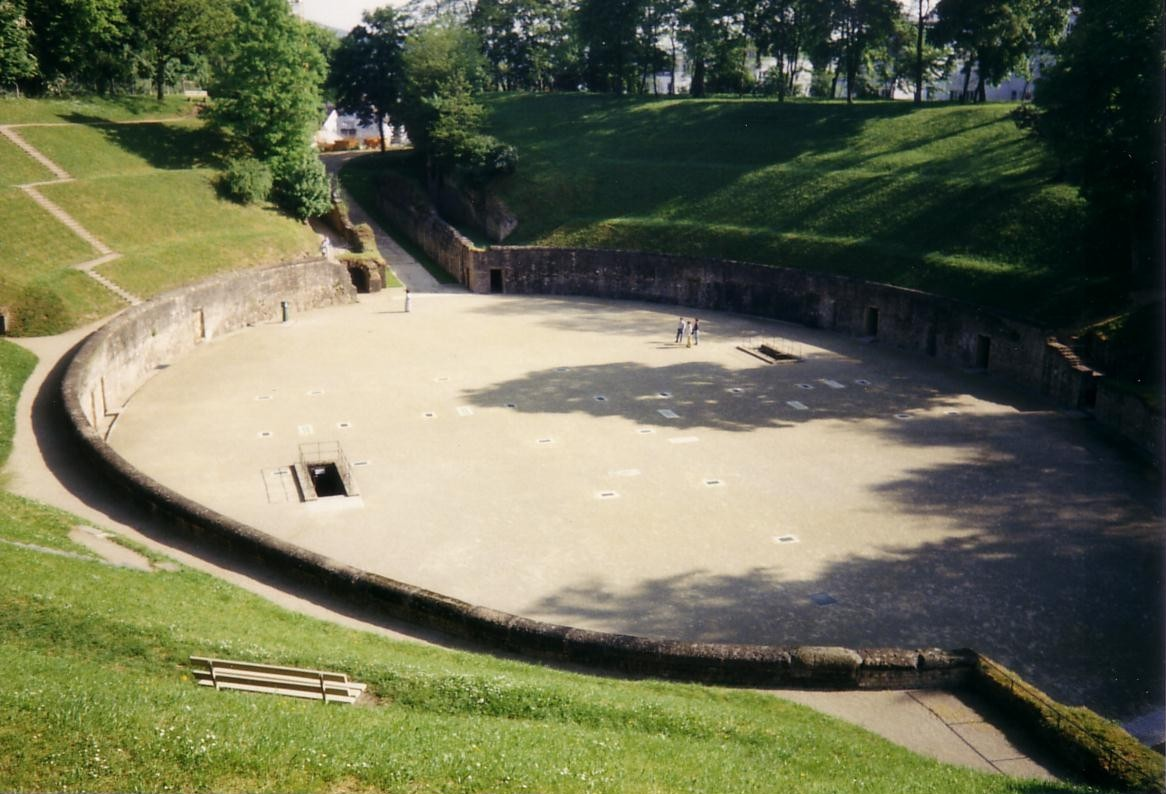
Anfiteatro
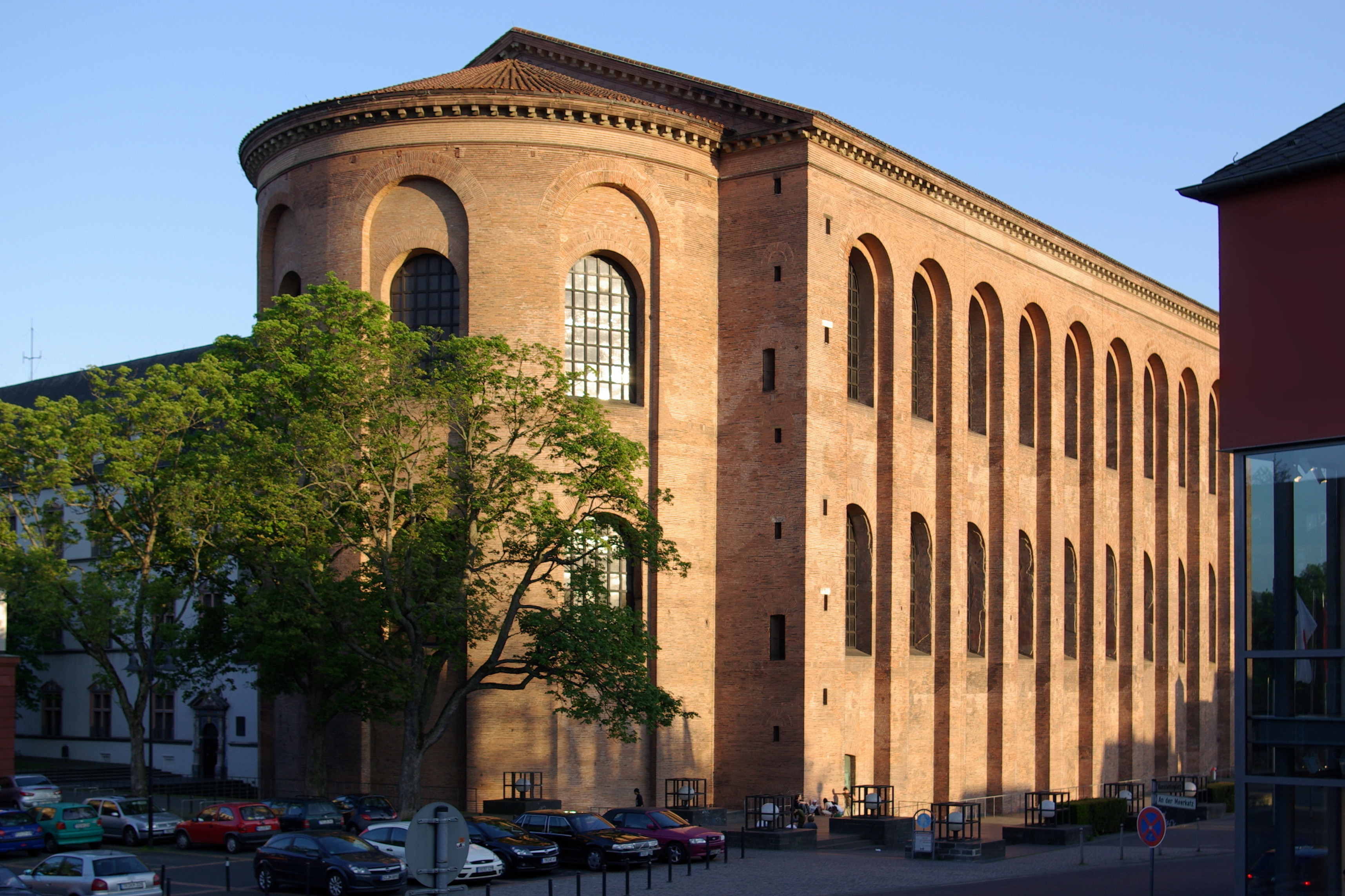
Basílica de Constantino de Tréveris

### Arquitectura prerrománica

Abadía de Lorsch (Königshalle, construida alrededor de 850)

Desde la época carolingia, bajo el impulso del emperador y de los prelados, Alemania se dotó de numerosos edificios religiosos, de los que quedan muy pocos. Se pueden mencionar la capilla palatina de Aix-la-Chapelle, construida alrededor de 800 por Carlomagno, hoy parte de la catedral de Aquisgrán,: Construida según modelos bizantinos de planta central, debida a Eudes de Metz, es heredera de la antigüedad. Su planta es una reminiscencia de la de San Vital en Ravena o de las iglesias de Oriente, aunque no está claro si el propio Eudes habría visto esos edificios o simplemente bocetos que le habrían sido enviados.
Una innovación específica del período carolingio es el macizo occidental o Westwerk de las iglesias. Es un cuerpo de edificación cuasi-autónomo en relación con la nave y ubicado al oeste que consiste en una masiva torre de varias plantas, a menudo enmarcada por dos torretas de escaleras. La planta baja comprende un porche de entrada abovedado que alberga reliquias. El primer piso, que actúa como capilla, es una tribuna abierta sobre la nave por vanos. El ejemplo más famoso es la iglesia abacial de Corvey. La última joya de la arquitectura carolingia es la iglesia abacial de Fulda, que tiene casi el tamaño de una catedral gótica. Fue construida por el arquitecto y abad del monasterio, Ratgar.
Importantes edificios prerrománicos son, además de la citada capilla palatina de Aquisgrán, las iglesias monasterio de la isla Reichenau y la sala de entrada de la abadía de Lorsch de principios del siglo IX, que es un ejemplo particularmente hermoso entre los pocos edificios carolingios supervivientes en Alemania. El arte de esta época también se conoce como renacimiento carolingio y se considera el primer movimiento arquitectónico clásico, que revive motivos de la Antigüedad.
La restauración de la autoridad imperial en el siglo X estuvo acompañada por una renovación de la arquitectura religiosa. Se construyeron grandes iglesias de carpintería de madera de proporciones armoniosas, como [la iglesia del monasterio de San Miguel en Hildesheim (alrededor de 1010-1033) y San Ciriaco de Gernrode.

Westwerk en Alemania
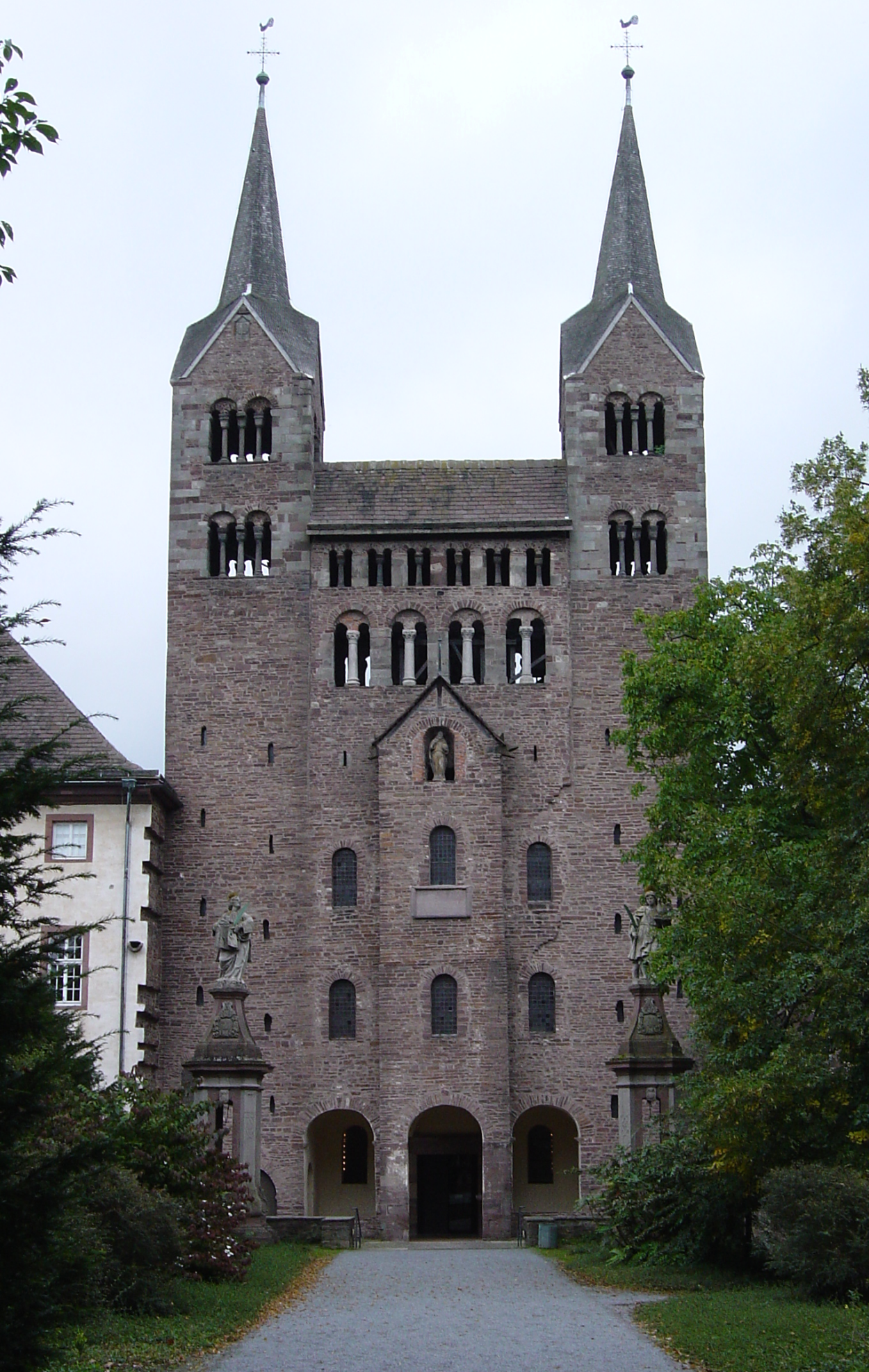
Corvey, el Westwerk conservado más antiguo (siglo IX)
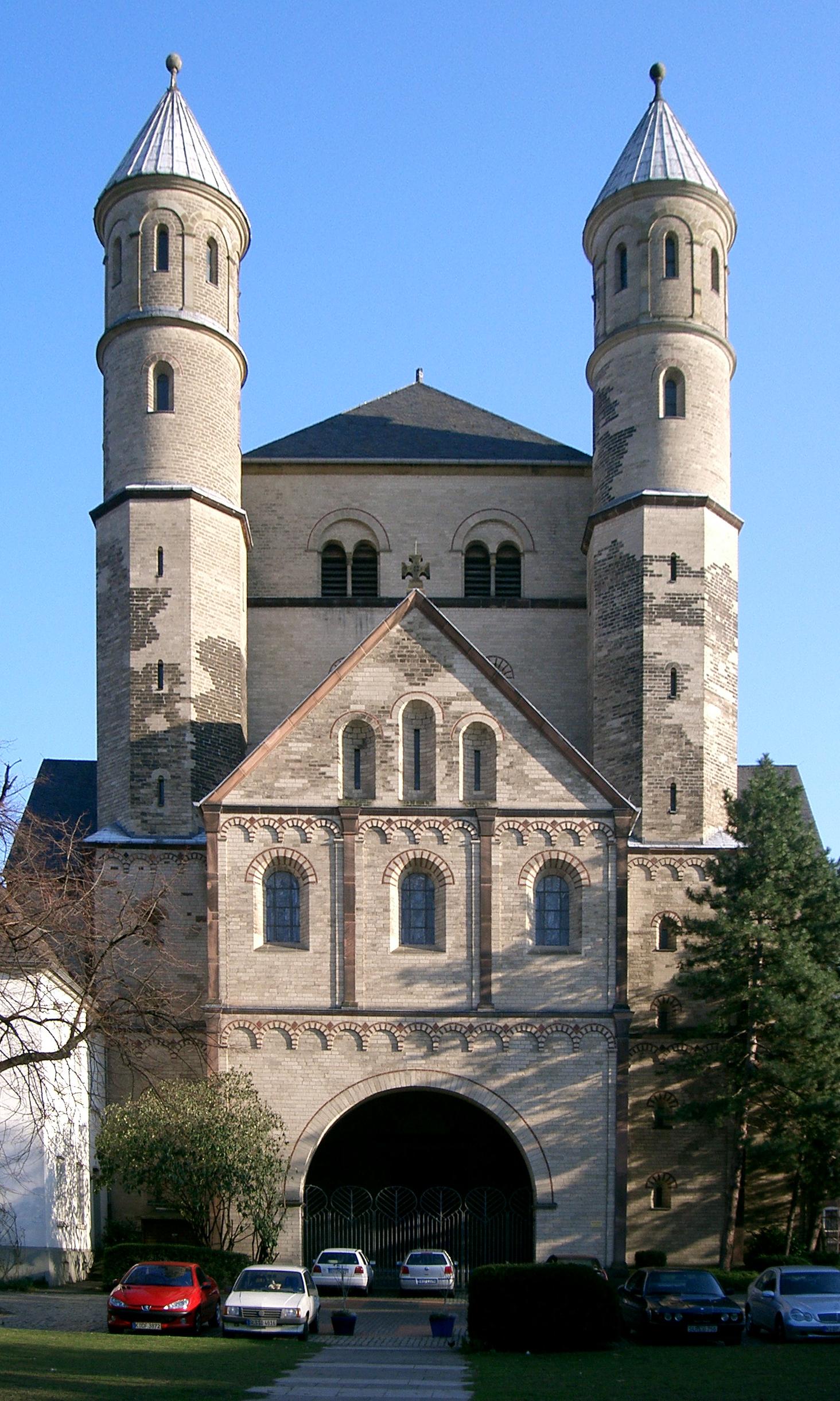
San Pantaleón en Colonia (2.ª mitad del siglo X)
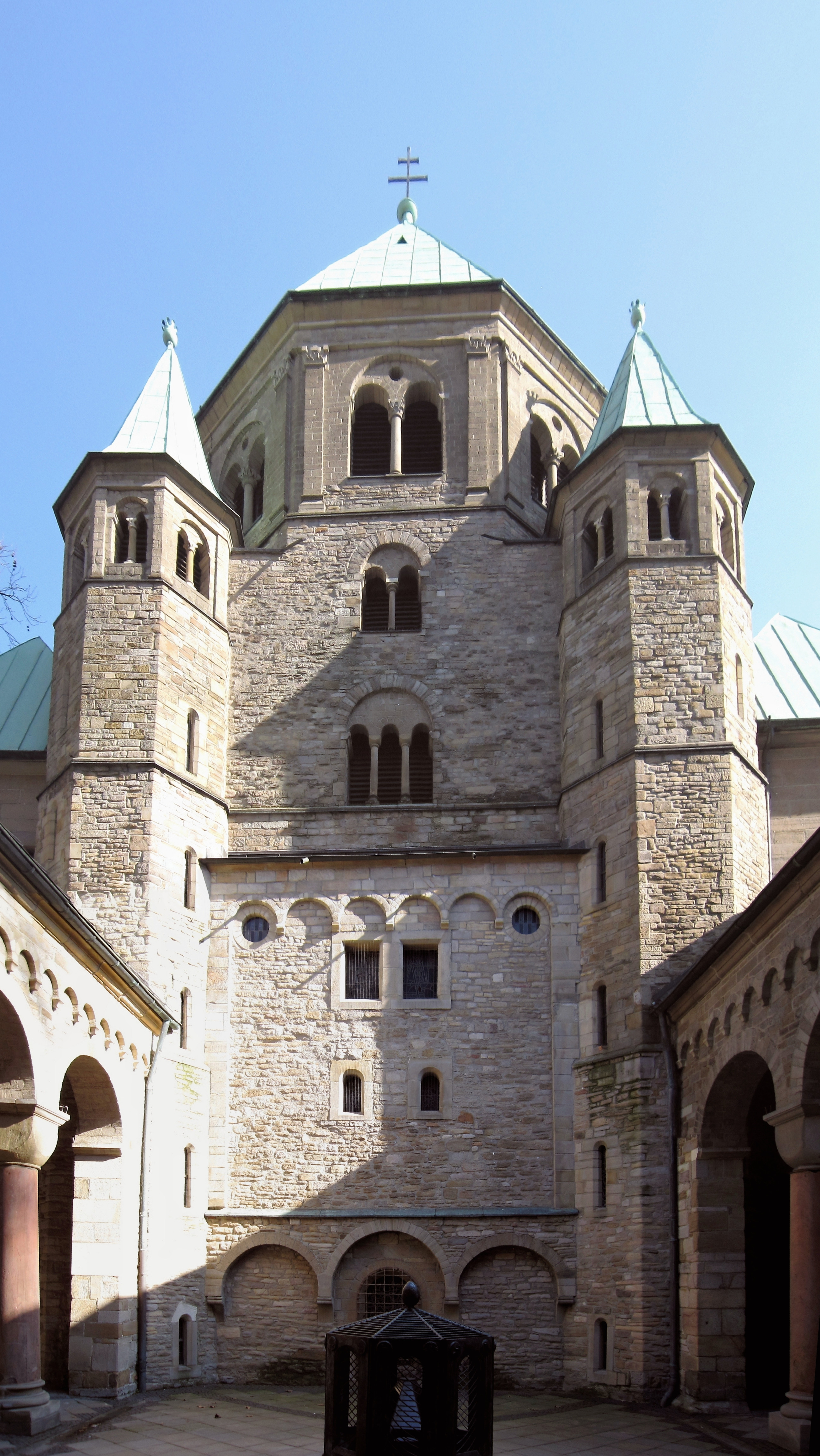
Catedral de Essen, edificio occidental (997–1002)
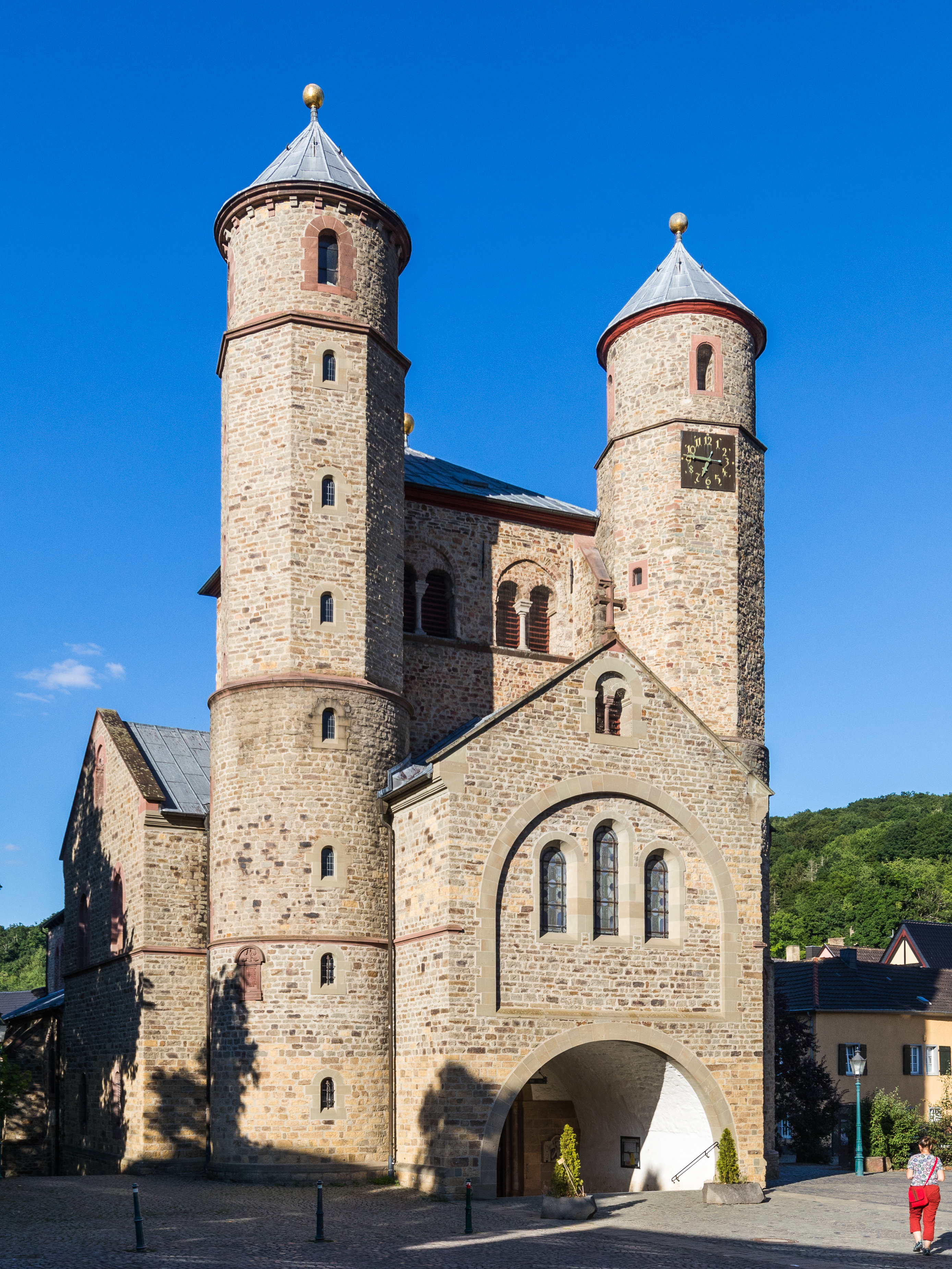
Colegiata de Bad Münstereifel (ca. 1100)
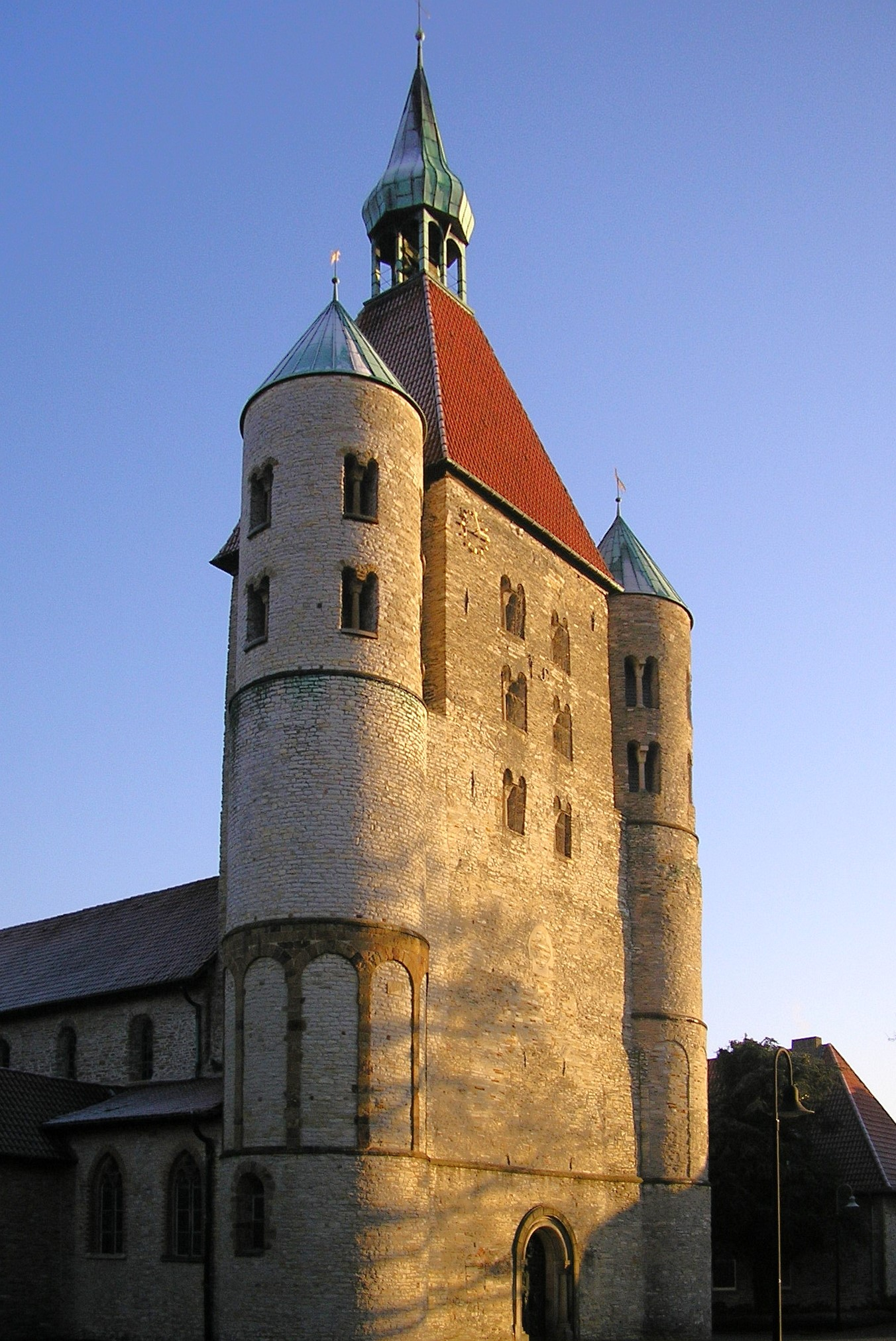
Colegiata de St. Bonifatius de Freckenhorst en Warendorf
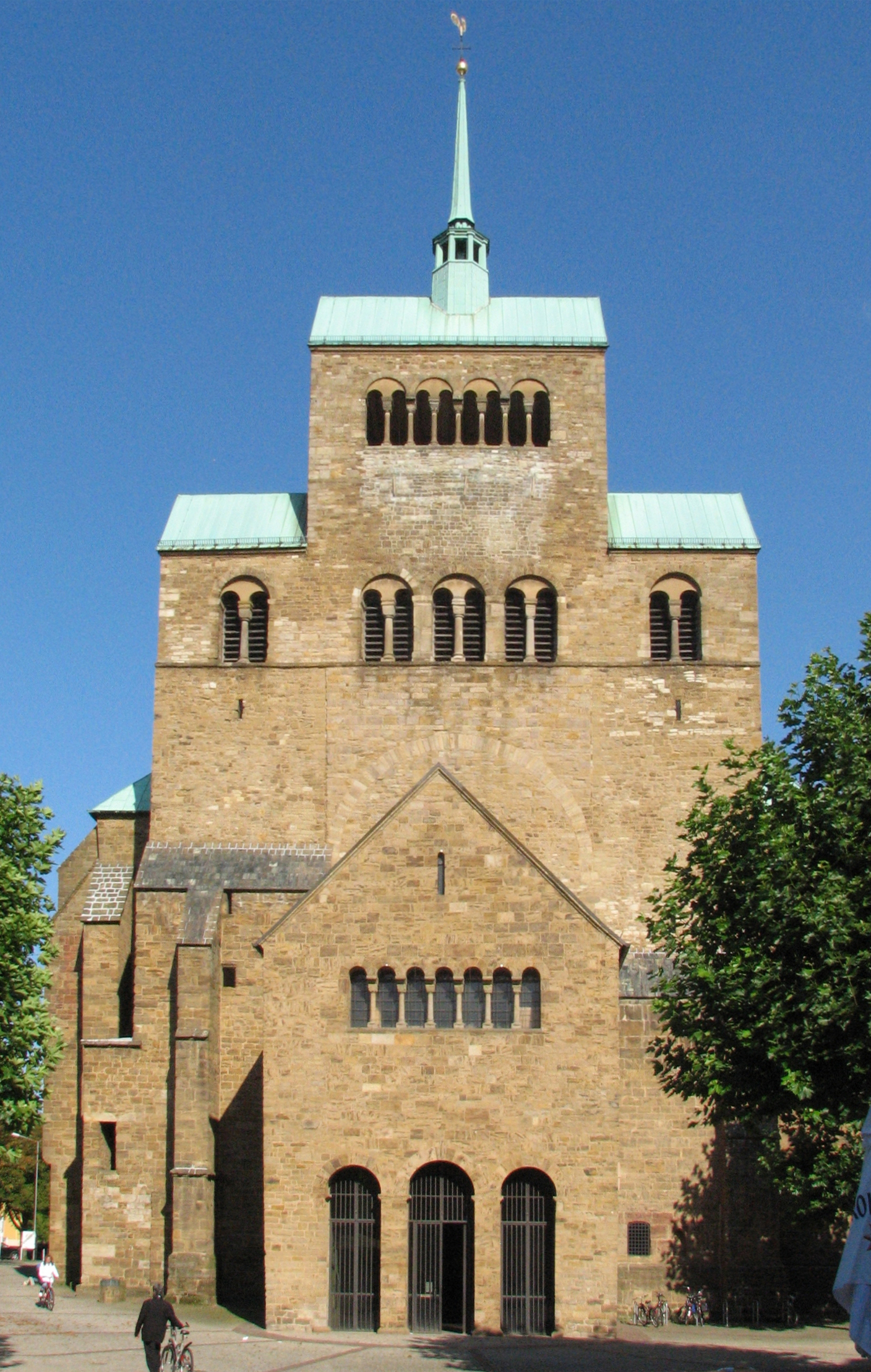
Catedral de Minden (1152)

### Arquitectura románica
Después de la división del gran imperio carolingio, la feudalidad se estableció sobre un fondo de numerosos estados casi continuamente en guerra unos contra otros. En ese contexto, los monasterios fueron la única organización social que permanecía ajena a esa inestabilidad y en ellos, eruditos y artistas encontraban un lugar inviolable en el que se conservaban las preciadas obras ancianas.La arquitectura era entonces una disciplina sagrada. Cualquier abab era un buen maestro de obras, capaz de trazar una planta y dirigir la construcción de una iglesia, el monumento por excelencia del momento, al punto que a veces, a la arquitectura románica se le llama monástica.
En Alemania, el estilo se desarrolla en los siglos XI y XII y continua hasta mediados del XIII. De las tres escuelas románicas —lombarda, renana y francesa—, obviamente será la Renana la que estilísticamente marque la etapa, aunque tendrá préstamos de las otras en las zonas limítrofes. Estas diferentes escuelas tendrán varios centros artísticos ocupados en resolver el problema de la sustitución de los antiguos techos de madera de las basílicas latinas por abovedamientos en piedra. En un momento de frecuentes incursiones normandas, esas techumbres de los monasterios ardían fácil y rápidamente, causando el derrumbe de gran parte de las edificaciones. El problema se resolvió con métodos diferentes que dependían de los recursos locales, de las dificultades técnicas y de la pericia de los ejecutantes, lo que condujo a una gran variedad de manifestaciones, a pesar de la opinión mal fundada de unidad estilística. Las bóvedas si serán el elemento característico, no solo por su utilización sino por las disposiciones constructivas especiales que exigían. Al ejercer un importante empuje lateral, debían contrarrestarse con la construcción de espesos muros, contrafuertes y arcos fajones reposando sobre gruesos pilares. Esto dio a los edificios un carácter severo, austero y las iglesias parecían fortalezas precedidas de un poderoso nártex en forma de donjon. Todavía no es la iglesia triunfante, pero ya es una iglesia militante, símbolo de un tiempo en el que se constituiran las órdenes monásticas militares y las comunidades de monjes soldados: cruzados y caballeros teutónicos.
El abovedamiento de la nave principal requería el uso, en las naves laterales, bien de una semi-bóveda de cañón continua (cuarto de círculo), o bien de una serie de arcos que tienen su eje longitudinal perpendicular al de las laterales. Estos dos sistemas de contraempujes tienen la desventaja de dificultar la perforación de ventanas en las paredes altas; como resultado, la parte principal de la iglesia recibía la luz del día solo desde las ventanas de las naves inferiores y, por lo tanto, quedaba en relativa oscuridad.
El sistema de bóvedas se aplicó primero a la cripta (bóveda de cañón o bóveda de aristas), luego al ábside (bóveda de cul-de-four) y al coro, luego a las naves laterales y finalmente a la nave principal, pero después de tres siglos de prueba y error, ya a mediados del siglo XII, el arte románico había alcanzado su apogeo en casi todas partes. En general, las iglesias románicas fueron construidas sobre una planta en forma de cruz latina; las escasas que tuvieron plantas en cruz griega o en forma poligonal, fueron cubiertas con un abovedamiento de cúpulas con trompas o colgantes. Estaban siempre orientadas; el coro, al este y la torre, al oeste.

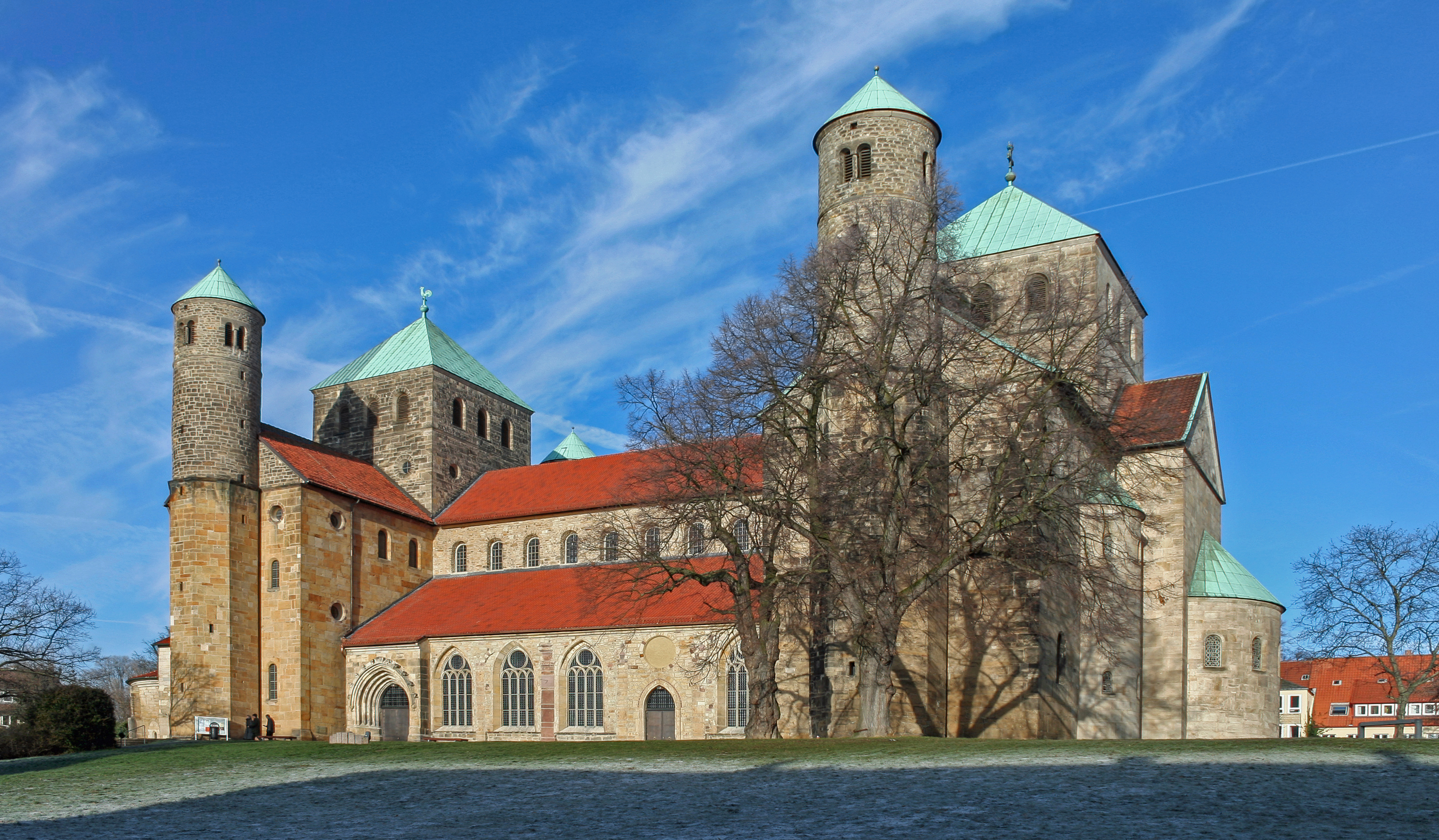
iglesia de San Miguel de Hildesheim

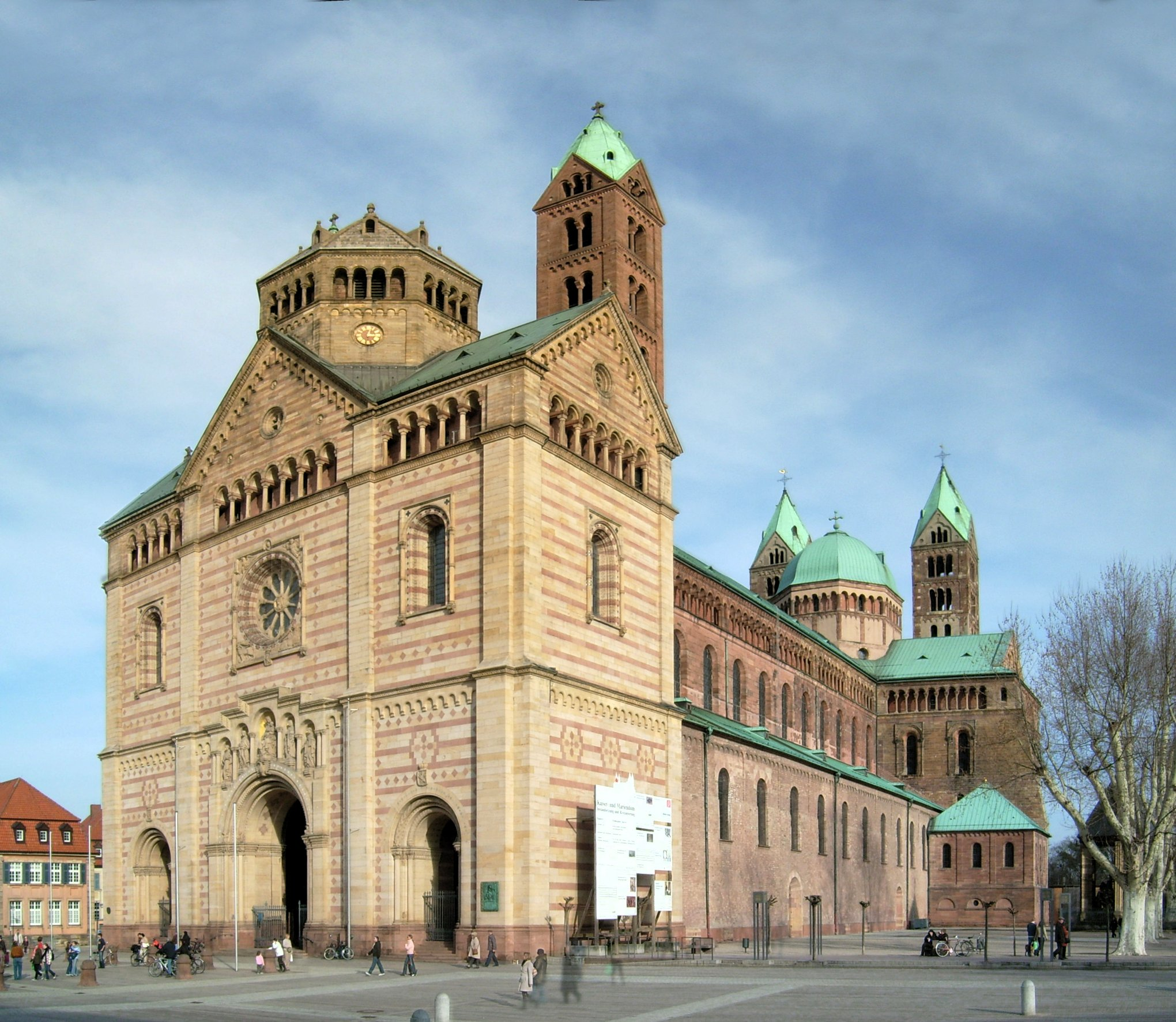
La "nueva" catedral imperial de Espira

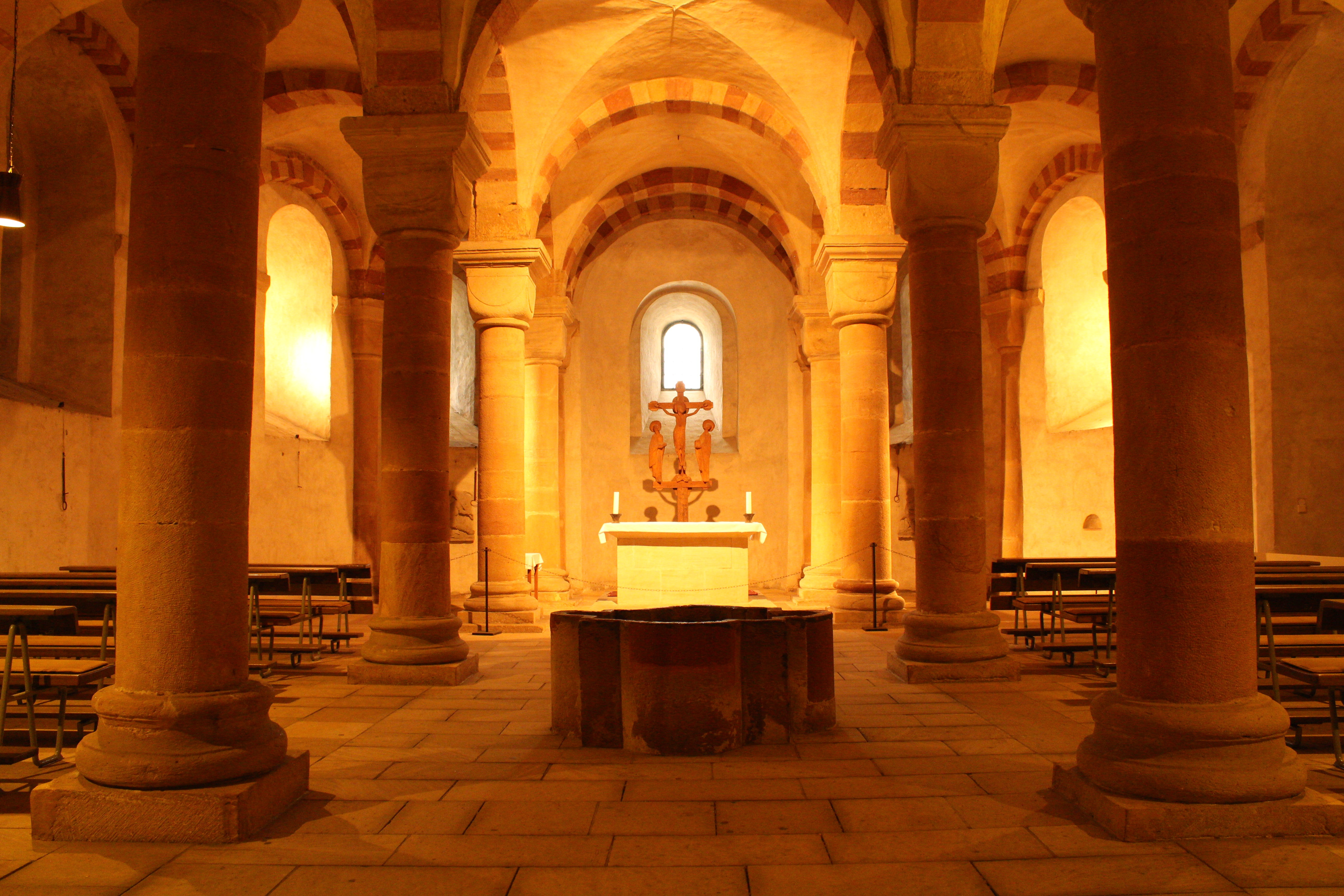
La cripta de la catedral de Espira

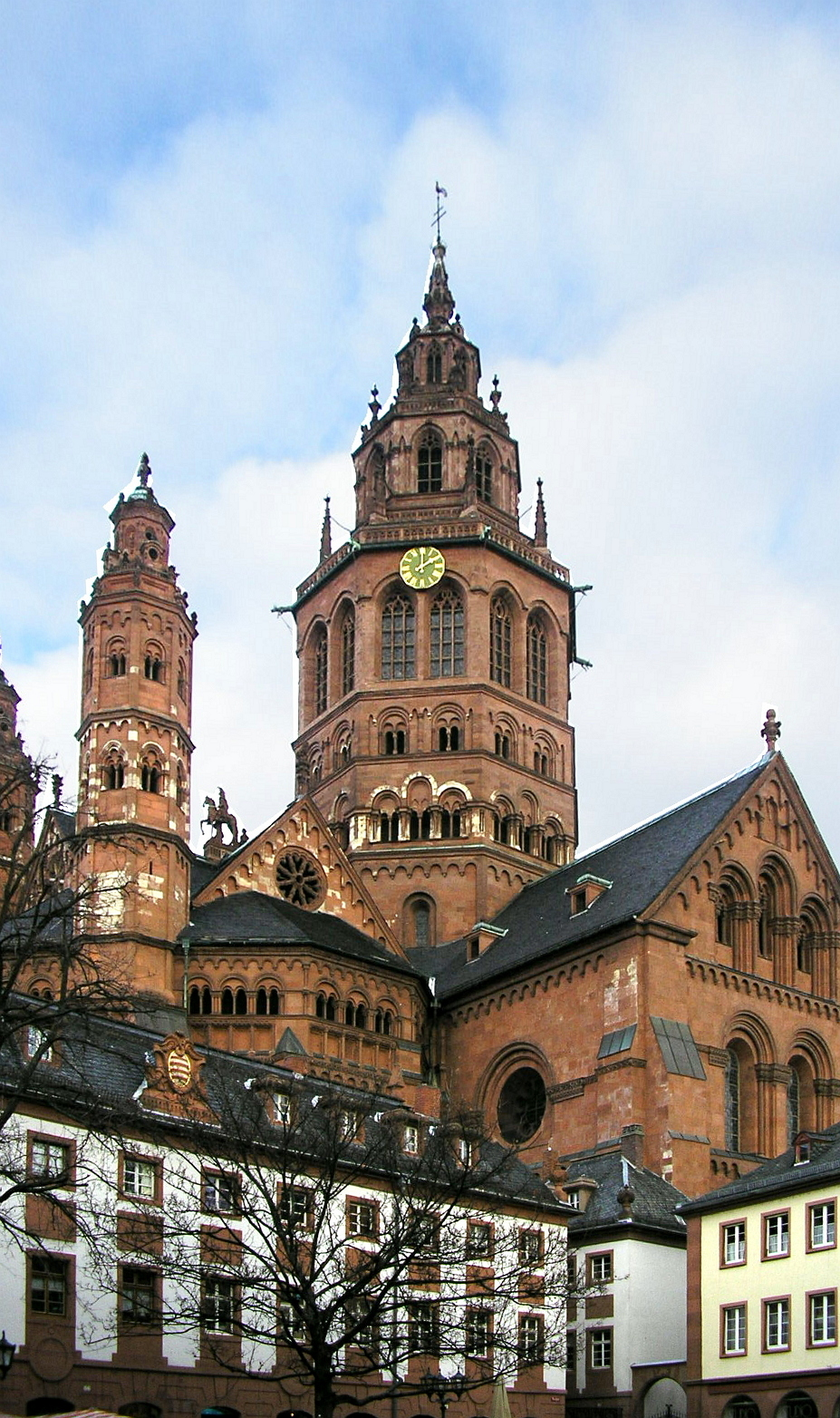
La catedral de Maguncia, uno de los mayoresedificios románicos que se conservan, vista desde el suroeste: en el centro, la torre barroca del transepto de Franz Michael Neumann; a la izquierda, flanqueando el coro, hay dos pequeñas torres escalonadas y entre ellas,la estatua del caballero Martin de Tours destaca contra el cielo.

De la iglesia abacial de San Ricario en Centula (cerca del actual Abbeville, en el norte de Francia), muy favorecida por Carlomagno, derivan muchas arquitecturas alemanas de finales del siglo X: por ejemplo, la iglesia de San Pantaleón de Colonia, caracterizada por un severo westwerk (980). El tema del westwerk se retomó más tarde en la iglesia de San Miguel de Hildesheim, que comenzó inmediatamente después del año 1000: el edificio se basa en un esquema geométrico regular, con una nave central y tres naves laterales en la que se insertan dos transeptos, dos coros y dos ábsides. La particularidad de la nave de Hildesheim, todavía con techumbre plana de madera, son los soportes alternos que soportan una arcada de arcos de medio punto: este esquema, que proporciona una sucesión de pilares y columnas, tuvo una difusión considerable en toda Europa central.
En Alemania, obviamente el arte románico se superpusó con el arte otoniano. El ducado de Sajonia experimentó, como región de origen de los otones, una explosión cultural, a causa de los depósitos de mineral y de los buenos suelos, especialmente en la región de Harz. Aquí las iglesias como la citada de San Miguel de Hildesheim y San Ciriaco de Gernrode surgieron a principios del románico. En Goslar comenzó en 1005 la construcción del Palacio Imperial (1005-1056), que será la corte regia de los emperadores germánicos (1050-1253). En el siglo XI también se comenzaron muchos castillos, como el de Núremberg y el de Wartburg, que se ampliaron posteriormente en estilo gótico.
A partir del siglo XI, se desarrolló plenamente el estilo románico renano, que se caracterizará por la existencia de tres ábsides que forman un trébol. En la sede episcopal renana se construyeron nuevas catedrales que marcaran el gusto por los edificios religiosos muy grandes, altos y desarrollados en longitud, construidos en ladrillo; como la temprana construcción románica de Willigis Bardo de la catedral de Maguncia (desde 1009), la catedral imperial de Espira (desde 1030) o también  importantes iglesias monásticas como la de la abadía de Santa Maria Laach.
Un punto de inflexión lo marcó la reconstrucción de la catedral de Espira (Espira II), reconstruida en 1080, solo veinte años después de la conclusión de la primera catedral (Espira I). En el nuevo edificio, el edificio románico más importante del país y en el siglo XI el edificio más grande en el mundo cristiano y un símbolo edificatorio del poder de los salios, se retomó la grandiosa planta de la iglesia anterior, con una nave igualmente ancha y alta, pero esta vez estaba cubierta por bóvedas de crucería en lugar de una cubierta plana. Además, el motivo decorativo de las semicolumnas muy altas, primero apoyado contra los pilastras y luego continuando en la pared casi hasta el techo, fue recogido nuevamente en la nave. Fue en ese momento cuando se construyó el edificio románico más importante del país, la catedral de Espira. En Espira II se mejoró este efecto plástico, llegando a crear tres niveles superpuestos de columnas y semicolumnas, cada uno de los cuales correspondía al desarrollo de un elemento sustentado: las bóvedas, los arcos de acceso a los naves laterales, las arcadas ciegas alrededor de las ventanas. En el exterior se construyó una galería que recorre alrededor la catedral a la altura del matroneo, caracterizada por las arcadas sobre columnas: sirvió para fusionar algunas de las partes más antiguas del edificio y se retomó en muchas construcciones de la región, más por el hermoso efecto del claroscuro que por un uso práctico real.
Otro hito de la arquitectura de este período es la iglesia abacial de Santa Maria Laach en Renania, que comenzó en 1093 y finalizó en el siglo XIII. A pesar del largo período de construcción, la apariencia del edificio es unitaria y se caracteriza por una combinación compleja de diferentes volúmenes. La parte central está rodeada por la zona monumental del crucero y del westwerk, ambos flanqueados por dos torres (en un lado de base cuadrada, en el otro redonda); también en el cruce del transepto con la nave central se yergue un cuerpo octogonal, mientras el westwerk está dominado por una robusta torre central de volúmenes paralepipédicos superpuestos, culminando con un techo inclinado, que marca el punto más alto de la basílica. Los muros externos están animadas por lesenas de piedra más oscuras y arcos colgantes.
Importante para la afirmación del estilo románico fue la llamada escuela de Colonia. Antes del estallido de la Segunda Guerra Mundial en Colonia existían, de hecho, numerosas iglesias románicas caracterizadas por la terminación triconcha; ese es el caso, por ejemplo, de la basílica de Santa María del Capitolio, delimitada en el frente oriental por tres ábsides dispuestos ortogonalmente entre sí, en la que, aparte del coro, los brazos de la nave lateral también tienen ábsides. Aún hoy se conservan las llamadas doce basílicas románicas además de la catedral gótica.
Evidencias arquitectónicas románicas se pueden encontrar en todo el país, con muchas iglesias y monasterios fundados durante ese período. En Sajonia-Anhalt se encontrará la ruta del románico. El románico renano, con obras como la catedral de Limburg o la iglesia de la ciudad en Bacharach, trajo edificios que a menudo hacen uso del color. De particular importancia son la colegiata de San Servacio en Quedlinburg, patrimonio de la Humanidad desde 1994, y también la catedral de Lübeck (1173-1335), la catedral de Brunswick (1173-1195), la catedral de Tréveris (1235-1270) y la catedral de Bamberg (1081-1111), reformada en el XIII y cuya última etapa ya corresponde al período gótico. La catedral de Worms (1125-1181) y la catedral de Maguncia (ca. 975-1037) también son ejemplos citados de arquitectura románica.
También destaca el monasterio de Maulbronn, declarado patrimonio de la Humanidad en 1993, que se considera un importante ejemplo de arquitectura cisterciense. Fue construido entre los siglos XII y XV y, por lo tanto, también tiene componentes góticos.
Ya en la época del románico tardío, el duque de Sajonia Enrique el León fue un gran constructor, fundador de las ciudades de Múnich (1157-1158), Lübeck (1159) y Schwerin (1160); también fundó y desarrolló las ciudades de Stade, Luneburgo y Brunswick, donde hizo construir la catedral. A finales del románico, este edificio de ladrillo tomó inspiración del románico lombardo, introducido de forma esporádica en el sur de Alemania, pero que dio forma el paisaje en el norte de Alemania (véase románico del ladrillo en inglés).
Poco a poco, la arquitectura de las iglesias se vio influida por el estilo gótico: la catedral de Naumburgo y las iglesias de Limburgo, de Andernach, aunque mantienen su aspecto románico, tienen una estructura más cercana al gótico.

Románico en Alemania
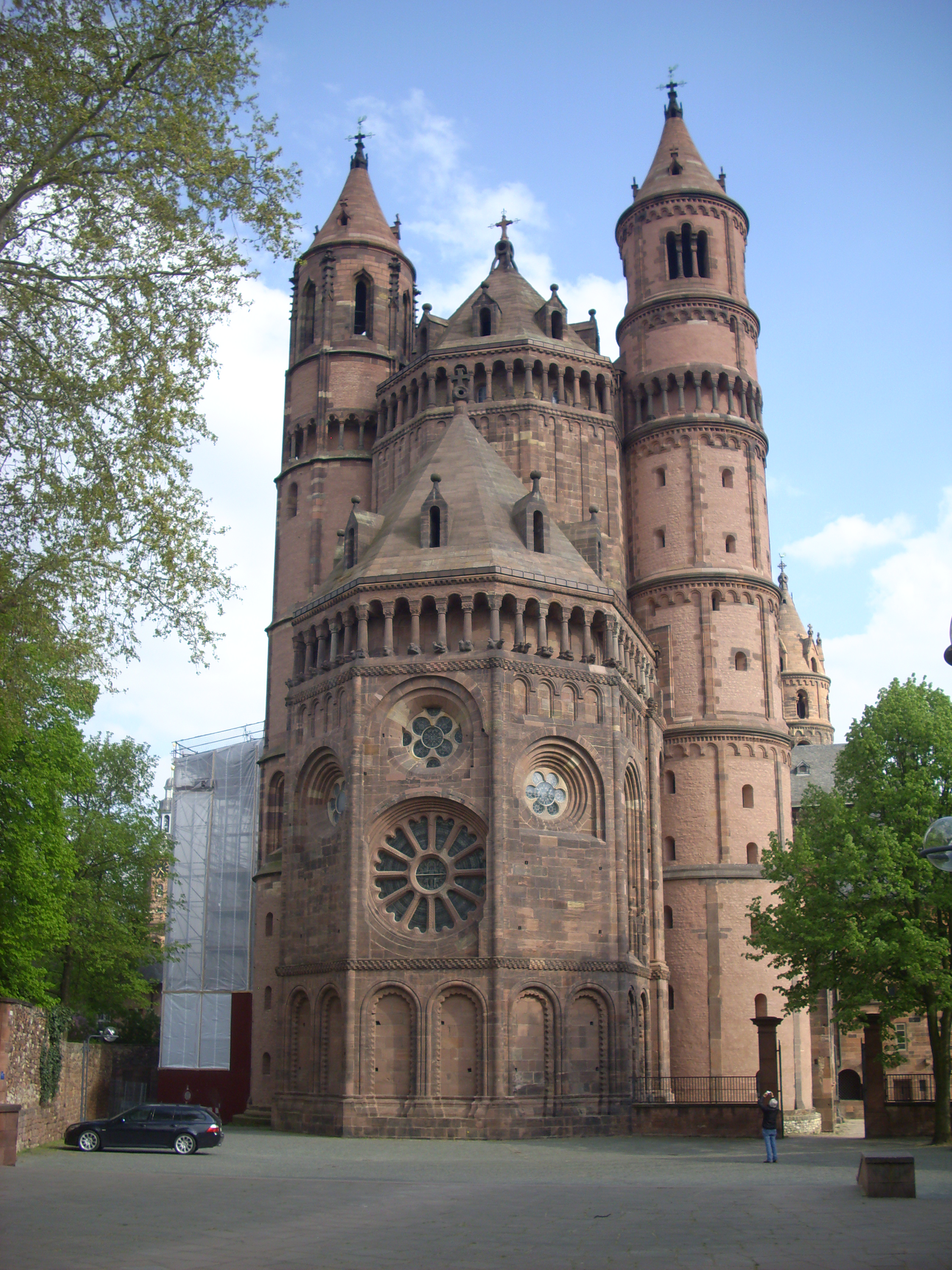
Catedral de Worms (1125-1181)
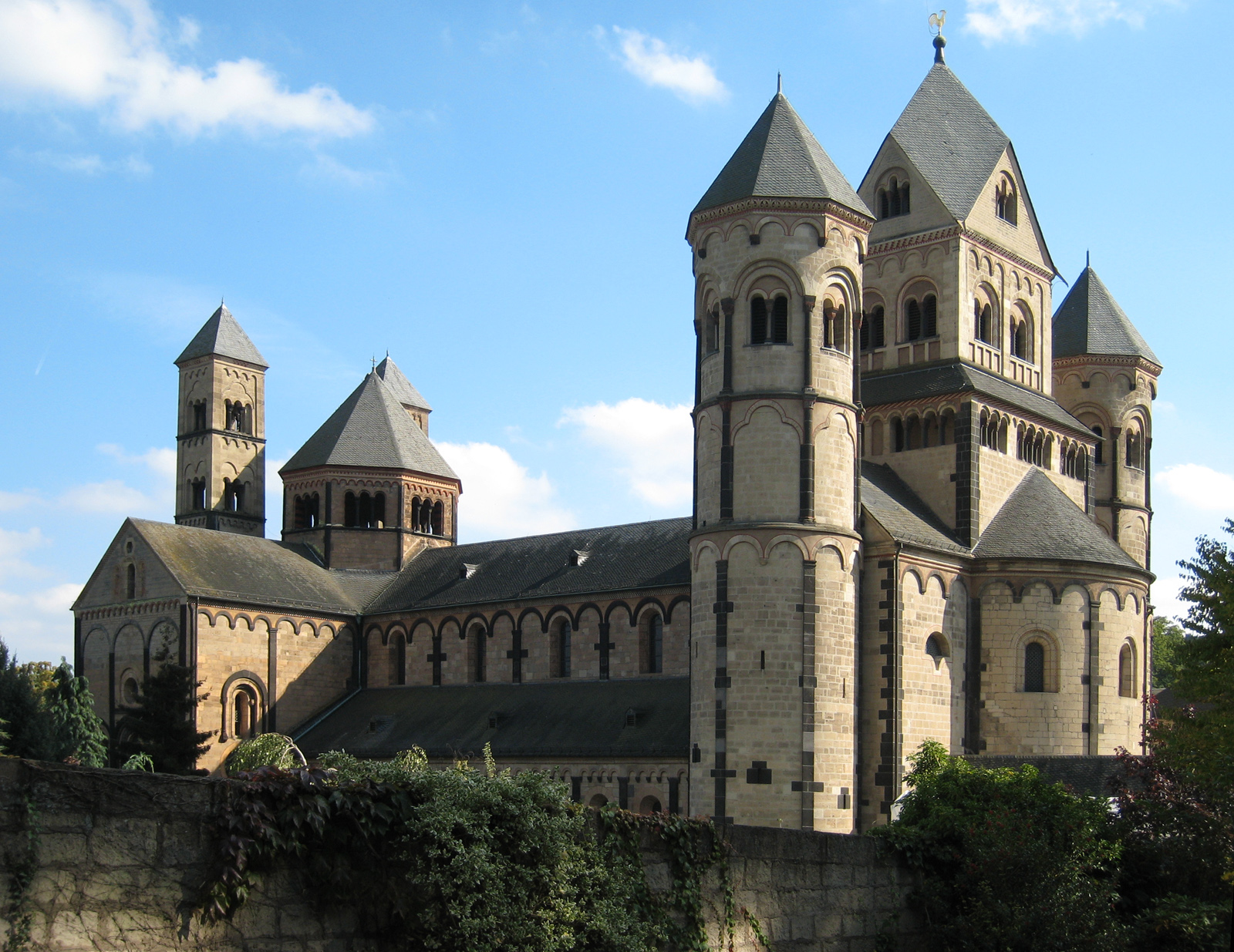
Iglesia abacial de Santa Maria Laach (1093-1235)
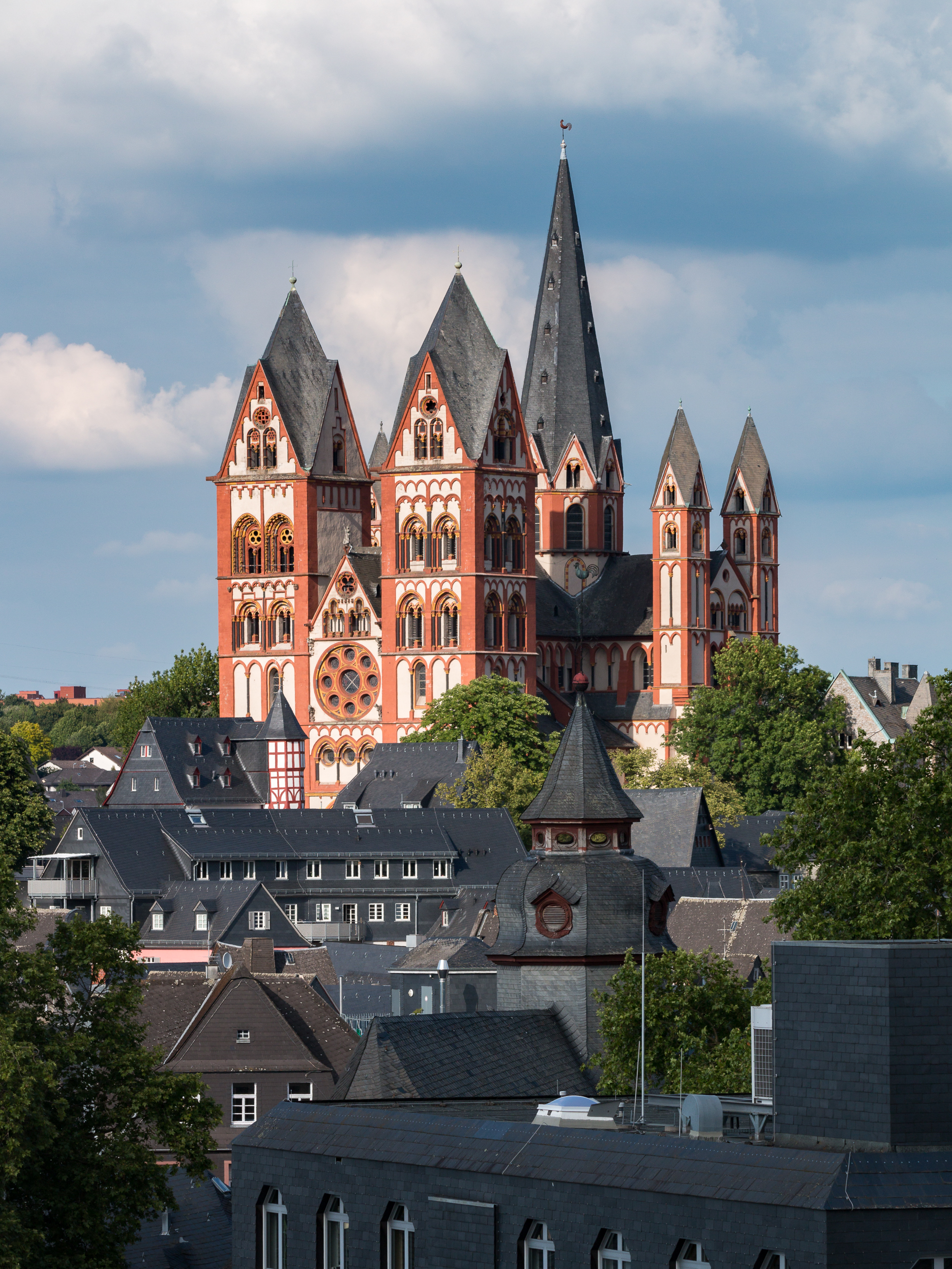
Catedral de San Jorge (Limburgo) (ca.1200-1235)
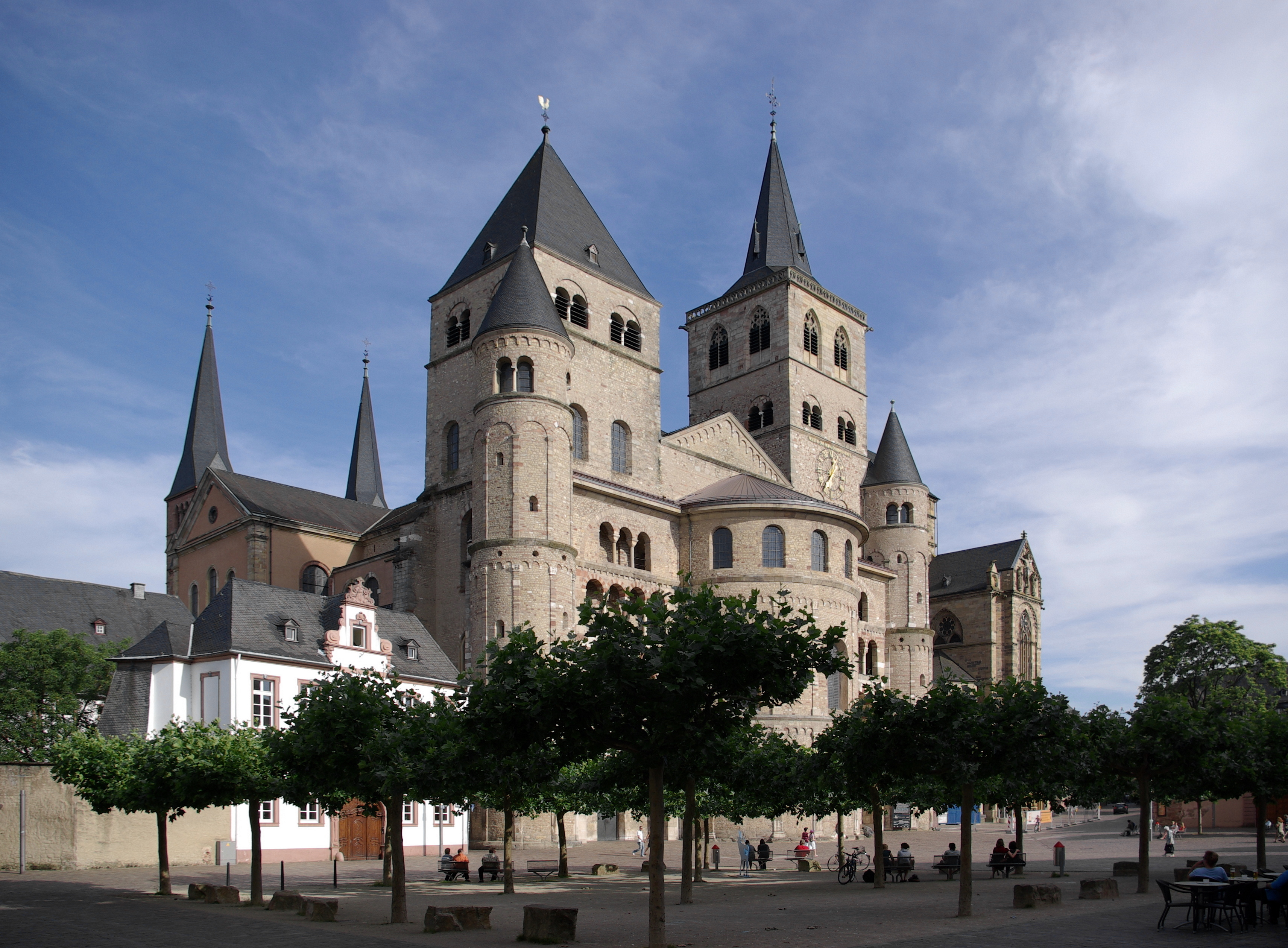
Catedral de Tréveris (1235-1270)

### Arquitectura gótica

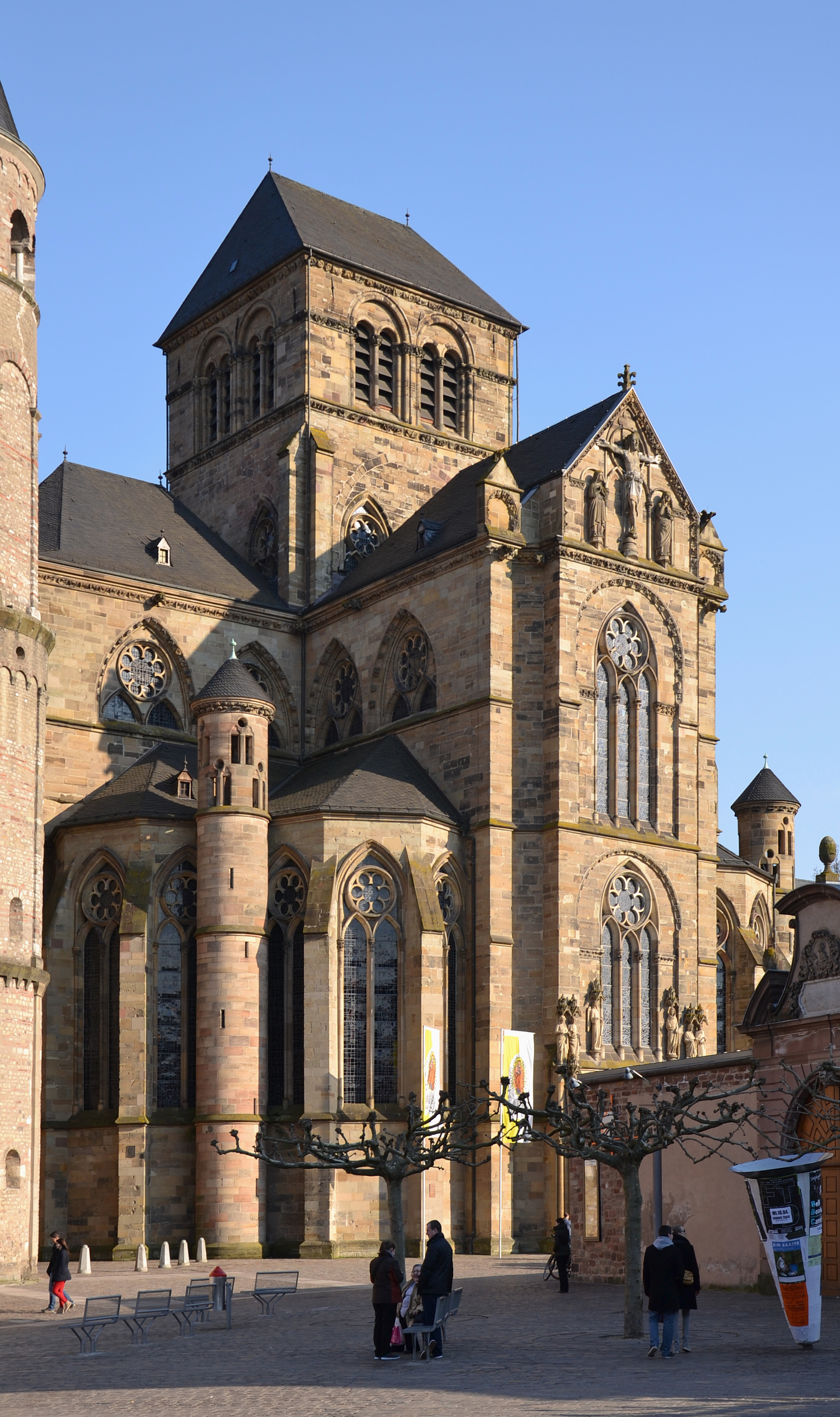
La iglesia de Nuestra Señora de Tréveris es la iglesia puramente gótica más antigua de Alemania, de 1230

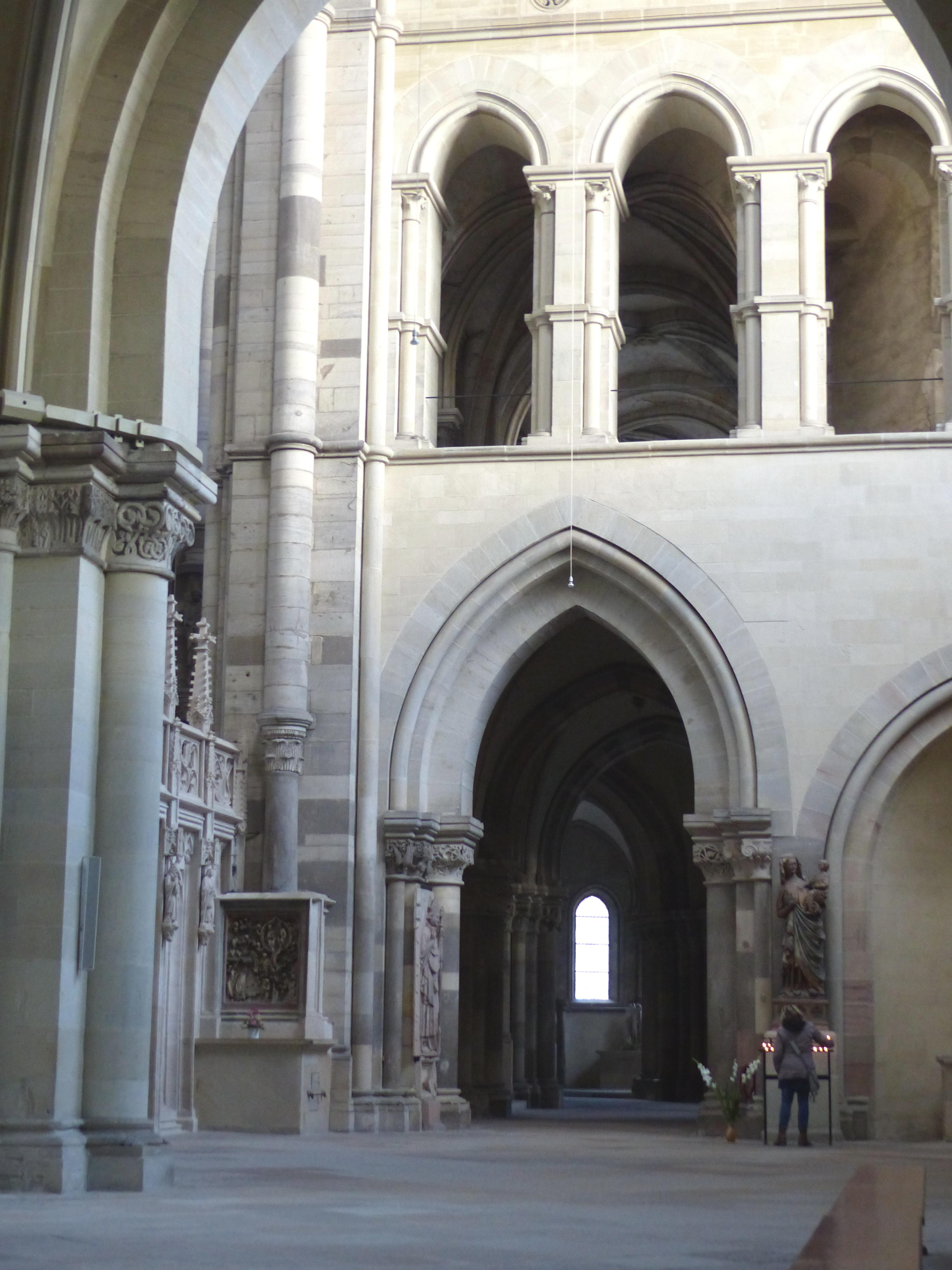
Catedral de Magdeburgo, de 1207/1209, concepción gótica desde el principio

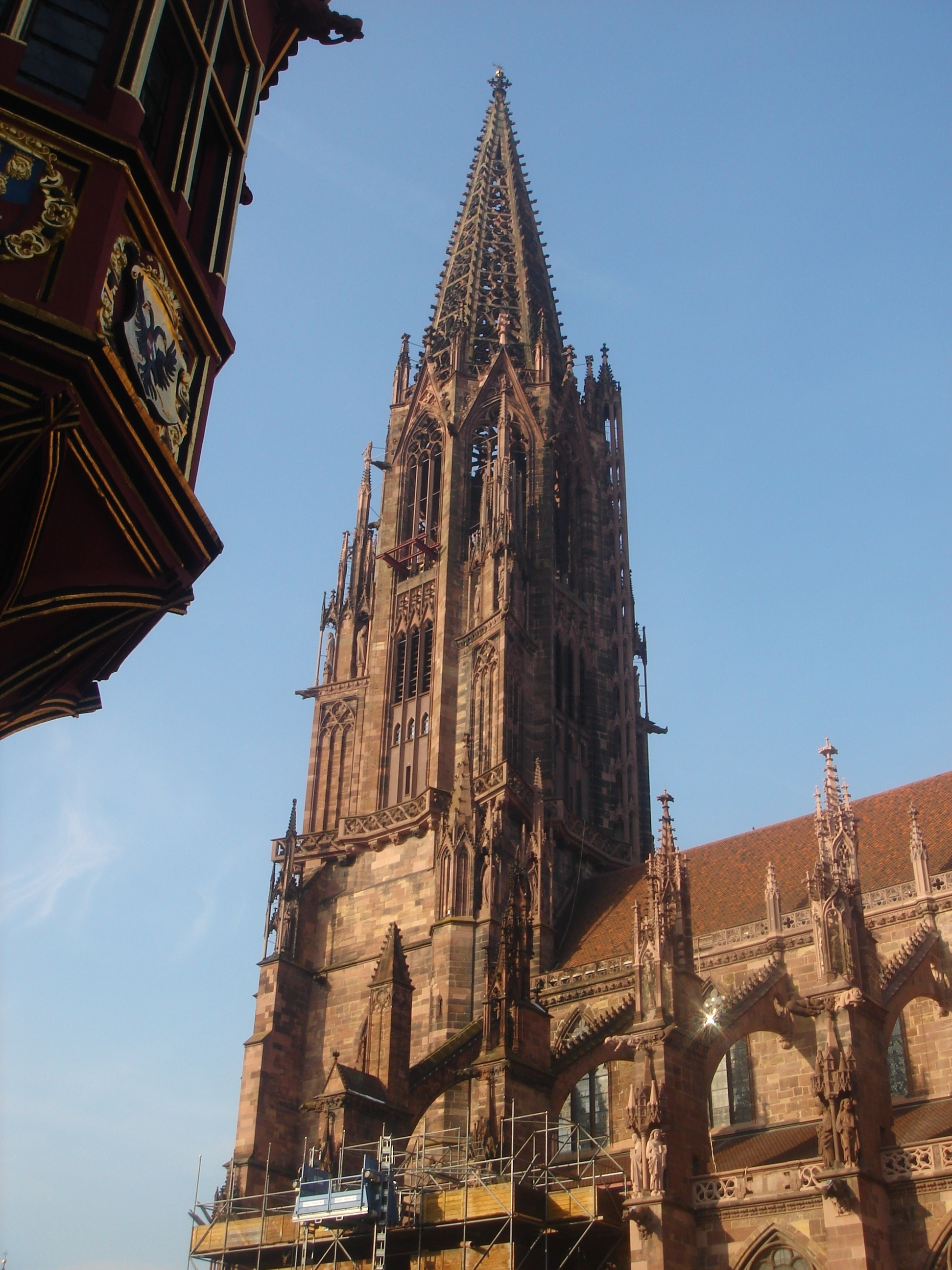
La torre de la catedral de Friburgo, con la única aguja gótica alemana acabada en la Edad Media

Alemania recibió el gótico, con retraso, posiblemente a través de la orden cisterciense. El temprano  estilo que llegaba desde Francia estaba allí ya bastante formado y convivirá durante algún tiempo con las formas románicas alemanas, que se resistían al nuevo estilo, y así los primeros arcos de ojiva no se construyen hasta los primeros años del siglo XIII. La influencia francesa va a ser muy importante ya que los arquitectos franceses del siglo XIII viajaban por toda Europa central, llevando también sus técnicas. Hasta el final de la Alta Edad Media el estilo gótico no será generalmente aceptado en Alemania. Durante el siglo XIV, en las iglesias las columnas se hicieron extraordinariamente delgadas, los nervios adquirieron perfiles muy afilados, las bóvedas se aplanaron y se cubrieron con combinaciones de nervios en forma de red. En el siglo XV, Alemania, al igual que sucedía con lo que serán Bélgica y Países Bajos, ya era un país próspero que producía una rica arquitectura de gran interés.
Durante el período gótico temprano francés en Alemania sólo se inició un trabajo significativo de este estilo, alrededor de 1180, la reconstrucción gótica de la catedral de Limburgo basada en el modelo de la catedral de Laon. El primer gran edificio que comenzó en estilo gótico, la catedral de Magdeburgo (de 1207/1209), se remonta al período del alto gótico francés, pero sus partes más antiguas todavía muestran claramente características góticas tempranas. Magdeburgo era sede de una importante diócesis desde el año 968 (sólo inferior en categoría a la sede primada de Maguncia), desde donde se había evangelizado parte de la Europa oriental. El obispo Alberto II, que había estudiado en Francia y deseaba imitar el estilo de los edificios que había visto allí, promovió la reconstrucción de la catedral en el año 1209, que se prolongó en el curso del siglo XIII y que no se acabó hasta 1520 con la colocación de los chapiteles de las torres. Todavía se notan en ella elementos de la tradición del románico alemán.
Sin embargo, en varias iglesias del románico tardío, se mantuvieron las proporciones generales tradicionales y los portales y ventanas en arco, pero se adoptó la innovación estructuralmente ventajosa de la bóveda de crucería de arco apuntado para los techos. El edificio central de la Iglesia de Nuestra Señora de Tréveris (desde aproximadamente 1230), la abadía de San Mauricio en Tholey (desde aprox. 1230) y la Iglesia sala de Santa Isabel en Marburgo (1235-1283) se consideran las primeras iglesias puramente góticas en el territorio alemán actual. Santa Isabel  es un hito importante en la evolución del gótico alemán, iglesia de la Orden Teutónica que alberga las tumbas de los ladngraves de Turingia, a cuya familia perteneció santa Isabel de Turingia (o de Hungría), muerta en 1231 tras una vida de ascetismo y caridad, y canonizada poco después. La iglesia se construyó también pocos años después de su muerte. Presenta una planta longitudinal, con dos altas torres en la fachada. La parte oriental no tiene deambulatorio sino una forma de trifolio constituida por el ábside central y dos ábsides simétricos que se abren en el transepto, constituyendo un triple coro que sustituye las capillas radiales del gótico francés, y que engloba un espacio unitario y cóncavo, adaptando el lenguaje formal francés y una planimetría espacial geométricamente determinada, casi de planta central, con naves longitudinales. El lenguaje formal de esta arquitectura es similar al de Toul y Tréveris, si bien Marburgo dependía eclesiásticamente de Maguncia. La rivalidad entre el landgrave de Turingia y el arzobispo de Maguncia condujo al landgrave a buscar su propio modelo en una archidiócesis ajena. La iglesia en gótico temprano del  monasterio cisterciense de Haina, que también puede preceder a la iglesia de Marburgo, está estrechamente relacionada con la iglesia de Santa Isabel.
También alrededor de 1230 el coro de la catedral de Wetzlar y la nave de la catedral de Friburgo se iniciaron como proyectos de renovación gótica. La  catedral de Friburgo, cuya construcción había comenzado en 1200, se reconstruyó en estilo gótico desde 1230 y es uno de los edificios góticos más importantes del país. Su torre de 116 metros fue considerada por Jacob Burckhardt como la más bella de la arquitectura cristiana. La torre es casi cuadrada en la base; en su centro, está la galería dodecagonal estrellada; luego es octagonal y se remata con la aguja cónica. Tiene una auténtica aguja gótica, que se completó alrededor de 1340 y que es la única de las agujas alemanas que fue completada en la Edad Media y que sobrevivió a los bombardeos de noviembre de 1944. Las formas góticas podrían haber sido llegado a Friburgo a través por la iglesia del monasterio cisterciense Tennenbach, pero su posición cronológica no ha sido aclarada. En el caso de la catedral de Paderborn, cuyas dos tramos occidentales todavía corresponden al concepto de basílica románica, la construcción gótica continuó a partir de 1231, pero no según el modelo de la Île de France, sino según el modelo de la catedral de Poitiers
La catedral de Tréveris (alrededor de 1233-1283) es un edificio doble, formado por dos iglesias, una dedicada a San Pedro y otra a la Virgen. La de San Pedro sufrió una modificación parcial en época gótica, pero conservó la planta románica, mientras que la iglesia capitular de la Virgen María (Liebfrauenkirche) se renovó hacia el año 1230, demoliendo el alzado anterior y reconstruyéndola con una planta casi circular y con rigurosas correspondiencias geométricas, adaptando el lenguaje gótico a esa inusual forma.

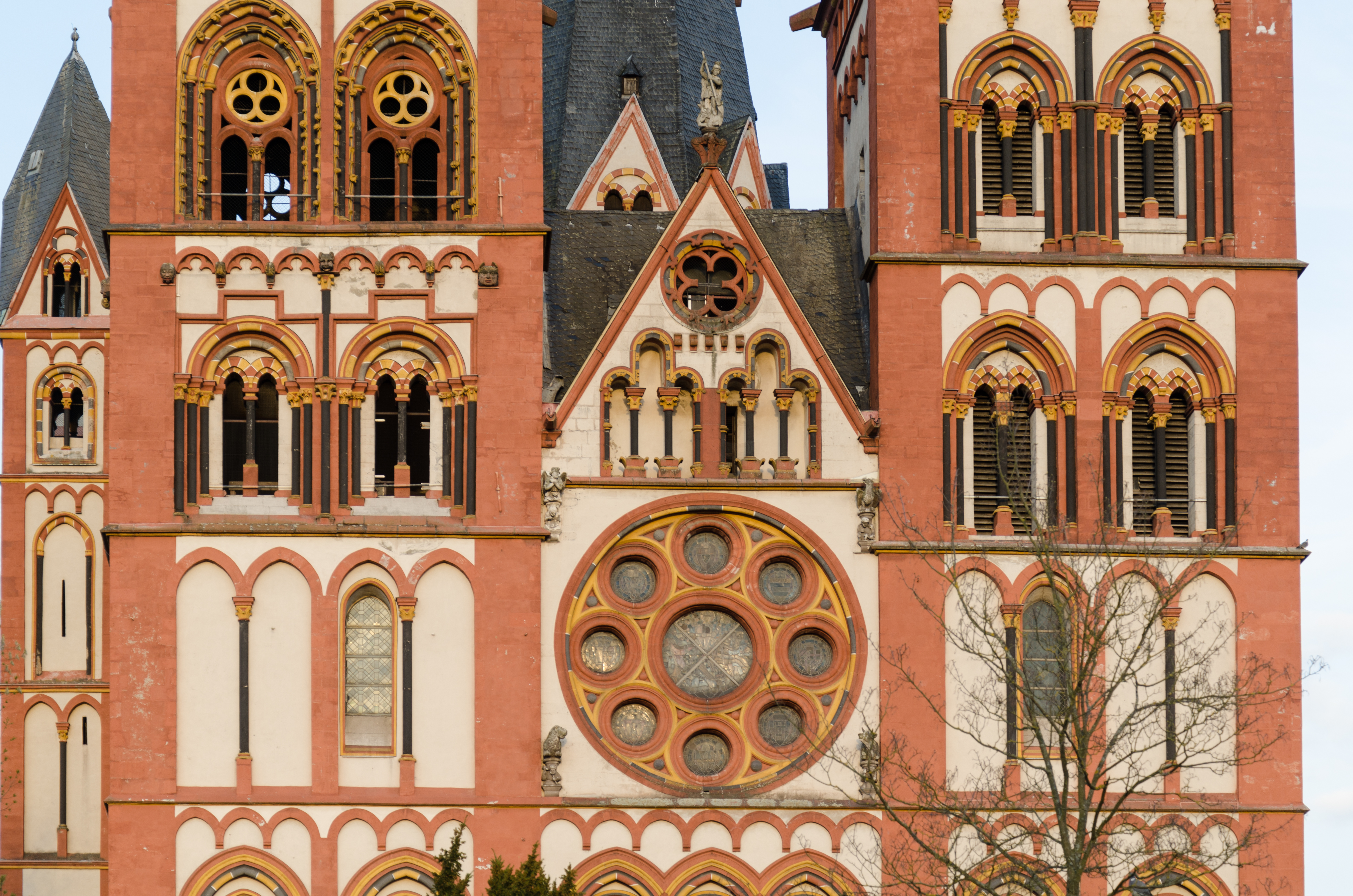
Catedral de Limburgo, un edificio románico donde aparece el primer ejemplo gótico temprano en el rosetón
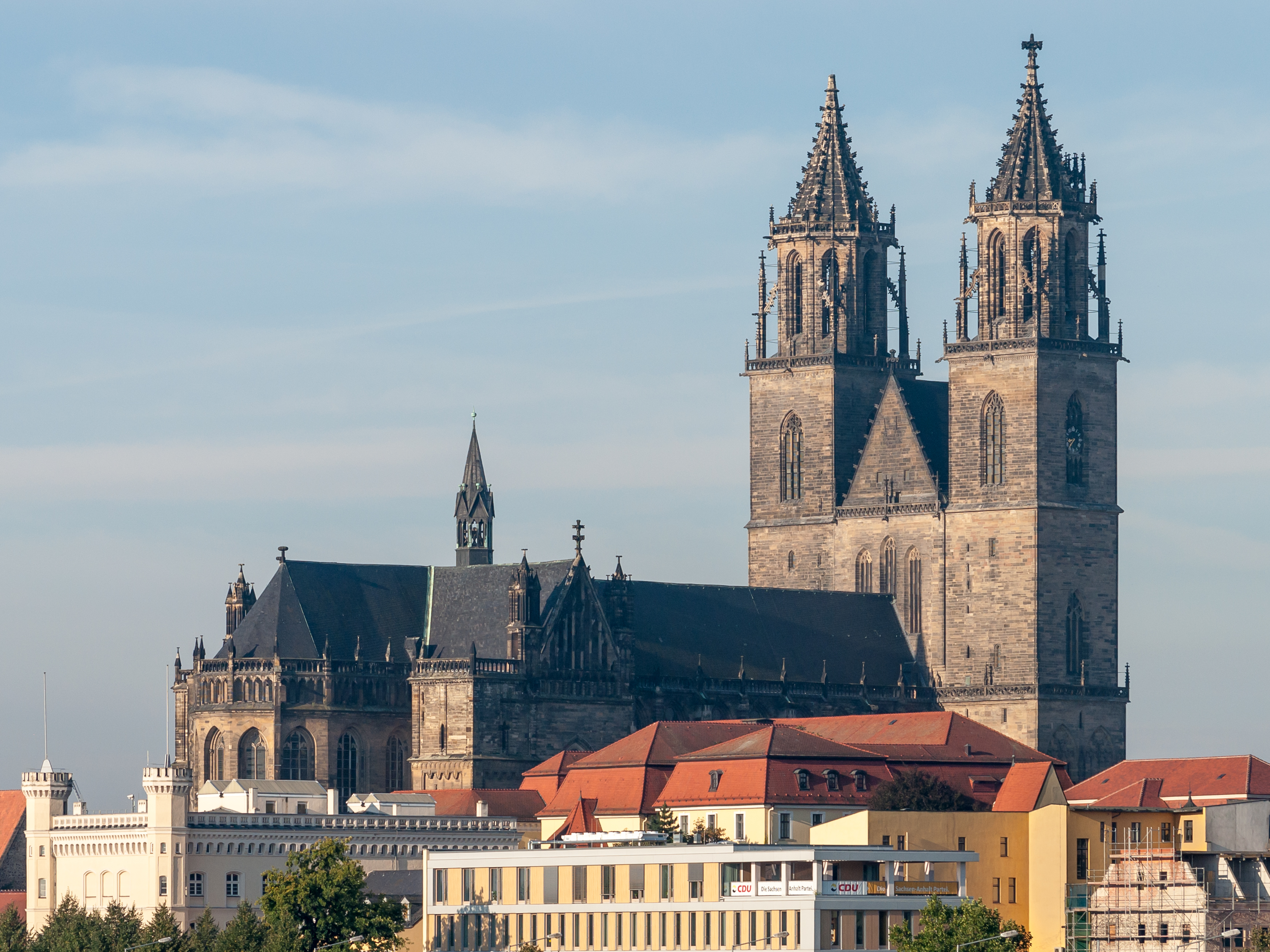
Catedral de Magdeburgo (1209-1520)
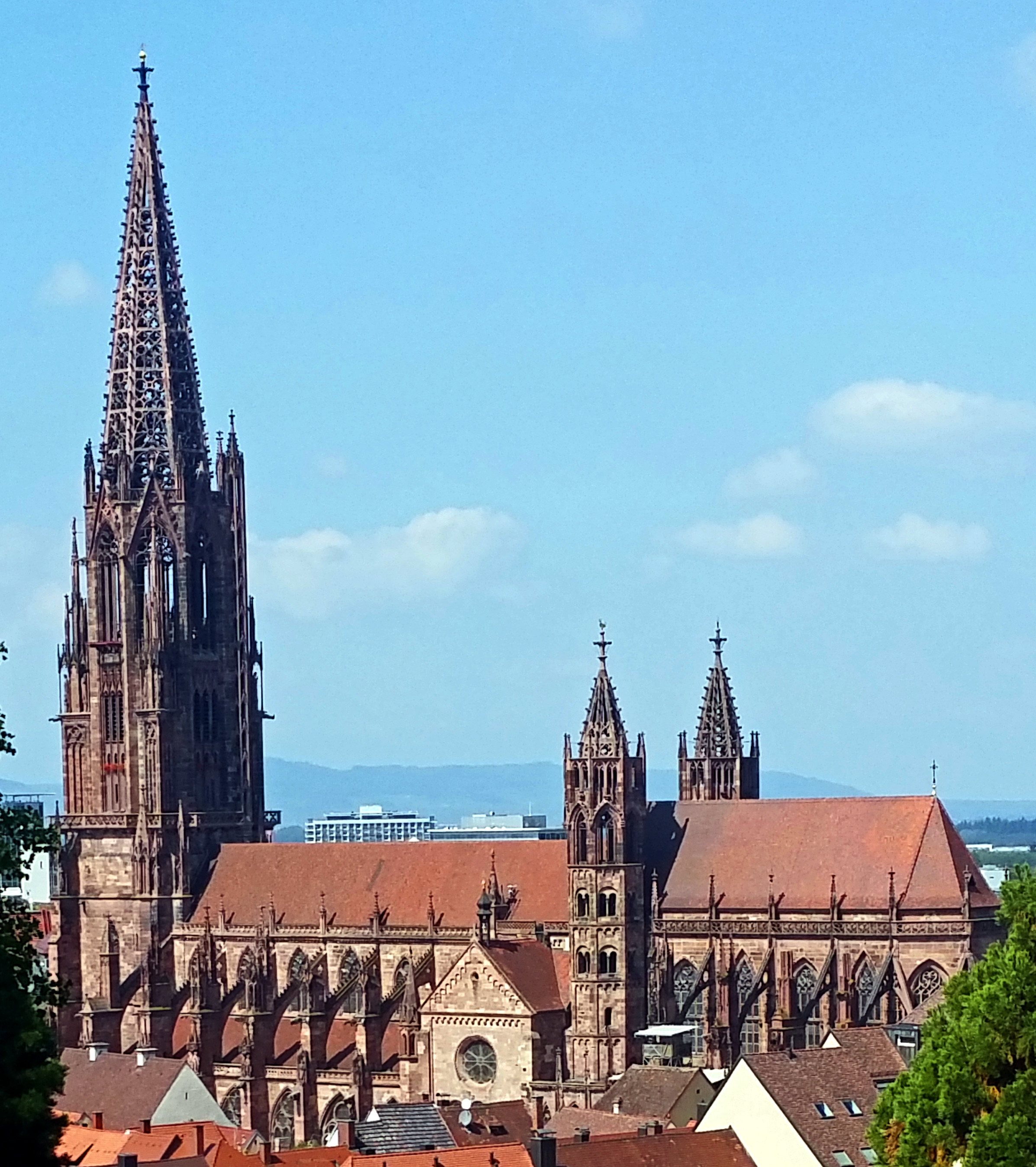
Catedral de Friburgo (1207/09-1520)
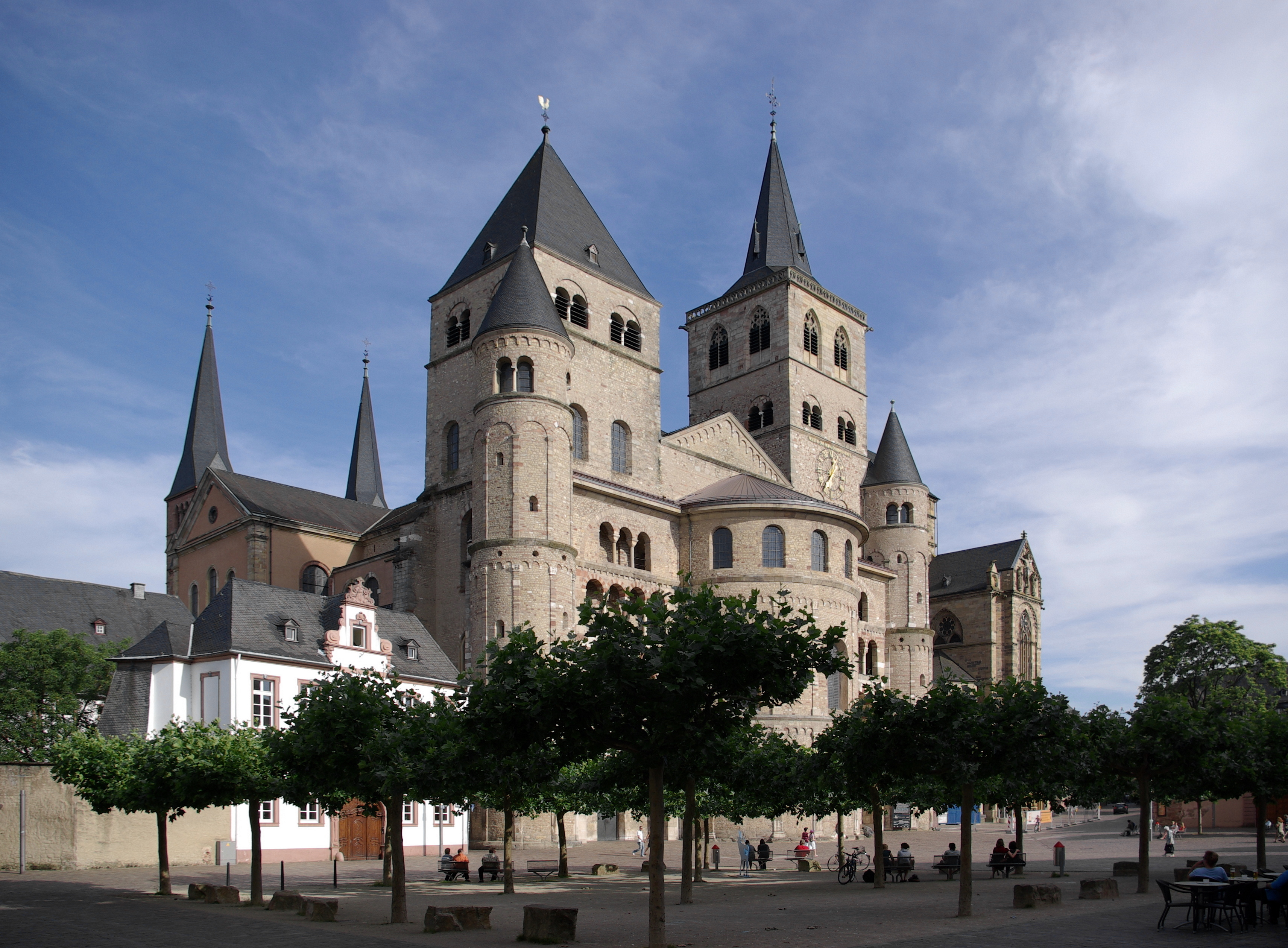
Catedral de Tréveris (c. 1233-1283), formada por la unión de dos iglesias
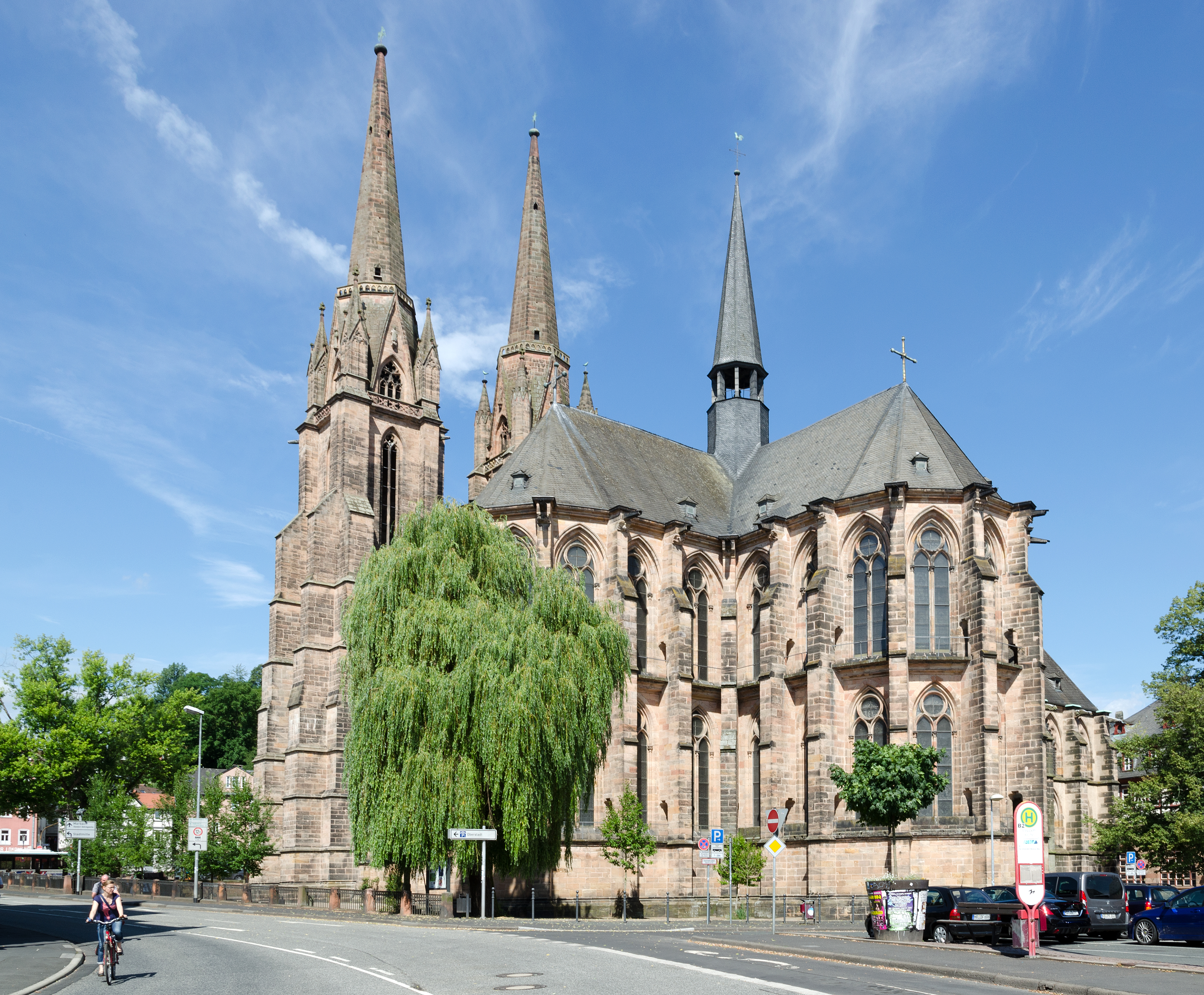
iglesia de Santa Isabel, en Marburgo (1235-1283)

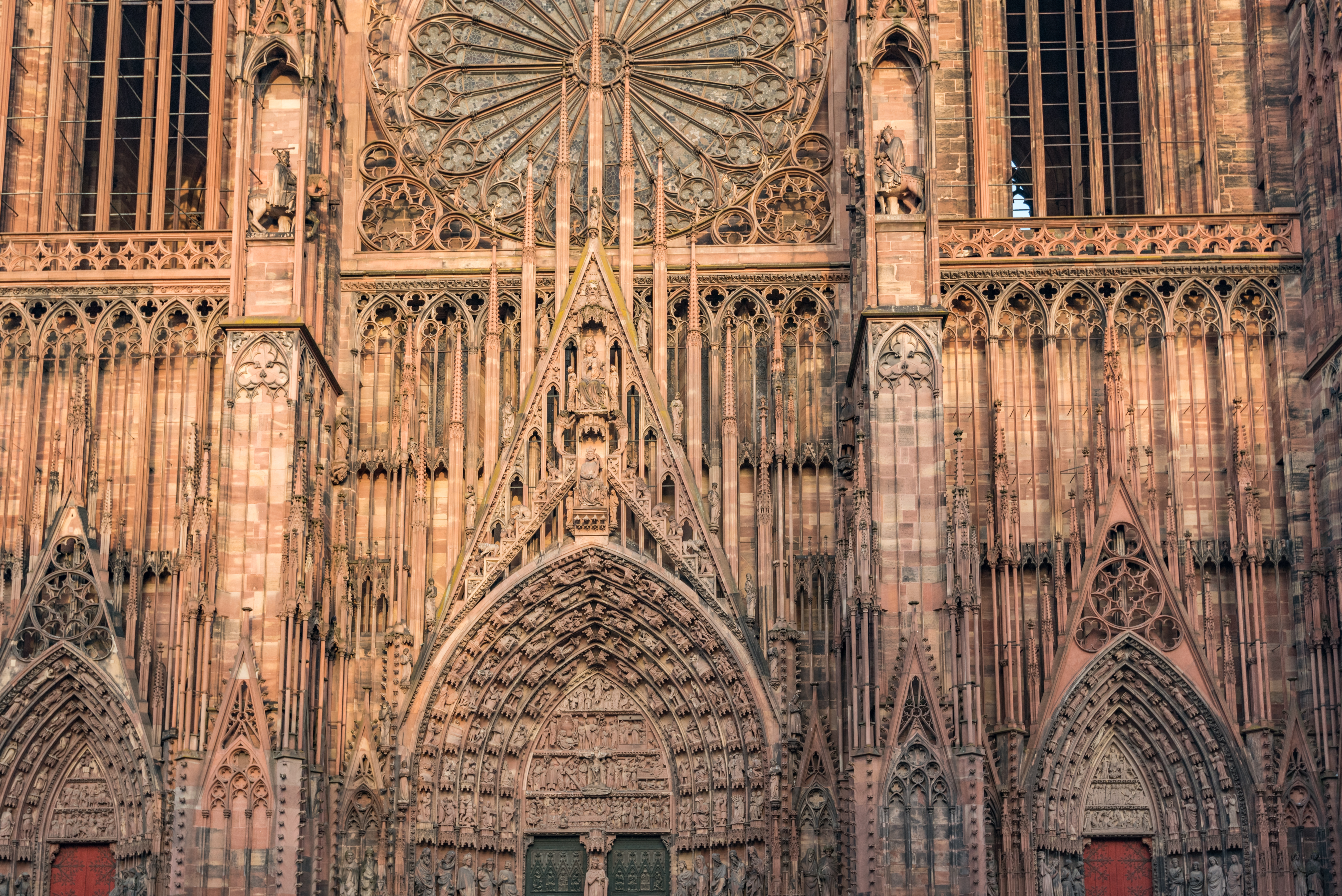
Detalle de la espectacular fachada de la catedral de Estrasburgo

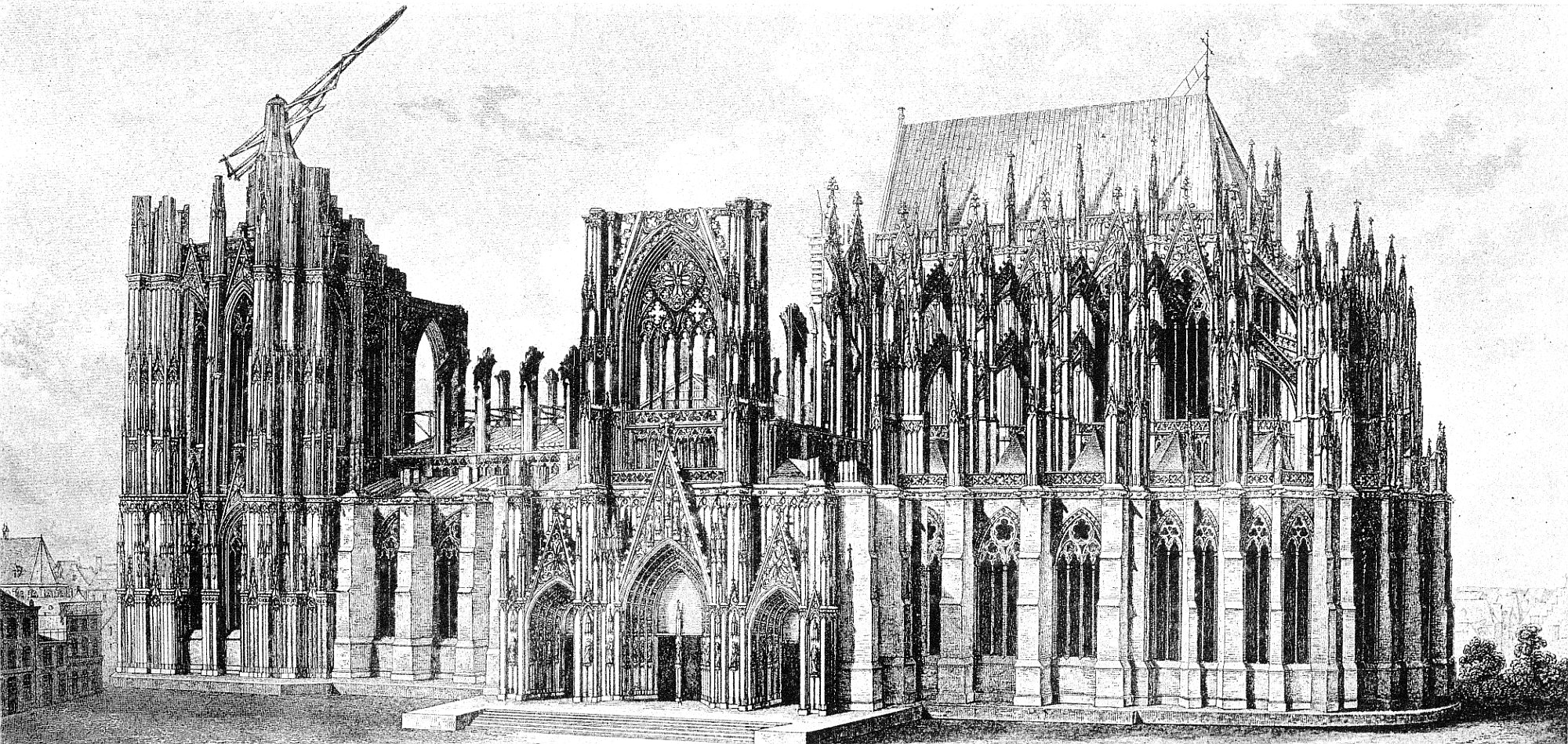
Estado de la catedral de Colonia en 1851

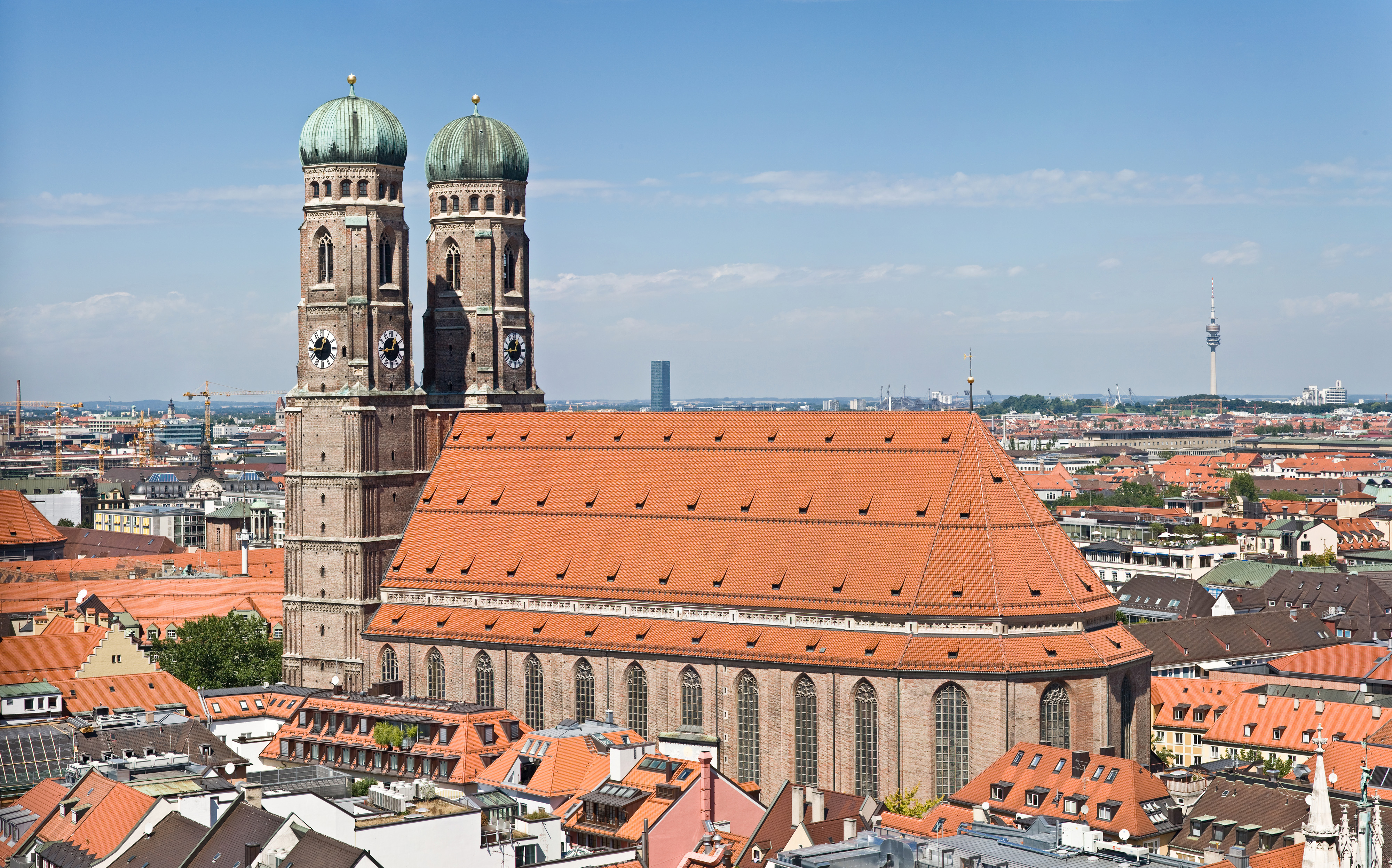
La reconstruida catedral de Múnich (1468-1525; rec. 1994

La colosal catedral de Estrasburgo (1245-1275) —ciudad entonces parte integrante del Sacro Imperio Romano— comenzó a ampliarse después de un viaje del obispo Berthold de Teck a París y Reims, de acuerdo con el esquema del «gótico catedralicio francés», muy cercano a las soluciones de la basílica de Saint-Denis. La nave central tripartita, con grandes ventanales en el claristorio y el triforio iluminados por la luz de los vitrales fue acabada en 1275, quedando el coro y el trasepto en estilo tardorrománico. La zona de Estrasburgo había permanecido hasta entonces indiferente al nuevo lenguaje arquitectónico, permaneciendo fiel a la tradición artística imperial, con influencias del románico lombardo. Para resolver la dificultad de cubrir las bóvedas de las amplias naves se llamó a arquitectos franceses, que introdujeron las formas de las catedrales del norte de Francia, siendo un ejemplo de la importación puntual del lenguaje gótico. La parte gótica, sobre todo las naves, amplias y luminosas y con grandes ventanales que sustituían a los gruesos muros, está hecha en pleno estilo radiante, con alzado interior tripartito, con grandes ventanales en el claristorio y en el triforio iluminados por la luz de los vitrales. Desde 1277 se emprende  la espectacular fachada principal de piedra arenisca caracterizada por las dos torres, una de ellas no finalizada,  y en 1284, el maestro Erwin von Steinbach —mencionado por Goethe en su tratado Sobre la arquitectura alemana (1773)—diseñó el rosetón supervisando sus trabajos hasta su muerte en 1318, tras la cual su propio hijo, Jean Erwin, inició la elevación del segundo nivel de las torres por encima del rosetón y la revalorización del mural de las partes bajas de la fachada, trabajos que duraron hasta 1339.
En 1248 siguió la catedral de Colonia, iniciada bajo el obispo Conrado de Hochstaden y proyectada probablemente por un arquitecto francés que habría tomado parte en la construcción de la catedral de Amiens, que trataba de superar en dimensiones y altura el modelo de la catedral de Beauvais, con una planta de cinco naves y dimensiones grandiosas. La catedral  es una de las obras maestras del gótico alemán con sus dos altas naves y sus dos torres de fachada a la moda francesa.  El coro, que se completó en 1304, alcanza una altura de 46 metros, y se considera una obra maestra del gótico radiante, con un incomparable impulso vertical en la estructura, que fuerza los límites de la estática. Como en la Sainte-Chapelle de París, se hizo un amplio uso de vitrales historiados y de decoración escultórica. En la Edad Media, la catedral ni siquiera estaba a medio terminar y tras una prolongadísima interrupción, las obras se reanudaron en el siglo XIX, con criterios neogóticos, levantándose las naves y la fachada principal. hasta ser una de las iglesias más grandes del mundo.
La Iglesia de Santa María de Lübeck, que fue construida en 1250-1350, debe mencionarse como un edificio no menos ambicioso. Debido a su adaptación al material de construcción de ladrillo local, la Marienkirche también se convirtió en el edificio inicial del gótico de ladrillo para el norte de Alemania y la región del mar Báltico. Alrededor de 1260, basándose en el modelo de Reims, comenzó la renovación de la catedral de Halberstadt, de la cual solo se pudieron realizar inicialmente tres tramos de naves; el resto del edificio se prolongó hasta alrededor de 1500. El único edificio en Baviera basado en el esquema de la catedral francesa se inició alrededor de 1285/90 en la catedral de Ratisbona basado en el modelo de San Urbano en Troyes.
La catedral de Múnich, que sustituyó a una antigua iglesia románica construida en el siglo XII, fue encargada por Segismundo de Baviera y erigida por Jörg von Halsbach. La edificación empezó en 1468 y las dos torres se terminaron en 1488. La iglesia fue consagrada en 1494. Sin embargo, las famosas cúpulas de las torres no fueron construidas hasta 1525. Su diseño se inspiró en la Cúpula de la Roca de Jerusalén, que a su vez tiene influencias del arte bizantino. La catedral sufrió severos daños durante la Segunda Guerra Mundial; el techo fue destruido y una de las torres sufrió importantes destrozos. La restauración más importante del edificio se llevó a cabo después de la guerra y ha sido terminada en diferentes etapas, la última en 1994.
Además de las grandes iglesias episcopales, surgieron rápidamente en las ciudades numerosas iglesias parroquiales, que en ocasiones alcanzaron o incluso superaron las dimensiones de los edificios catedralicios. En Freiburg im Breisgau, la entonces Münster fue una de las primeras obras maestras del gótico alemán, cuya torre principal, completada alrededor de 1330 con su casco calado, se convirtió en modelo para muchas soluciones de torre posteriores y que fue una de las pocas grandes torres góticas de la Edad Media terminadas. Desde 1377 la Ulm Minster, cuya torre principal, la torre de la iglesia más alta del mundo, no se pudo completar hasta el siglo XIX. La iglesia del monasterio cisterciense de Altenberg, que se inició en 1259, se destaca como una iglesia de monasterio, que expresa la modestia cisterciense sin torres y con decoraciones arquitectónicas reducidas, pero triunfa en sus dimensiones.

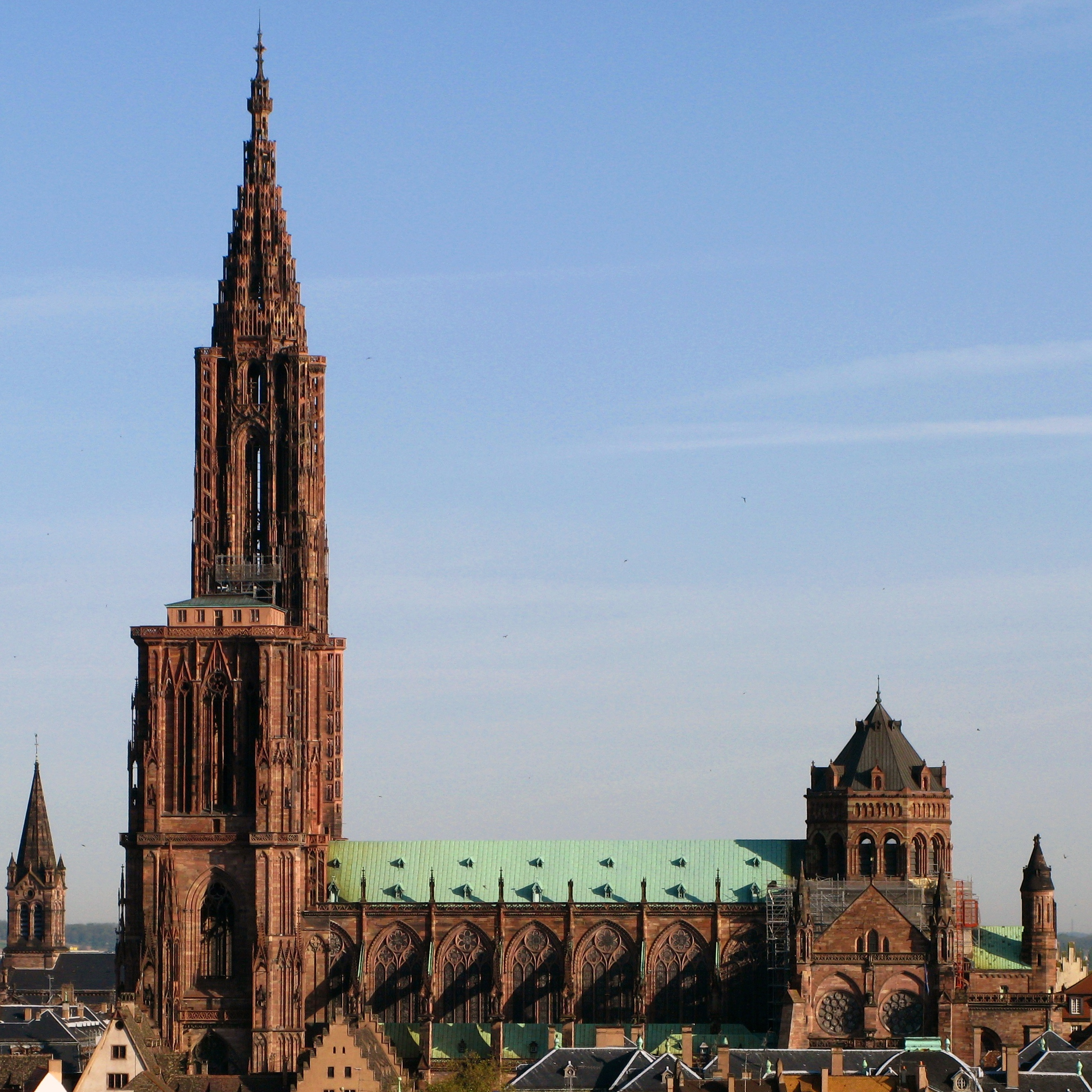
Catedral de Estrasburgo (1245-1275), destacada obra del alto gótico
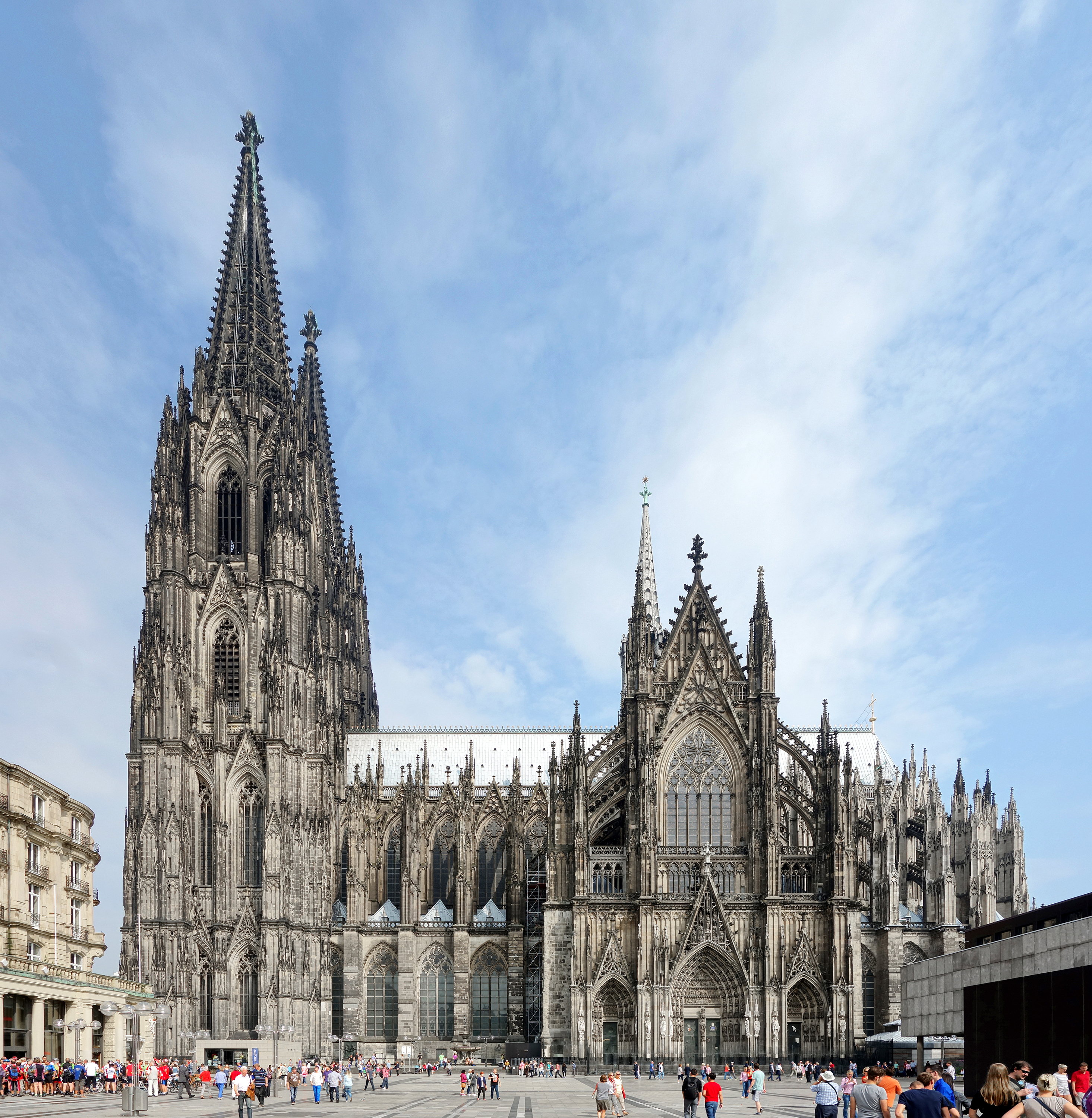
Catedral de Colonia (1248-1880), edificio terminado en un neogótico
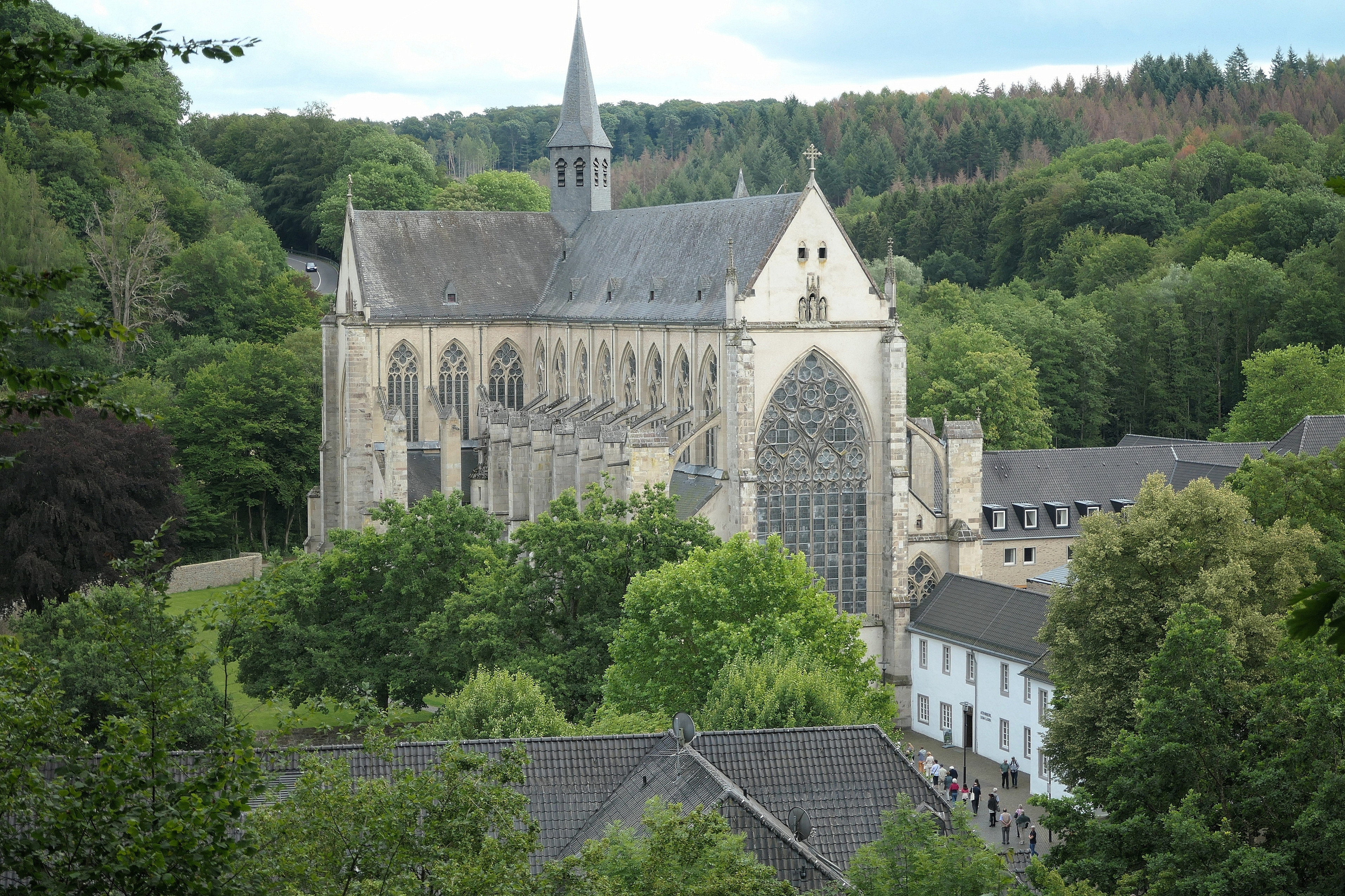
Fachada oeste de la catedral de Altenberg, de 1259
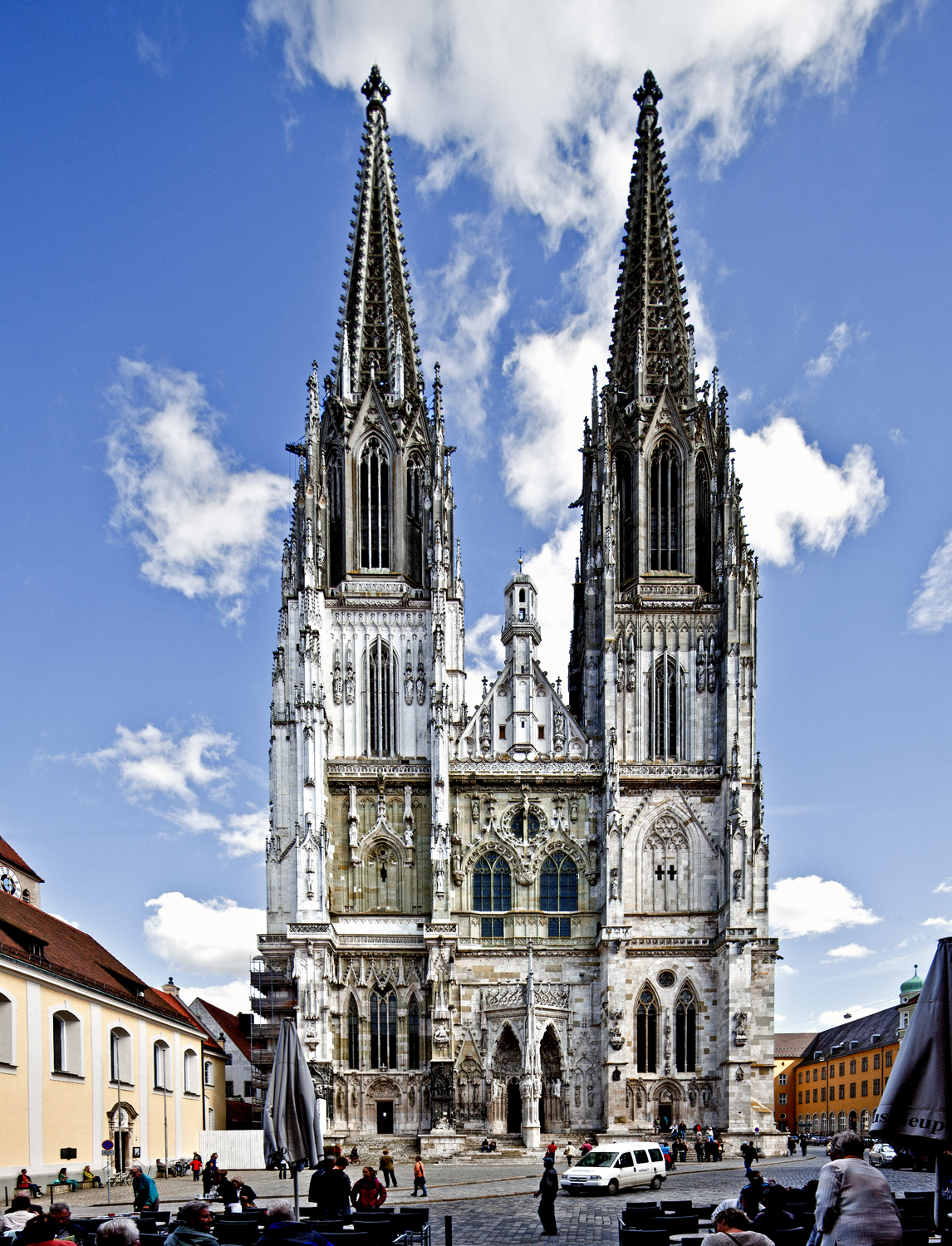
Catedral de Ratisbona, única catedral bávara de esquema francés, desde 1273.
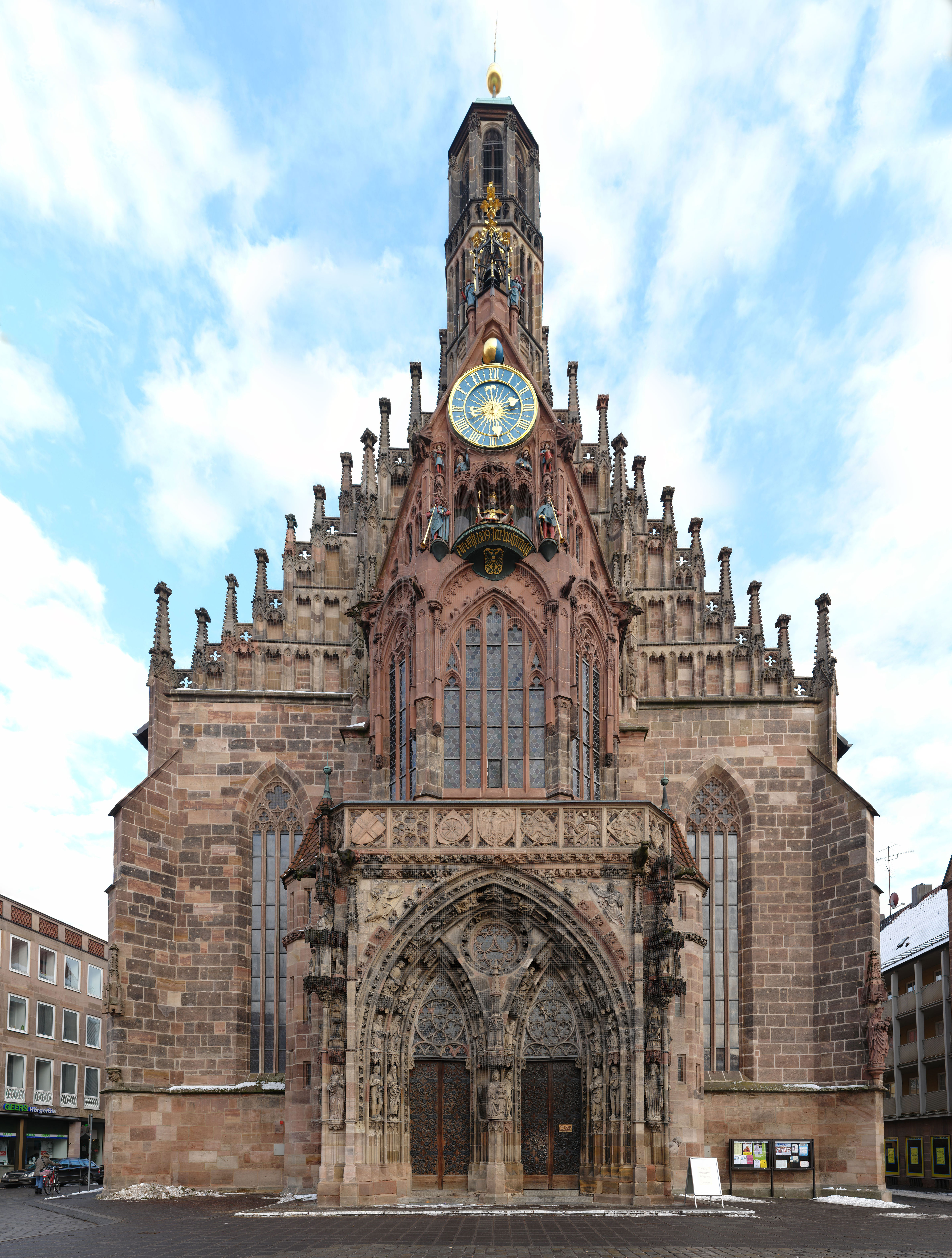
Iglesia de Nuestra Señora, Núremberg (1350-1358)
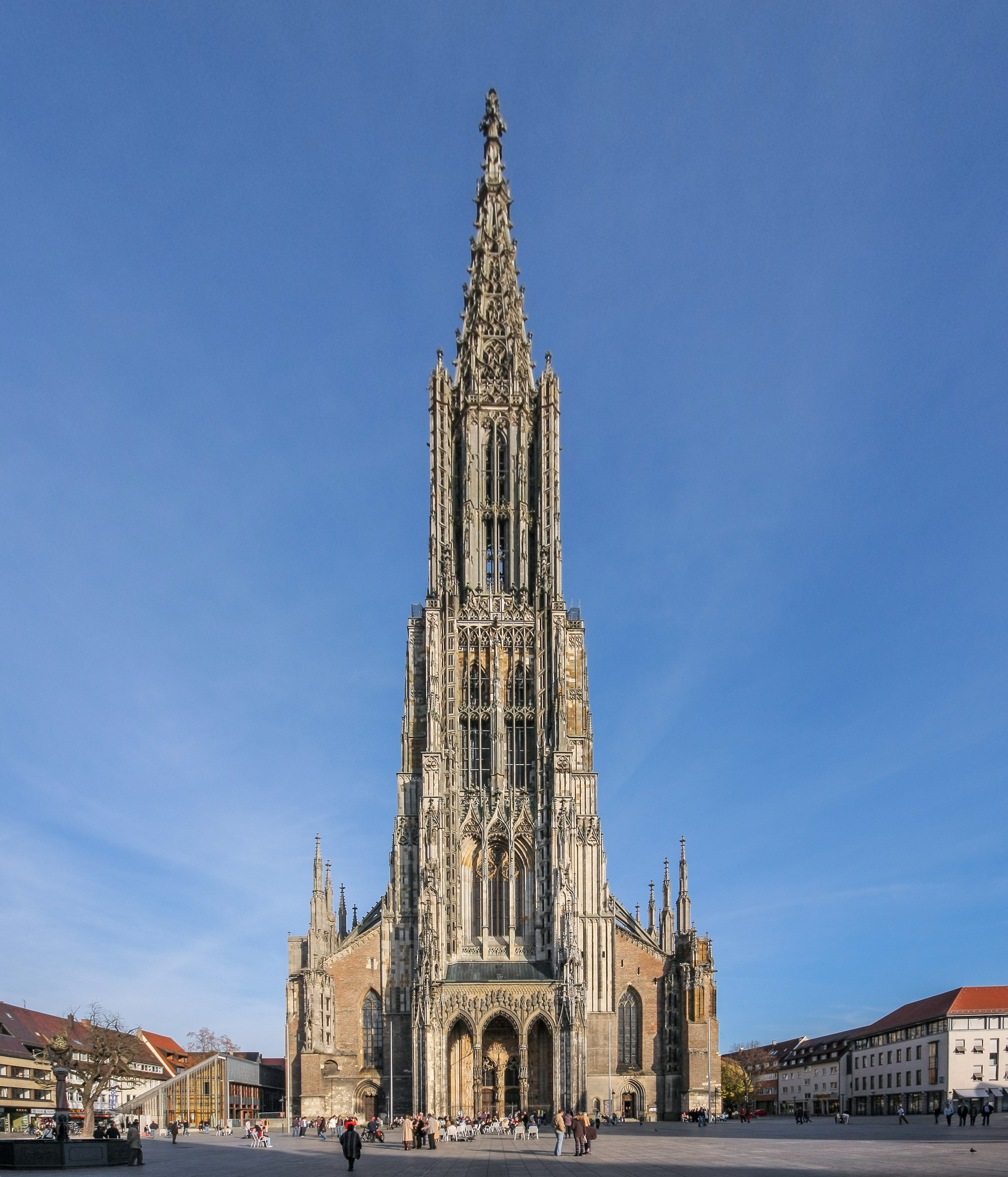
Catedral de Ulm, de 1377, con la torre de iglesia más alta del mundo, desde 1890.

Interiores de iglesias góticas
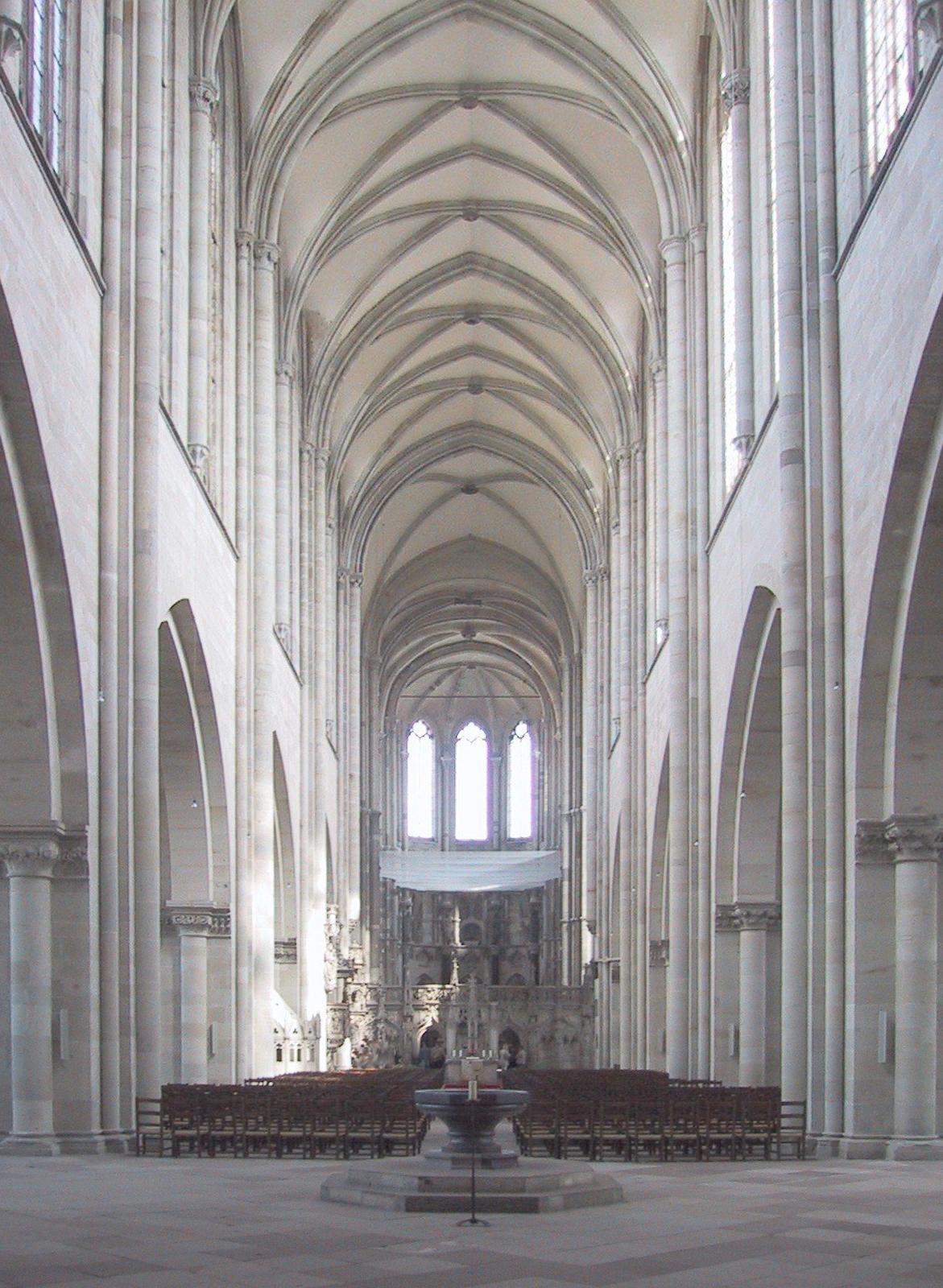
Interior de la catedral de Magdeburgo
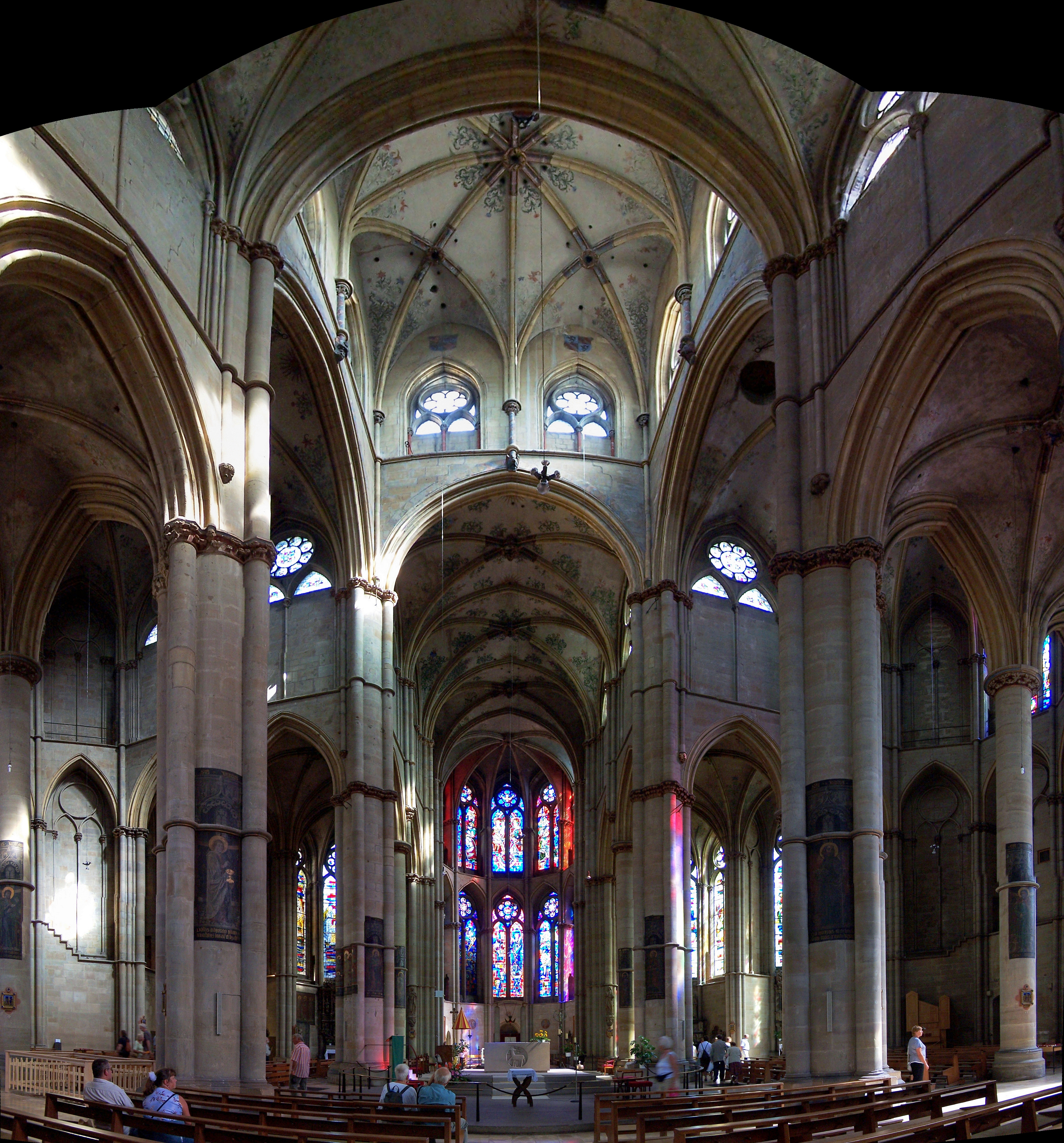
Interior de la Liebfrauenkirche de Tréveris.
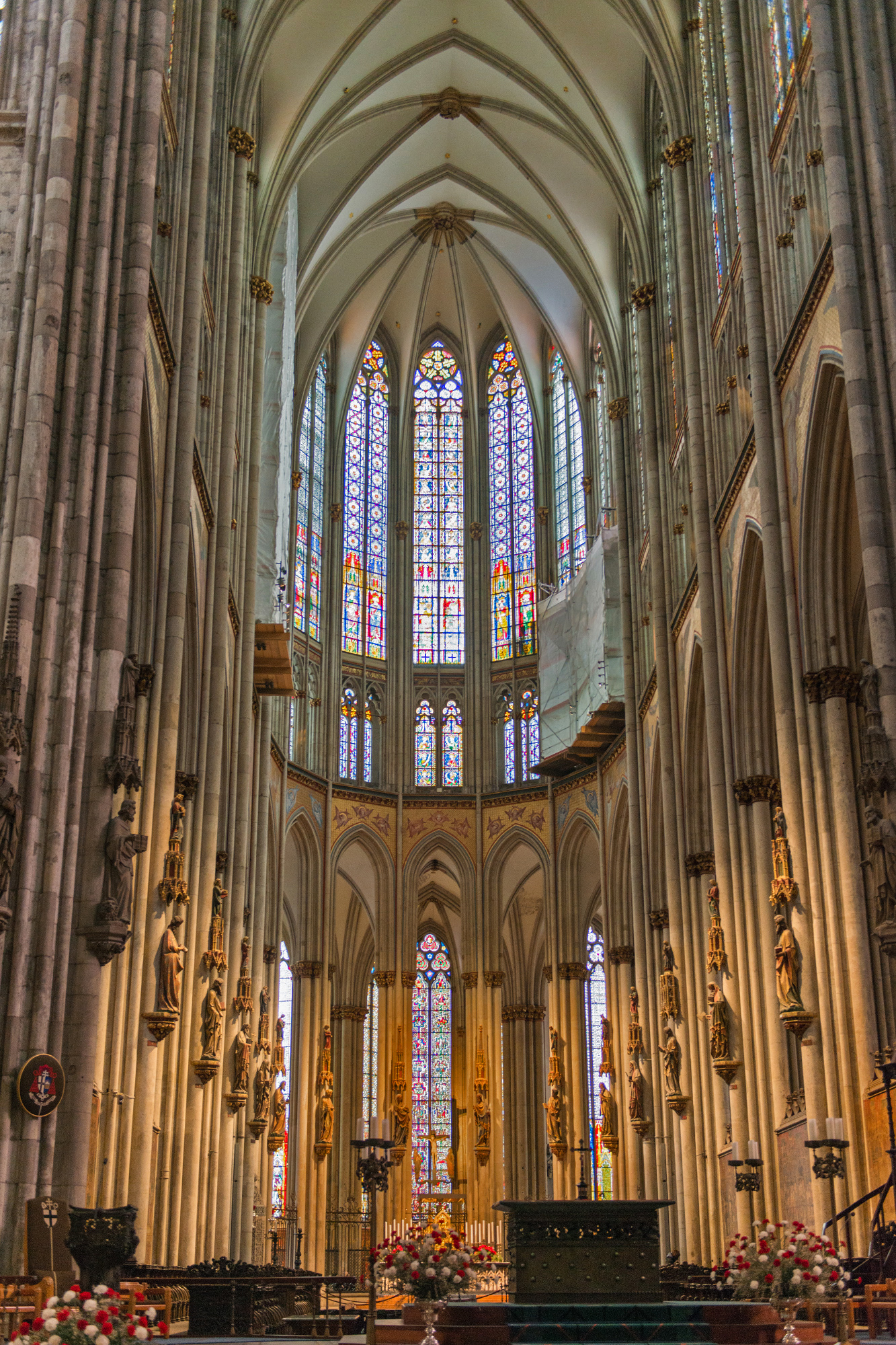
Coro de la catedral de Colonia
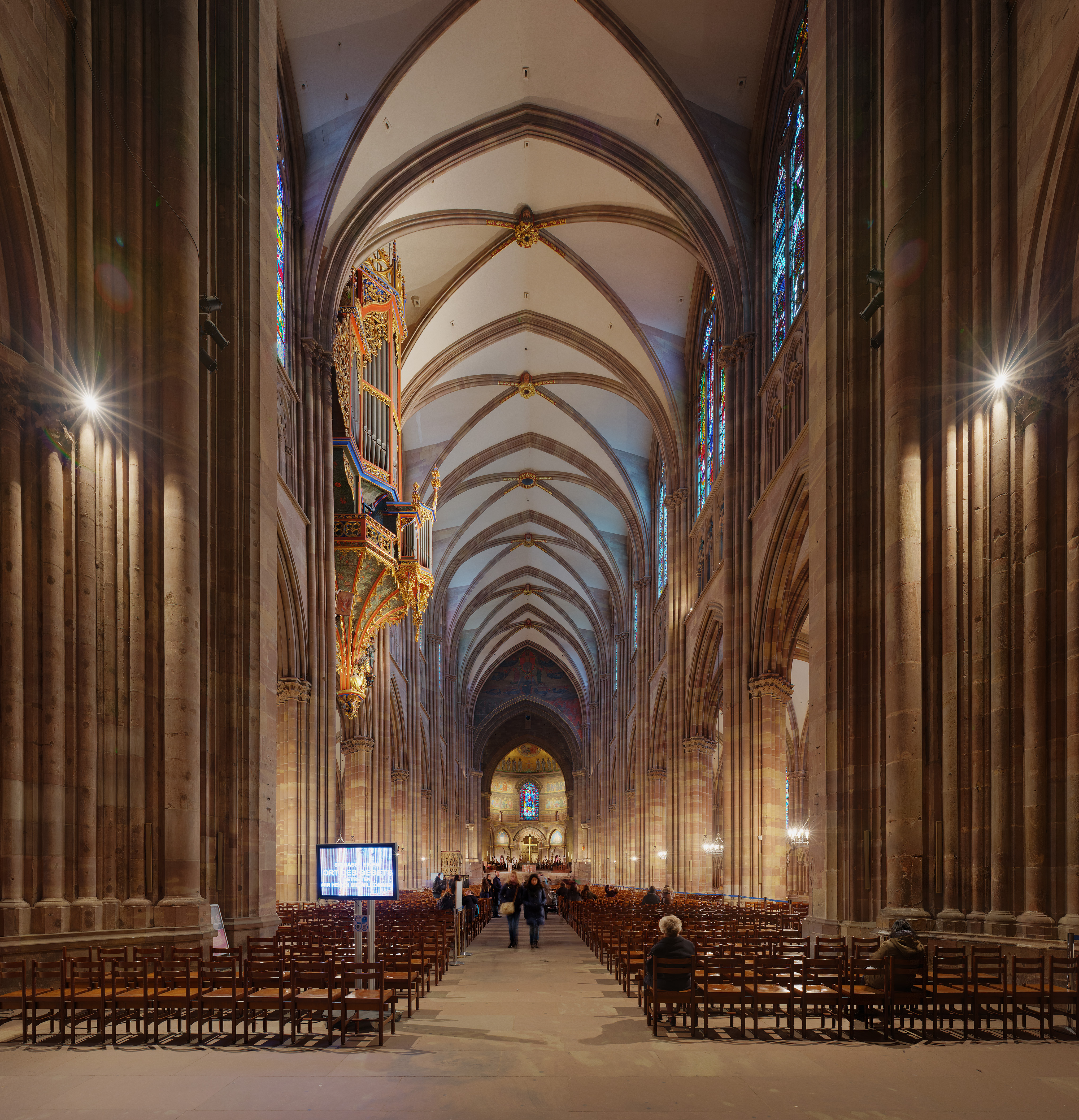
Catedral de Estrasburgo

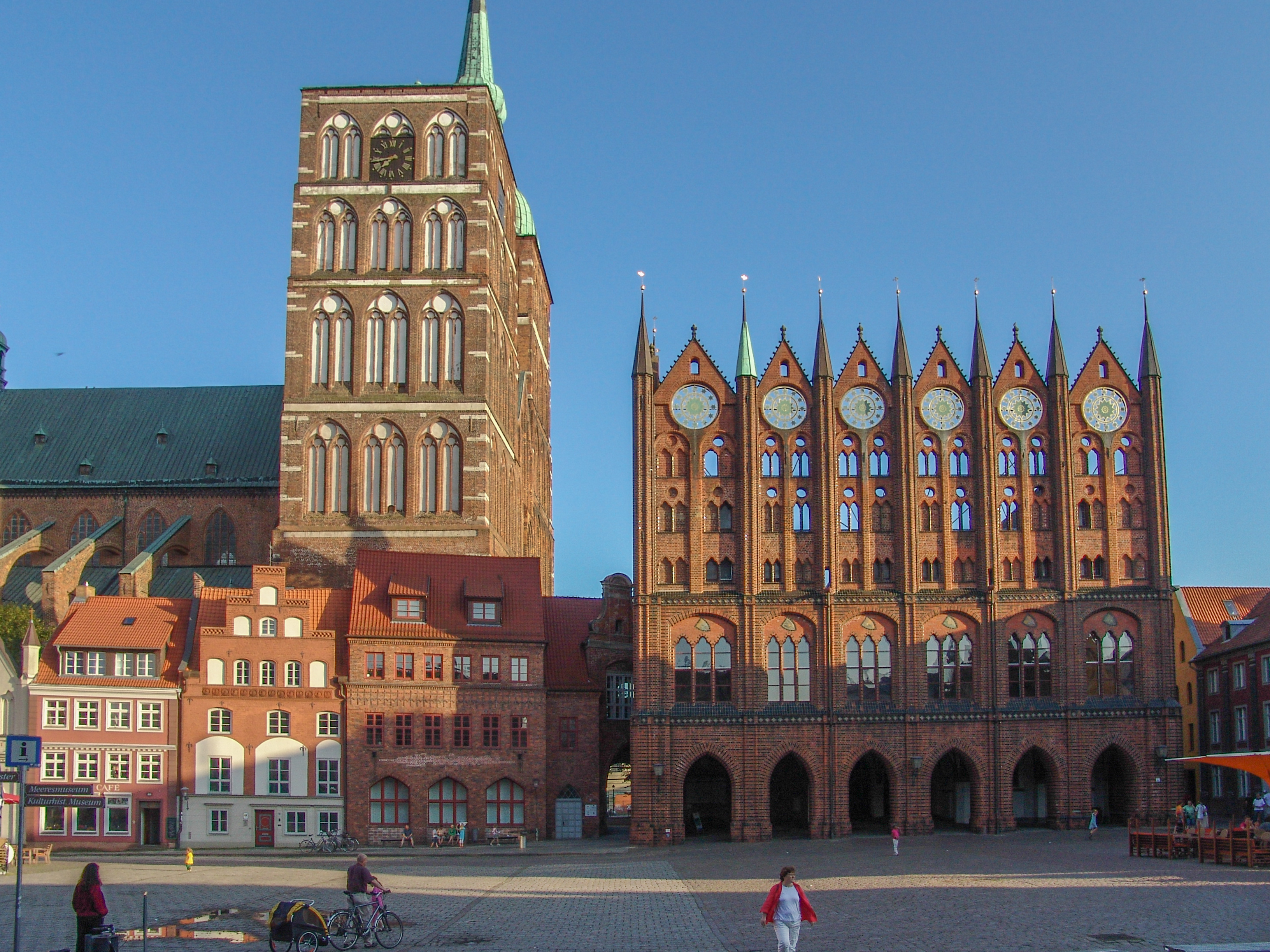
Stralsund: Rathaus e iglesia de San Nicolás, destacados representantes del gótico de ladrillo

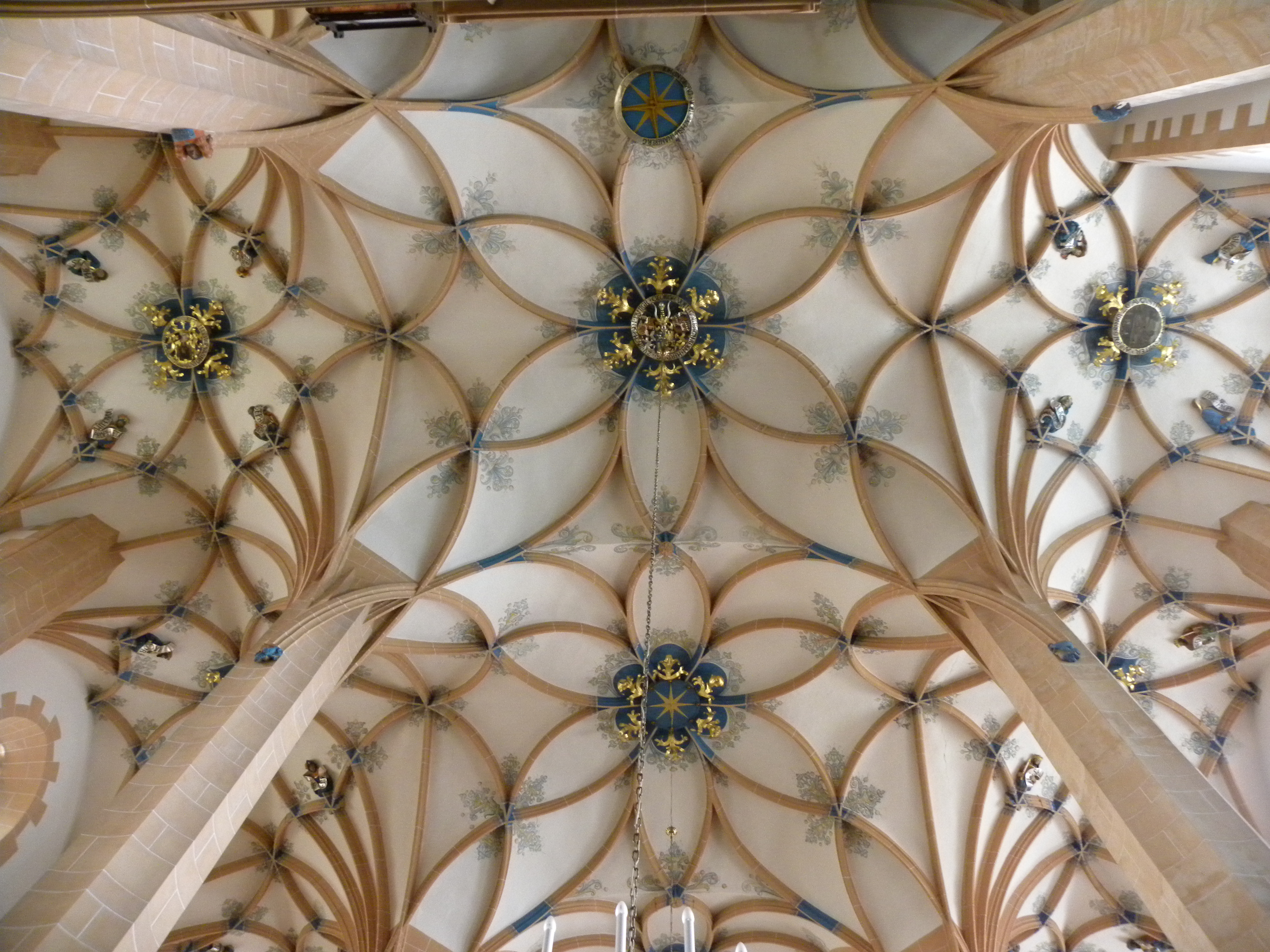
La magnifica red de nervios en las bóvedas de la Iglesia de Santa Ana (Annaberg -Buchholz), que disuleve la separación en naves y tramos.

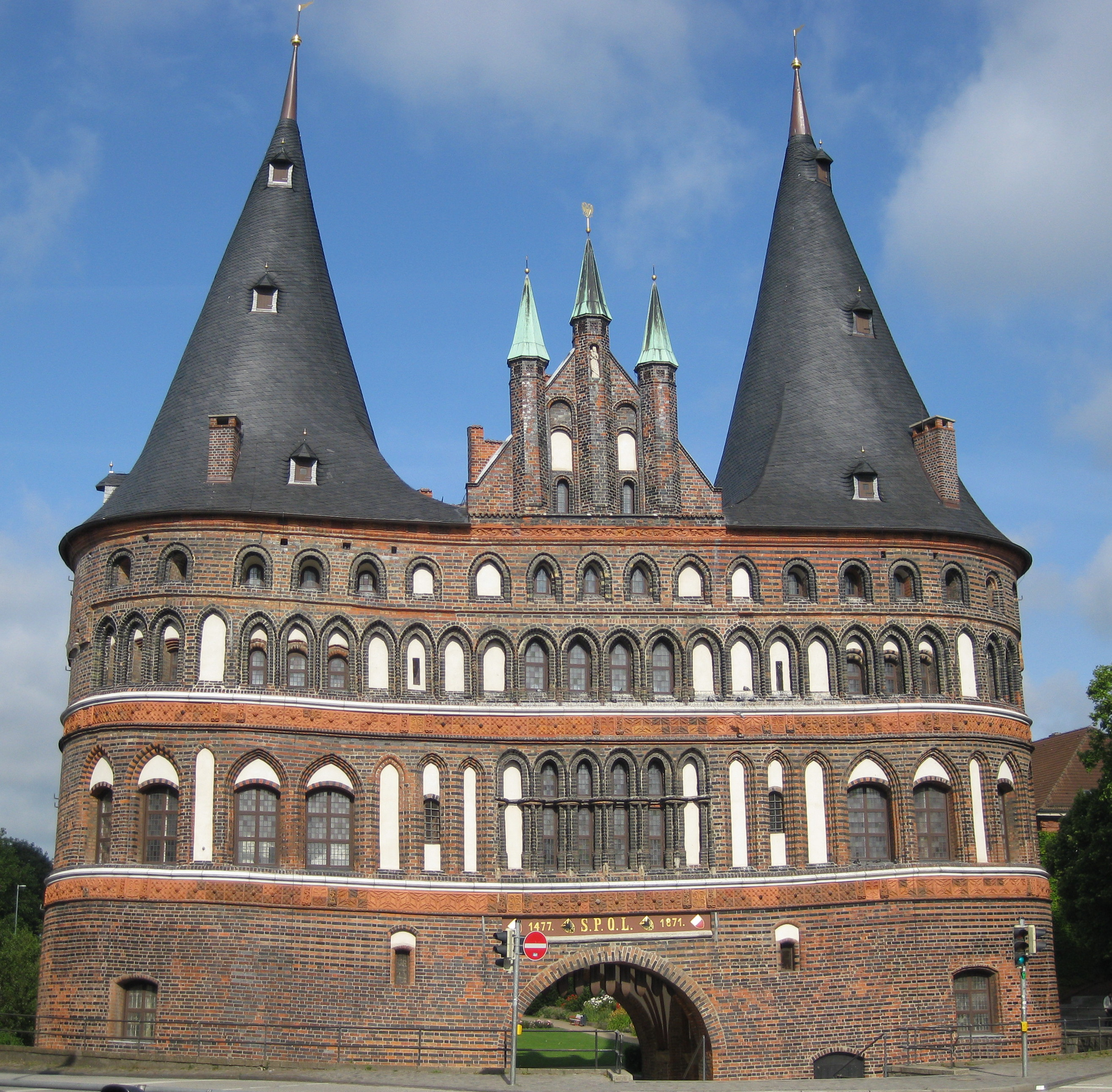
Holstentor (Puerta de Holsten) de Lübeck

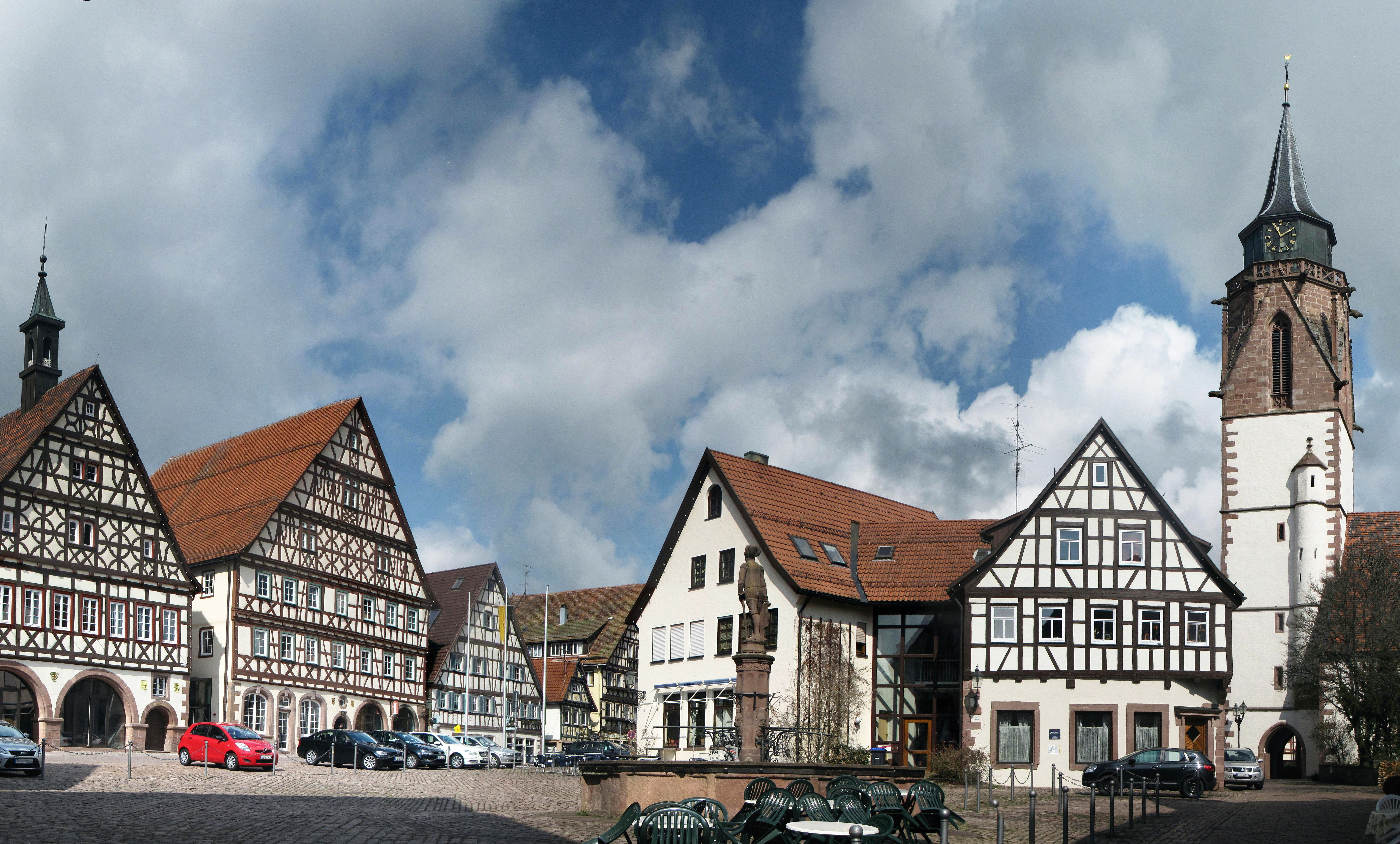
La plaza del mercado de Dornstetten mostrando los edificios con entramado de madera, con la iglesia de San Martin a la derecha

La adopción de las iglesias de salón (Hallenkirche), inspiradas en la arquitectura cisterciense, es otra característica del gótico alemán. Las naves laterales se elevaron hasta alcanzar el mismo nivel de la nave central, quedando separadas solo por los pilares como en la ya citada Santa Isabel de Marburgo. Esa disposición permitió el desarrollo de elaborados sistemas de bóvedas, en los que la delimitación de los tramos individuales desaparecía cada vez más, fusionando en un espacio unificado a menudo  cubiertos por una magnífica red de bucles en las bóvedas de crucería de la Annaberg o en la Freiberg (reconstruida entre 1484 y 1512)). Esa preferencia alemana por las Hallenkirches apenas se compartió en Renania y en las ciudades del suroeste del mar Báltico, desde Lübeck hasta Stralsund, en donde encada caso se construyó al menos una gran basílica de ladrillo con contrafuertes. Para las desviaciones del modelo francés, incluida la renuncia al deambulatorio y a la corona de la capilla, se ha empleado el término «Reduktionsgotik» (gótico reducido). La antigua denominación de «Deutsche Sondergotik» está en desuso.
La originalidad alemana aparece en el uso del ladrillo, principalmente en el norte del país, en la zona de la costa del mar Báltico, donde prevaleció el llamado gótico de ladrillo. Ciudades como Lübeck, Rostock, Wismar, Stralsund y Greifswald se caracterizan por esta variación de estilo regional. Dado que hay pocas ocurrencias de piedra natural en la región costera, tuvieron que recurrir a la construcción de grandes edificios en ladrillo. El desarrollo de formas en ladrillo  le dio su propio lenguaje de diseño y los tonos del ladrillo también dio a los edificios un colorido especial. Como modelo para muchas iglesias del norte de Alemania se encontraba iglesia de Santa María de Lübeck, que se construyó entre 1200 y 1350 y la catedral de Schwerin (1270-1416).
Además de edificios religiosos, la construcción de casas gremiales y, sobre todo, de ayuntamientos fue una tarea de construcción en el estilo gótico, un signo de la aspiración de la burguesía. Famosos son el Ayuntamiento de Stralsund (alrededor de 1350) y el Ayuntamiento de Bremen (1410), cuya fachada fue rediseñada durante el Renacimiento. Un ejemplo especial de un edificio secular gótico es el Ayuntamiento de Münster (reconstruido, originalmente desde 1350).
Los edificios residenciales que se edificaron en esa época fueron principalmente edificios de entramado de madera, como se puede ver hoy en día en ciudades como Goslar o Quedlinburg —con una de las casas de entramado de madera más antiguas del país: el edificio del siglo XIV que alberga el Fachwerkmuseum—, aunque también se construían casas con hastiales (Ratisbona) y se acondicionaban torres a la moda italiana.
Entre los siglos XIV y el XVI, dominó el gótico tardío con la erección de la iglesia de Santa Ana (Annaberg-Buchholz) en Annaberg-Buchholz, un bello ejemplo de gótico flamígero de Sajonia, y la catedral de Ulm. El gótico tardío creó ejemplos significativos y las ciudades imperiales del sur de Alemania, especialmente Núremberg y Ratisbona, así como las ciudades hanseáticas de la costa báltica, especialmente Lübeck y Stralsund, se convirtieron en centros locales de arquitectura gótica.
Durante mucho tiempo, especialmente en el siglo XIX, el gótico se consideró un estilo típicamente alemán. Después de la Guerra de la Sexta Coalición contra Napoleón, la arquitectura gótica se convirtió en el paradigma de un orden mundial primitivo alemán, cristiano y medieval. Esa imagen de sueño romántico se elevó a contraimagen positiva. La catedral de Colonia, que aún no se había completado en ese momento, se convirtió en el epítome arquitectónico de la grandeza alemana y, al mismo tiempo, el gótico se reinterpretó como un estilo alemán. Pero ya en la fase alta de la glorificación del gótico alemán, Franz Theodor Kugler fue el primero en declarar públicamente que el área de origen del gótico era el norte de Francia.
Debido al largo período de construcción de las iglesias y catedrales, que construyeron artesanos organizados en talleres, algunos de los edificios más famosos se terminaron en el siglo XIX, cuando el estilo gótico volvió a estar de moda en el contexto del romanticismo o el historicismo: esto se aplica especialmente a catedral de Colonia, que es la catedral gótica más grande del mundo después de la catedral de Milán, y que se completó finalmente en 1880 después de una suspensión de siglos con la ayuda de los planos góticos redescubiertos. La catedral de Ulm también se completó después de un largo período de congelación solo a fines del siglo XIX; su torre de 161.5 metros de altura, que se completó en 1890, todavía es la torre de iglesia más alta del mundo.

Plantas de iglesias góticas
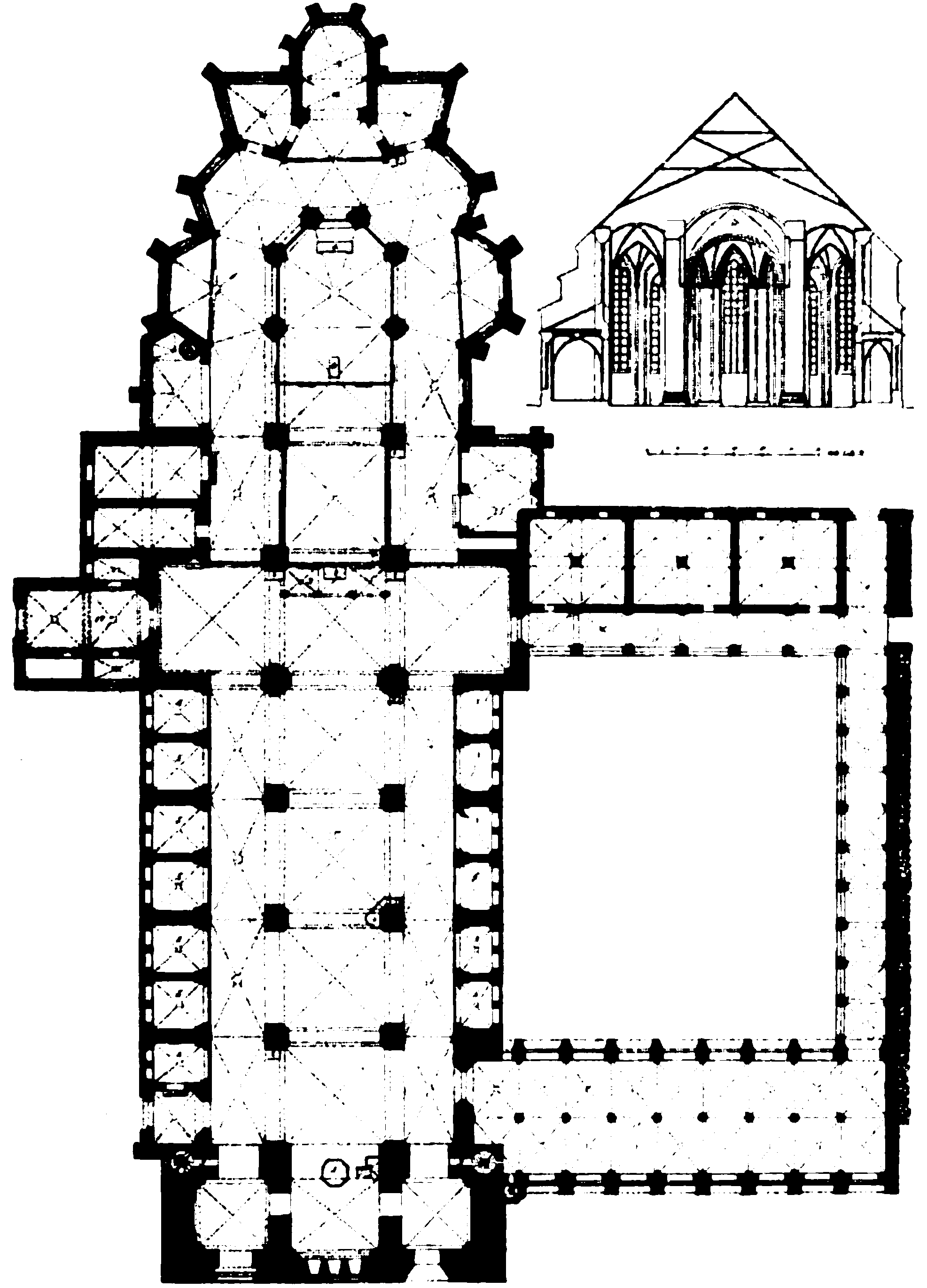
Catedral de Lübeck
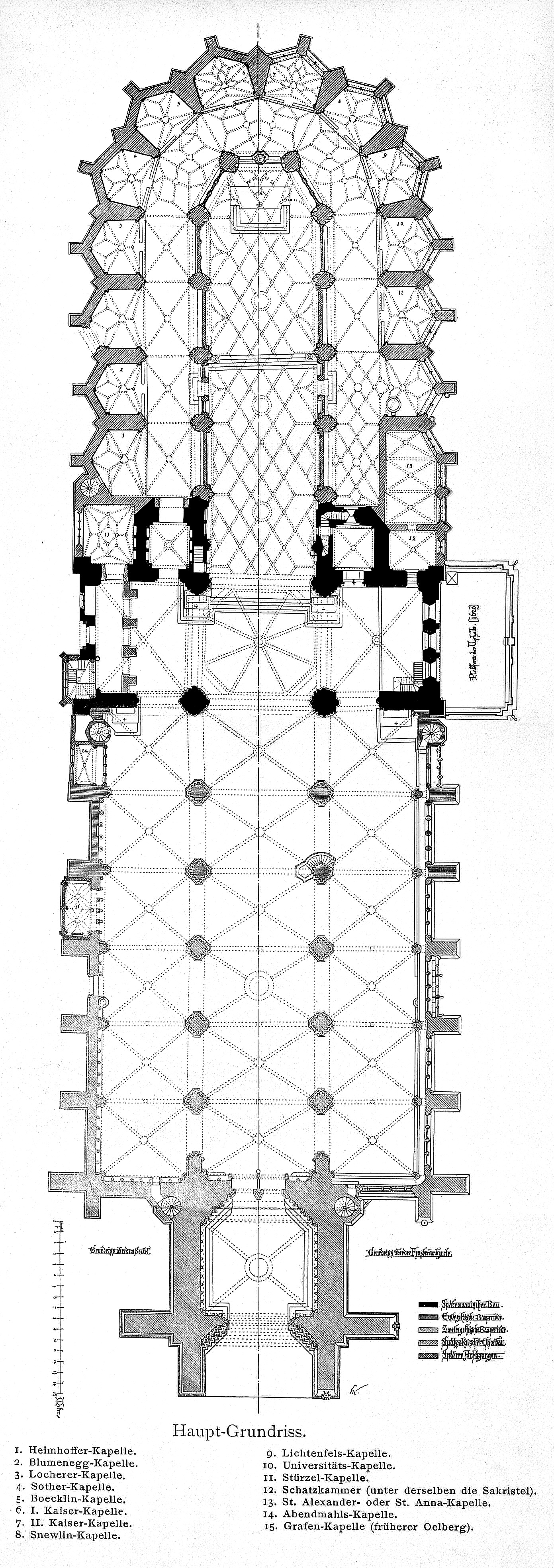
Catedral de Friburgo (desde 1230)
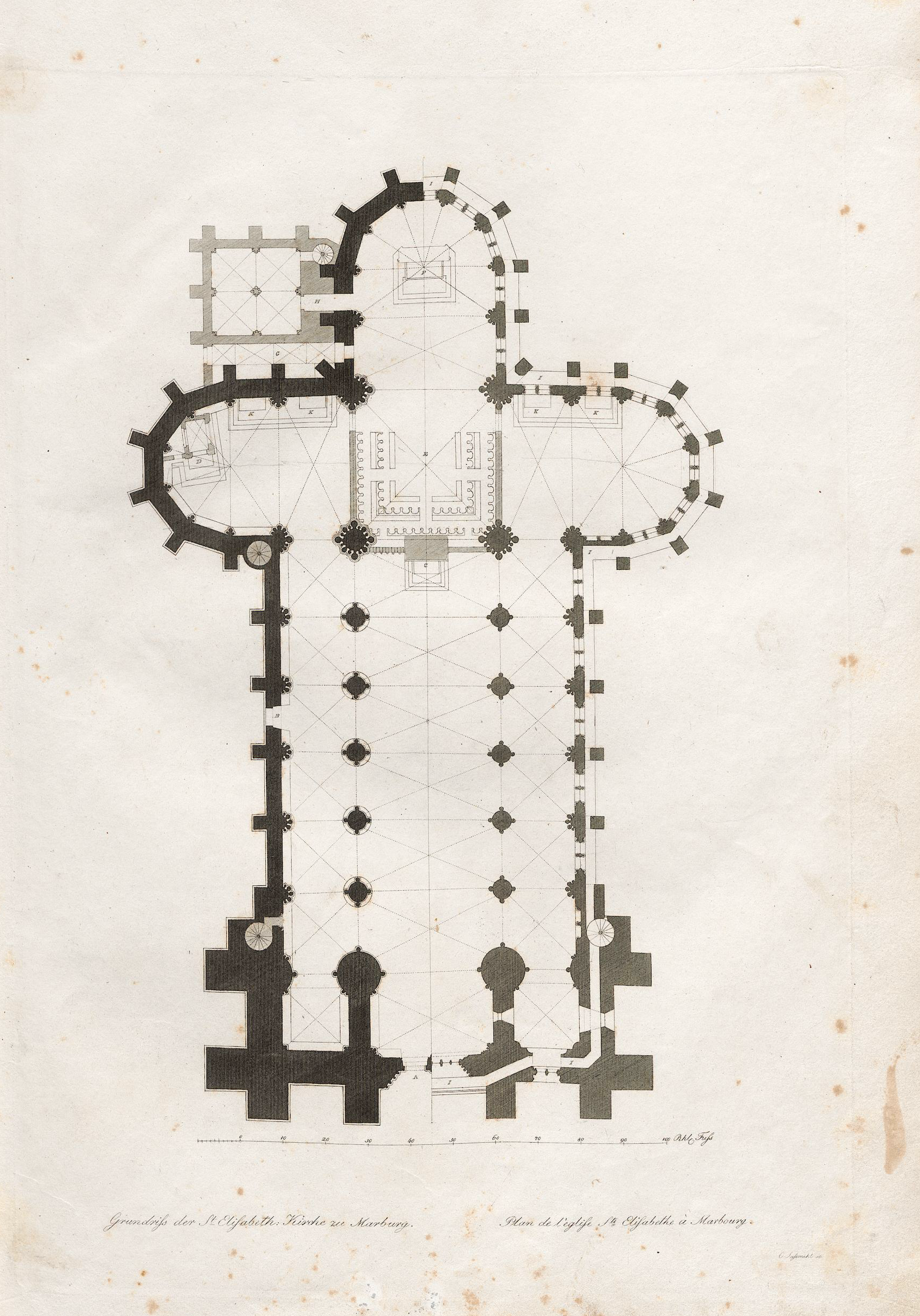
Iglesia de Santa Isabel en Marburgo (1235-1283)
Liebfrauenkirche de Tréveris, inusual planta circular
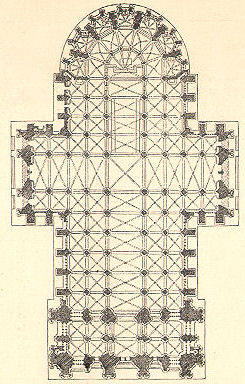
Catedral de Colonia
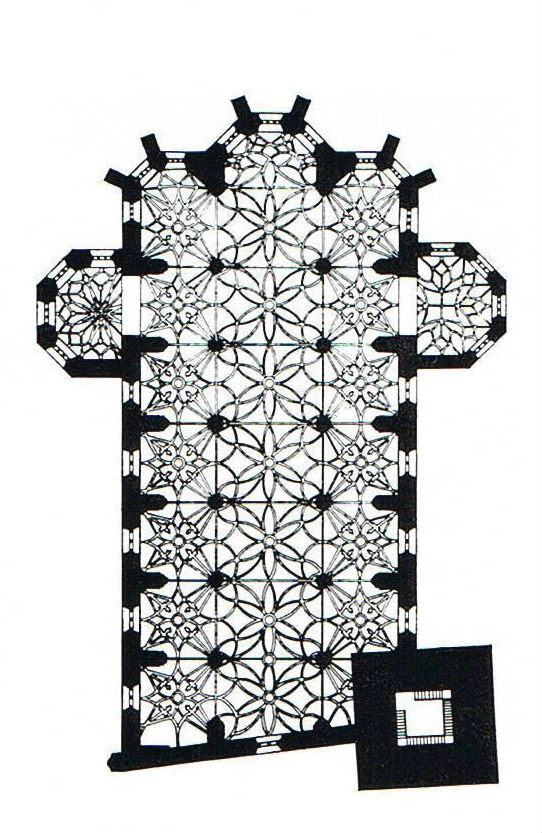
Iglesia de Santa Ana (Annaberg -Buchholz)

### Renacimiento y manierismo

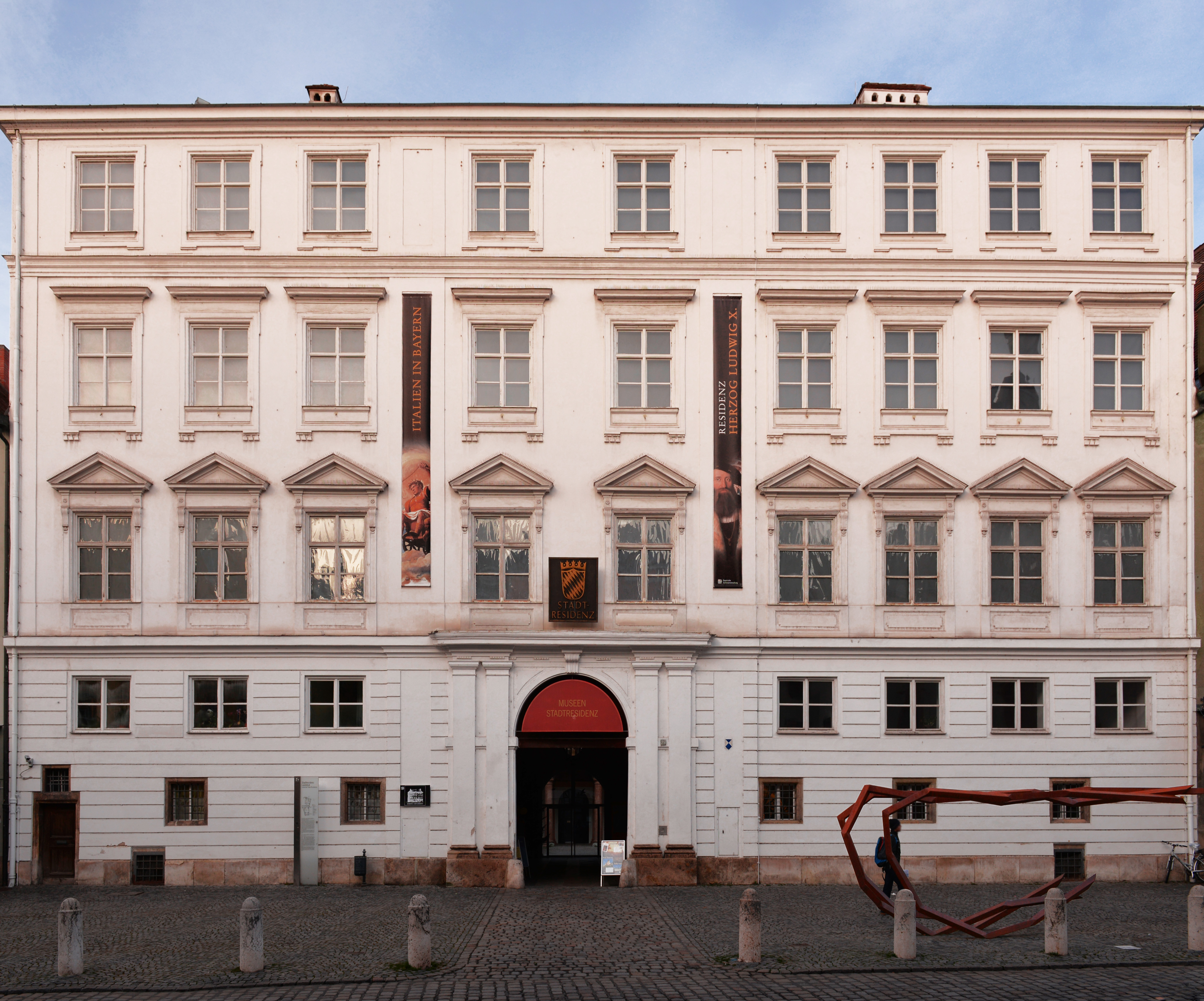
La residencia ducal de Landshut (1536-1544), edificada por orden de Luis X de Baviera.

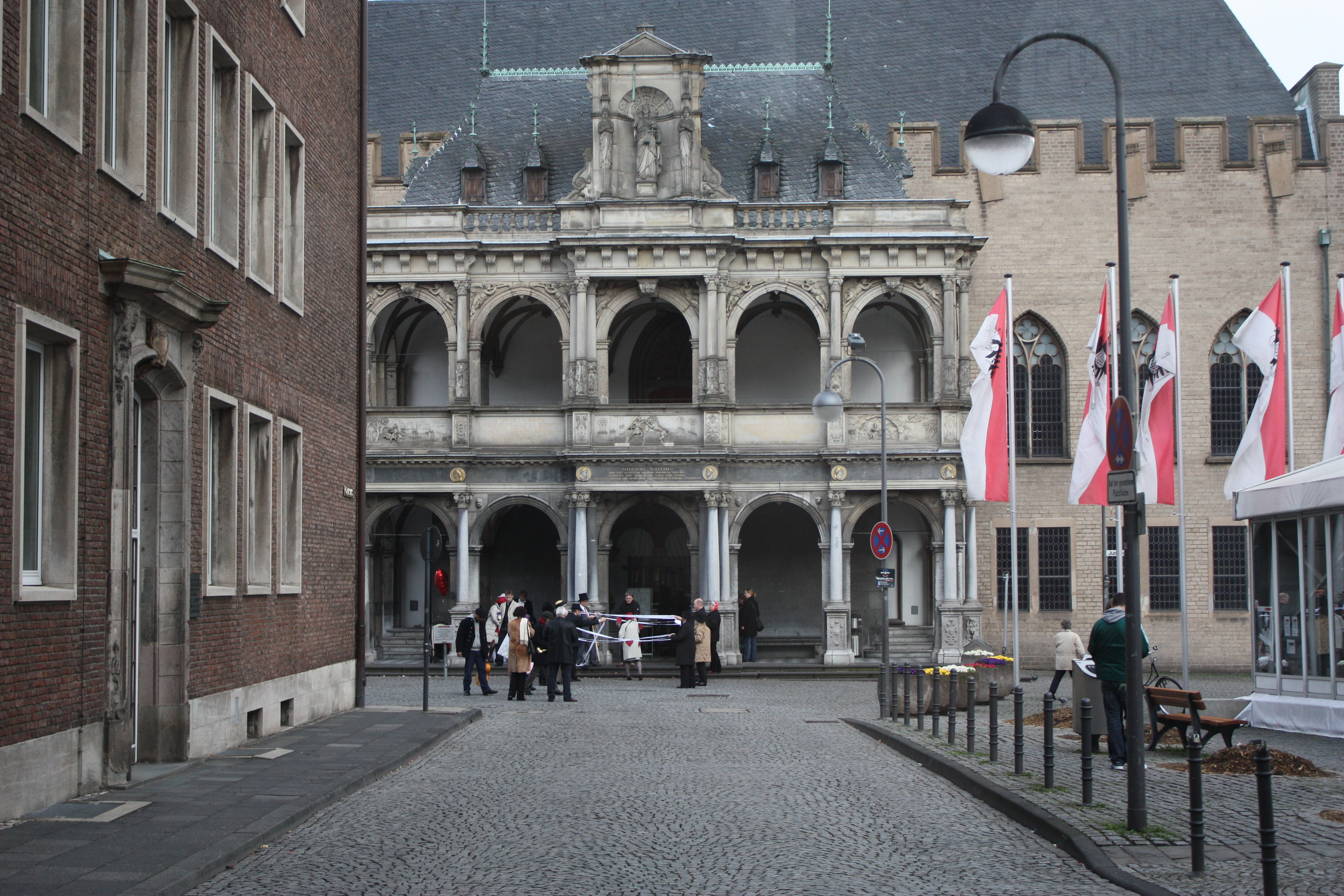
La loggia (1569-1573) del Ayuntamiento de Colonia.

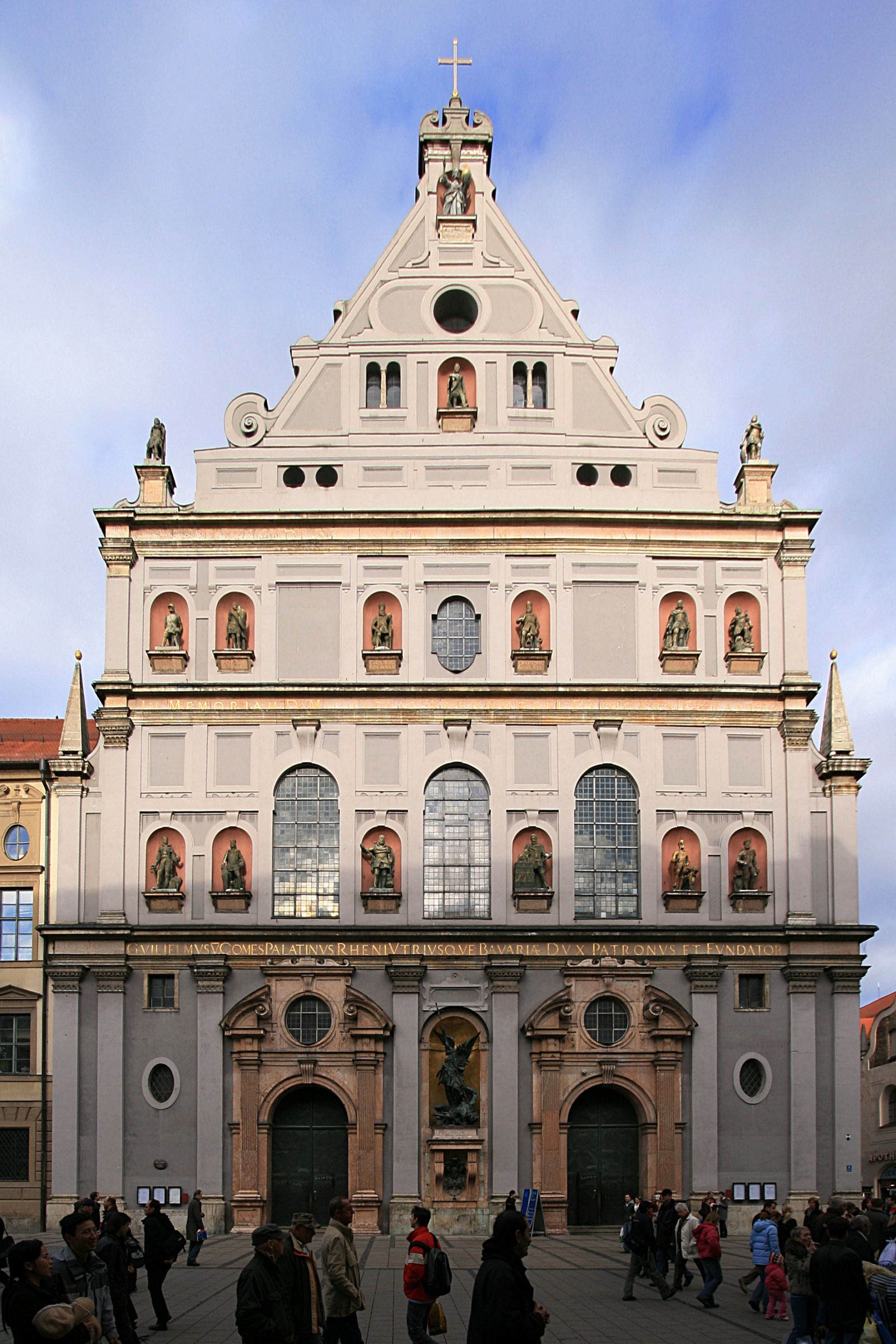
Iglesia de San Miguel (1583-1597) en Múnich en estilo renacentista

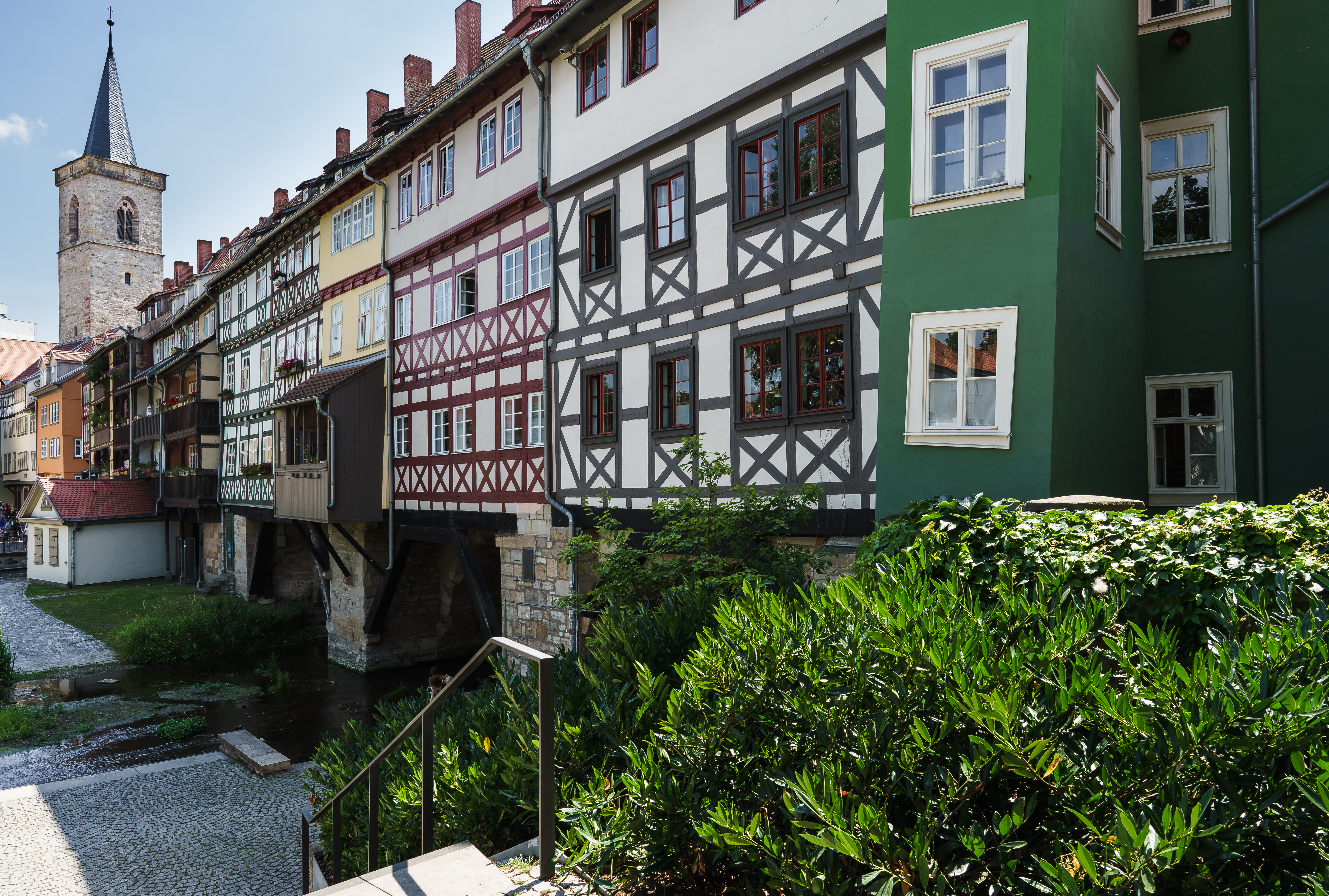
Krämerbrücke en Erfurt, desarrollo de un puente cerrado con casas de entramado de madera

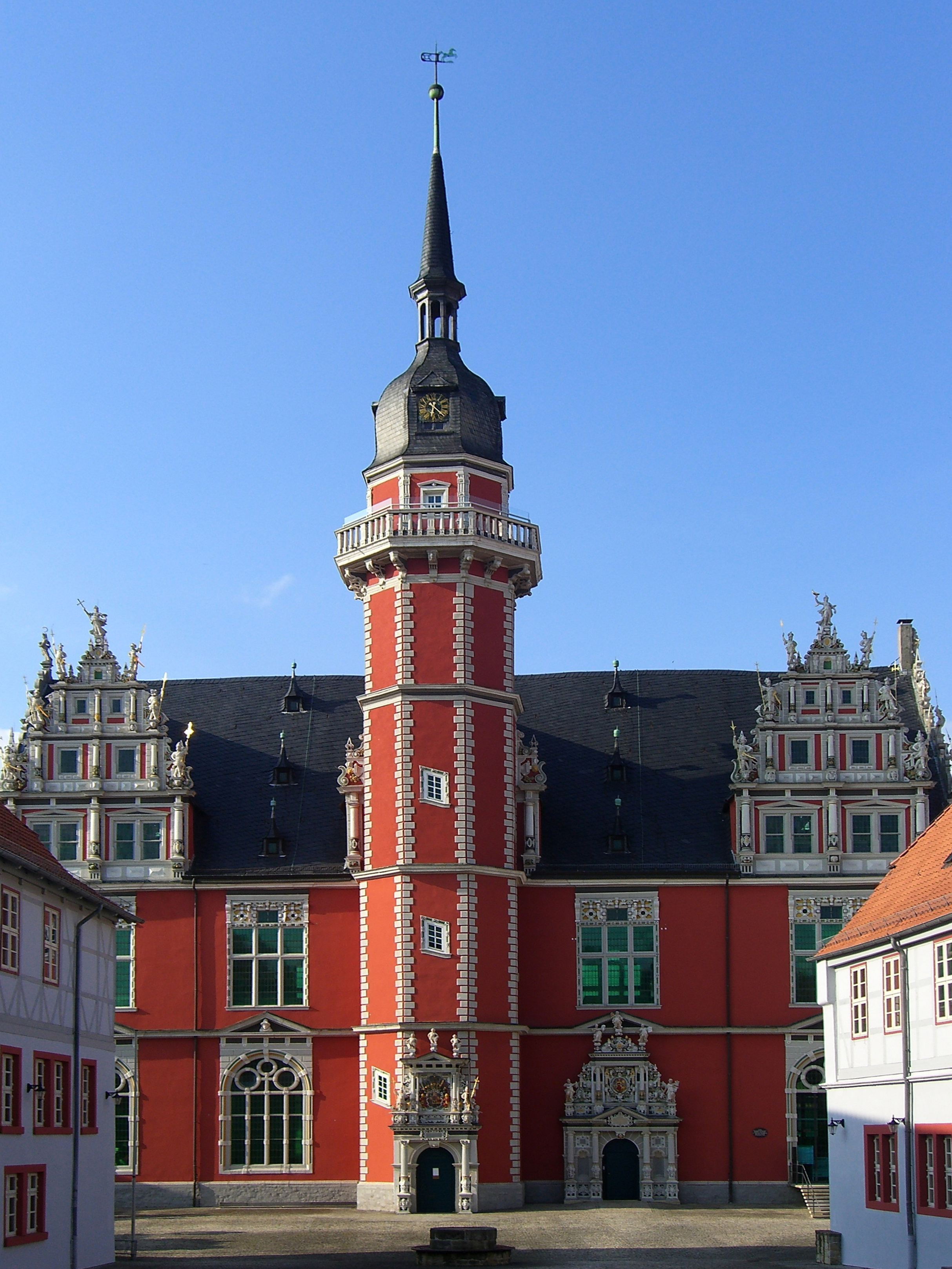
Juleum en Helmstedt, ejemplo representativo del Renacimiento del Weser

El Renacimiento en el Sacro Imperio Romano fue inspirado por filósofos y artistas que, como Johannes Reuchlin y Albrecht Dürer, habían visitado Italia. Entre los grandes logros arquitectónicos de este período se encuentran la residencia de Landshut (1536-1544), el castillo de Heidelberg, el castillo de Johannisburg (1605-1614) en Aschaffenburg y el ayuntamiento de Augsburgo (1615-1624). En julio de 1567, el consejo de concejales de Colonia aprobó el proyecto de una nueva logia de dos plantas de Wilhelm Vernukken, de estilo renacentista, para el Ayuntamiento de Colonia, que se construirá entre 1569 y 1573.
La iglesia de San Miguel en Múnich es la iglesia renacentista más grande al norte de los Alpes construida a petición del duque Guillermo V de Baviera entre 1583 y 1597 para convertirla en el centro espiritual de la Contrarreforma; se inspiró en la iglesia del Gesù. Su arquitecto aún sigue siendo desconocido.
Dado que los maestros constructores alemanes no habían viajado a Italia ni conocían los edificios de la Antigüedad, en el siglo XVI la arquitectura renacentista italiana que cayó en las manos de esos maestros fue «al principio un puro malentendido». De los libros de patrones decorativos, se adoptó la decoración del Renacimiento temprano lombardo y veneciano. Por ello las fachadas fueron disfrazadas, con el hastial gótico escalonado con volutas alisadas y usado en piedra un «manierismo anticuado obsoleto». Así surgió en Alemania, en el siglo XVI, una «lego-antigüedad» burguesa con una pequeña colección de elementos que parecen pegados a los edificios. La conexión con el Renacimiento italiano tuvo éxito en edificios palaciegos en Dresde, Berlín, Torgau y Brieg. En Alemania, en paralelo al renacimiento tardío que se dio en Italia hasta 1650, se desarrolló una arquitectura deliberadamente anticlásica, el manierismo, cuyos motivos —el laberinto, la esfera, el huevo, los cubos (Hieronymus Bosch)— prefiguran el surrealismo del siglo XX. Propio del manierismo en Alemania es la decoración del Renacimiento Nórdico, que se caracteriza por el estilo Floris que lleva el nombre del holandés Cornelis Floris. En el norte de Europa, especialmente en Alemania, adornos, pergaminos, cartílagos y auriculares, obeliscos y volutas adornan los aguilones de los edificios y forman los Schweifwerk, sistema decorativo de bandas terminadas en lengüetas partidas y picos de cuervos.
Cuando en 1509 los Fugger construyeron su capilla familiar en la iglesia de Santa Ana de Augsburgo en «estilo italiano», estaban preparando el terreno para el Renacimiento italiano en Alemania. Augsburgo, la ciudad comercial, era una de las ciudades más importantes de Europa durante ese tiempo. Las relaciones comerciales también importaron una parte de la cultura italiana. Sin embargo, el Renacimiento, que se arraigó en Alemania alrededor de 1520, no pudo difundirse bien en el país debido a las condiciones políticas de la época. Alemania se había fragmentado en muchos principados, los burgueses solían tener pocos derechos y los conflictos armados, especialmente los conflictos religiosos a raíz de la Reforma, consiguieron que grandes áreas permanecieran virtualmente subdesarrolladas. Sin embargo, algunos príncipes promovieron el «arte moderno» entendido en el Renacimiento, como en Torgau (castillo Hartenfels, Ayuntamiento), Aschaffenburg (castillo de Johannisburg) o en Landshut. En Landshut, el Ayuntamiento ya era un auténtico edificio renacentista, construido por maestros artesanos italianos. El Ayuntamiento de Augsburgo es también un importante edificio renacentista, pero fue construido tarde, entre 1614 y 1620, por el maestro de obras de Augsburgo, Elias Holl.
Los trabajos emprendidos en Halle (Saale) de 1514 a 1541 por el príncipe de la iglesia, el cardenal Albrecht de Brandeburgo,  se consideran el mayor conjunto renacentista implementado plenamente al norte de los Alpes. El Moritzburg, la Nueva Residencia, la Dom y la Marktkirche, junto con el casco antiguo, especialmente el Stadtgottesacker, el Halle renacentista se considera  un caso sui generis.

El conjunto renacentista sui generis de Halle
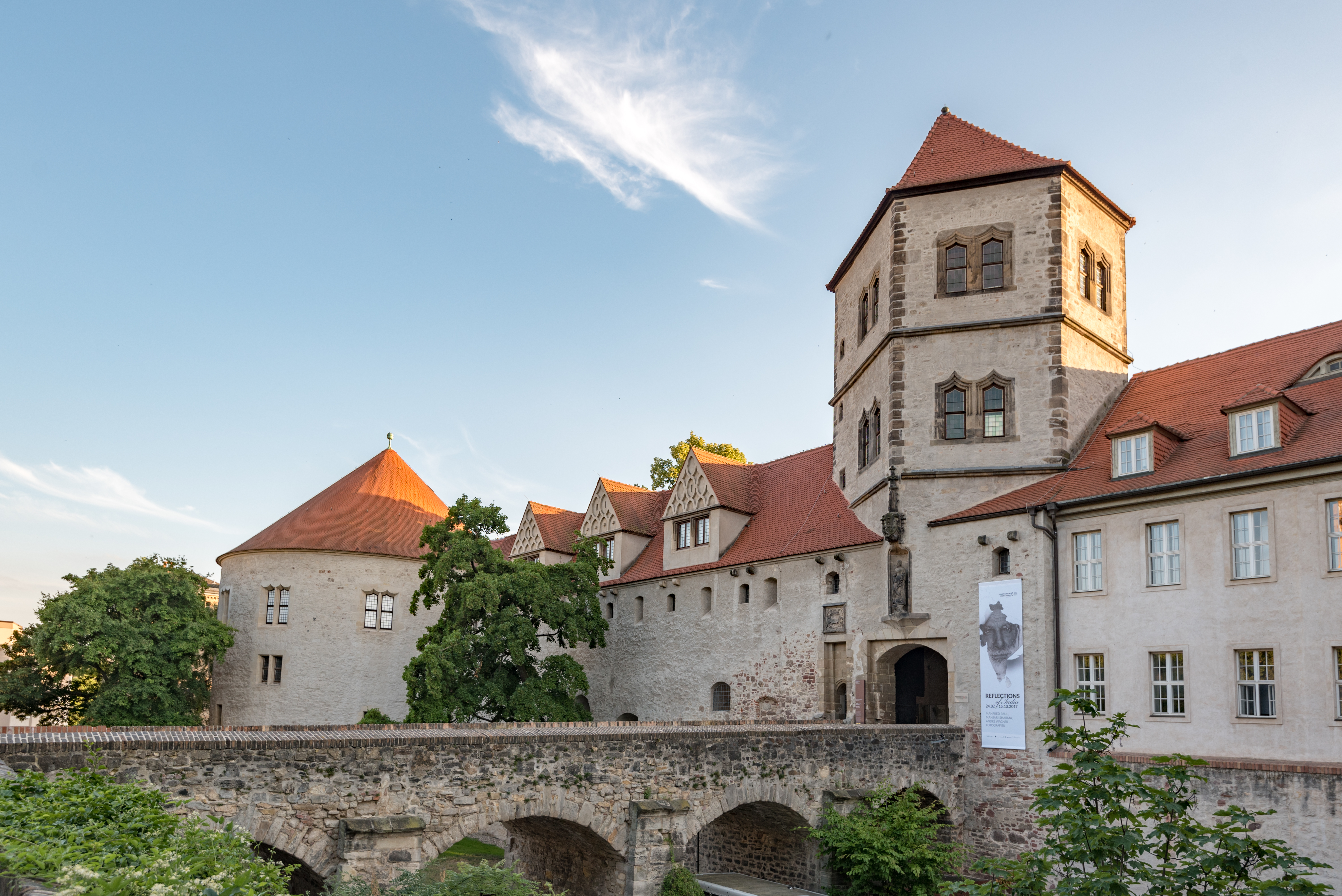
Moritzburg (1484-1505), la residencia del soberano, el arzobispo de Magdeburgo
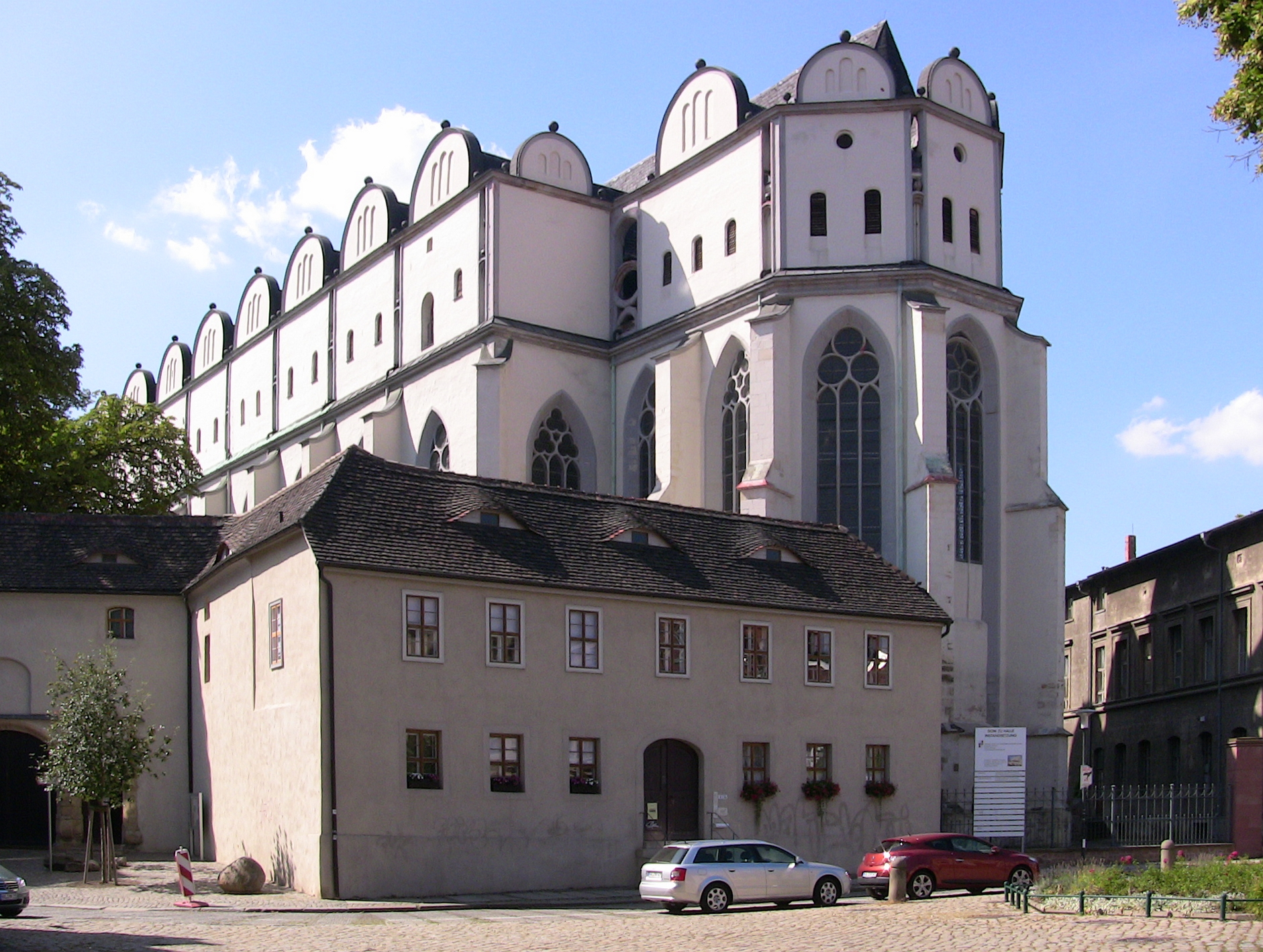
Remodelación exterior de la Dom (1520-1523), un extraño tardogótico-renacentista
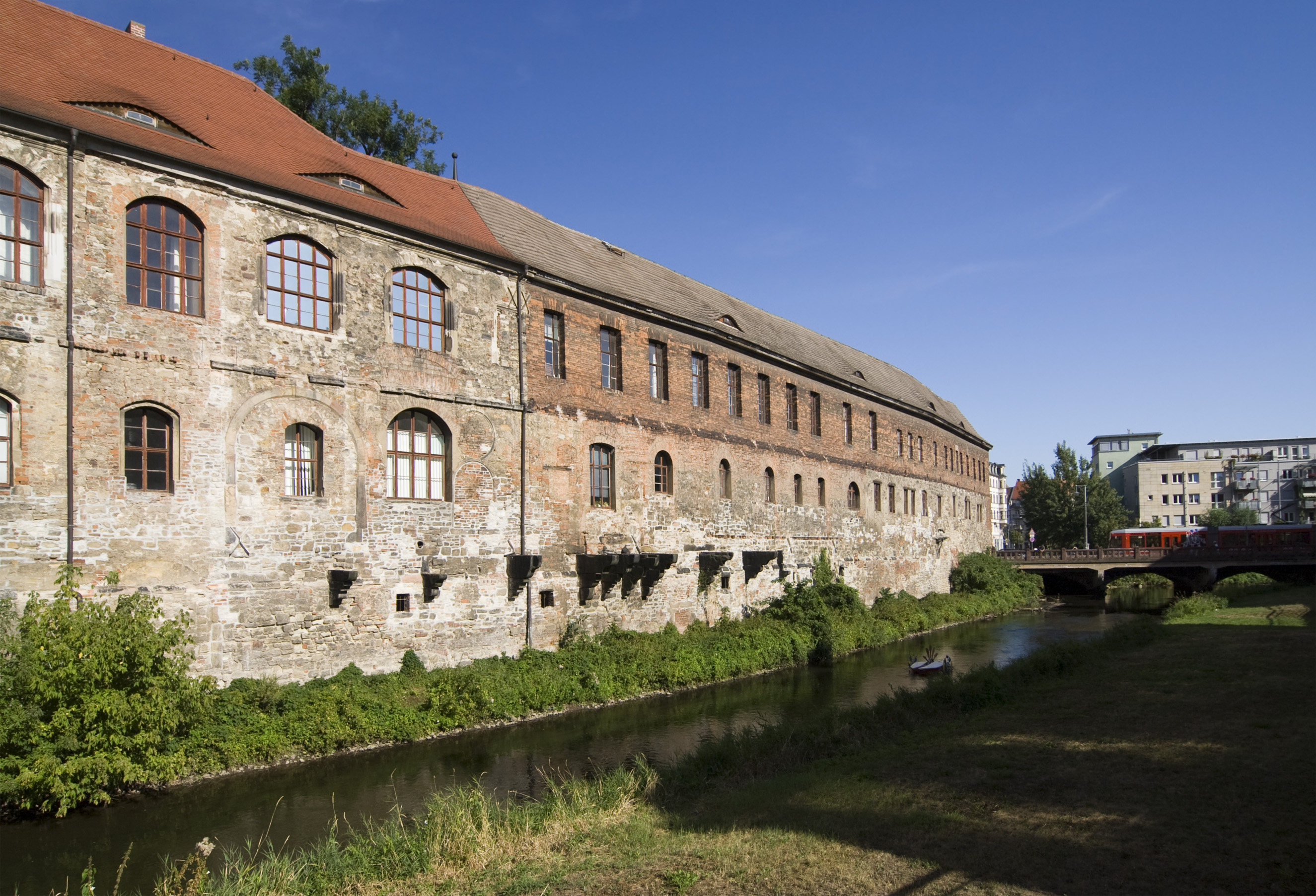
Neue Residenz de los arzobispos de Magdeburgo (1530-1537)
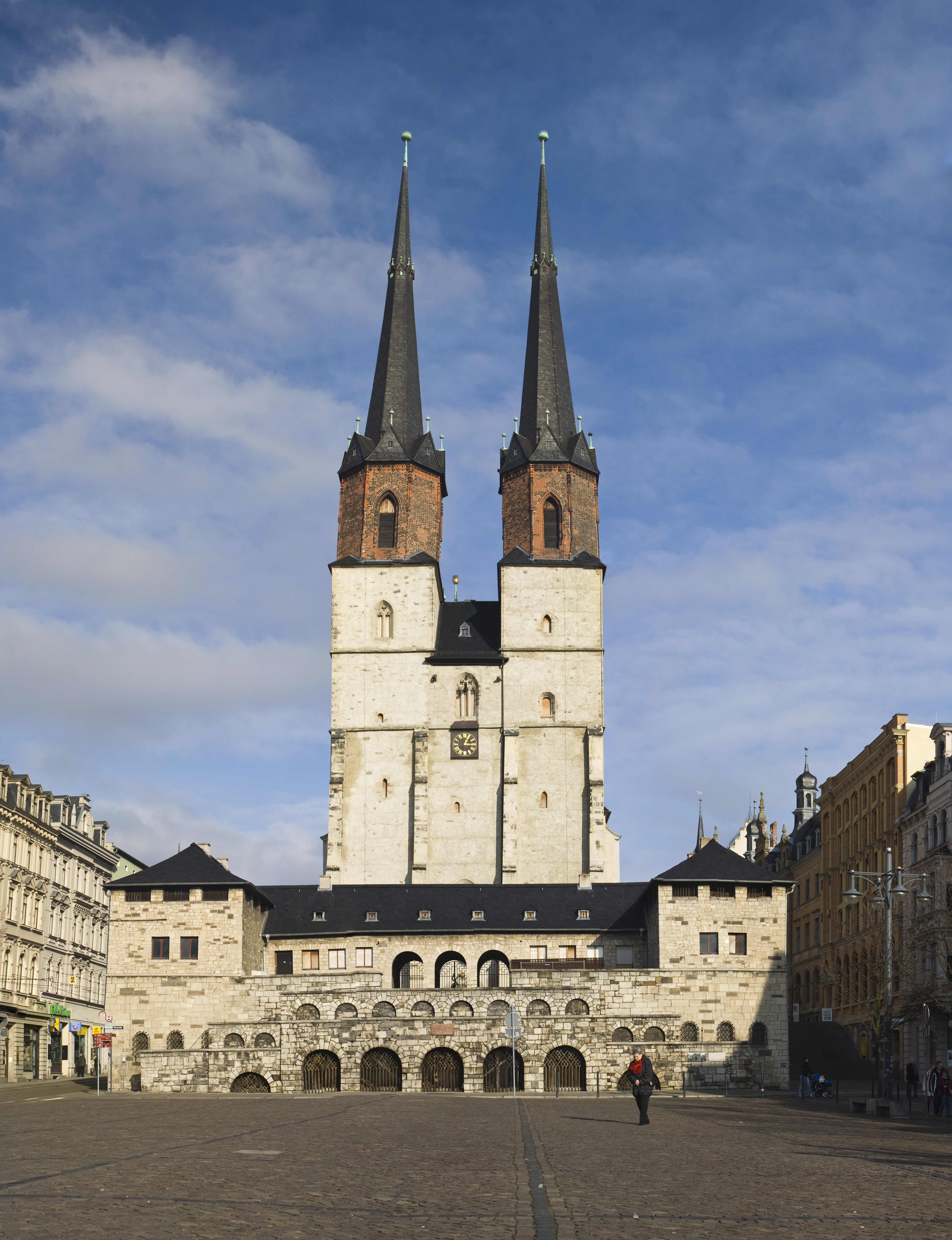
Marktkirche (1529-1554), una iglesia tardogótica, vista desde Hallmarkt

Un ejemplo de arquitectura renacentista con «influencias neerlandesas» es el castillo de Heidelberg. Ejemplos del Renacimiento holandés se pueden encontrar en Baja Sajonia y en Renania del Norte-Westfalia, donde numerosos castillos y casas solariegas realizadas en lo que se conoce como Renacimiento del Weser, ya que surgieron el en valle del Weser. Las ciudades de Hameln y Lemgo tienen un extraordinario paisaje urbano renacentista. En Wolfenbüttel, vale la pena mencionar el castillo de los Guelph y la iglesia protestante Beatae-Maria-Virginis como ejemplos especiales del Renacimiento.
En Turingia y en Sajonia también se erigieron muchas iglesias y castillos en estilo renacentista, como el Wilhelmsburg con la capilla del castillo en Schmalkalden, la iglesia de la ciudad de Rudolstadt, el castillo de Gotha, el ayuntamiento de Leipzig, el interior del coro de la catedral de Friburgo, el castillo de Dresde o el Schönhof en Görlitz. En el norte de Alemania, el castillo de Güstrower, así como el interior particularmente rico de la Nikolaikirche de Stralsund también son de interés.

Renacimiento en Sajonia y Turingia
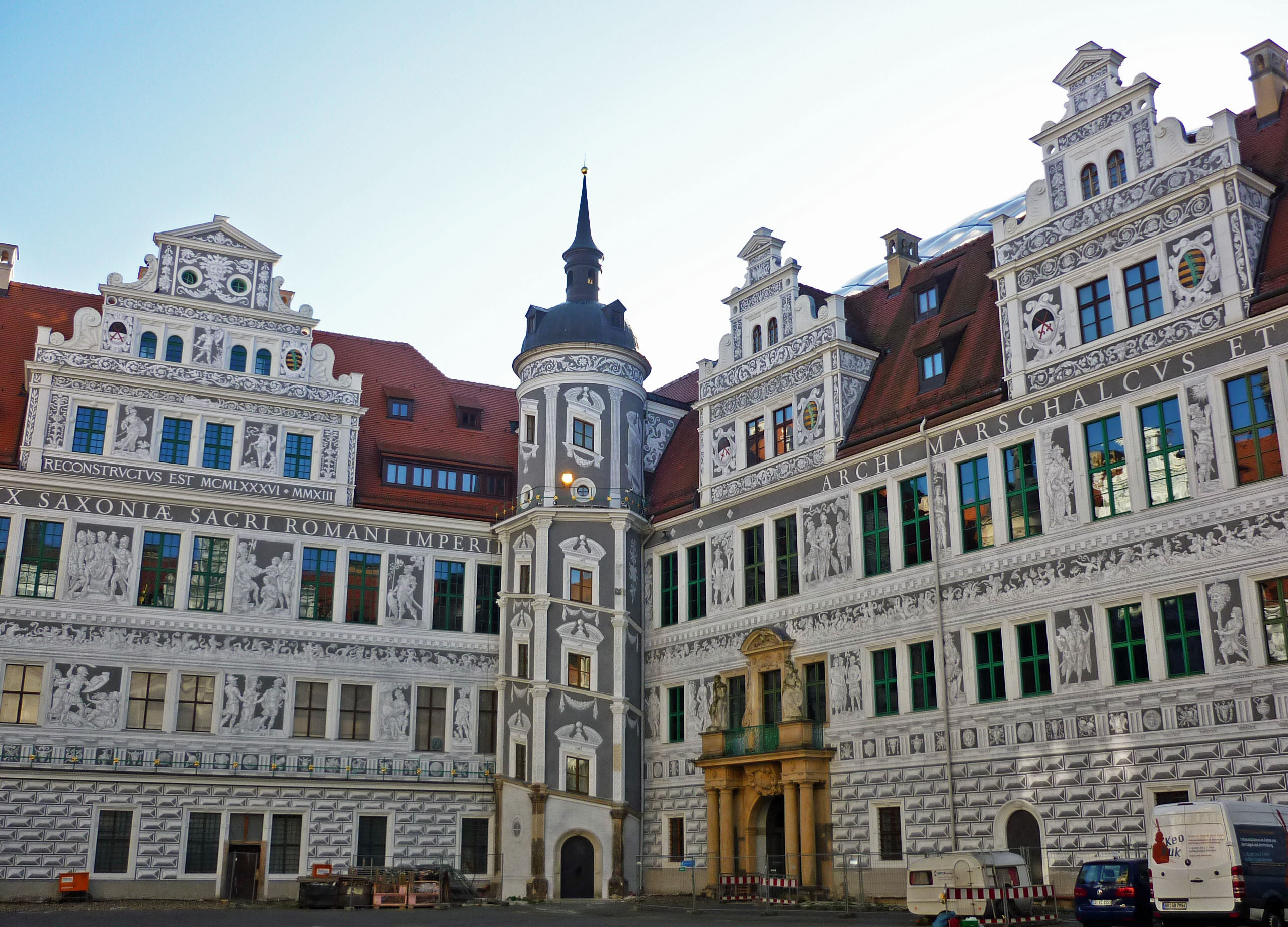
Residenzschloss Dresden
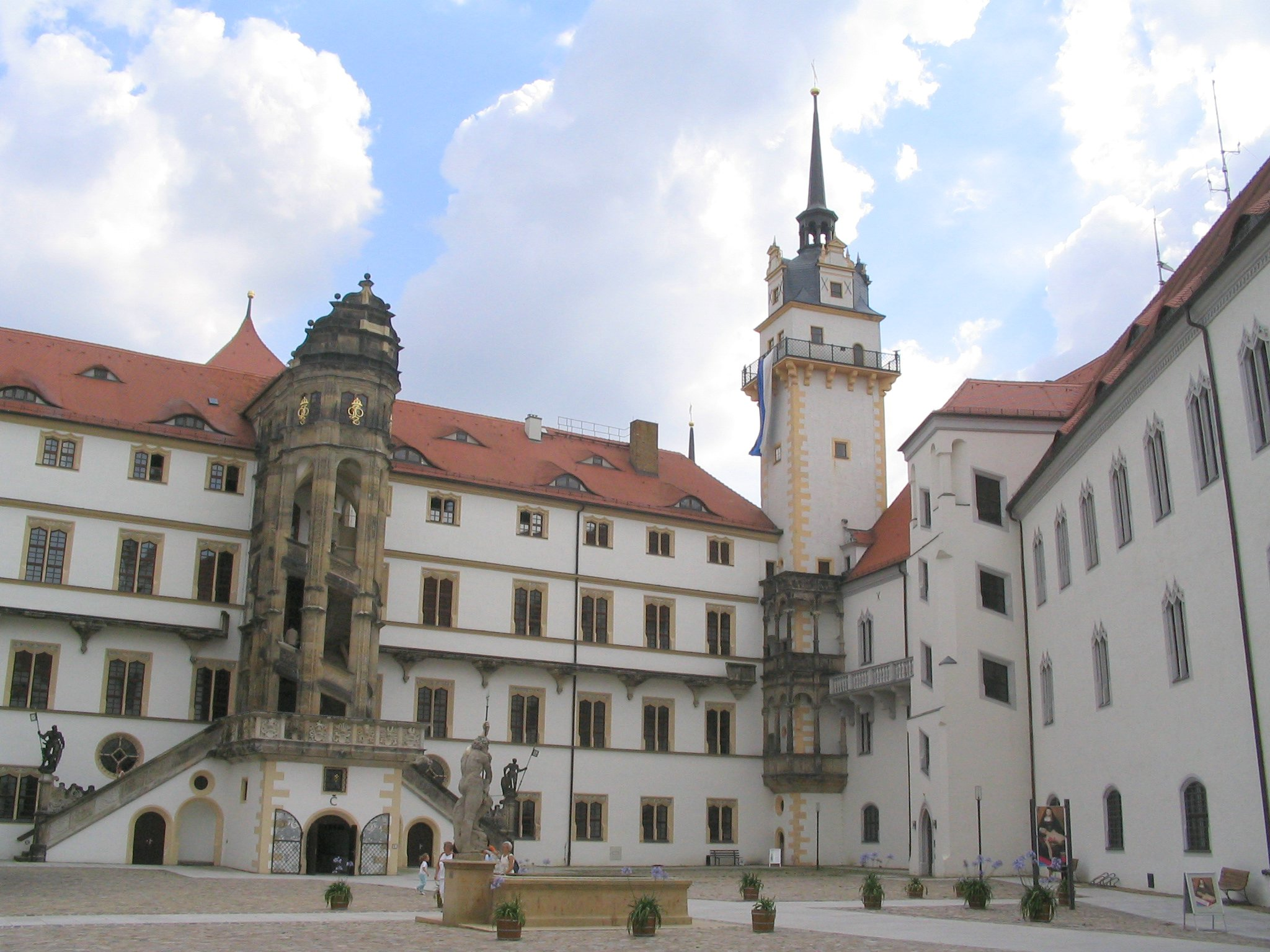
Schloss Hartenfels en Torgau
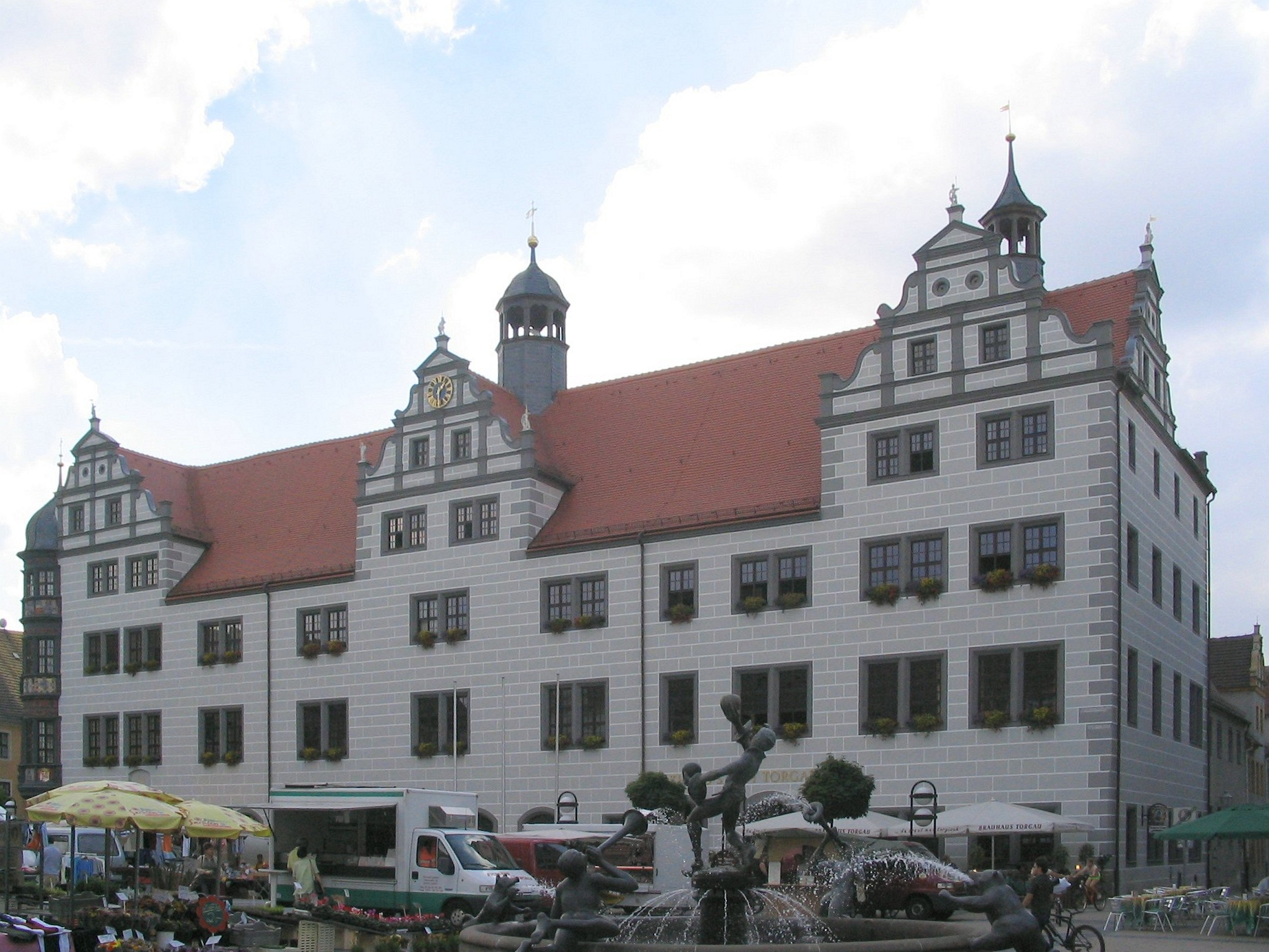
Rathaus Torgau,
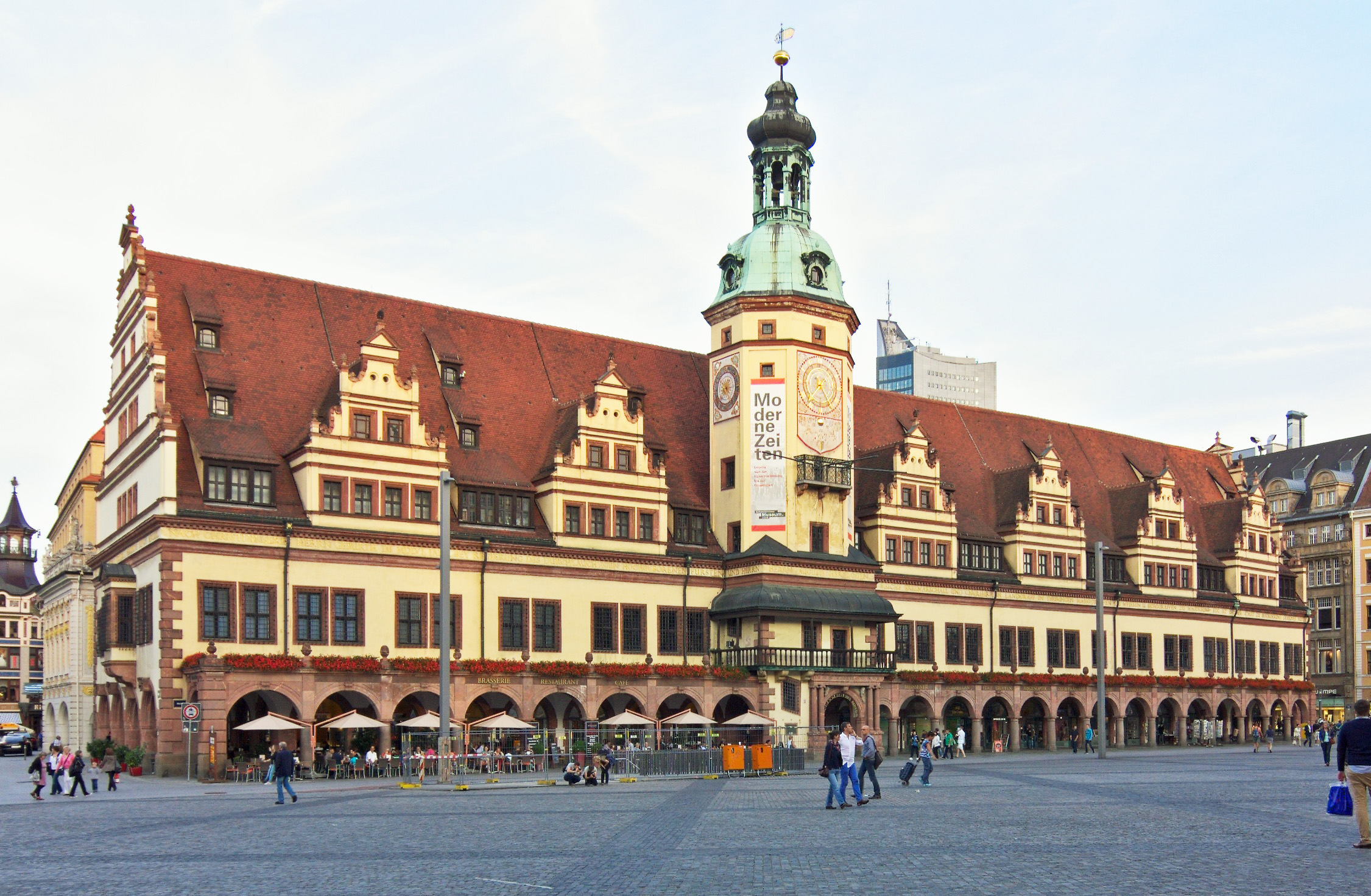
Altes Rathaus (Leipzig)
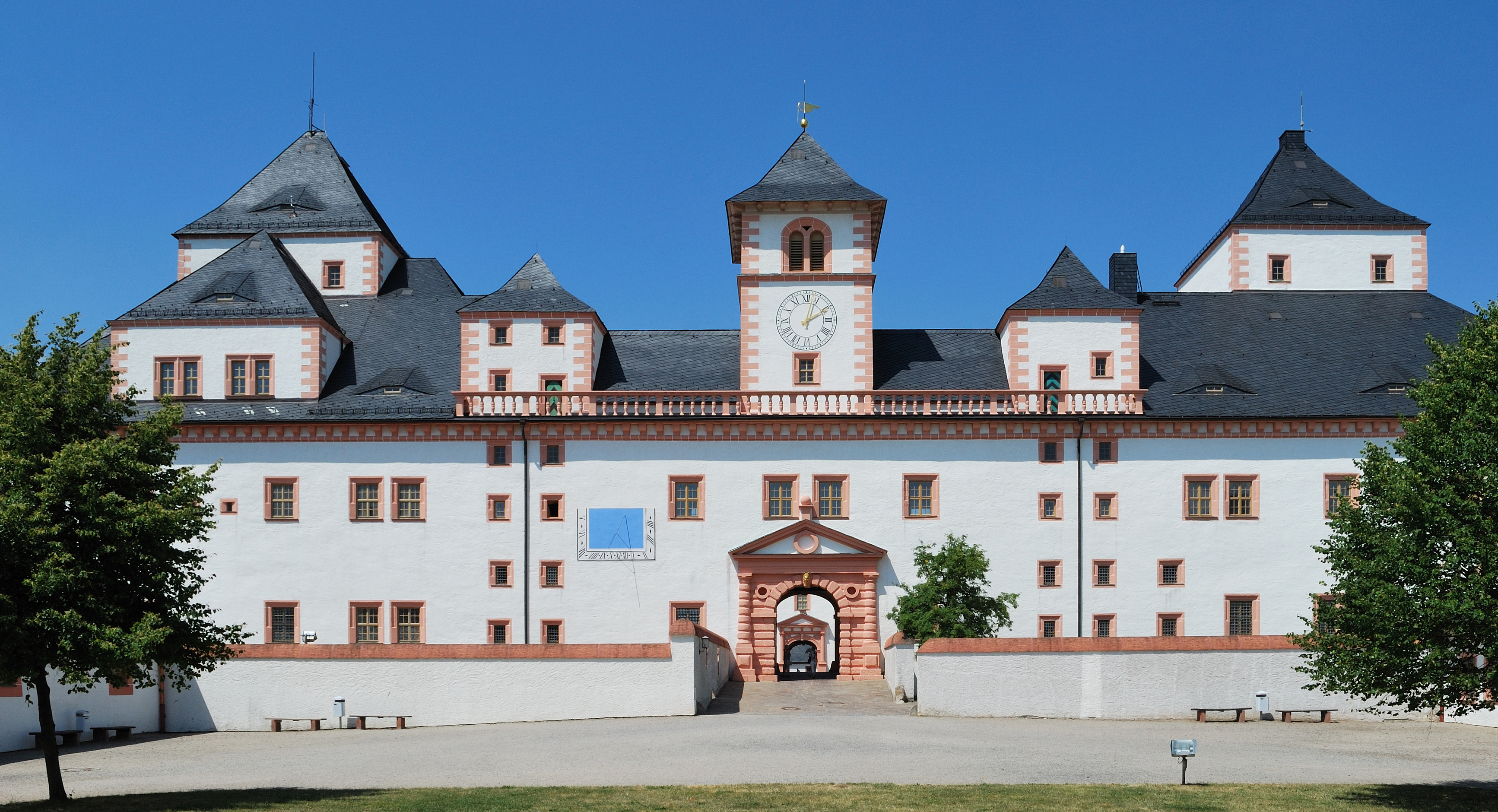
Jagdschloss Augustusburg,
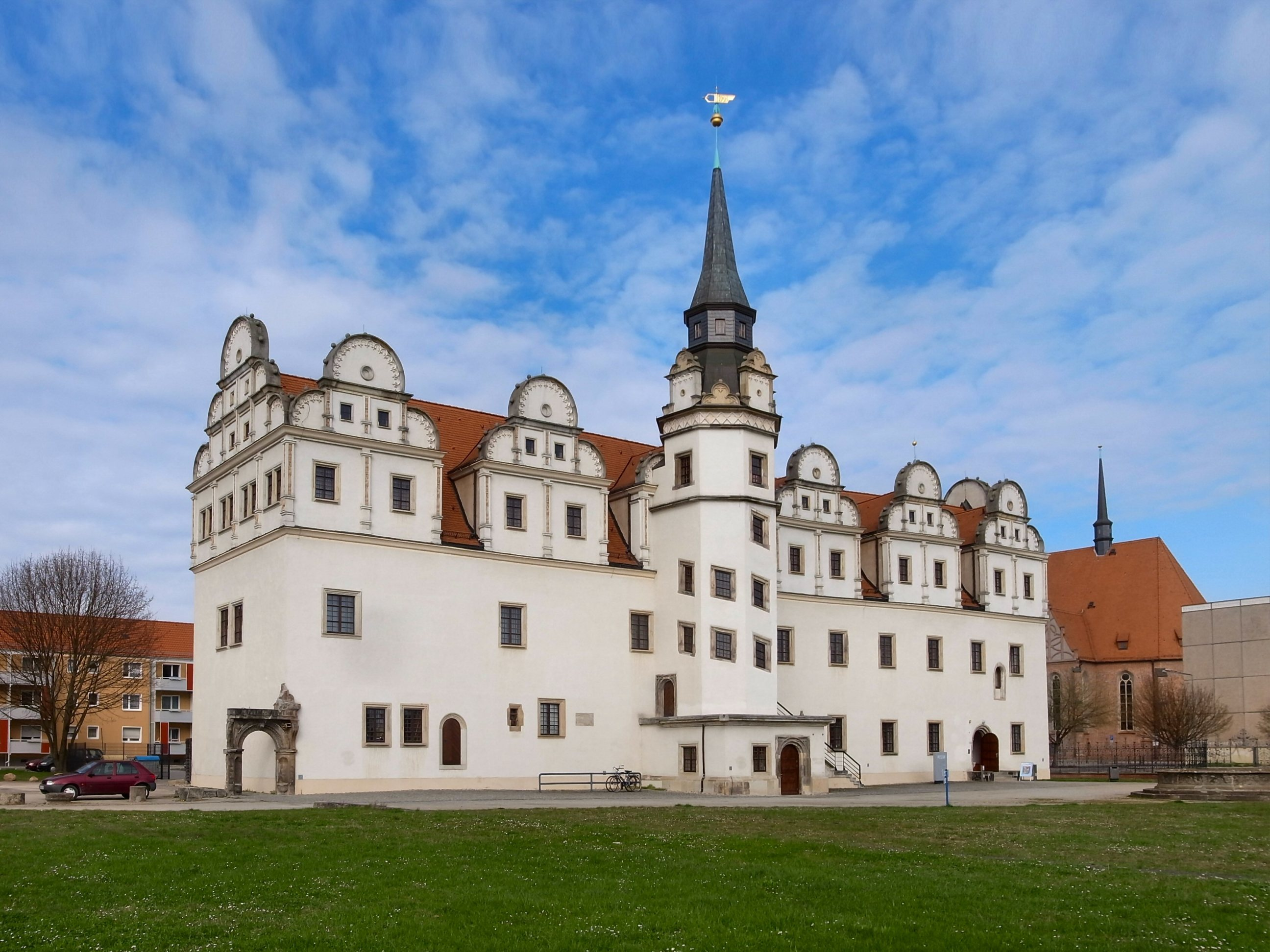
Residenzschloss Dessau
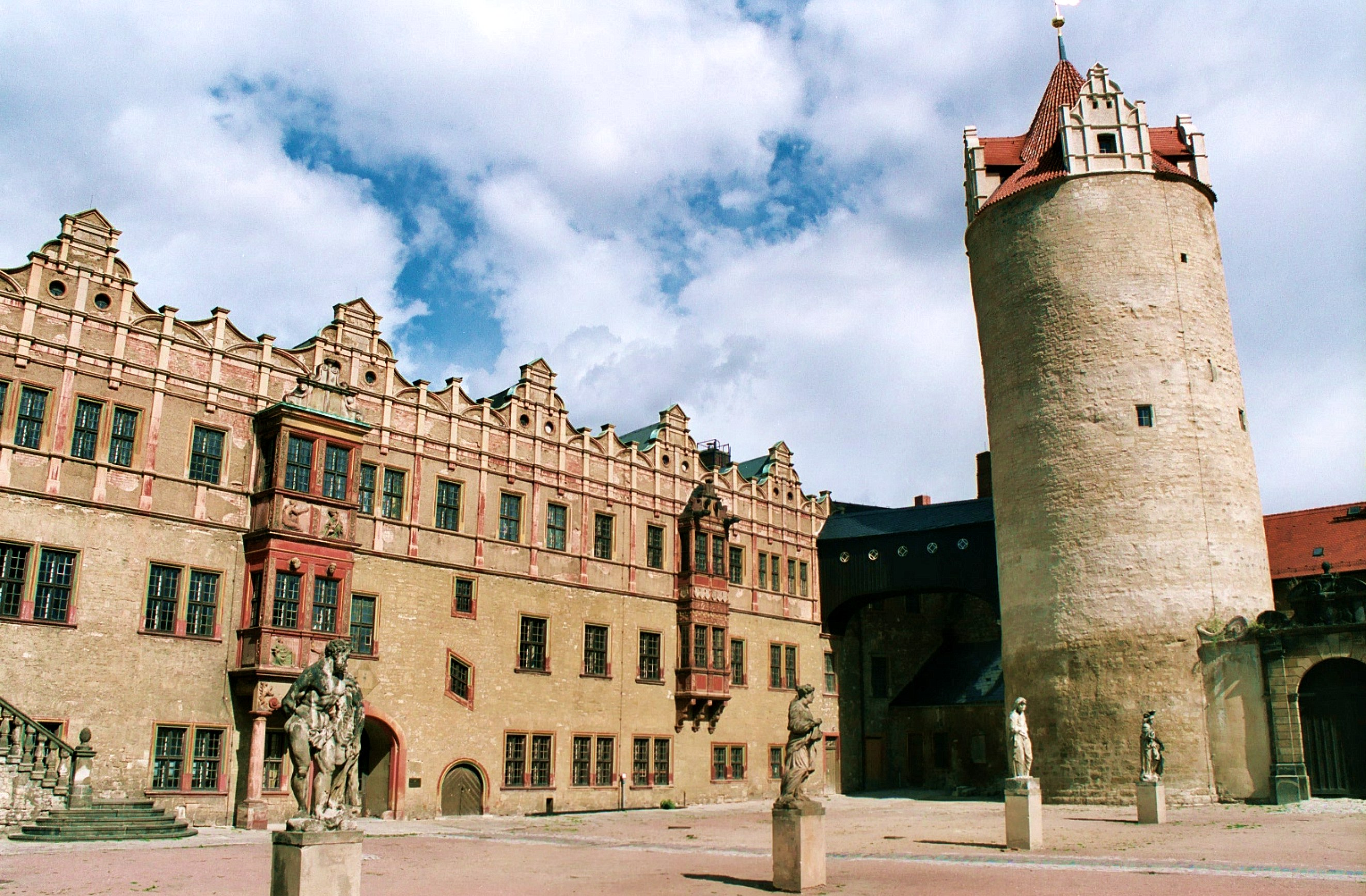
Schloss Bernburg
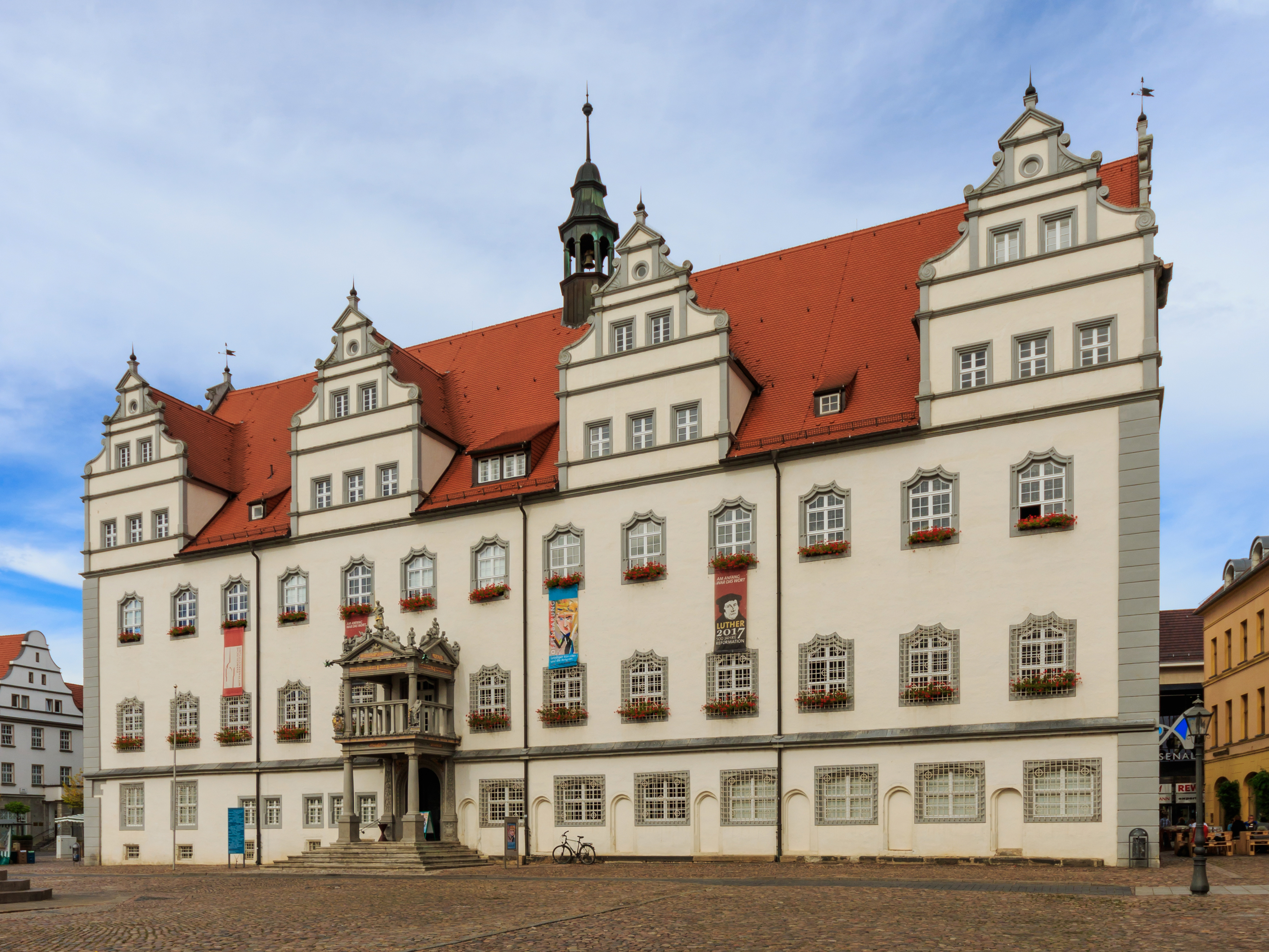
Rathaus in Wittenberg
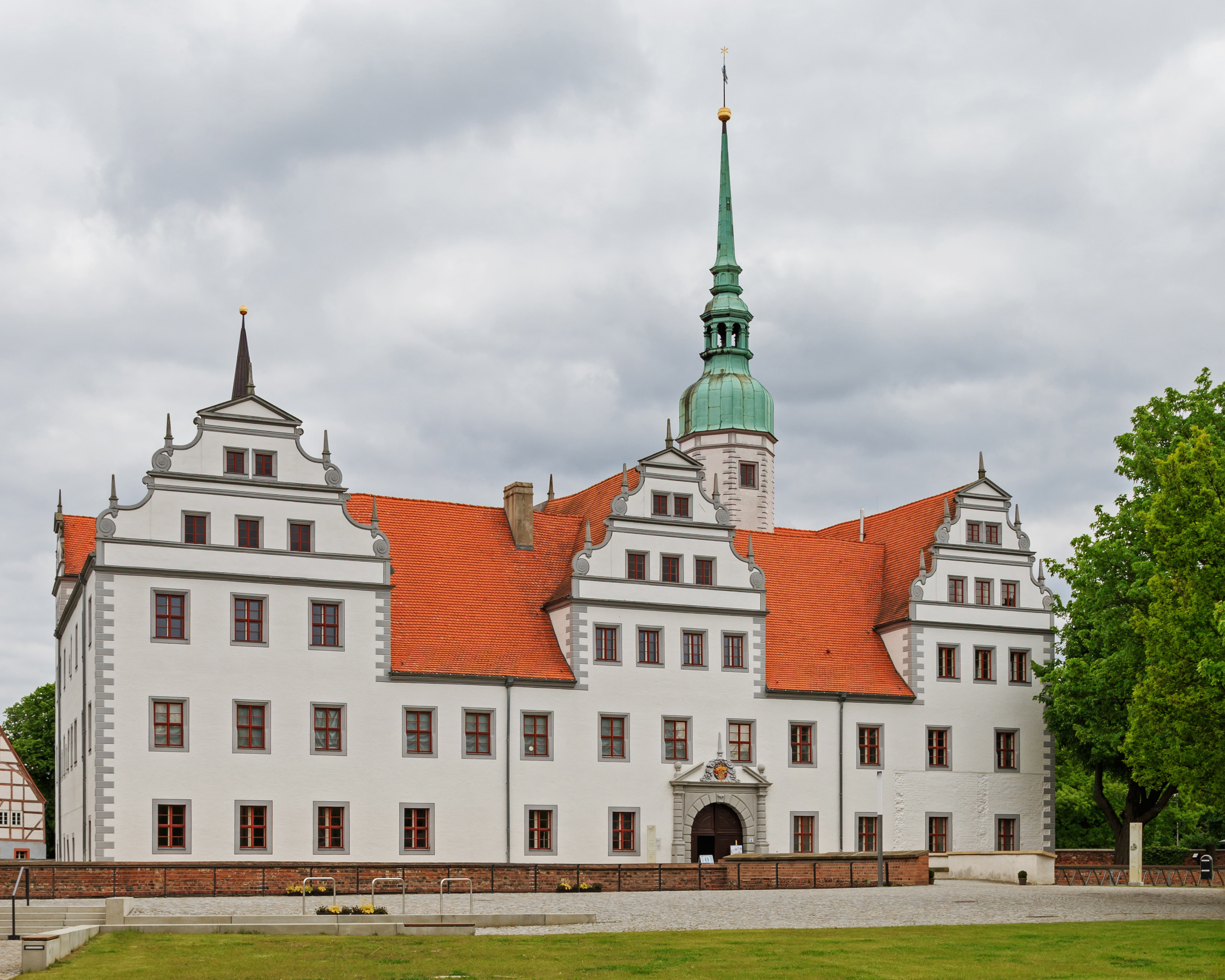
Schloss Doberlug in Doberlug-Kirchhain, Brandenburgo
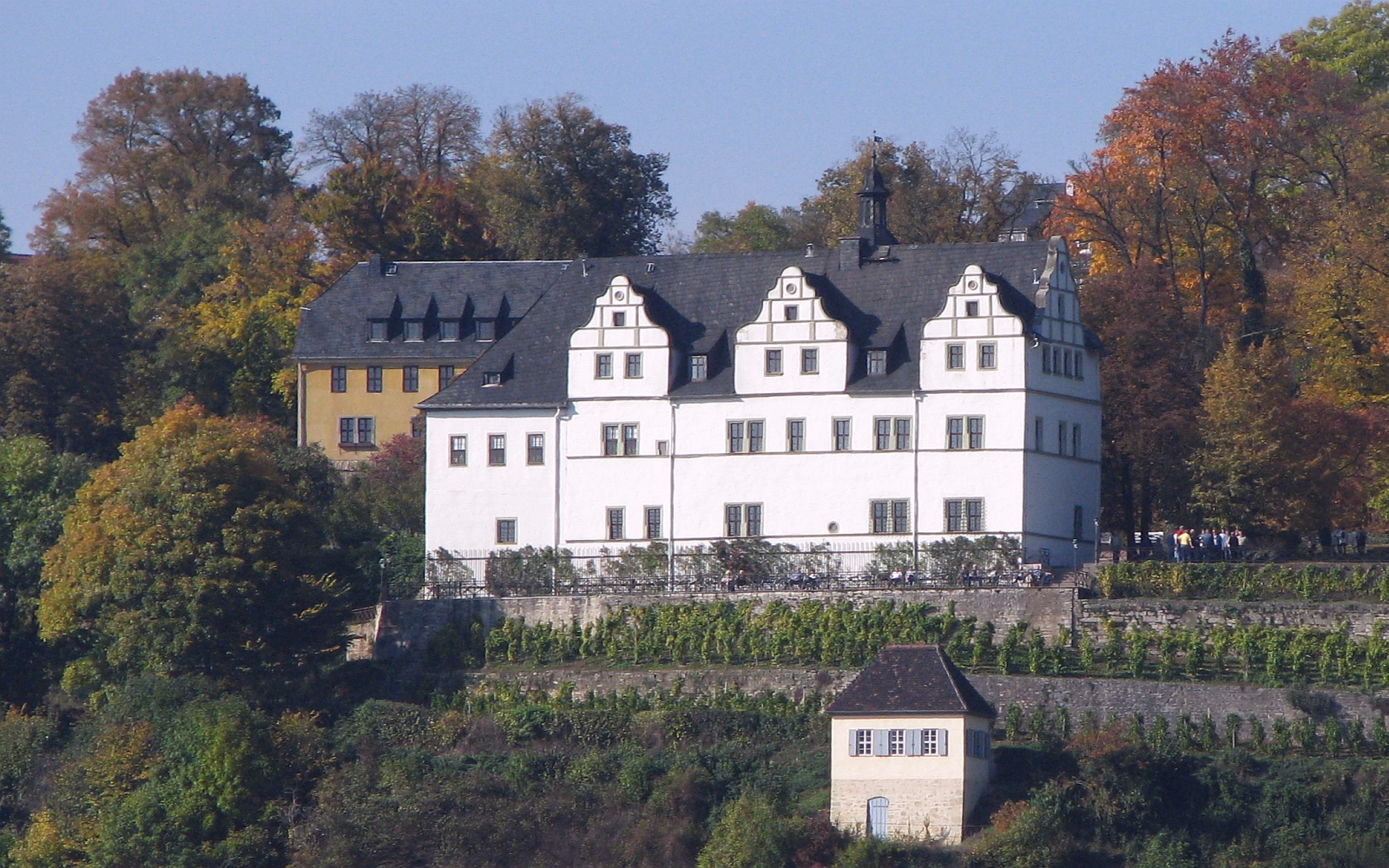
Renaissance-Schloss en Dornburg-Camburg
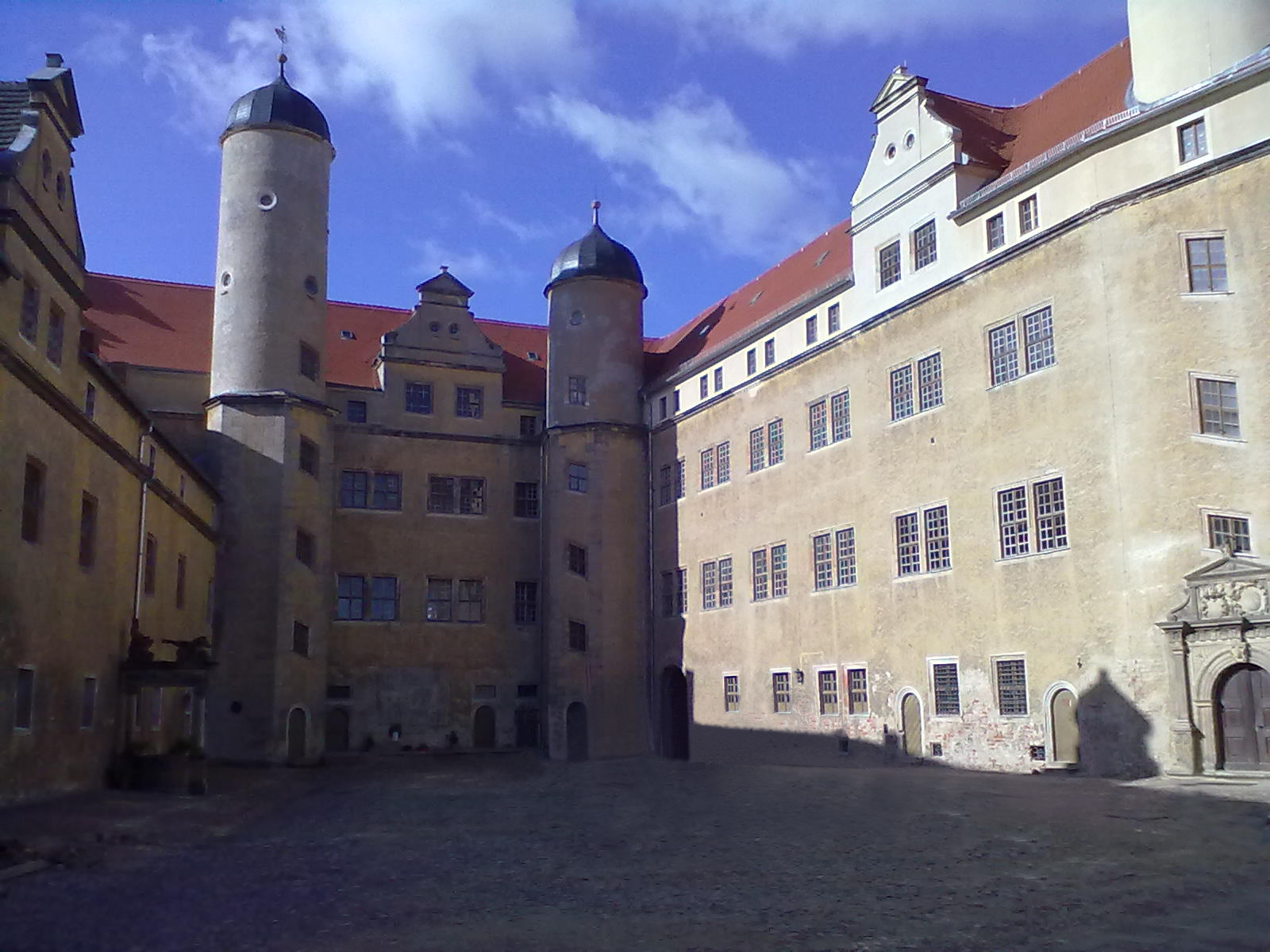
Schloss Lichtenburg en Prettin
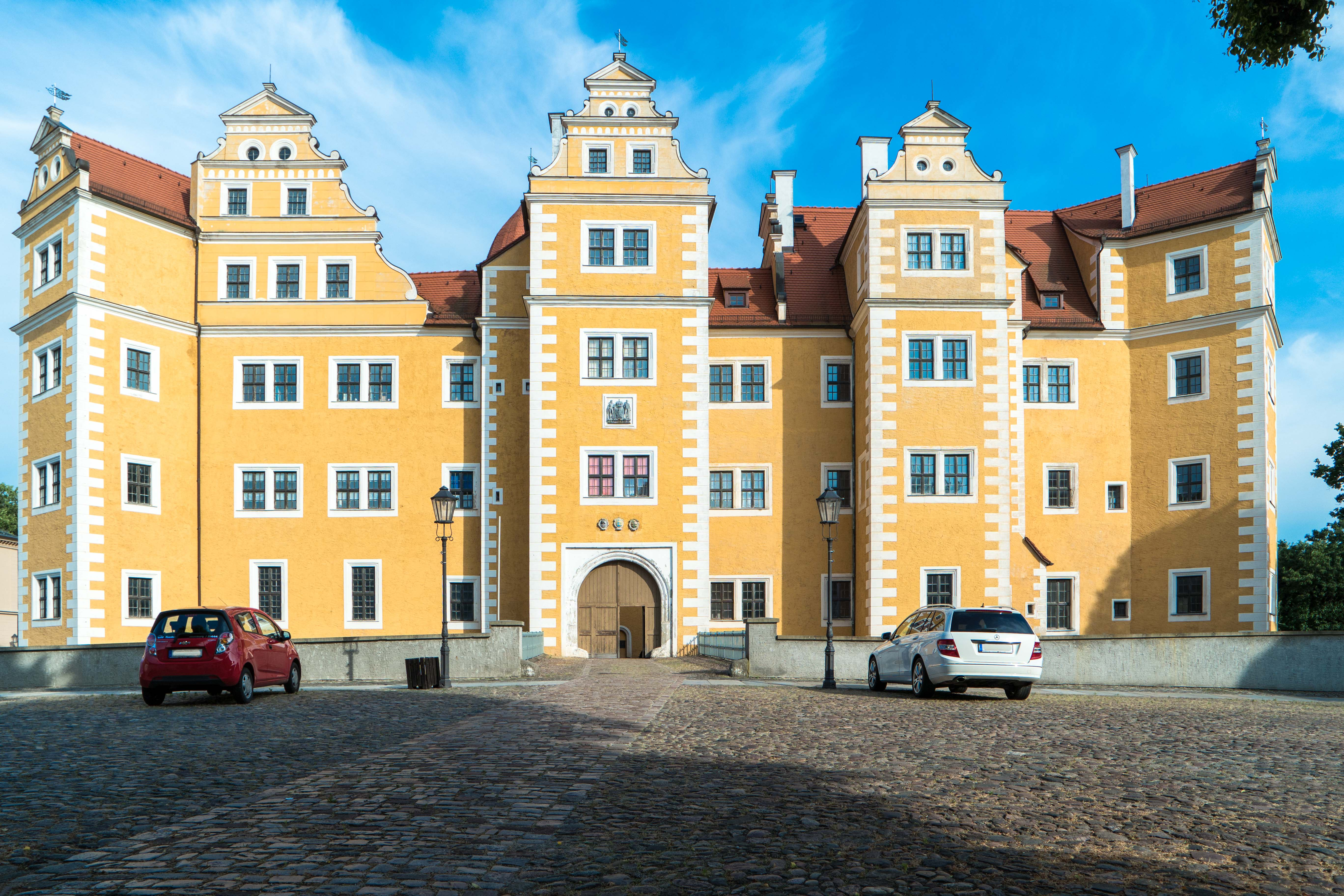
Schloss Annaburg
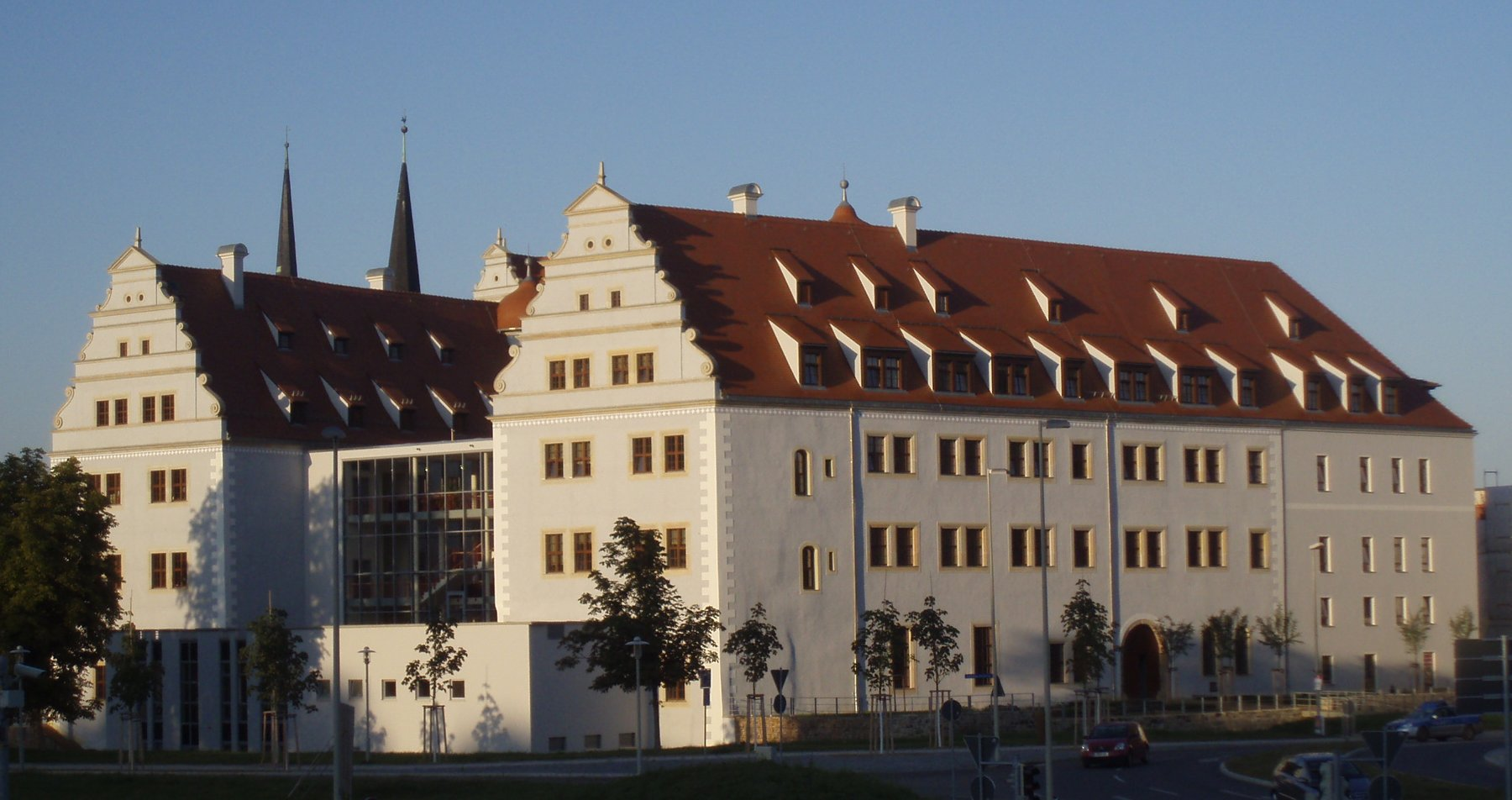
Schloss Osterstein (Zwickau)

El Renacimiento en las tierras del imperio germanófonas fue ciertamente menos espectacular, pero aún hoy es visible en la arquitectura civil y urbana aparte de en castillos, mansiones y otras lujosas residencias: estuvo íntimamente relacionado con las florecientes ciudades comerciales de la Hansa (que alcanzaron su apogeo durante el Renacimiento) y con las principales rutas comerciales internacionales, así como con las ciudades imperiales libres o ciertas ciudades episcopales. Esto se manifiesta, ante todo, en el mantenimiento de la tradición más bien medieval de la plaza del mercado centrípeta e identitaria, en la que las casas de los dignatarios locales, como las de los mercaderes, adoptoron las nuevas prácticas arquitectónicas para mostrar su peso político y/o económico. Posteriormente, el estilo barroco se insertará más o menos dependiendo de la región. La cohabitación de ambos estilos se puede ver con bastante claridad en una misma plaza, como la plaza central en la antigua ciudad imperial libre de Schwäbisch Hall.
Dependiendo del cual haya sido el grado de destrucción del tejido urbano en las guerras que asolaron las tierras del imperio desde el Renacimiento, todavía se pueden admirar ciudades pequeñas, incluso aldeas, antes más prósperas, con calles compuestas casi completamente con hastiales renacentistas. Este es el caso, por ejemplo, de las ciudades afectadas por el Renacimiento del Weser, como Lemgo o Detmold. En el norte, la piedra dominaba aunque algunas casas con entramado de madera westfaliano se imponen por su decoración. En el sur, las grandes fachadas de entramado de madera decoradas con impresionantes corbellones son los representantes de los entramados renacentistas de los ayuntamientos, casas de gremios o grandes posadas. La casa Kammerzell, en Estrasburgo, es un buen ejemplo de este tipo de arquitectura cotidiana. La casa de Durero en Núremberg también es un ejemplo del modelo de entramado de madera sobre una la planta baja en piedra. La casa del grabador y pintor renacentista Lucas Cranach el Viejo en Weimar ilustra el estilo en piedra, así como el hastial del albergue que está justo al lado, ahora un monumento histórico.

### Arquitectura barroca

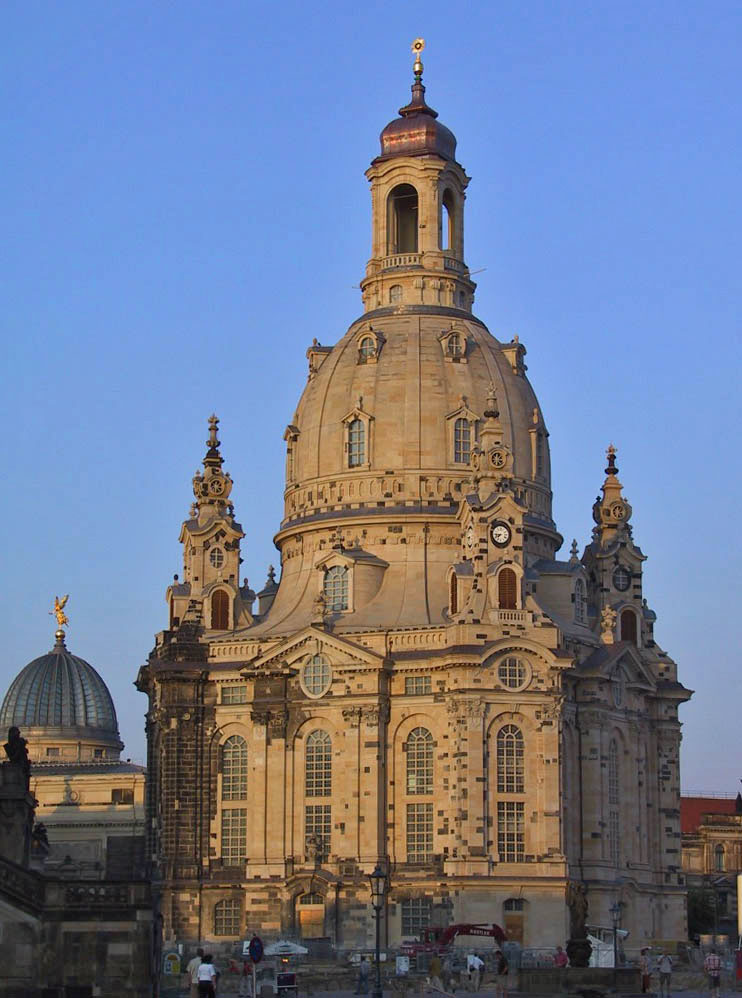
Barroco: la reconstruida Frauenkirche en Dresde.

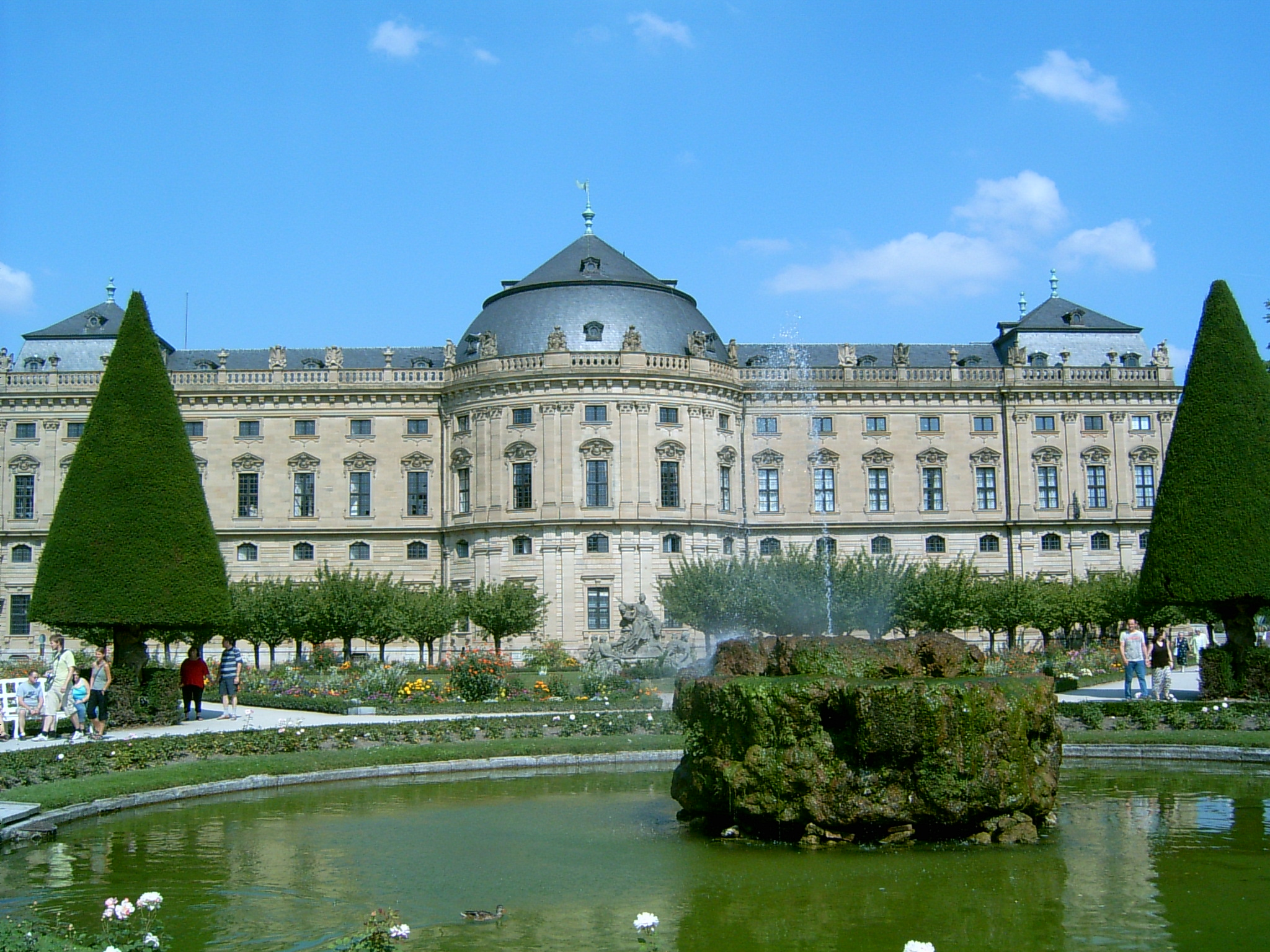
Residencia de Wurzburgo (1719-1744), de Baltasar Neumann, uno de los palacios barrocos más importantes de Europa

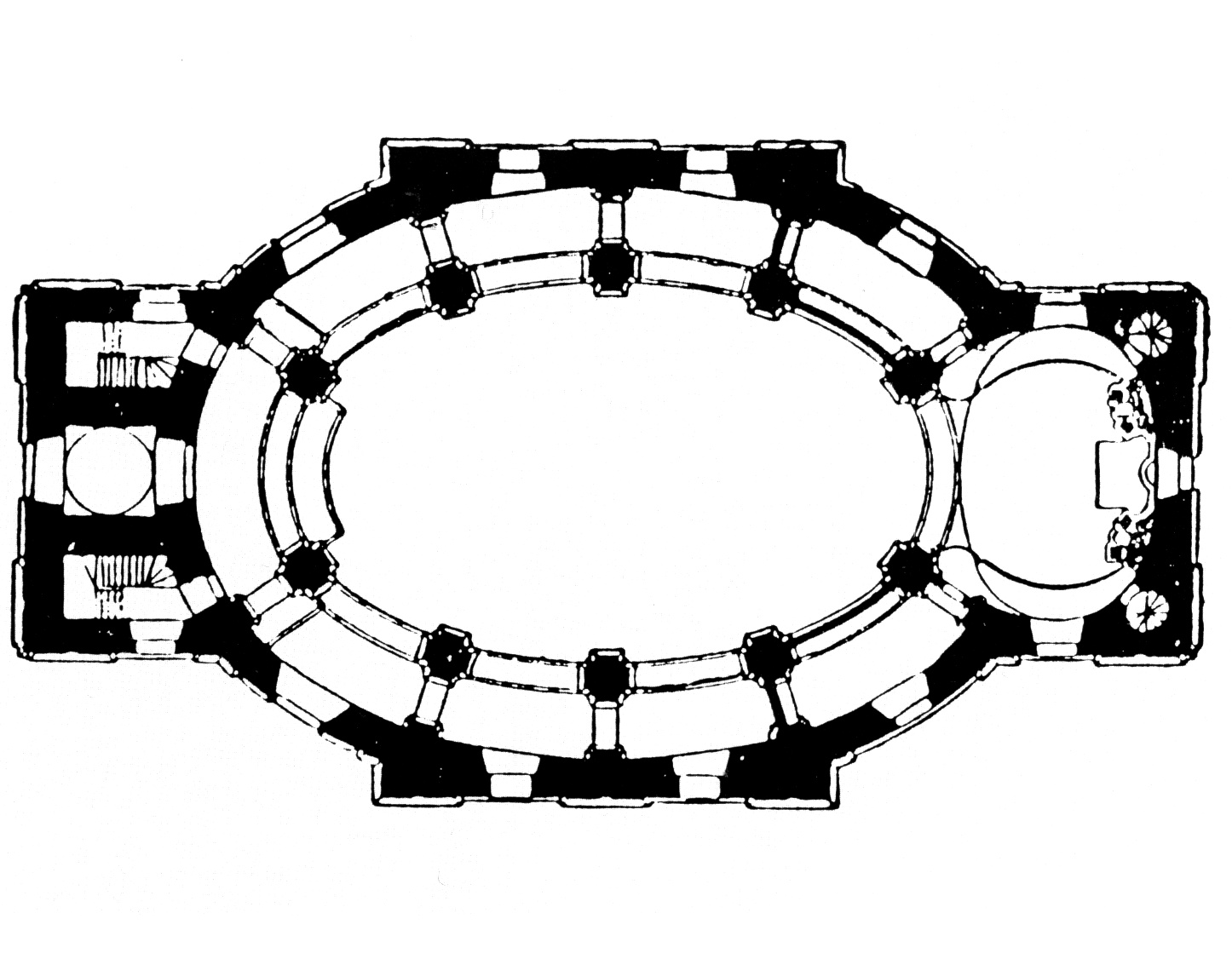
Planta de la iglesia de peregrinación de Steinhausem, Dominikus Zimmermann

Debido a la guerra de los Treinta Años, el barroco se retrasó en Alemania, comenzando aproximadamente desde 1650 en adelante.
La arquitectura de gobierno barroca de las casas reales y principescas alemanas, así como el ceremonial de la corte, siempre basado en el modelo de Francia, especialmente en la corte del rey Sol en Versalles. Así, el Zwinger fue construido en Dresde, que Matthäus Daniel Pöppelmann construyó entre 1709 y 1728, inicialmente para celebrar festivales de corte, como era habitual en la corte del rey Sol.
La arquitectura del absolutismo siempre colocaba al gobernante en el centro; por ejemplo, la composición espacial resaltaba la posición de poder del gobernante respectivo, con escaleras y pinturas en las paredes y techos y esculturas en los muros que alababan con sus motivos principalmente a los constructores principescos o reales.
La interacción de Arquitectura, Pintura y Escultura es una característica esencial de la arquitectura barroca. Un ejemplo importante es la residencia de Wurzburgo con el Kaisersaal y la escalera, cuya construcción comenzó en 1720 bajo la dirección de Johann Balthasar Neumann. Muchos arquitectos y artistas de toda Europa contribuyeron a su construcción, por lo que la residencia de Wurzburgo es considerada una «síntesis del Barroco europeo». Los frescos en la escalera fueron realizados por Giovanni Battista Tiepolo entre 1751 y 1753.
Otros conocidos palacios barrocos son el palacio Nuevo en Potsdam, el palacio de Charlottenburg en Berlín, el palacio Weissenstein cerca de Pommersfelden y el palacio Augustusburg en Brühl, cuyos interiores están parcialmente diseñados en estilo rococó.
Rococó es la última fase del Barroco, en la que la decoración era mucho más exquisita y los colores utilizados eran generalmente de tonos más claros. En el Palacio de Sanssouci, que se construyó entre 1745 y 1747, se lo conoce como el "rococó frideriziano" („Friderizianischem Rokoko“,), ya que el espléndido estilo se ejecuta hasta cierto punto.
La Wieskirche de Steingaden, construida en 1754, es un ejemplo imponente del rococó y, gracias a sus dos maestros constructores, Dominikus Zimmermann y Johann Baptist Zimmermann, destaca en la arquitectura sacra de las estribaciones alpinas. A través de los muchos monasterios e iglesias de la región, también llamados Pfaffenwinkel, fue posible el desarrollo de constructores y artesanos altamente especializados en edificios religiosos, como los hermanos Zimmermann.
Entre los ejemplos más famosos del Barroco de Baviera se incluyen la Iglesia benedictina de Ottobeuren, el Monasterio de Weltenburg, el monasterio de Ettal y la iglesia de San Juan Nepomuceno, llamada Asamkirche, en Múnich.
Otros ejemplos de la arquitectura barroca incluyen la iglesia de peregrinación de Vierzehnheiligen en la Alta Franconia, obra de  Neumann (1743-1753) y la reconstruida Frauenkirche en Dresde, que George Bähr creó originalmente entre 1722 y 1743.

Iglesias barrocas
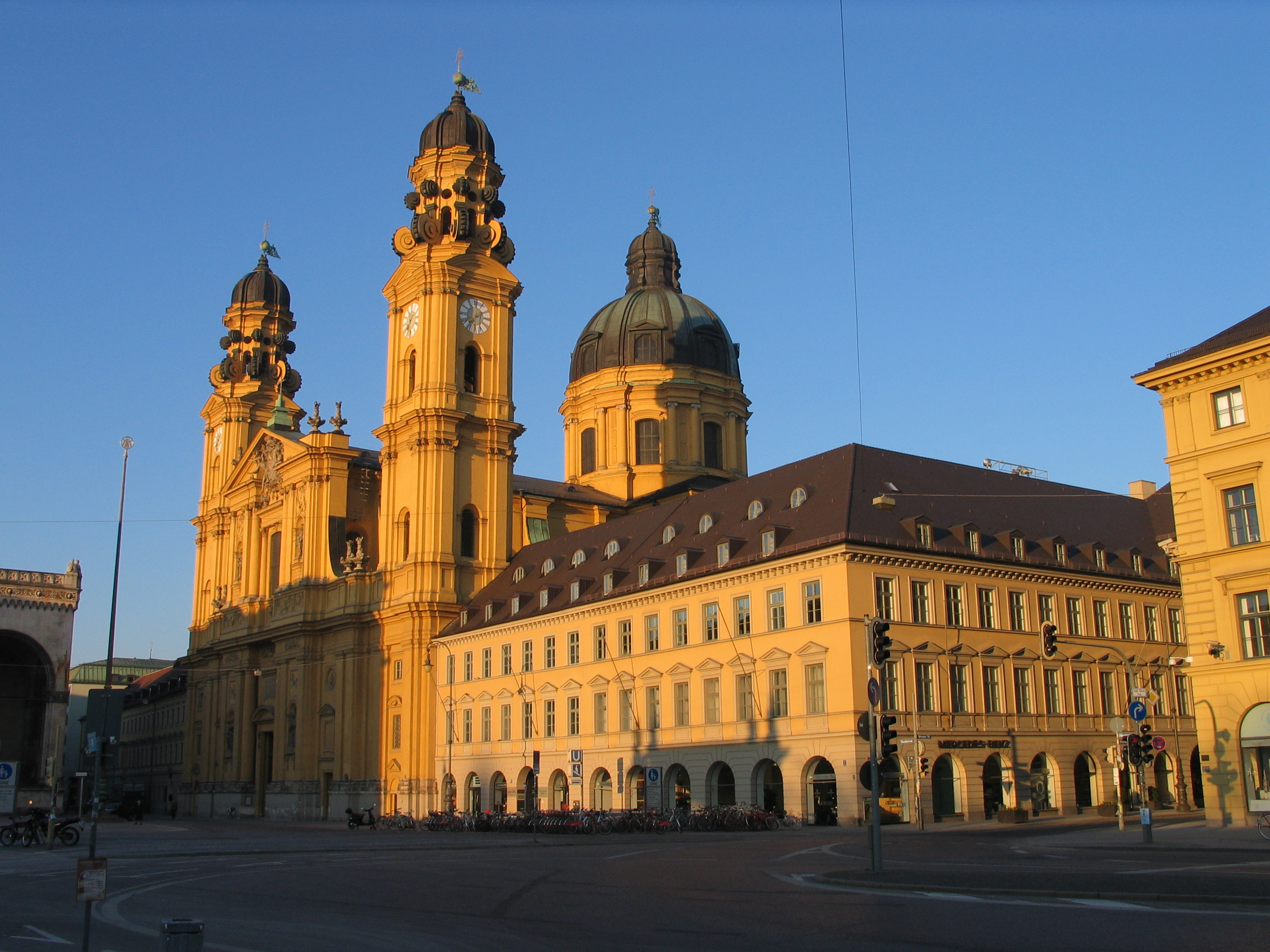
Iglesia de los Teatinos, en Múnich, de Enrico Zucalli (1663-1690)
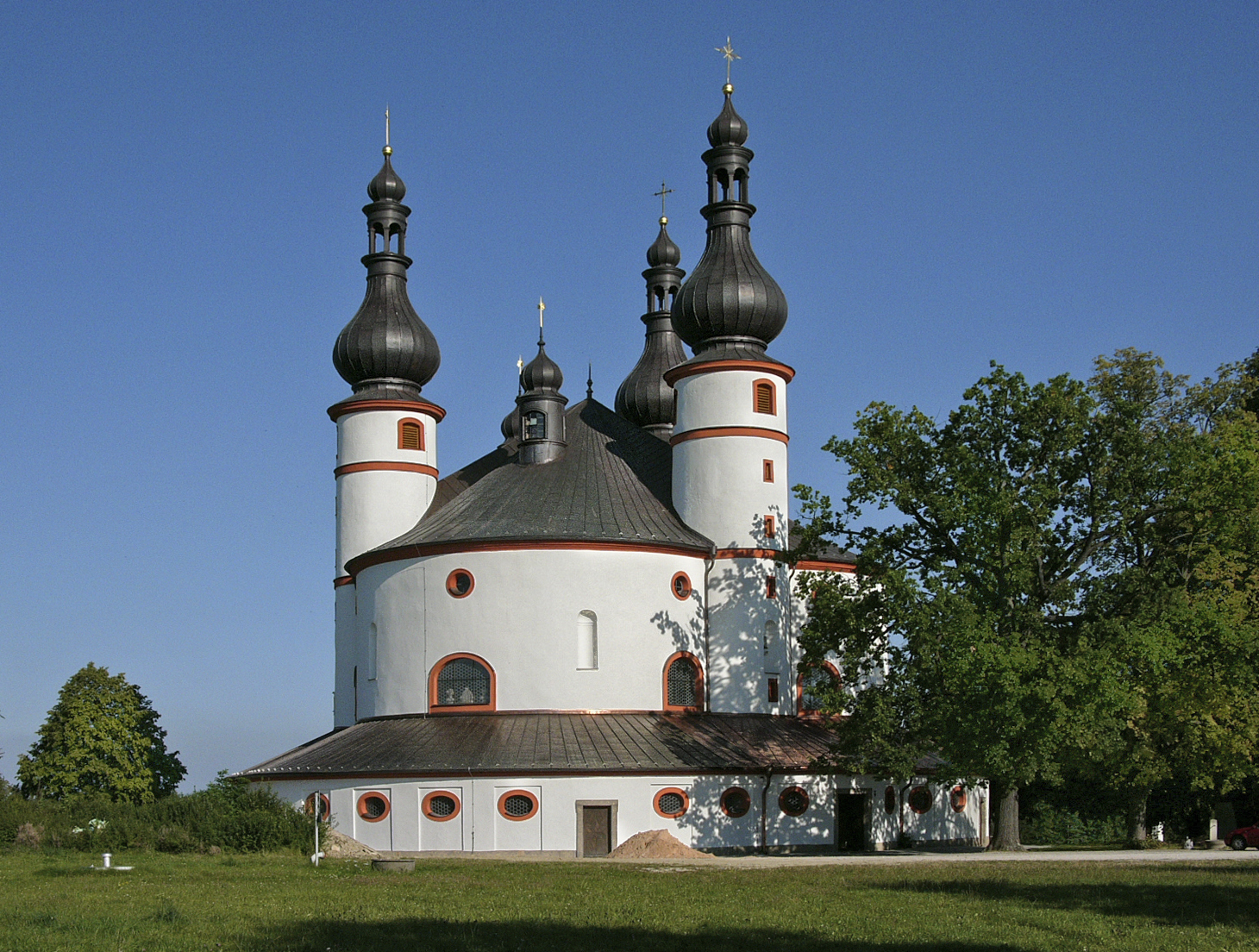
Georg Dientzenhofer – Capilla de la Santísima Trinidad en Waldsassen (1685-1689)
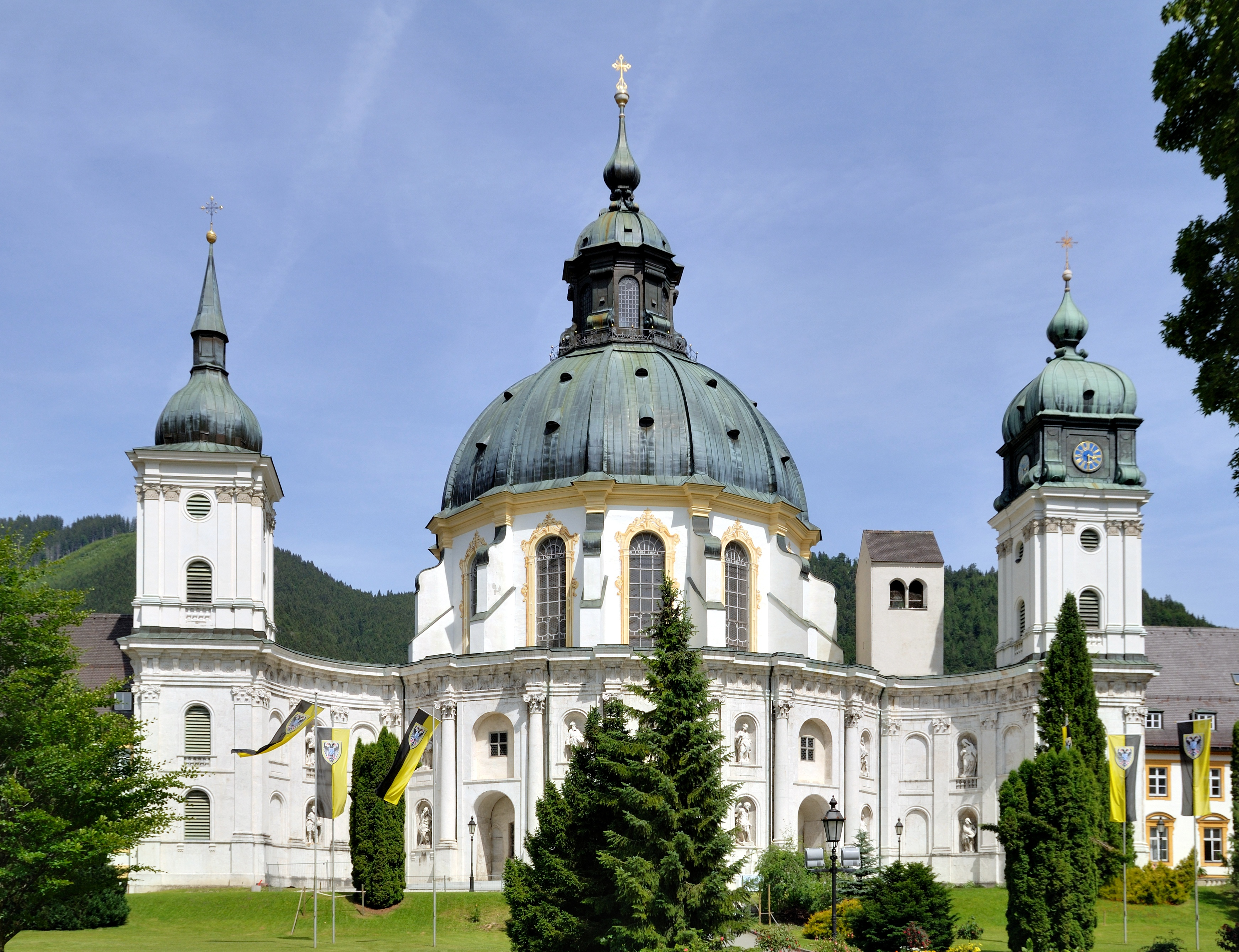
Abadía de Ettal, de Enrico Zucalli (1709–1726)
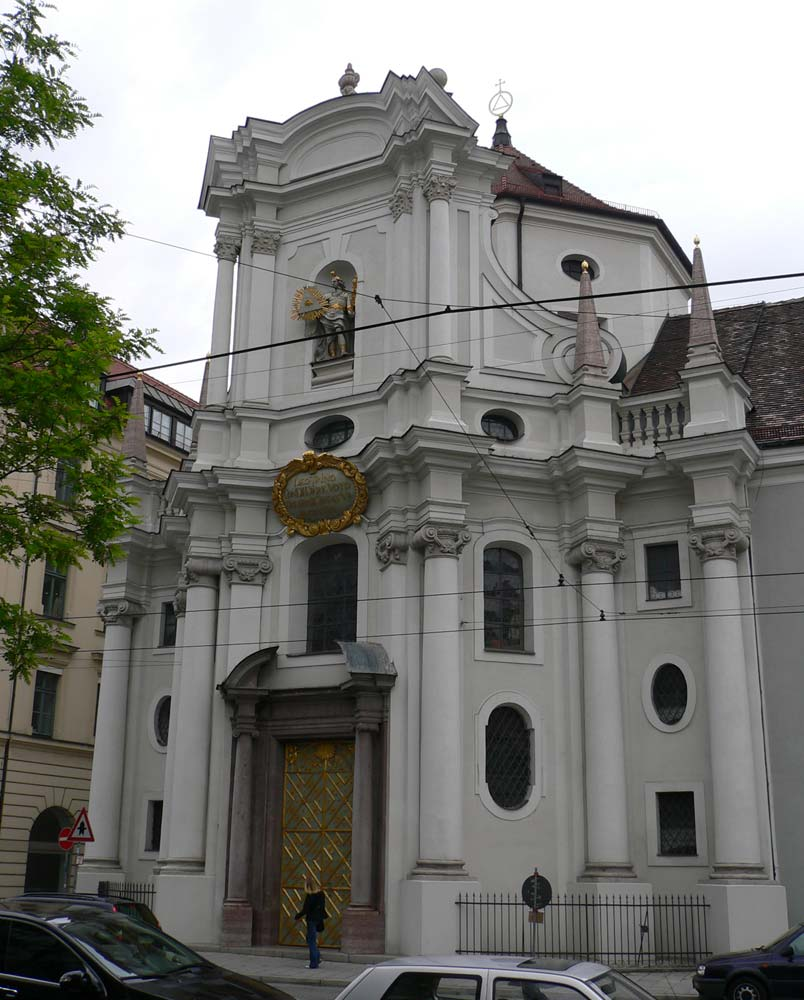
Giovanni Antonio Viscardi – Monachium, kościół św. Trójcy
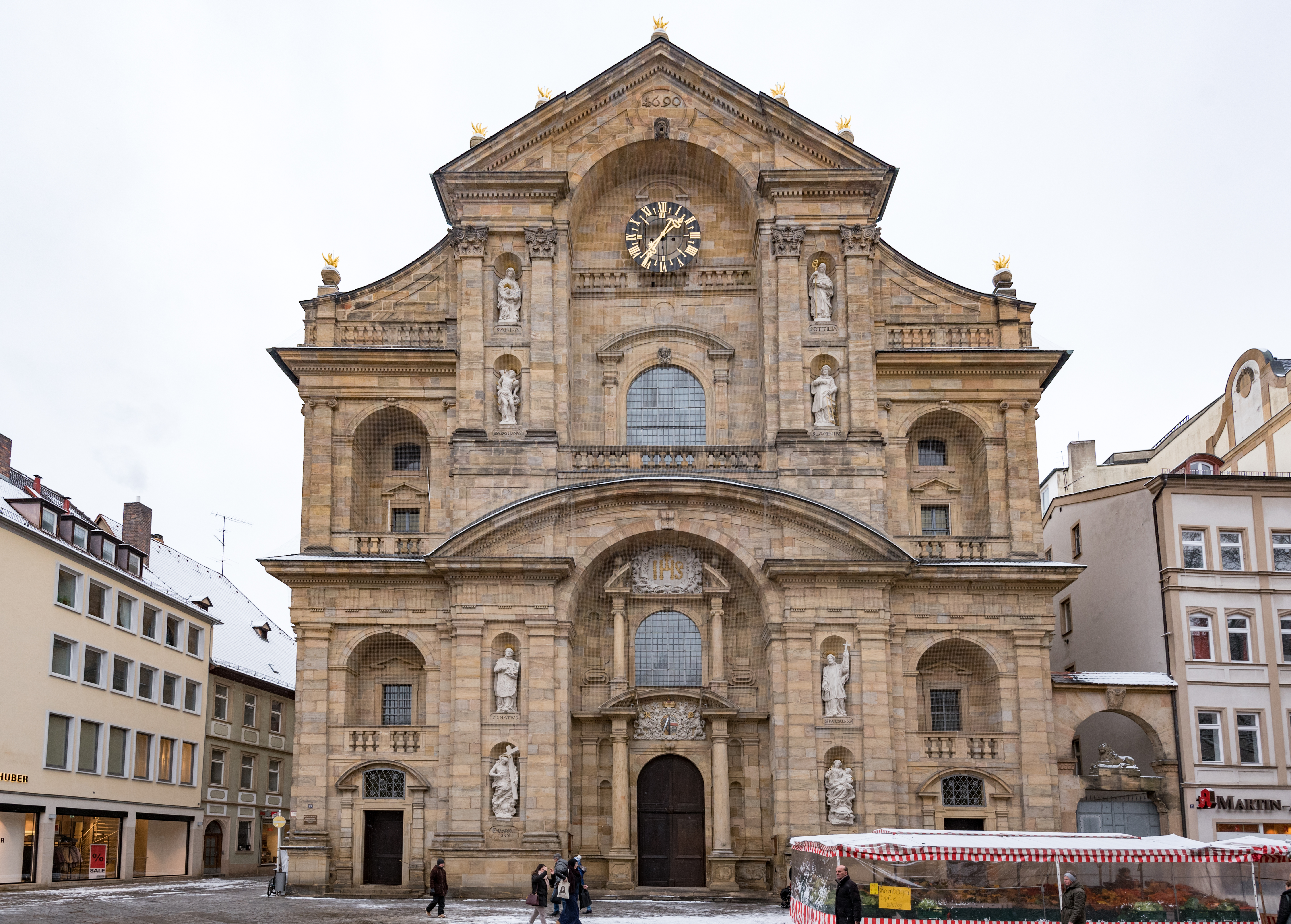
Fachada de la iglesia de San Marcina en Bamberg, de Dientzenhofer
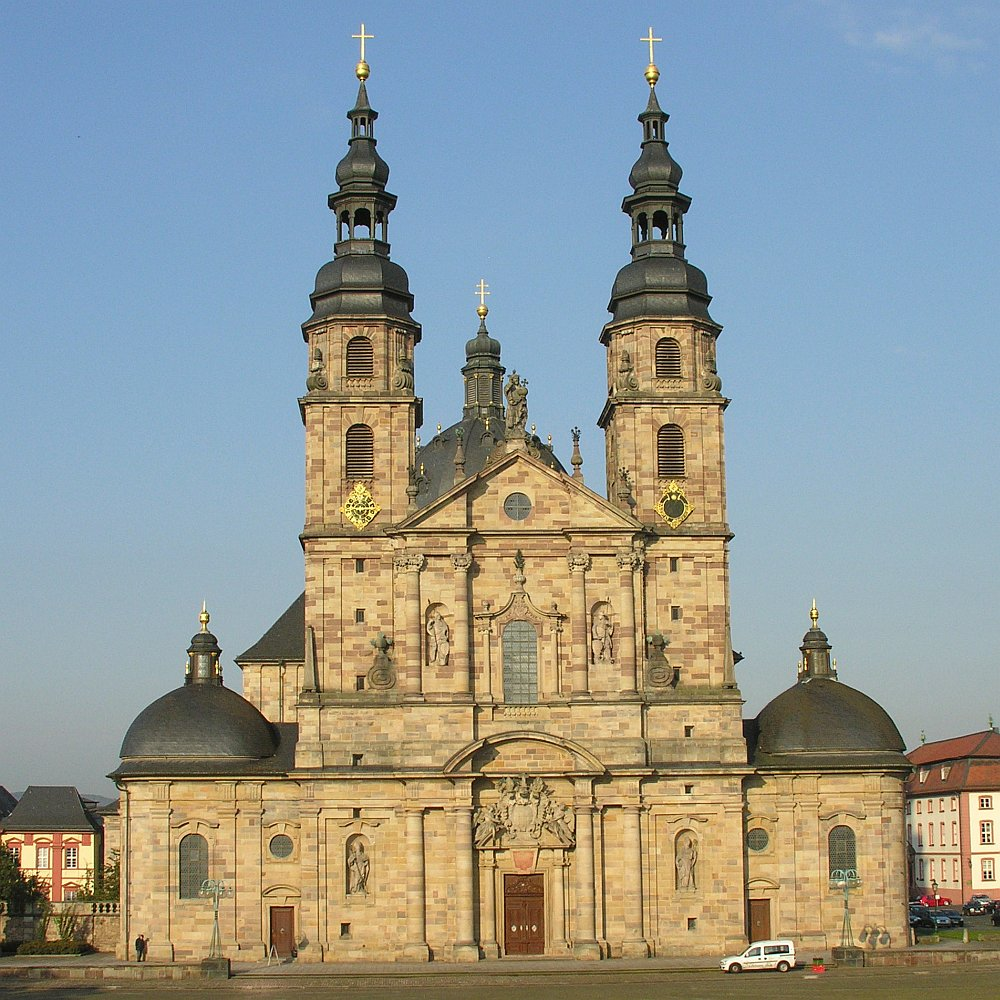
Catedral de Fulda, Johann Dientzenhofer (1704-1712)
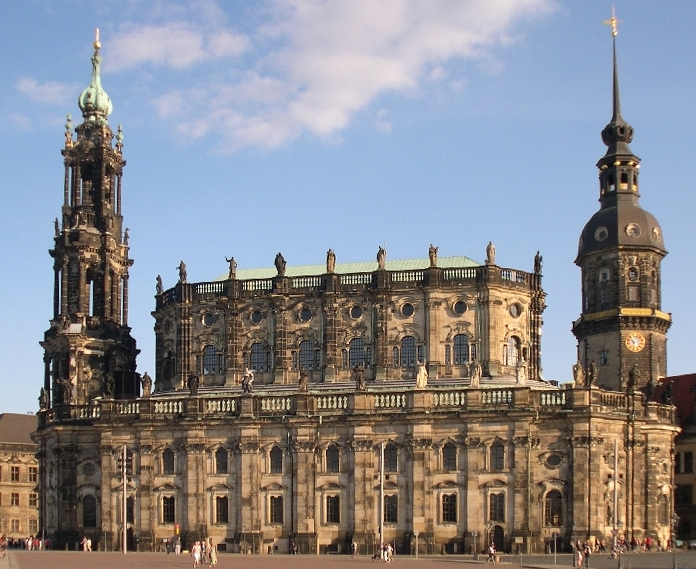
Catedral de la Santísima Trinidad de Dresde, Gaetano Chiaveri (1739-1755)
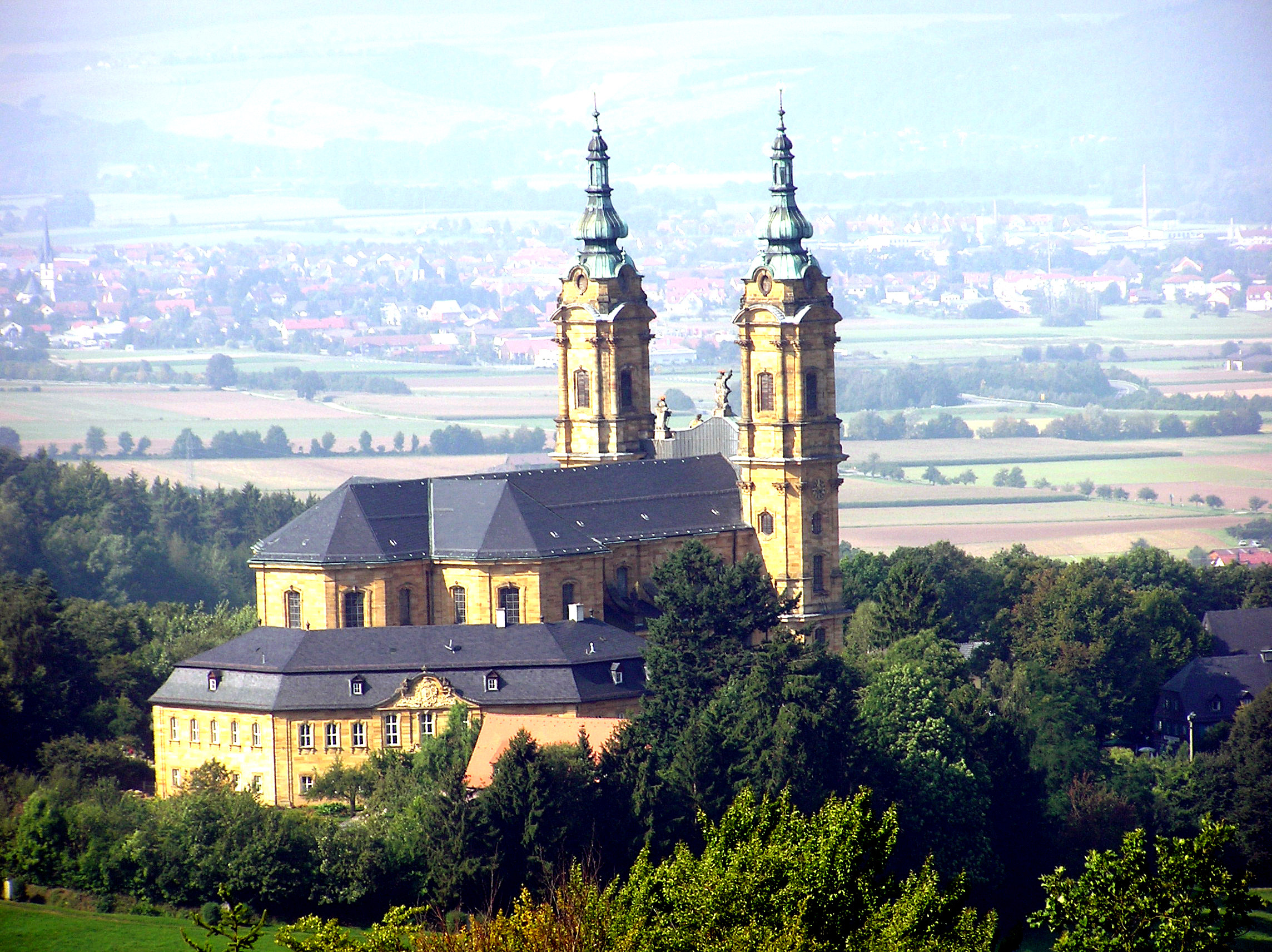
Basílica de Vierzehnheiligen, Baltasar Neumann (1743-1753)
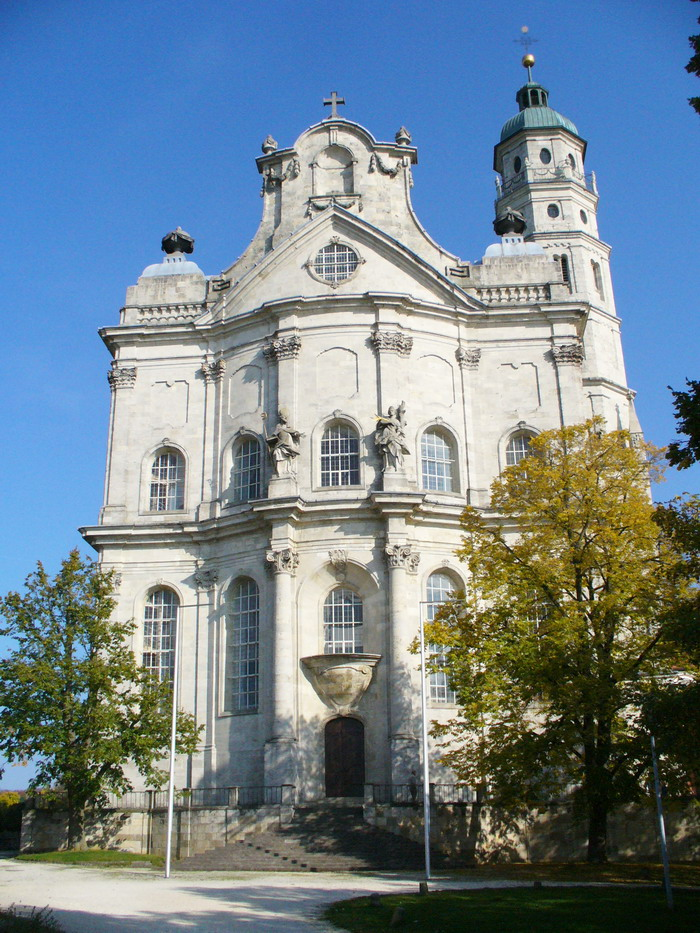
Abadía de Neresheim, Baltasar Neumann (1747-1792)

Interiores de iglesias barrocas
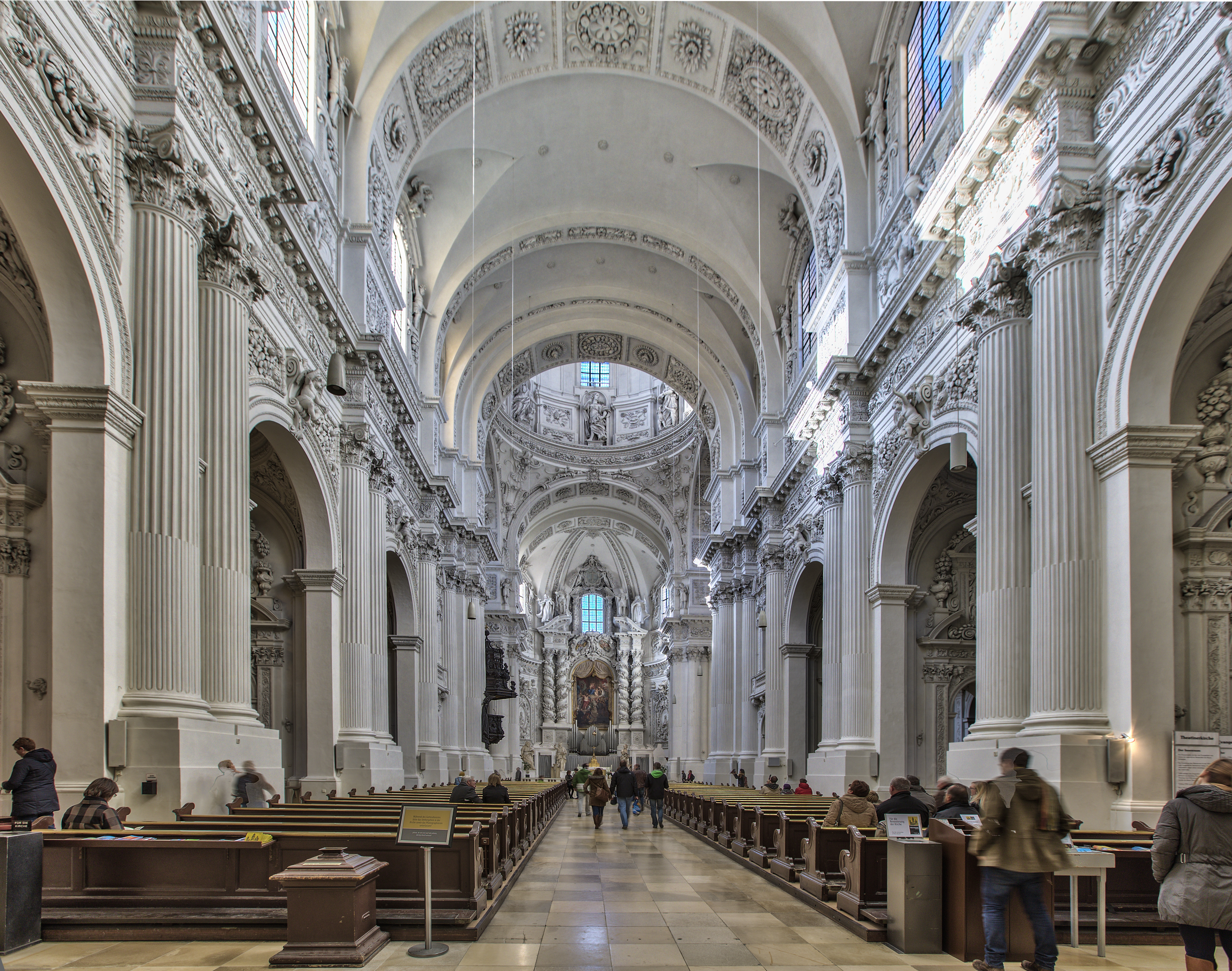
Iglesia de los Teatinos
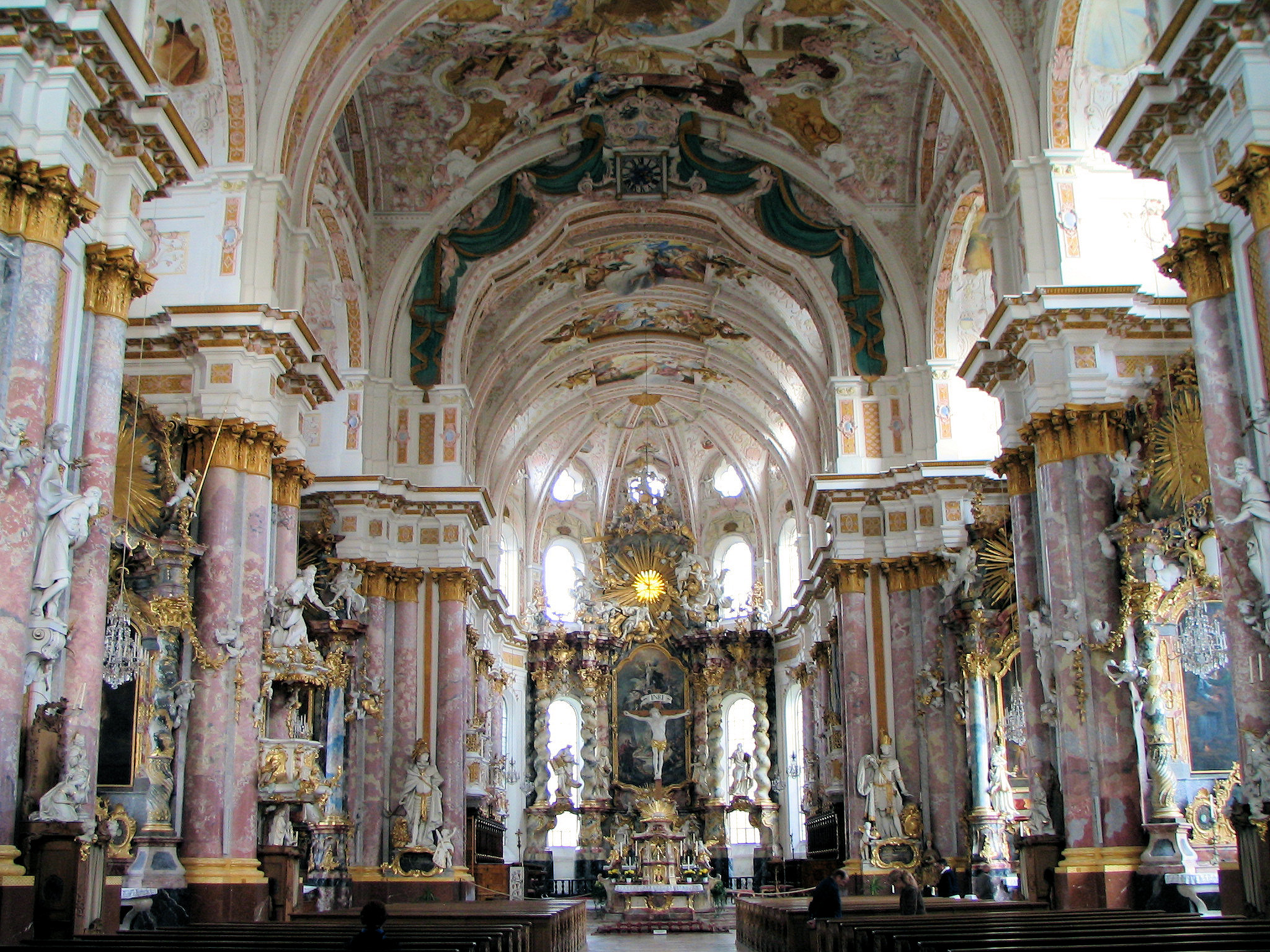
Giovanni Antonio Viscardi – Monasterio Fürstenfeld - interior de la iglesia
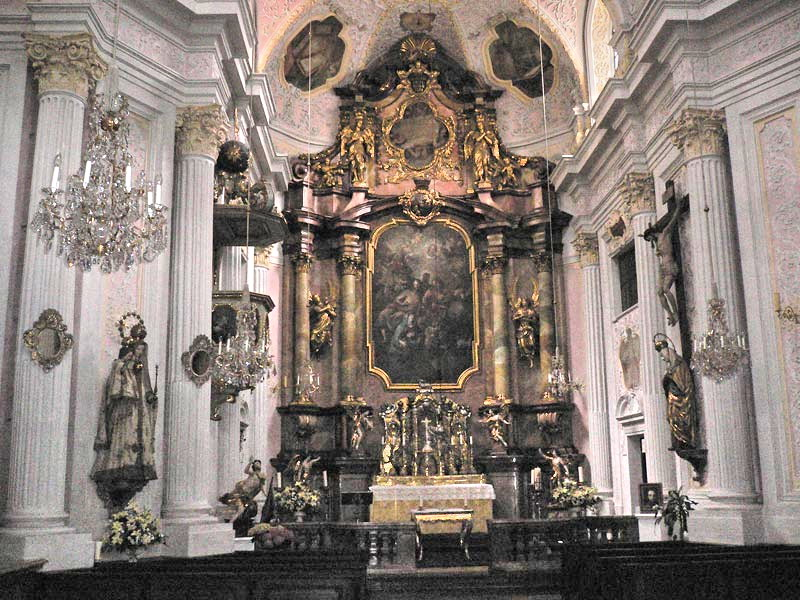
Interior de la iglesia de la Santísima Trinidad en Múnich
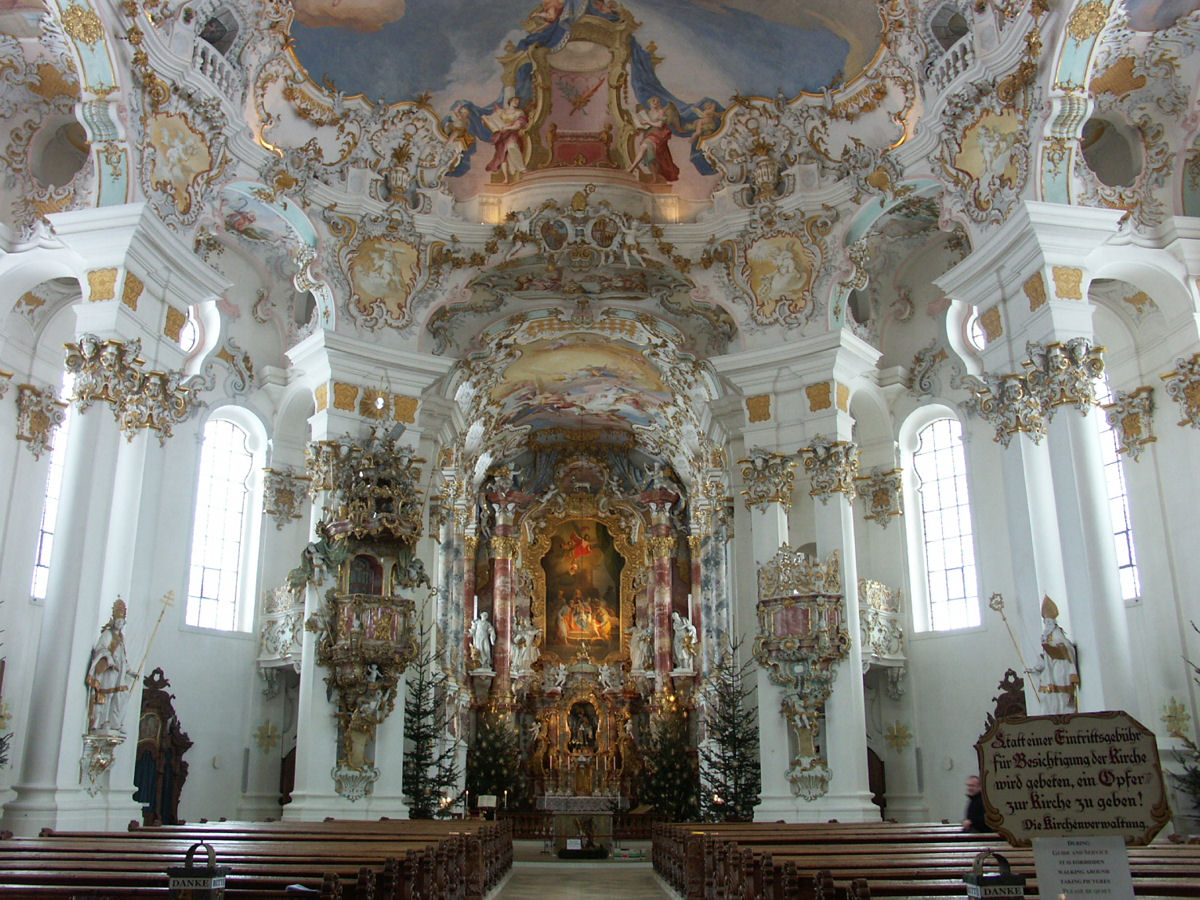
Iglesia de Wies, de los hermanos Dominikus  y Johann Baptist Zimmermann
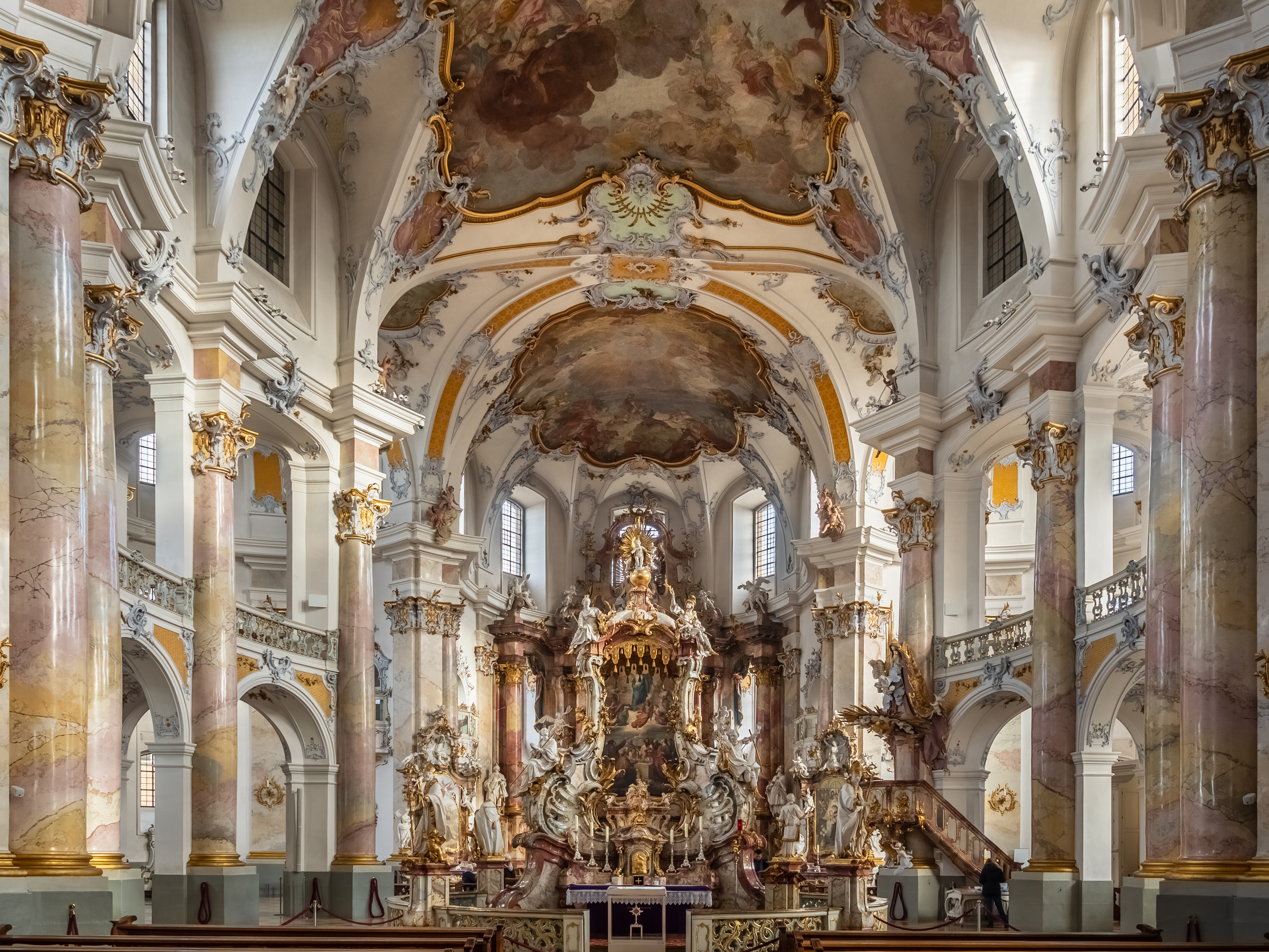
Basílica de Vierzehnheiligen, de Neumann

Palacios barrocos
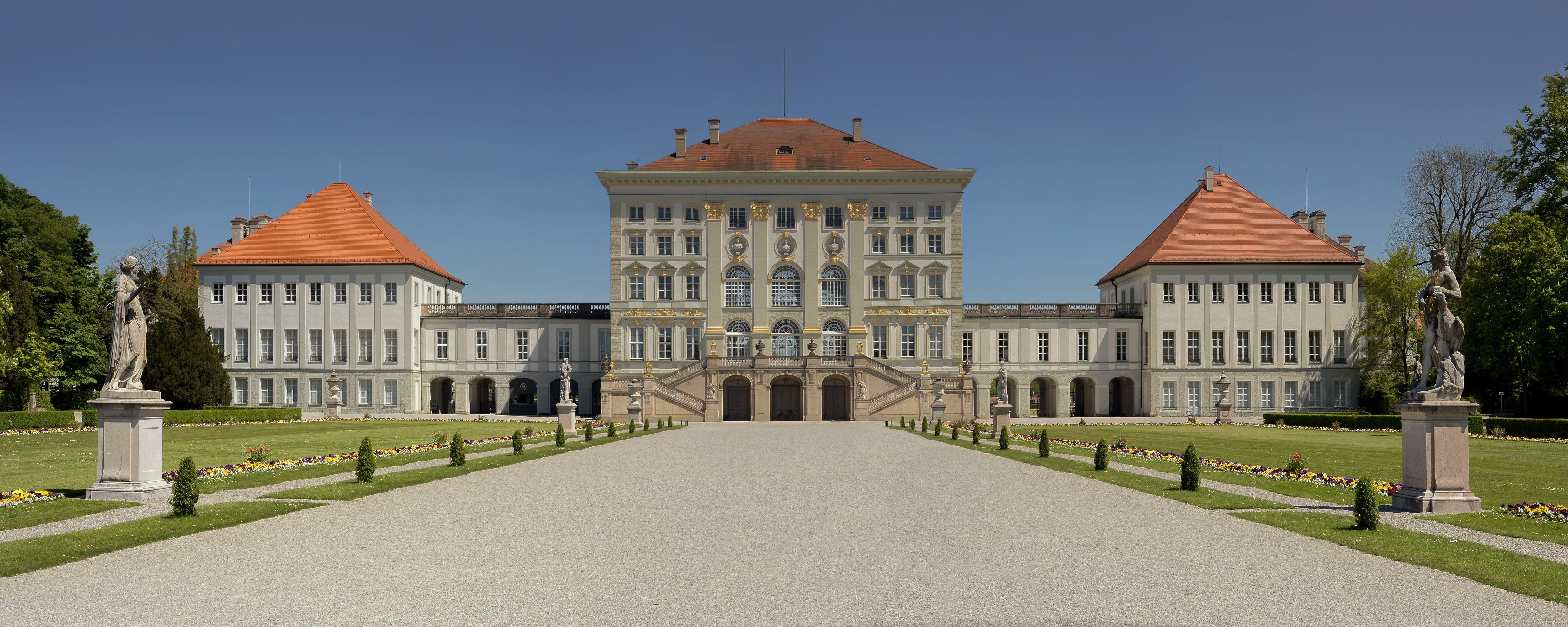
Palacio de Nymphenburg, de Enrico Zucalli (1664-1675)
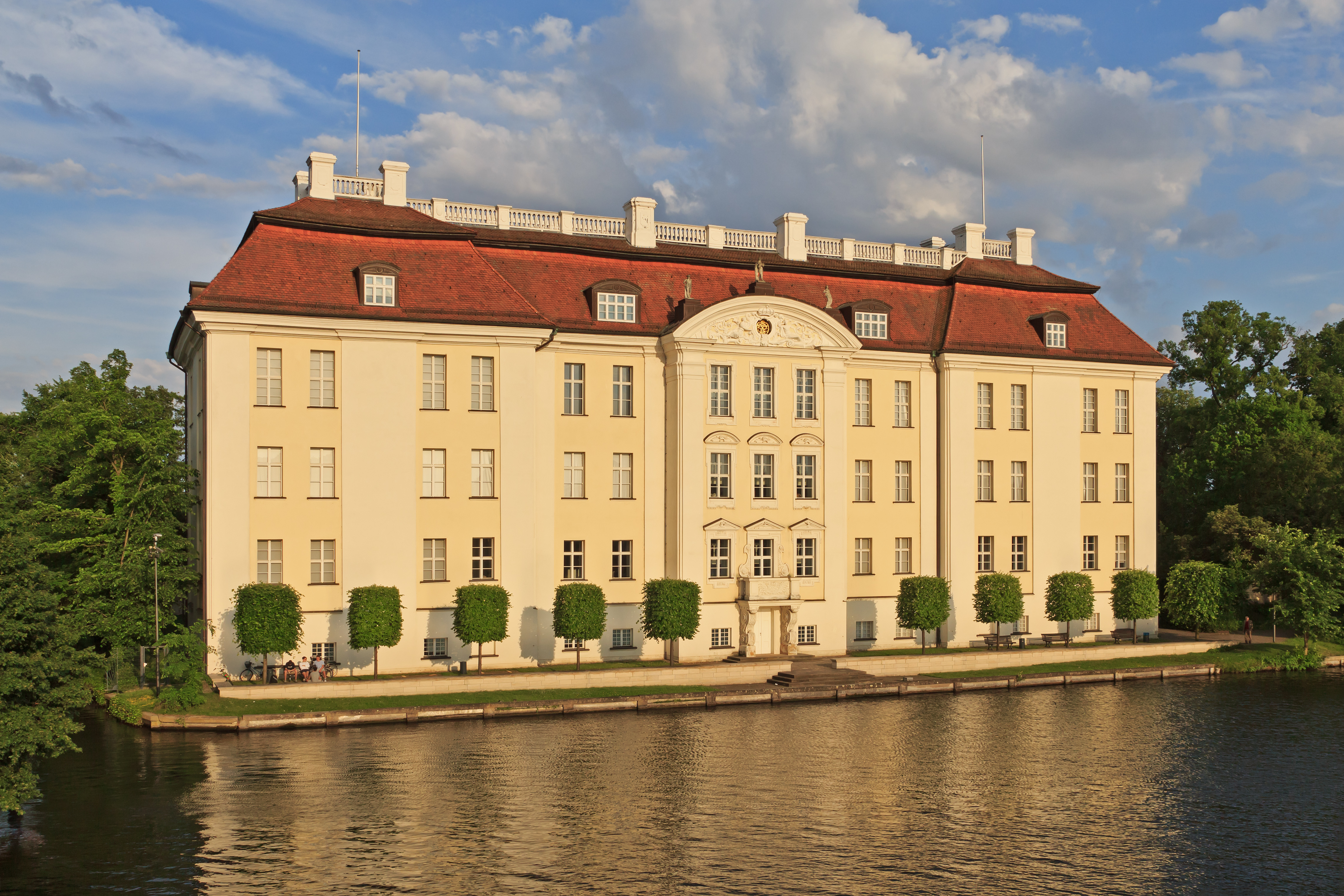
Palacio de Köpenick en Berlín, de Johann Arnold Nering (1677-1681)
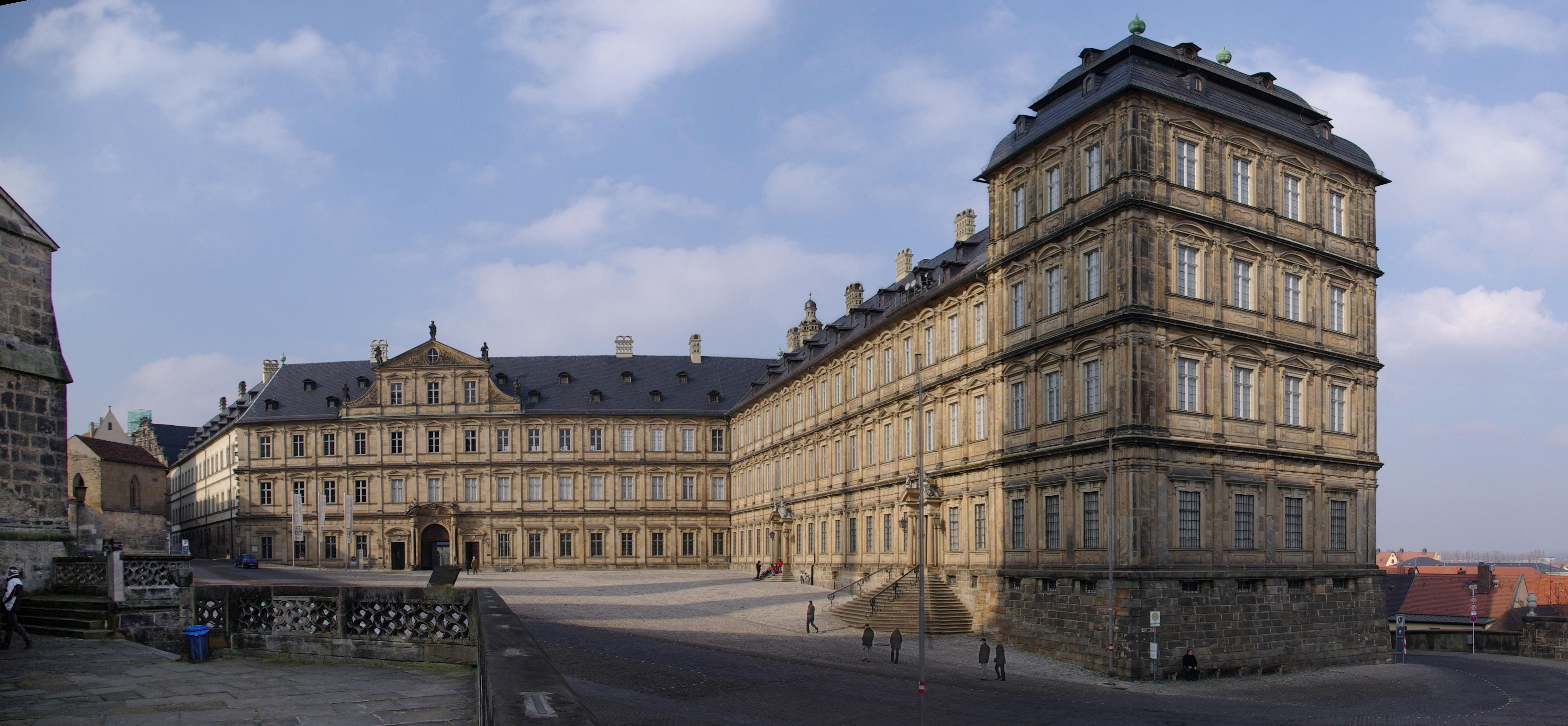
Nueva Residencia de Bamberg, de J.L. Dientzenhofer (1697-1703)
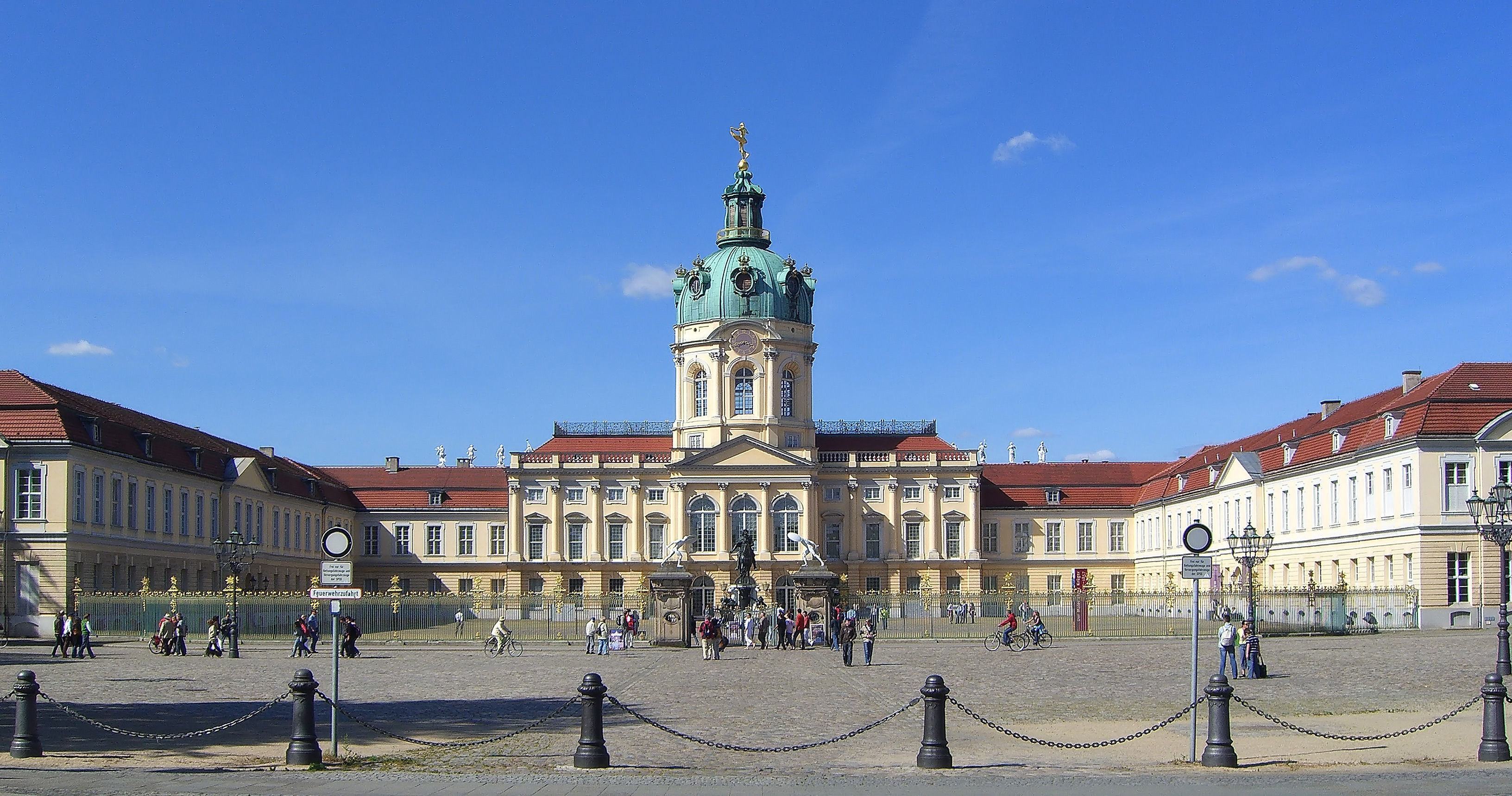
Palacio de Charlottenburg, de Georg von Knobelsdorff (1695-1713)
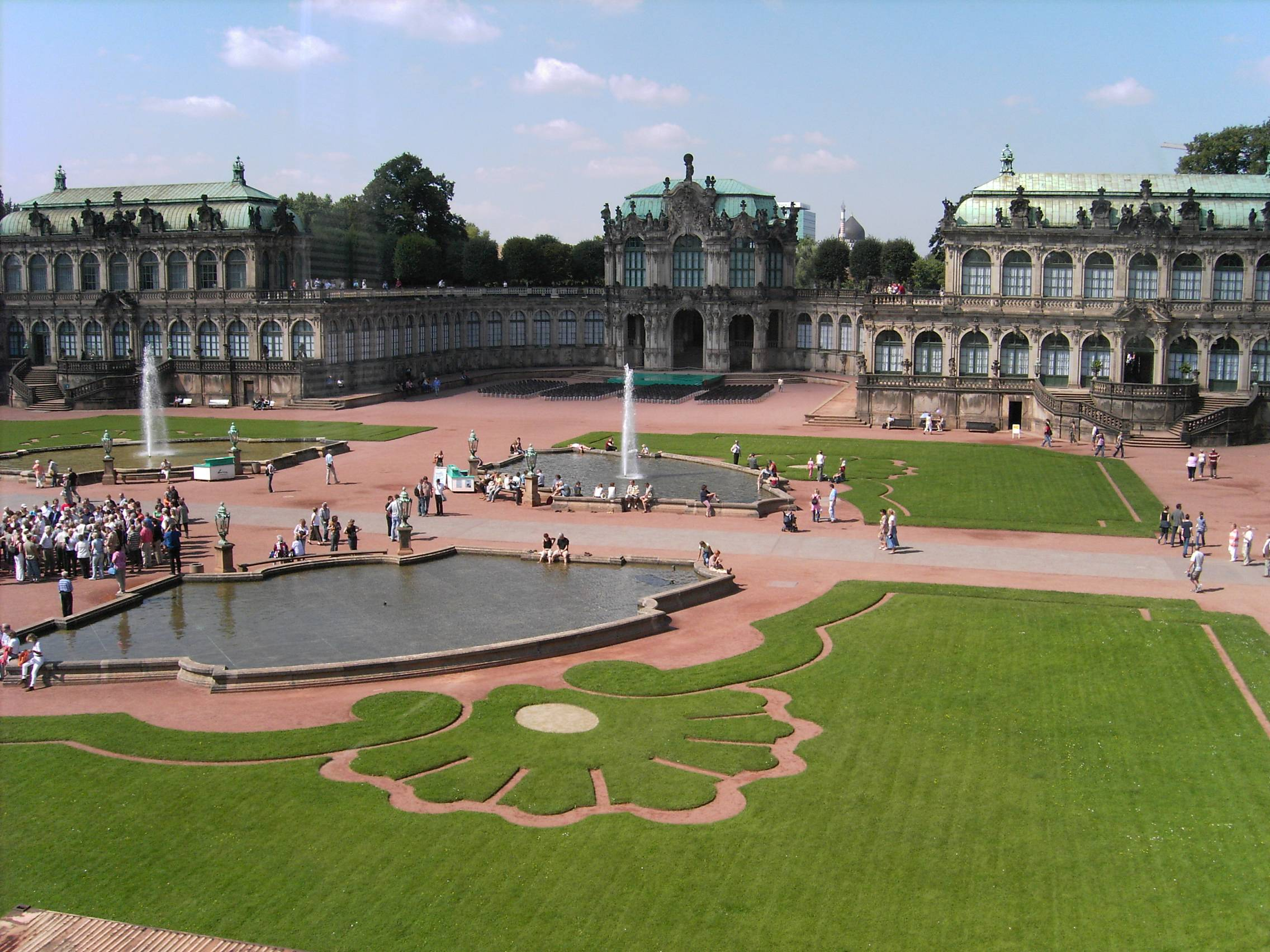
Zwinger, de Matthäus Daniel Pöppelmann
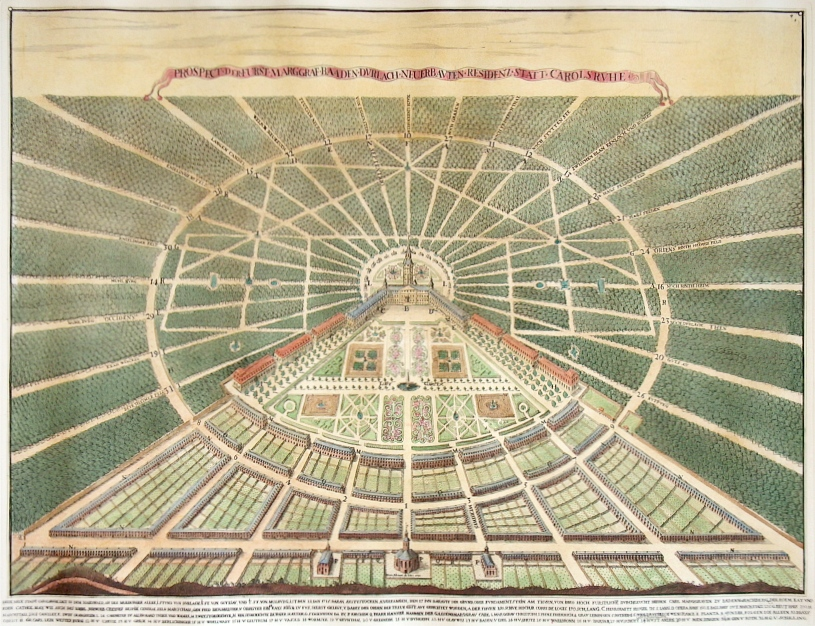
Planta de Karlsruhe ca. 1721

Edificios civiles
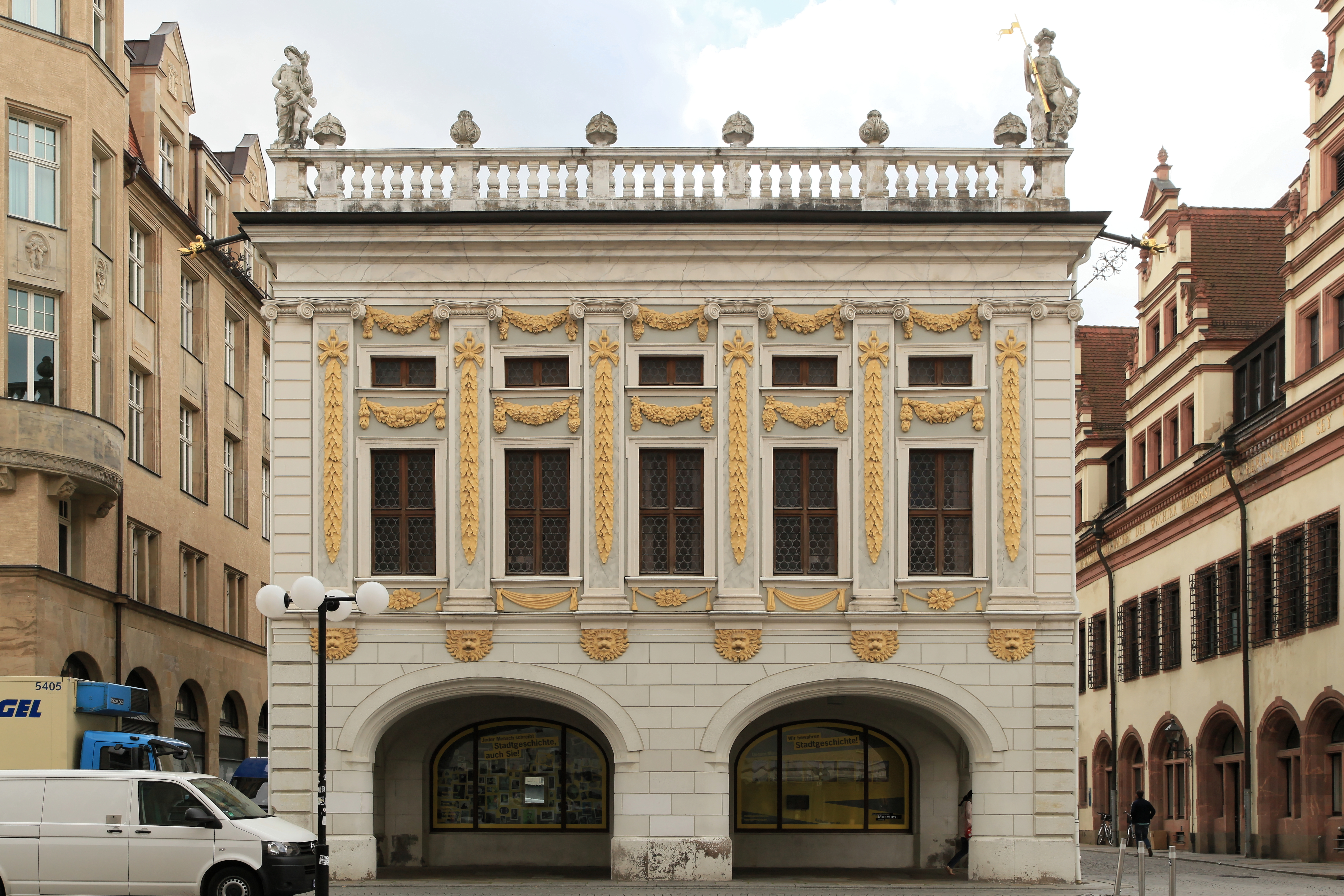
Vieja Bolsa de Lipsia, de Johann Georg Starcke (1678-1687)
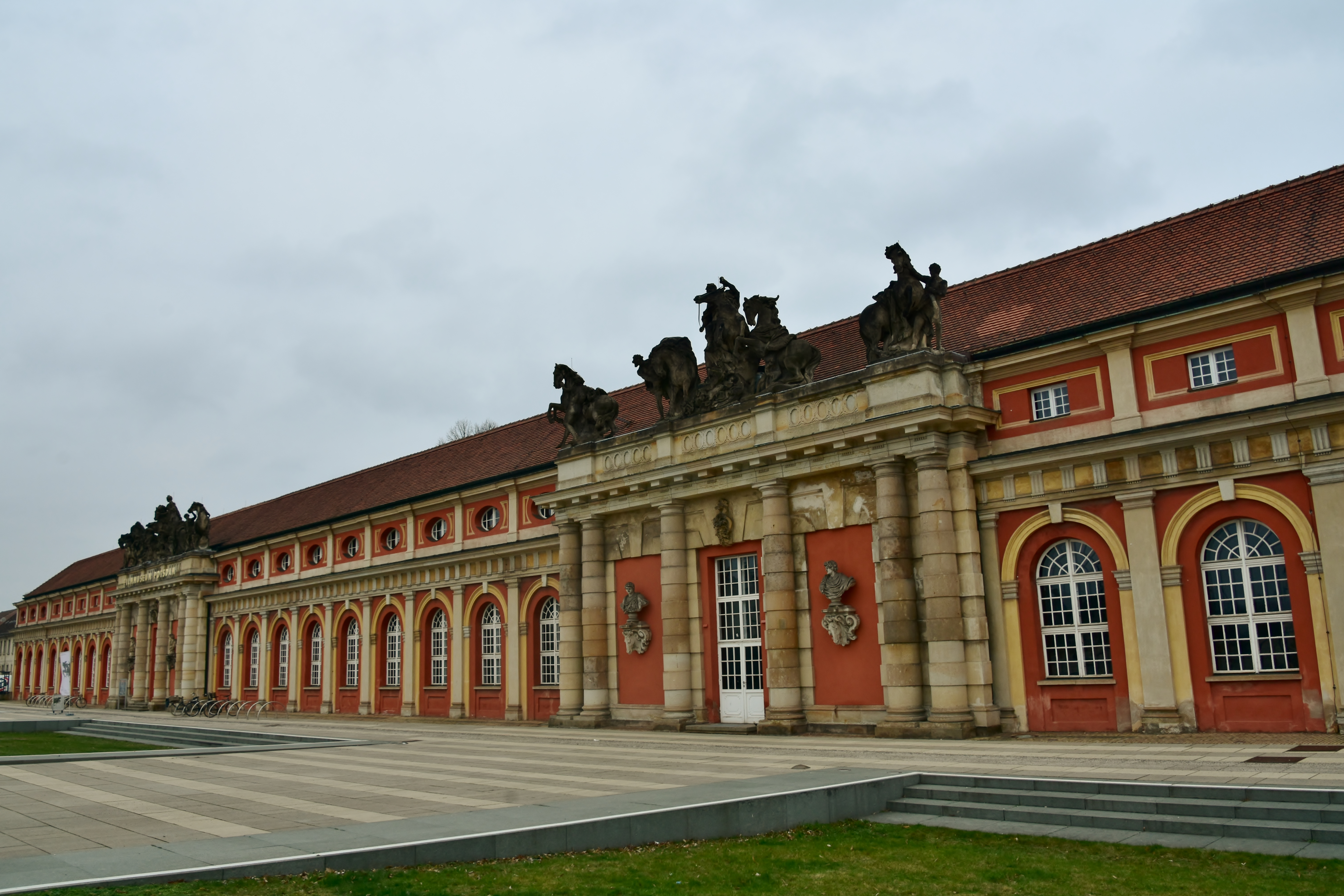
Establos de Poczdam (1714), de G. W. von Knobelsdorff
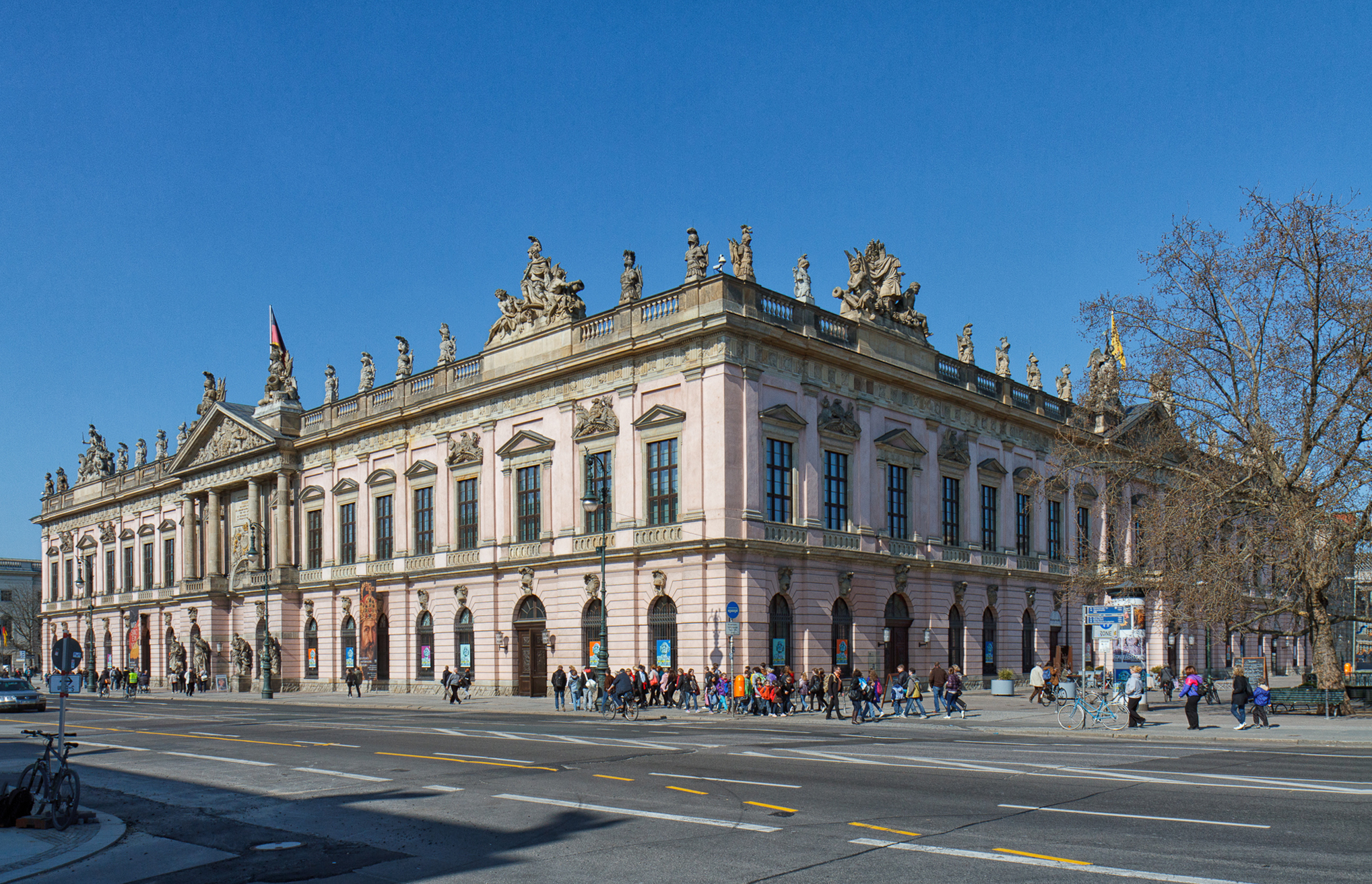
Arsenal de Berlín, de Johann Arnold Nering (1695-1730)
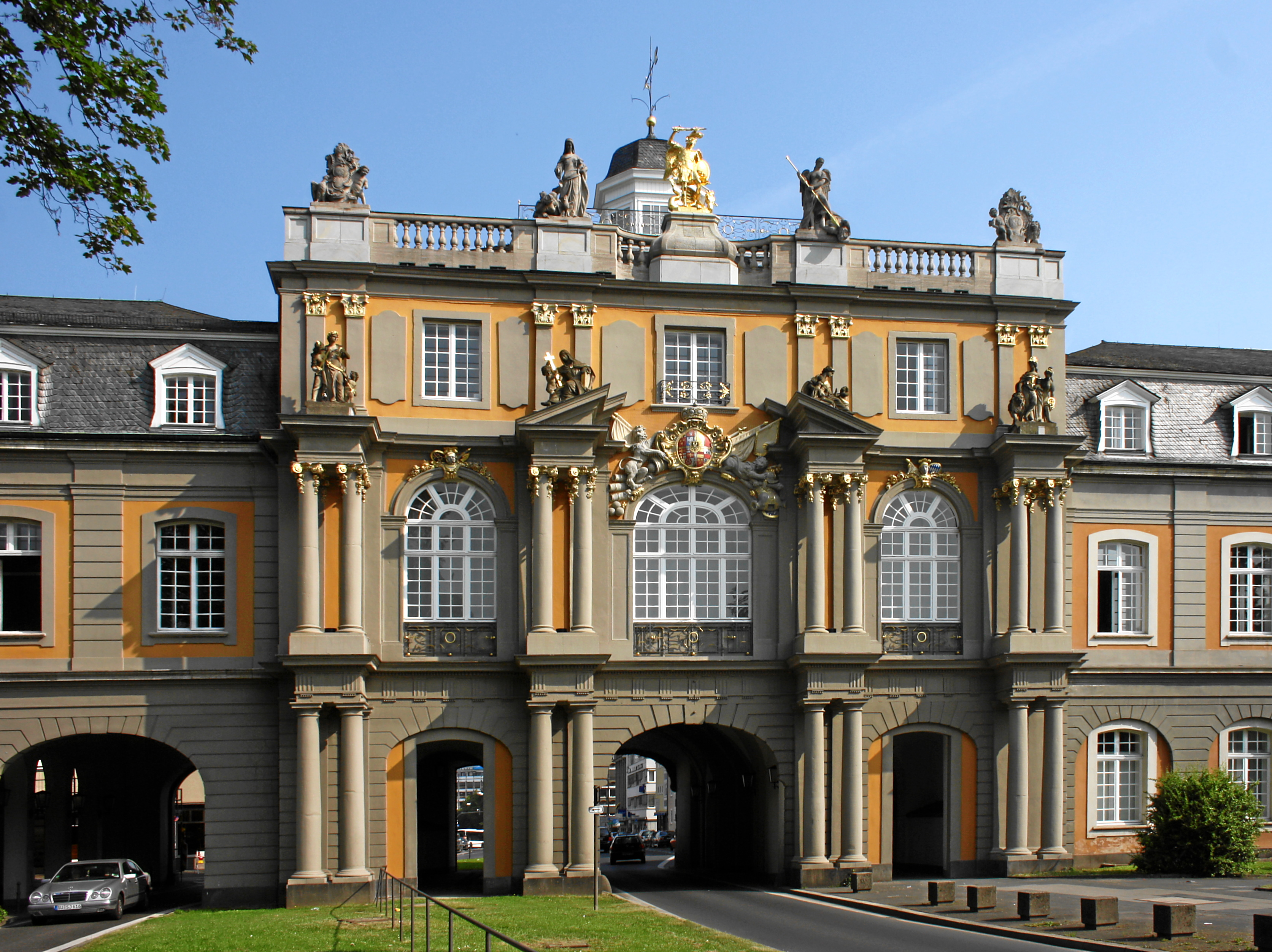
Koblenzer Tor en Bonn, de François de Cuvilliés

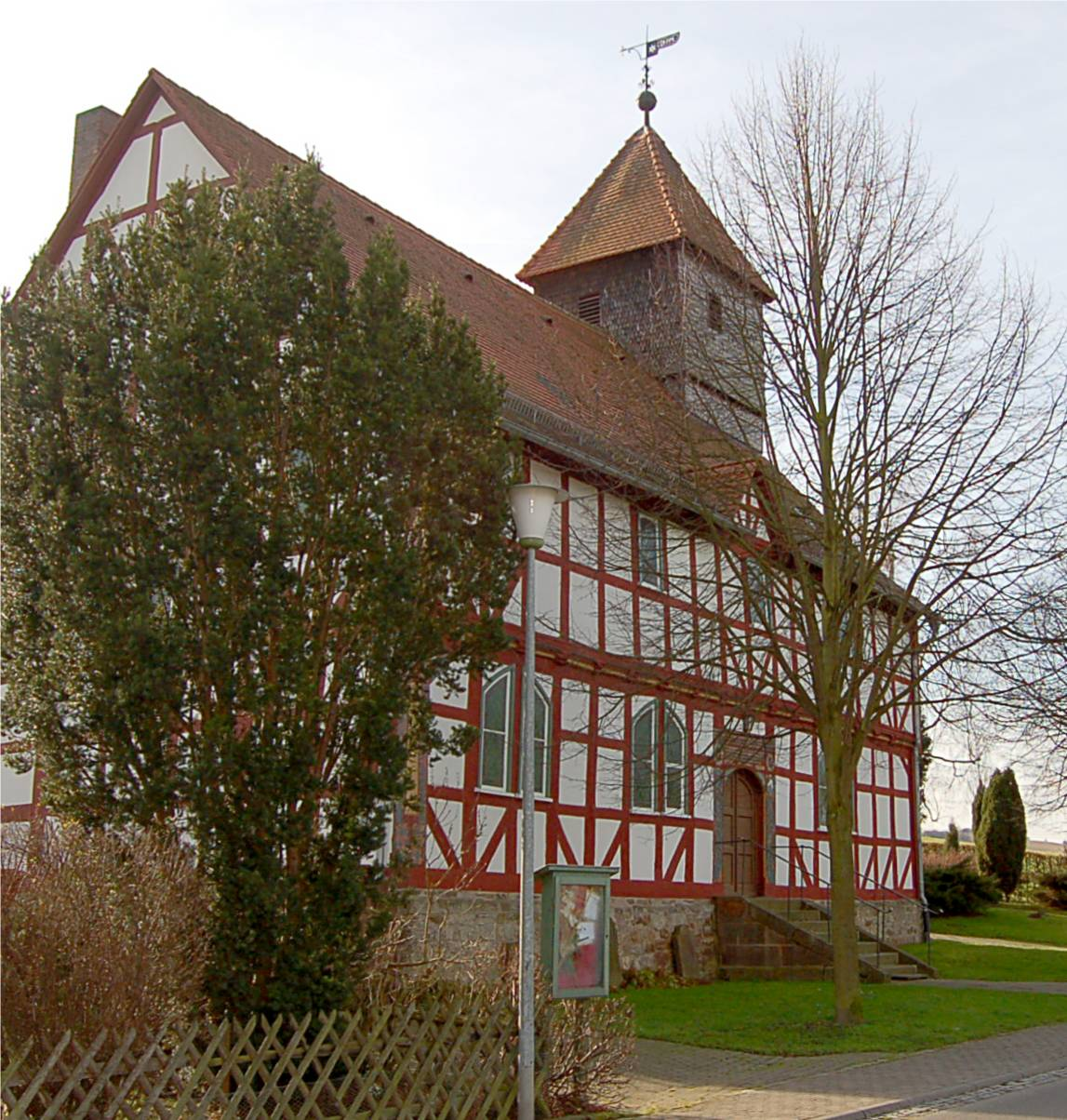
Iglesia de Carlsdorf, de Paul du Ry
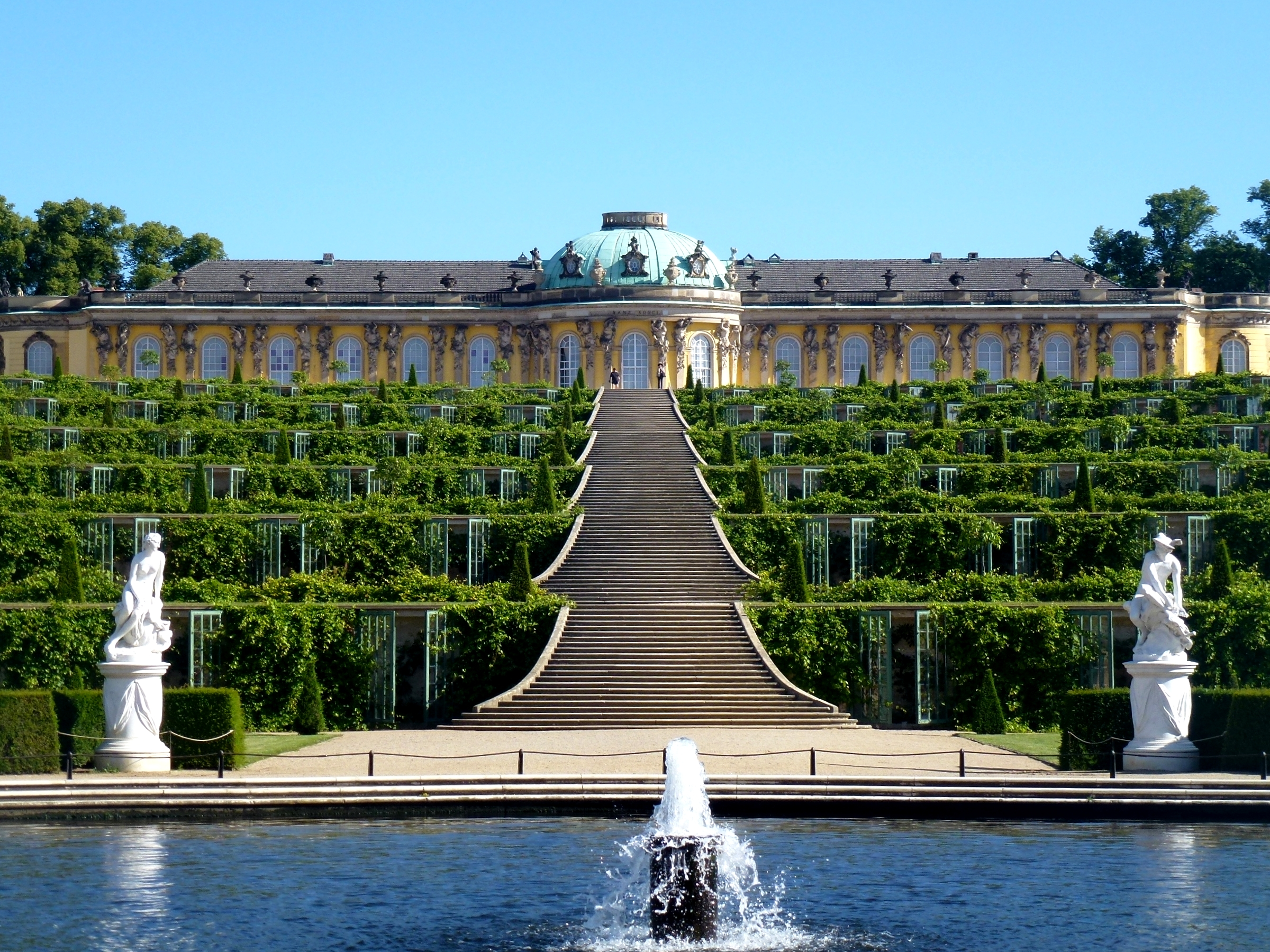
Palacio de Sanssouci
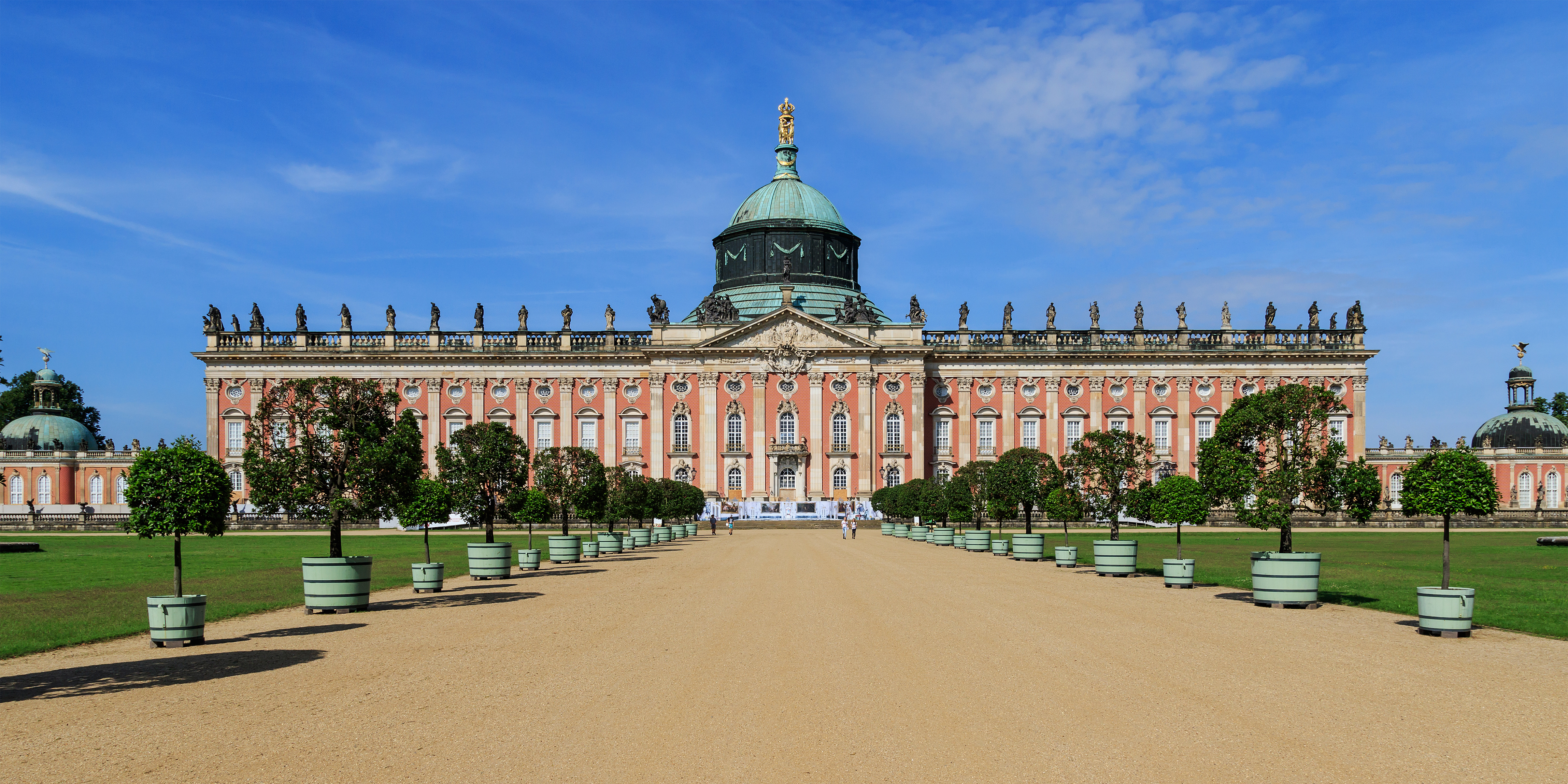
Nuevo Palacio de Sanssouci
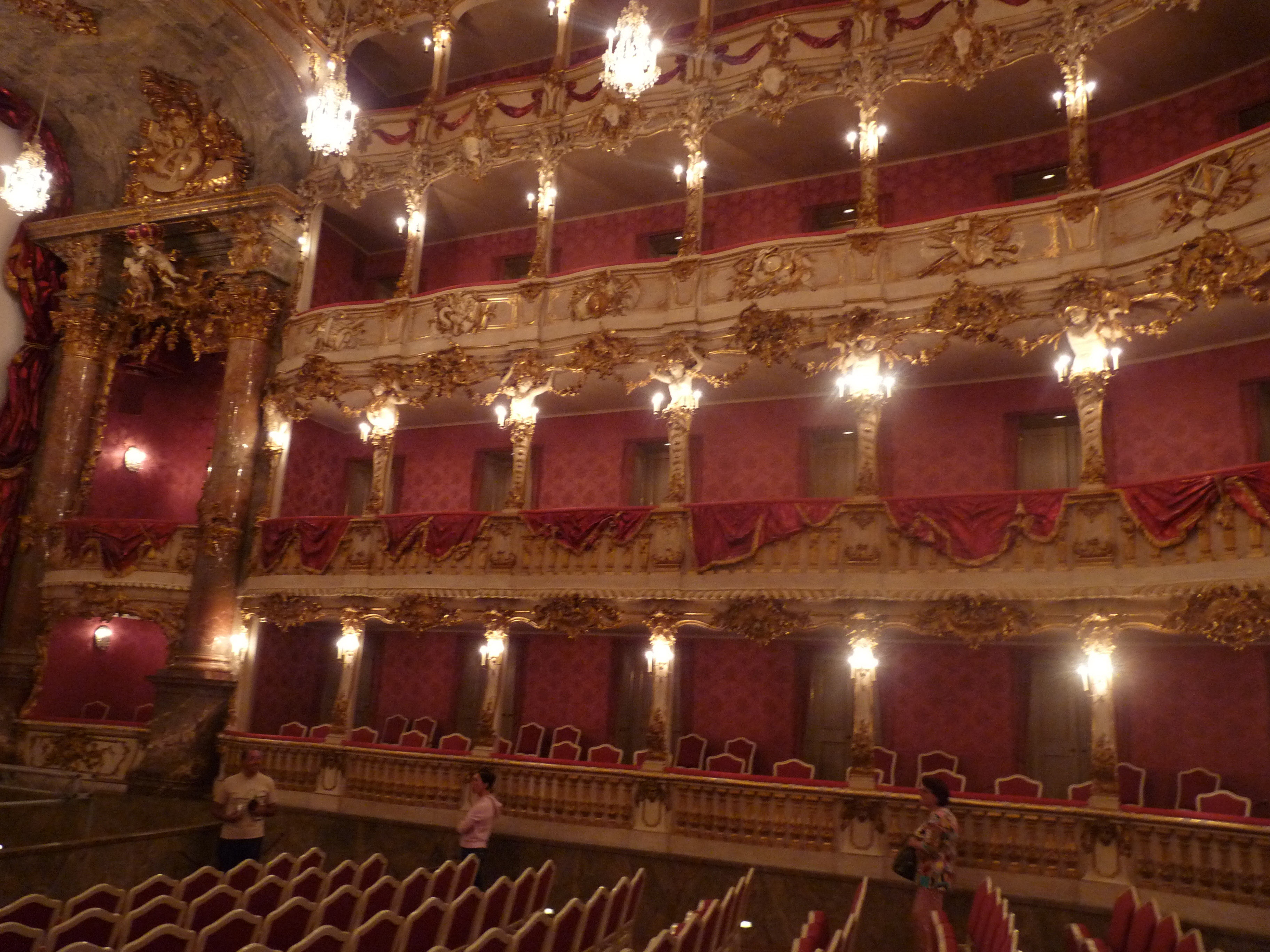
Teatro de Cuvilliés, Munich, de François de Cuvilliés
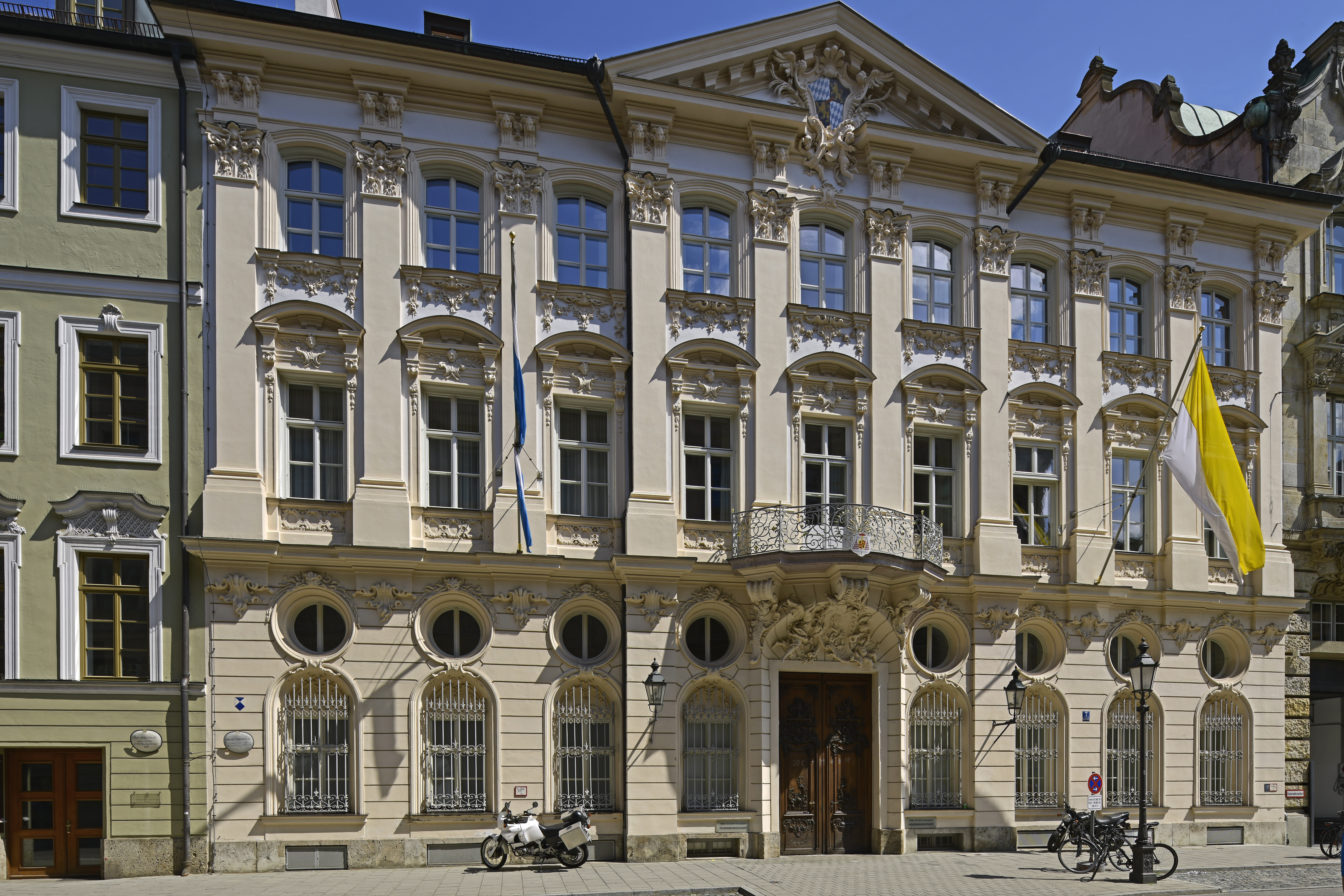
Palais Holnstein, François de Cuvilliés

## Arquitectura rococó
El rococó francés, al irrumpir en Alemania, se fusiona con el barroco germánico. Bebía también del barroco recargado y de procedencia italiana. Arquitectos como Borromini o Guarino Guarini sirvieron como fuente de inspiración ante el cambio hacia la complejidad espacial, las formas enrevesadas y aquellas texturas que los arquitectos alemanes llevaron al extremo haciendo desaparecer, casi por completo, las verticales y horizontales arquitectónicas. Esta moda se convirtió en general y se extendió, en general, por las pequeñas cortes alemanas que deseaban imitar lo francés y que recurrían con frecuencia a arquitectos de dicha procedencia.
Se hizo visible en palacios, como el Palacio Solitude de Stuttgart, el palacio Augustusburg en Brühl o el palacio Falkenlust, también en Brühl; invernaderos y caballerizas, así como también en iglesias y campanarios solos o en pareja, sobre todo en el sur del país, donde en contadas ocasiones dejaban entrever desde el exterior los esplendores que albergaban. Ejemplo de ello son la basílica de Ottobeuren, en Baviera, o la Wieskirche (iglesia del prado), proyectada por Dominikus Zimermann y situada en las proximidades de Füssen y Oberammergau, también al sur de Baviera. Se trata de un edificio de exterior discreto, pero con un interior en donde la luz y el color tienen un papel protagonista. Adornos turbulentos y envolventes se reparten por todas partes, consiguiendo que la estructura se disuelva y transmitiendo la sensación de que los motivos decorativos están suspendidos en el espacio. El objetivo religioso de este tipo de ornamentaciones era el de proporcionar al peregrino una visión de la gloria. Fue el arquitecto François de Cuvilliés, el que realizó las obras más directamente relacionadas con los modelos franceses del rococó, tal y como hizo en la decoración del palacio de Nymphenburg.
Otro arquitecto de reconocido prestigio fue Johann Balthasar Neumann, quien, apoyándose en los modelos de Guarino Guarini, levantó estructuras empleando entonces la decoración característica del rococó. Entre sus proyectos más destacados se encuentran la residencia del Obispo elector de Würzburgo y las iglesias de Neresheim y Vierzehnheiligen.

### Arquitectura del neoclasicismo

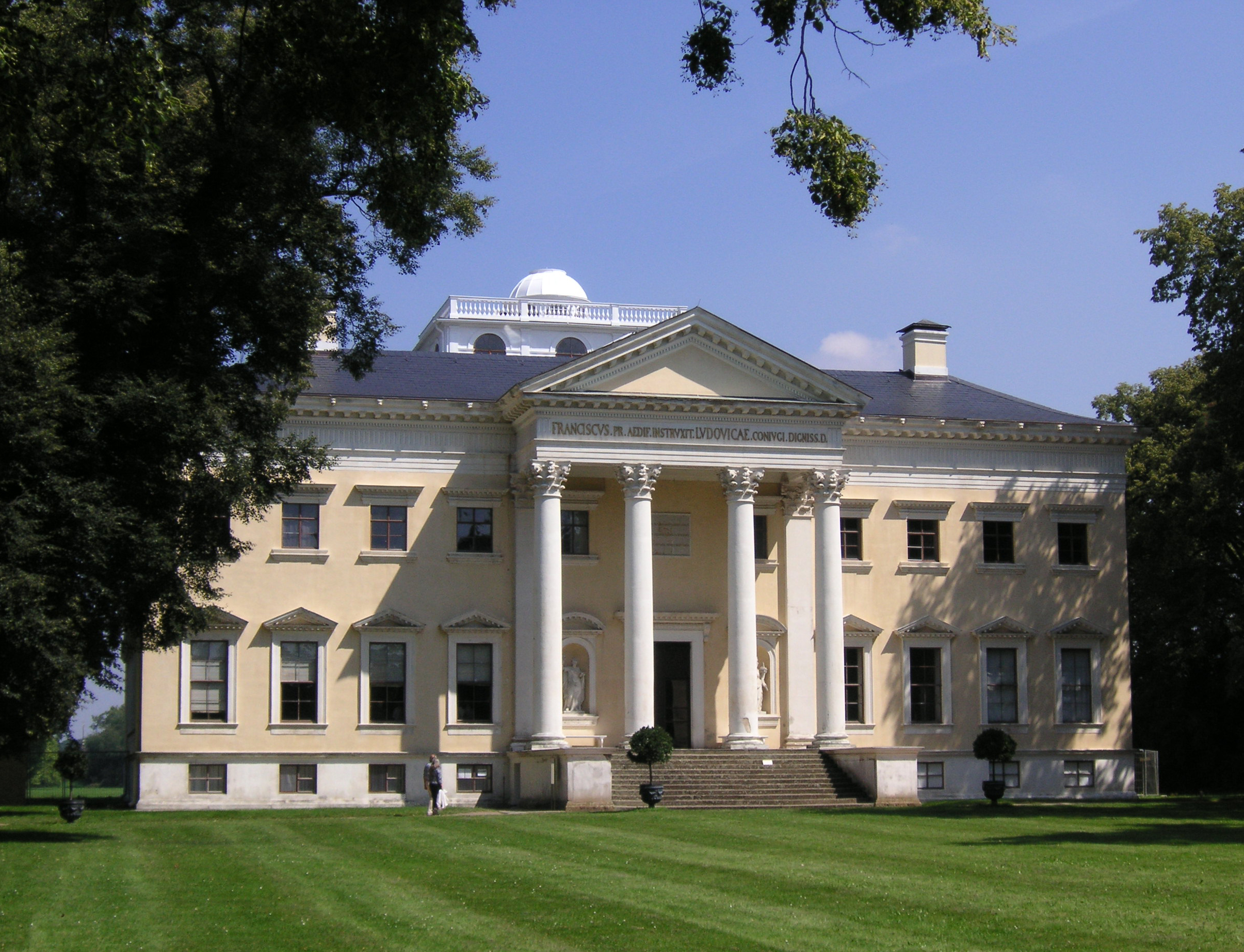
El castillo de Wörlitz en el parque Wörlitzer

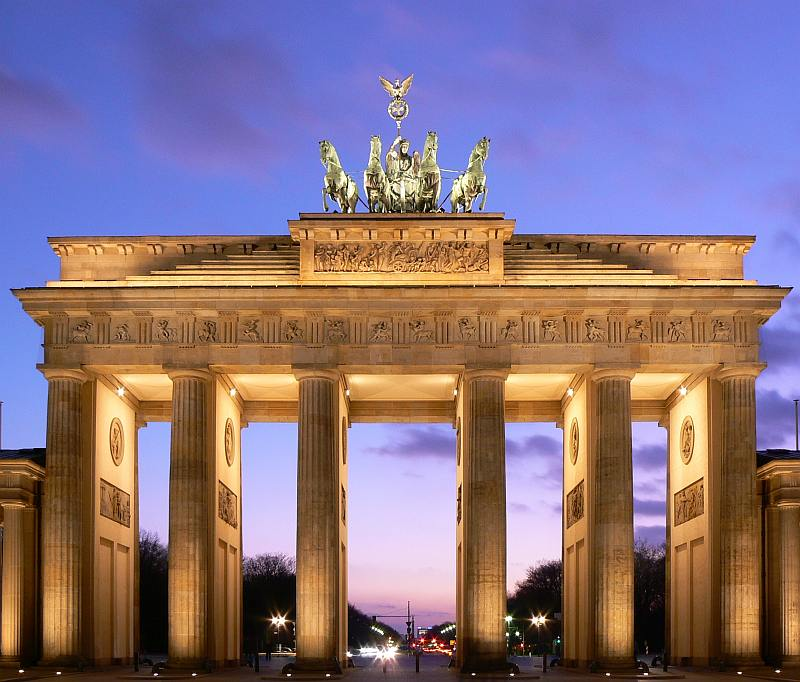
Carl Gotthard Langhans, Puerta de Brandeburgo, Berlín

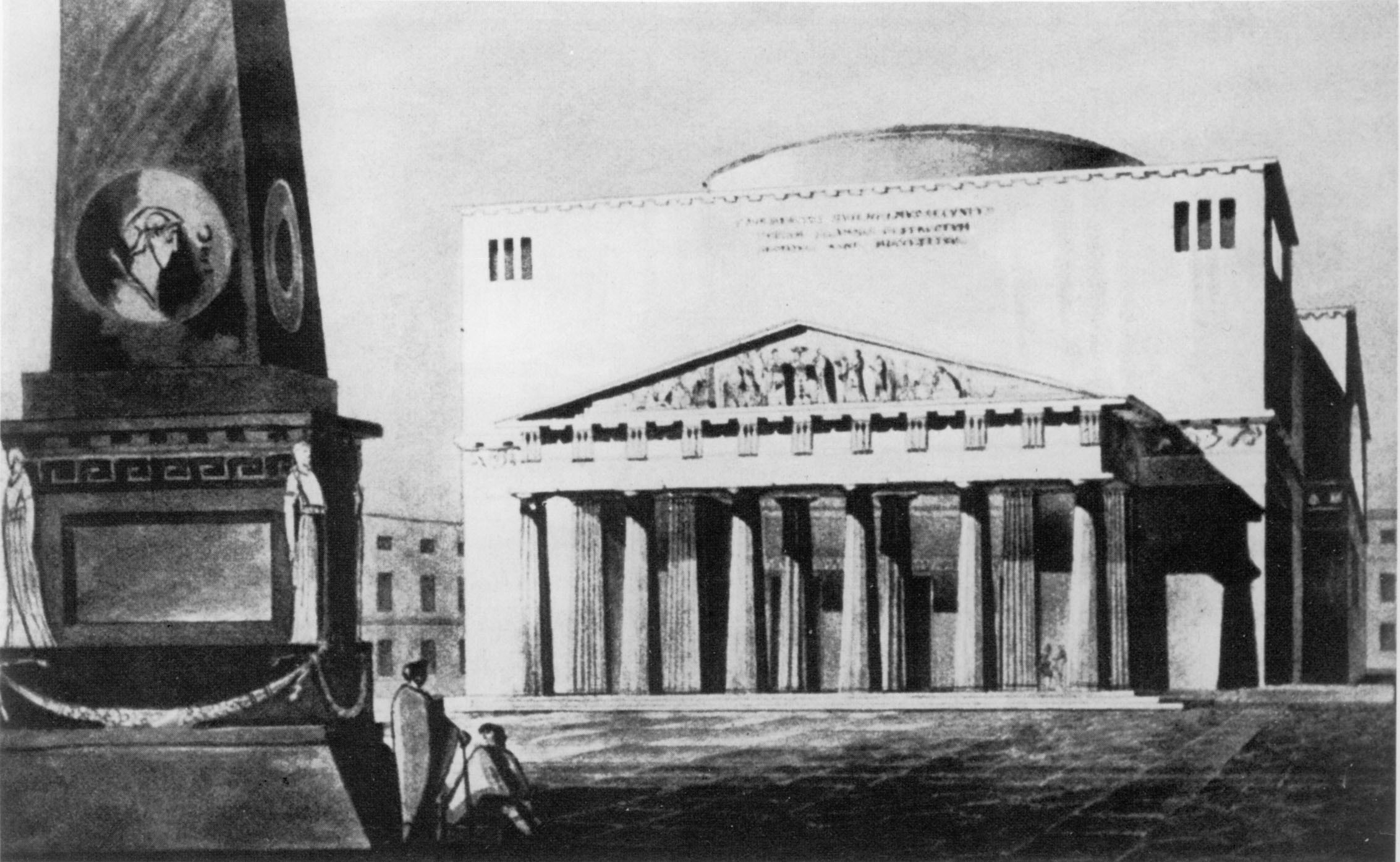
Diseño para la iglesia de San Nicolás en Potsdam, de Friedrich Gilly (1797)

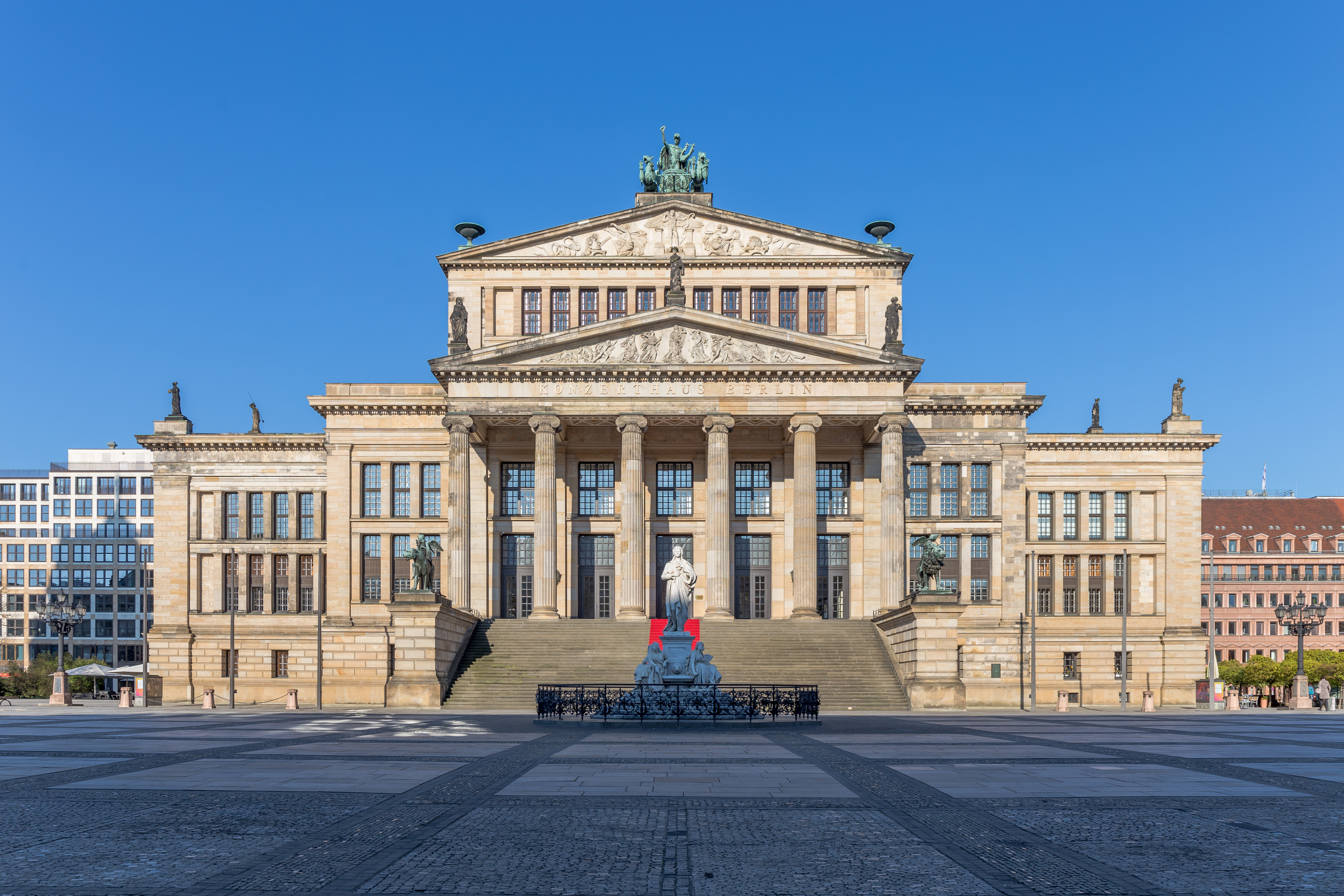
Karl Friedrich Schinkel, Schauspielhaus de Berlín

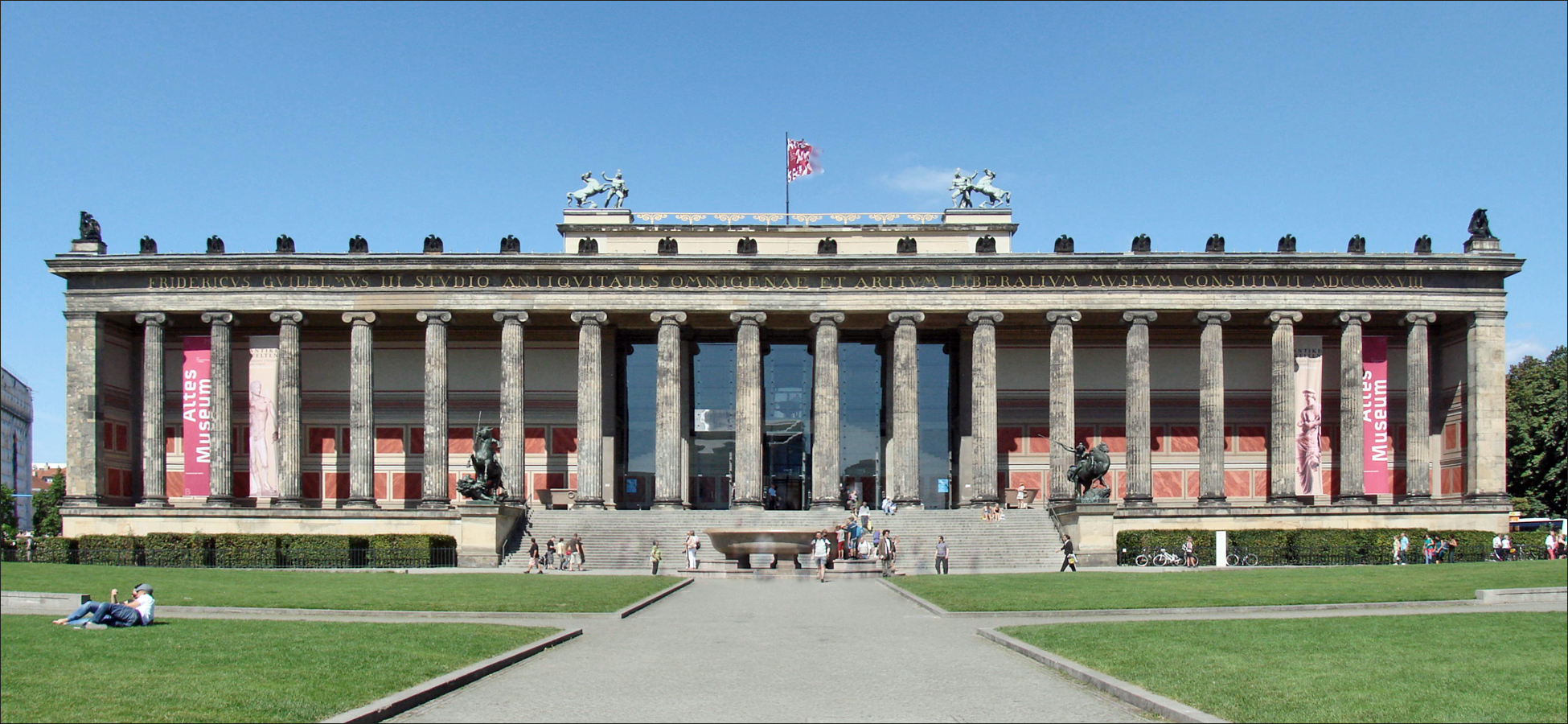
Karl Friedrich Schinkel, Altes Museum en Berlín

El clasicismo llegó a Alemania en la segunda mitad del siglo XVIII. Se orientó, como su nombre indica, hacia la arquitectura clásica de la Antigüedad, como una reacción al barroco y al rococó. A partir de 1769, el entonces príncipe Leopoldo III encargó el diseño del parque de Wörlitz a Friedrich Franz von Anhalt-Dessau, en el estilo de un jardín paisajista inglés (forma parte del  reino de los jardines de Dessau-Wörlitz, patrimonio mundial de la UNESCO). Al mismo tiempo, comenzó la construcción del castillo de Wörlitz con la intención de representar la casa real, encomendado a Friedrich Wilhelm von Erdmannsdorff que demolió un pabellón de caza barroco anterior y se inspiró en edificios antiguos e ingleses y en la arquitectura de Andrea Palladio. La construcción se completó en 1773. Se considera la base del que se considera el edificio fundador del clasicismo alemán y es uno de los pocos ejemplos del paladianismo en el país. Otro de los edificios más importantes de la época fue palacio de Wilhelmshöhe (1786-1798), en Kassel, diseñado por Simon Louis du Ry y Heinrich Christoph Jussow para el landgrave Guillermo I de Hesse-Kassel. Su parque está formado por los jardines barrocos de Karlsberg y el jardín paisajístico construido en 1763.
Pero la obra que introdujo con fuerza el Neoclasicismo en Alemania fue la puerta de Brandeburgo (1789-1793), erigida en Berlín por Carl Gotthard Langhans: es un severo monumento dórico, el primero de su género basado en las reconstrucciones publicadas en la segunda mitad del siglo XVIII de los Propileos de Atenas. Al referirse al modelo ateniense, Langhans tomó una versión del dórico romano simplificada: a diferencia del dórico auténtico, las columnas presentan basamentos y están espaciadas de manera desigual en los pabellones laterales, mientras que aparecen medias metopas al final del friso (los griegos, en su lugar, terminaban el friso con un triglifo). La puerta de Brandeburgo ejerció una influencia considerable en sus contemporáneos: por ejemplo, en el proyecto para la entrada al Downing College de Cambridge (1806), obra del inglés William Wilkins, o en el propileo de Chester Castle, de Thomas Harrison, en el Reino Unido o en los Propyläen de la Königsplatz (que cierran el conjunto de la plaza junto con la Gliptoteca de Múnich y el Staatliche Antikensammlungen) de Leo von Klenze.
Otros trabajos que deben ser considerados son los estudios de Friedrich Gilly. El joven arquitecto construyó poco en su corta vida y nunca visitó Italia, pero después de 1790 preparó algunos proyectos importantes: el diseño para el Teatro Nacional de Berlín y el monumento a Federico el Grande. En particular, en el teatro se advierte el estrecho vínculo con la arquitectura francesa contemporánea de Ledoux: Gilly renunció a gran parte de las decoraciones y reforzó los volúmenes, definidos en su forma por la función específica que tendrían que cumplir. Al igual que Ledoux en Francia y Soane en Inglaterra, Gilly parecía anunciar una arquitectura totalmente nueva, pero no encontrará espacio en la sociedad decimonónica, dominada por los encargos de propietarios de industrias y de minas: hombres de gran riqueza, pero en general culturalmente pobres.
Alumno de Gilly fue Karl Friedrich Schinkel, quien después de un debut neogótico, se acercó al neoclasicismo de origen neogriego, estilo que tuvo mucha fortuna en Alemania. En general la obra de Schinkel, con sus elementos góticos, clásicos y pintorescos, esta más cerca de Inglaterra que de Francia o Italia, pero su interpretación funcional del clasicismo, que volverá una vez más a estar en boga entre 1910 y 1940, fue identificada como un estilo profundamente nacional. A principios del siglo XIX realizó la Neue Wache (1818) y otros edificios en Berlín, de formas claras y elegantes que incluso influyeron en la arquitectura de países lejanos, como Finlandia. Otras obras destacadas de Schinkel son el Palacio de Charlottenhof (desde 1826), el Berliner Schauspielhaus y el Altes Museum (1830)  de Berlín —con el que comenzó la historia de la isla de los Museos— que combina el tema del largo pórtico de la estoa de la antigua Grecia, con la rotonda del Panteón dispuesta en el interior: el resultado es una perspectiva muy dilatada, que confía la propia capacidad comunicativa a una columnata de dieciocho columnas jónicas.. En el teatro berlinés, el arquitecto exaltó la funcionalidad de las distintas partes, confiriendo al edificio y a sus marcados volúmenes, una extraordinaria tridimensionalidad: el elemento más próximo a la tradición es la columnata hexastila coronada por un frontón ricamente decorado.
Rival de Schinkel fue Leo von Klenze (1784-1864), quien comenzó a destacar en el Bayerischer Hof. Pero la fama le llegó ligada principalmente a las obras en la Königsplatz en Múnich (desde 1816), un complejo neogriegos con la Gliptoteca (1816-1834), los Propileos y la colección de antigüedades, construida por Georg Friedrich Ziebland. Su proyecto más grandioso fue sin duda otro monumento neogriego a orillas del Danubio cerca de Ratisbona, el Walhalla (1830-1842), el mitológico lugar en el que se reunían las almas de los héroes caídos en la batalla: se trata de un templo períptero en estilo dórico, dispuesto sobre un potente basamento al que se accede mediante amplias escalinatas. La construcción recuerda de una manera extraordinaria al mencionado monumento diseñado por Gilly para Federico el Grande, pero von Klenze confiere a la obra una impresión más romántica: el Walhalla repropone en su interior los bustos de las personalidades más importantes de Alemania, con un bajorrelieve que ilustra la historia de Alemania.

Los edificios de Leo von Klenze
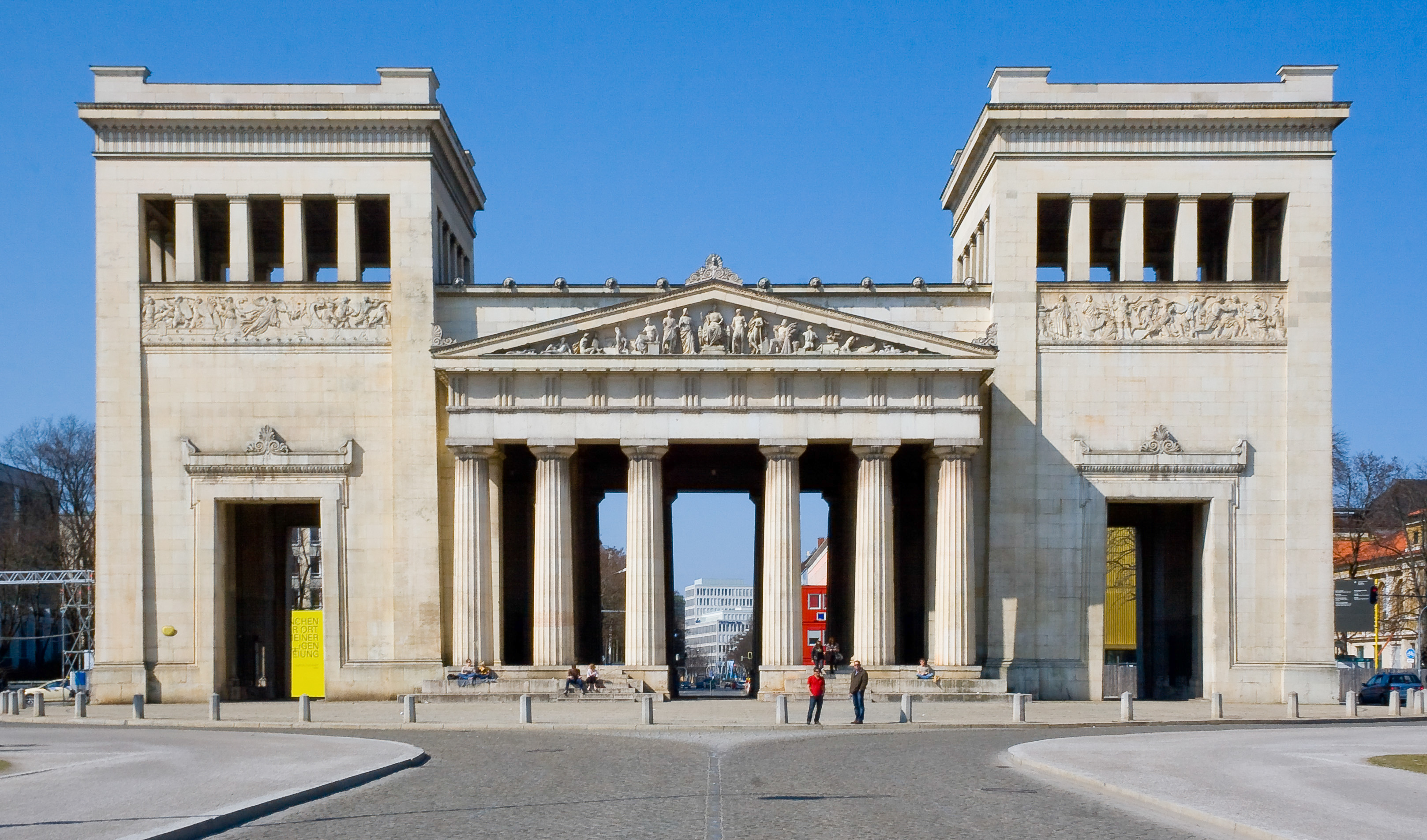
Propilei (1854-1862)
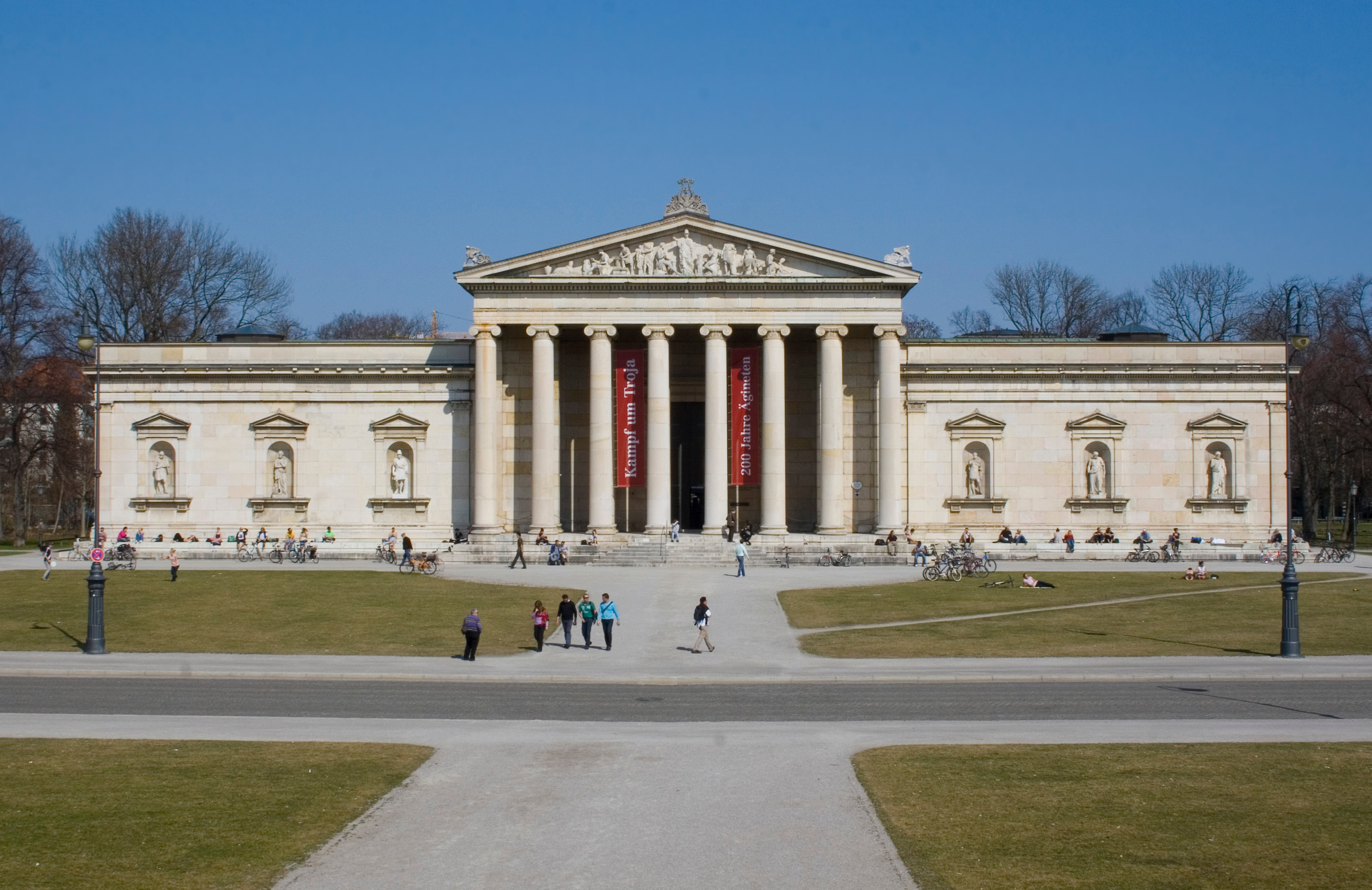
Gliptoteca de Múnich
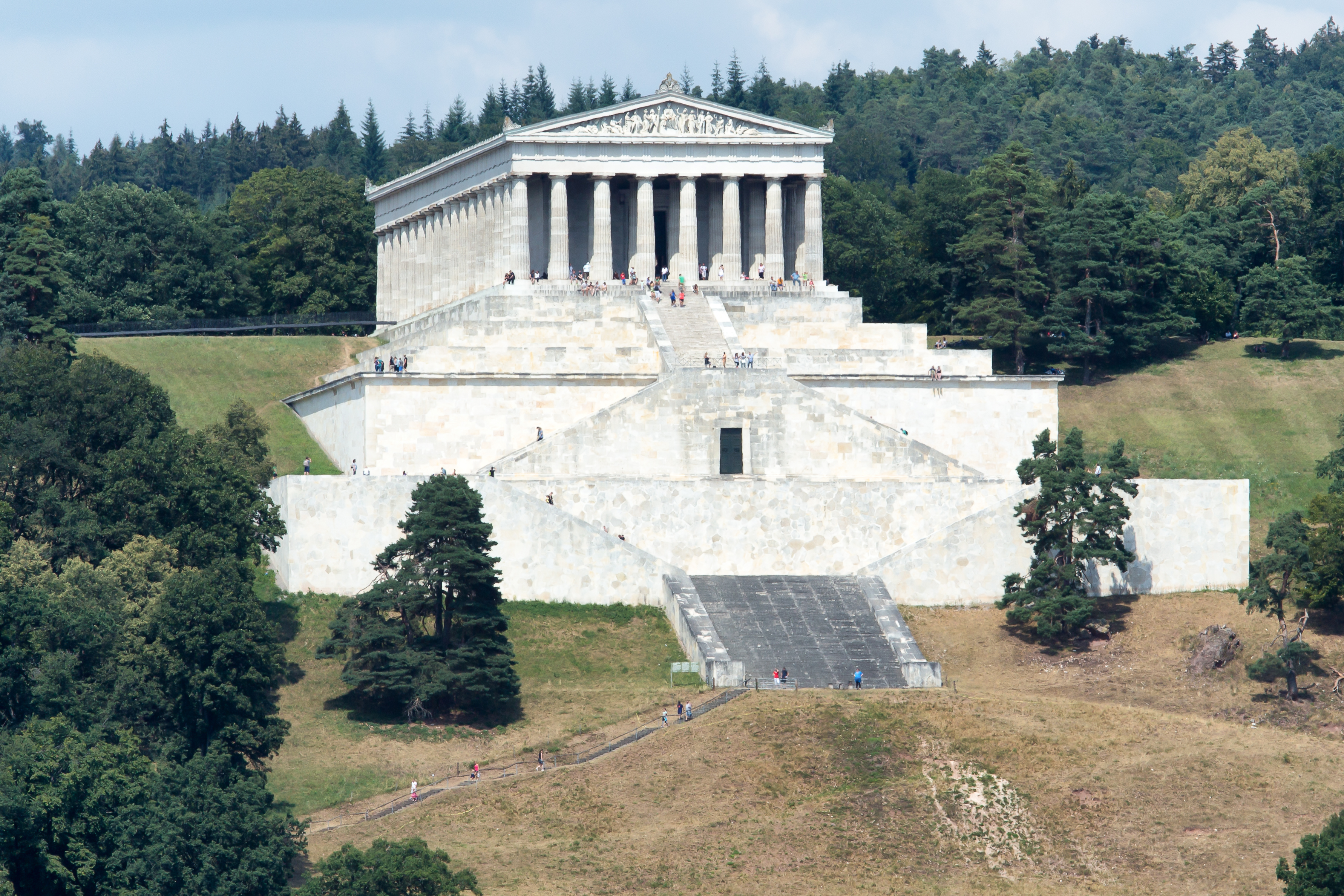
Leo von Klenze, Walhalla (1830-1842)

### Historicismo

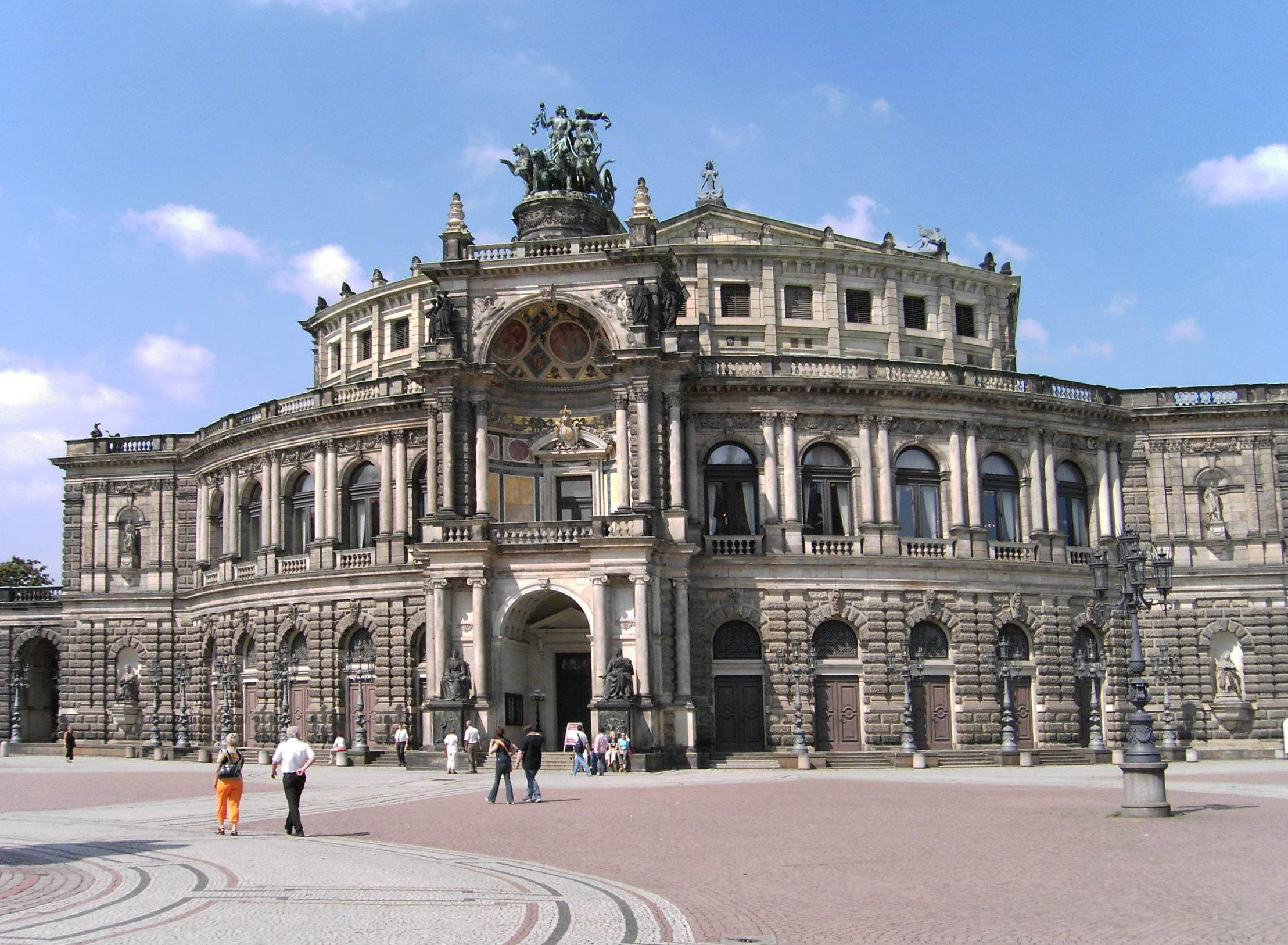
Semperoper en Dresde

El primer edificio del historicismo en la parte continental europea fue la puerta neogótica de la Nauener Tor en Potsdam, construida en 1755. Este estilo se extendió desde alrededor de 1810 en toda Alemania y en general se refiere a los estilos del pasado, que además de recuperar el Renacimiento antiguo e italiano, puso el gótico y el románico otra vez de moda. A los estilos correspondientes se les nombró con el prefijo neo, como neorrománico, neogótico, neorrenacimiento, neobarroco y neoclasicismo. En la Europa central y oriental, dividida en múltiples estados y sometida a las tensiones que terminarían por producir la unificación alemana y la expansión del Imperio austrohúngaro en los Balcanes, fue donde el neogótico se convirtió en la expresión de un arte "nacional".
Además, todavía había características regionales que combinaban diferentes estilos eclécticos o motivos regionales típicos. Los ejemplos incluyen la Bäderarchitektur (arquitectura de los spas, especialmente pronunciada en la costa alemana del Báltico), la escuela de arquitectura de Hannover, el estilo de Núremberg, la escuela Semper Nicolai, en el área de Dresde, y el estilo Johann Albrecht, en Mecklenburg. A veces incluso existían desviaciones estilísticas de una ciudad a otra.
A pesar de ello muchos edificios representativos del imperio a menudo se crearon por toda Alemania en un estilo similar: las oficinas del Correo Imperial de Prusia, en su mayoría en el estilo neo-gótico en clinker; los museos y edificios judiciales, en estilo neoclasicista; los templos de las musas u óperas, en neobarroco. Muchos casas consistoriales (Rathaus), fueron construidas en arquitectura neogótica, tomando como referencia de los primeros ayuntamientos de la Edad Media, por ejemplo, el nuevo Ayuntamiento de Múnich. El Renacimiento veneciano, por otro lado, fue el modelo de muchos edificios comerciales privados, como el hamburgés Alsterarkaden. Esa tendencia de atribución de estilos arquitectónicos para un propósito particular se pudo observar en todo el Imperio alemán, de acuerdo con su «significado moral-asociativo».
Un importante arquitecto de la época fue Gottfried Semper, que construyó la Gemäldegalerie (1847-1855) en el Zwinger de Dresde y la primera (incendiada) y segunda Óperas de Dresdne, la Semperoper (1878). También participó en los primeros planes del romántico castillo de Schwerin, que se completó en 1857 bajo la dirección de Georg Adolf Demmler, Ernst Friedrich Zwirner y el estudiante de Schinkel, Friedrich August Stüler.

Edificios neogóticos
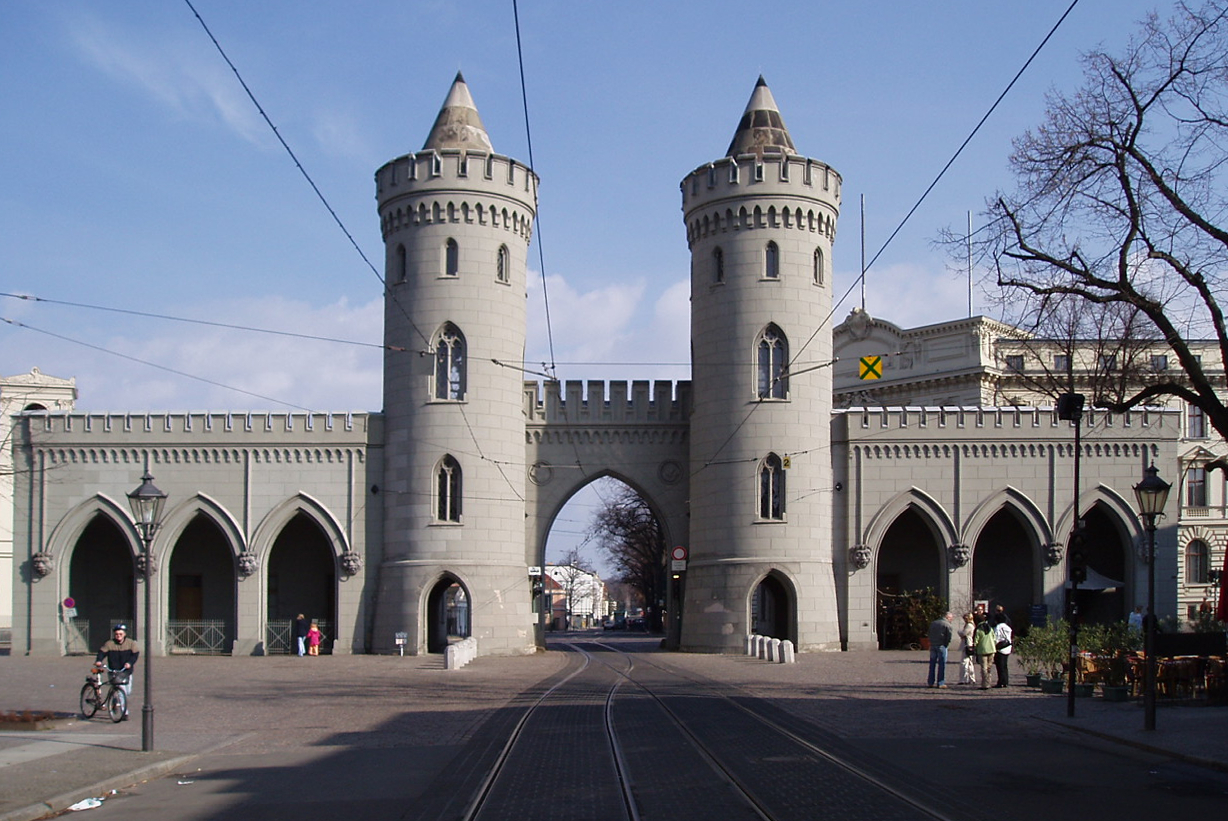
Nauener Tor de Potsdam (1755)
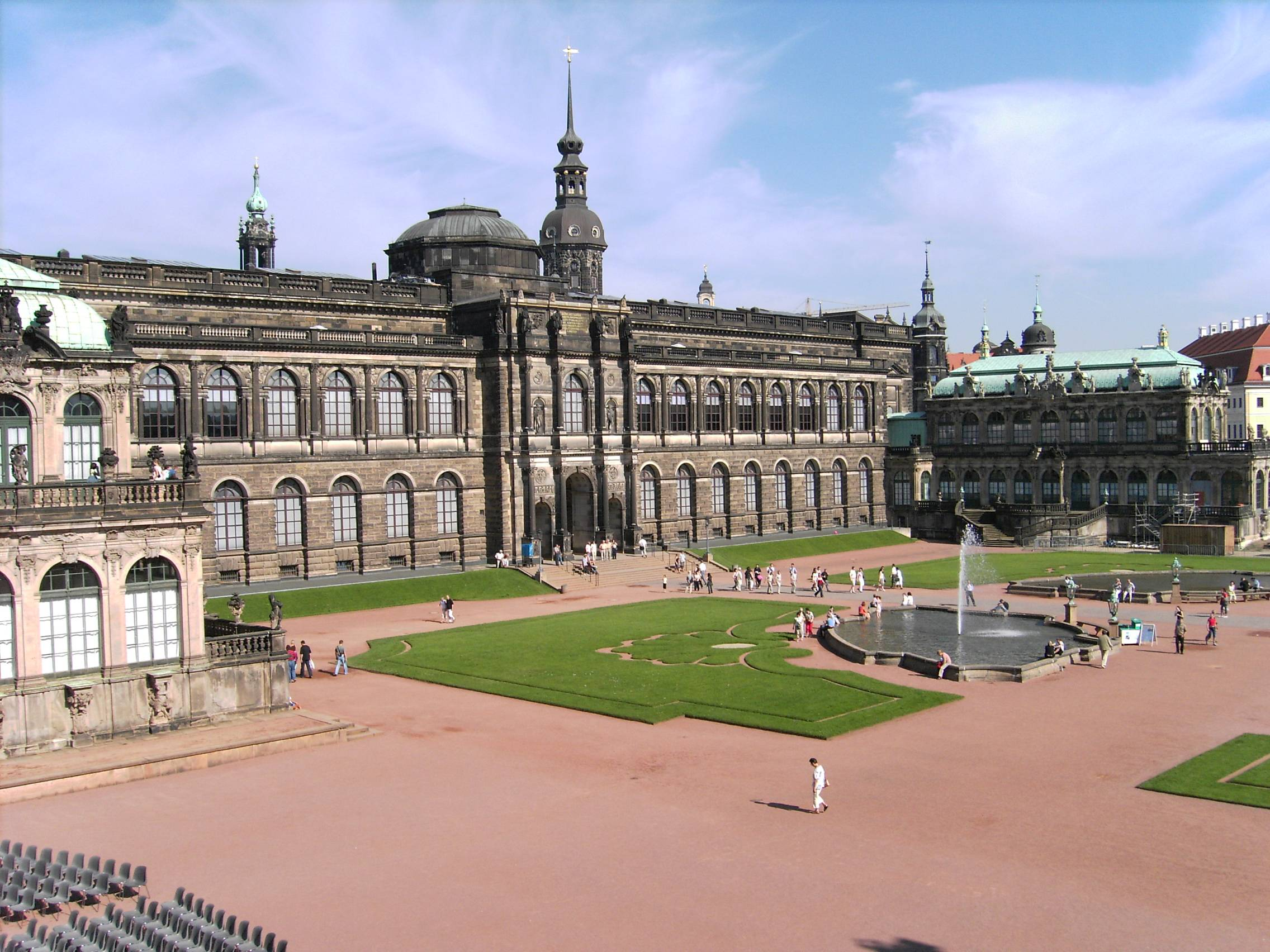
Gemäldegalerie (1847-1855) en el Zwinger de Dresde
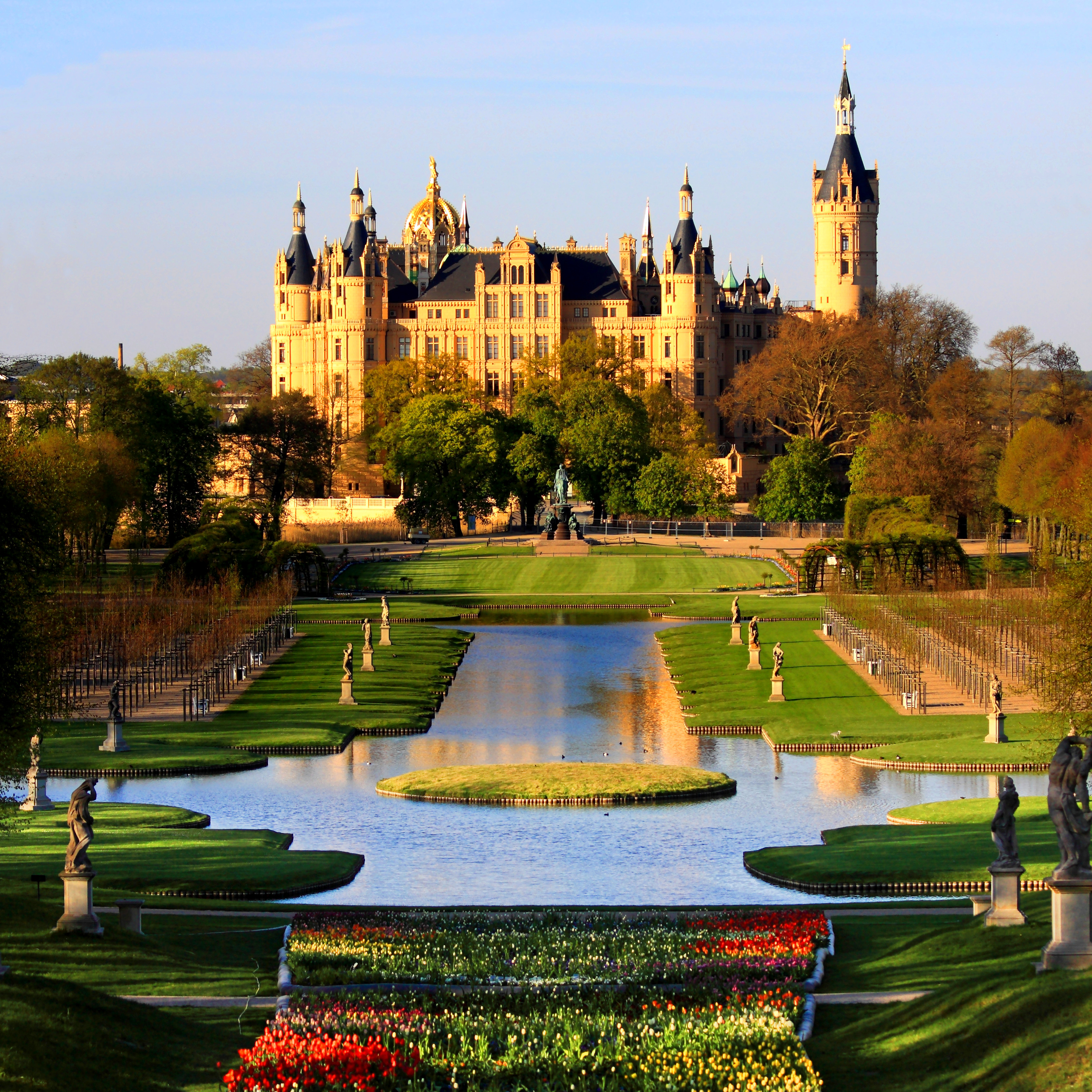
Reconstruido castillo de Schwerin (1845-1857)
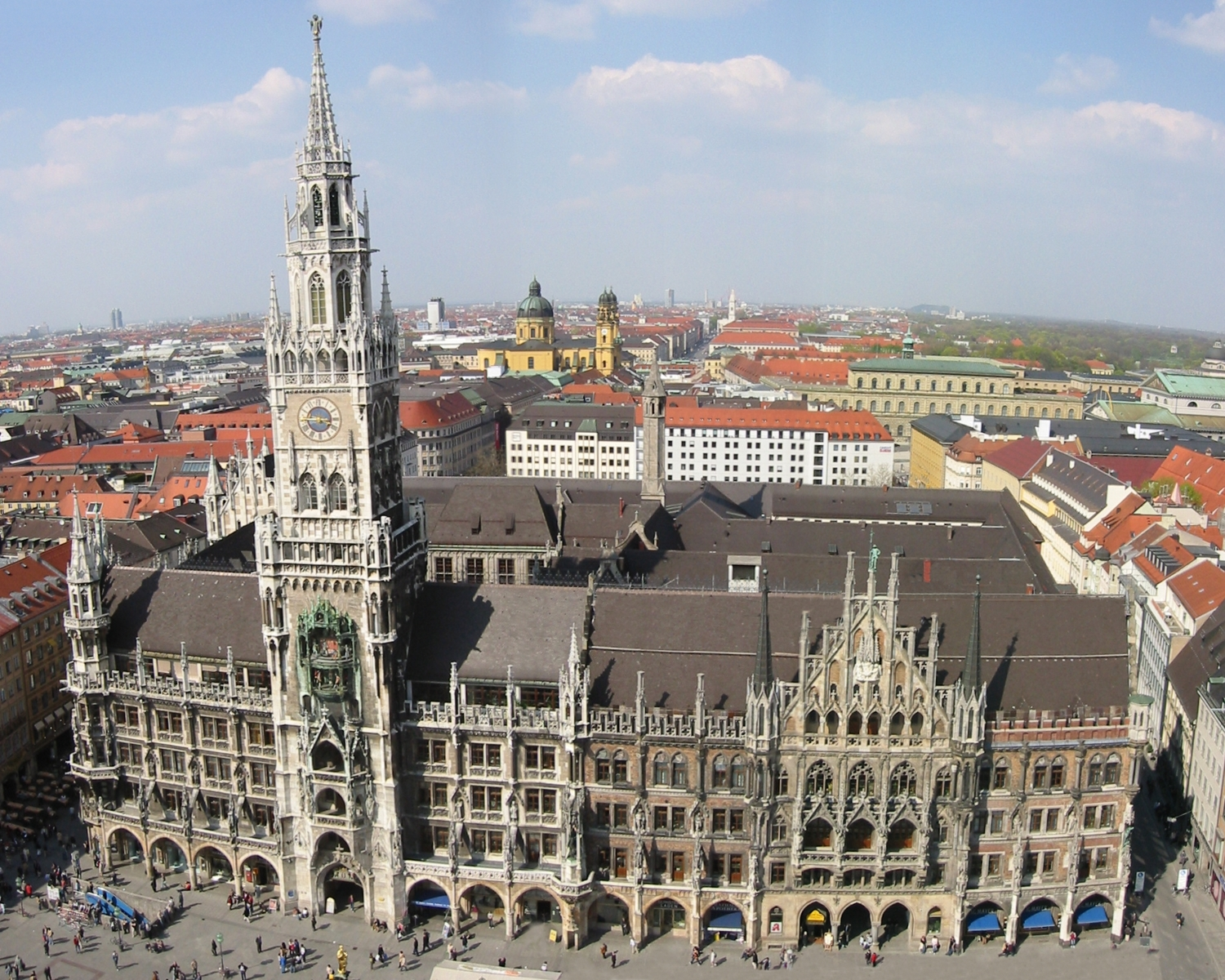
Neues Rathaus de Múnich (1867-1874)
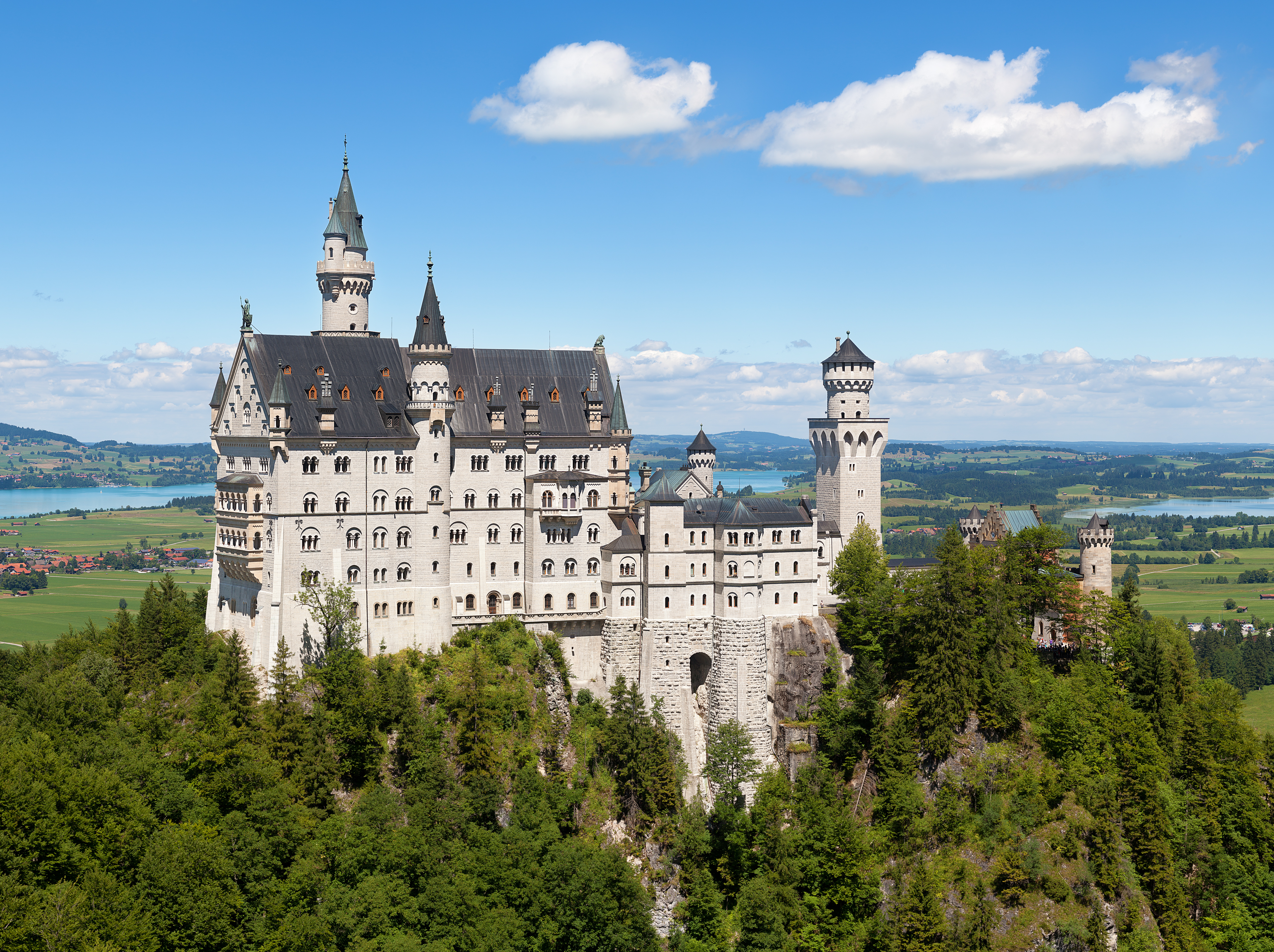
Castillo de Neuschwanstein (1869-1886), mezcla neorrománica y neogótica

La preferencia por los edificios medievales, que surgieron del arte del Romanticismo, también se puede encontrar en el mundialmente famoso castillo de Neuschwanstein (1869-1886), que fue construido por Luis II de Baviera en 1869. En el entusiasmo gótico de esa época, se completaron la catedral de Colonia y el Ulmer Münster y comenzaron nuevos edificios como la iglesia luterana de la Marktkirche en Wiesbaden. Más tarde, se construyeron grandes edificios sacros neobarrocos como la catedral de Berlín, en estilo neobarroco.

Finalización de antiguos edificios
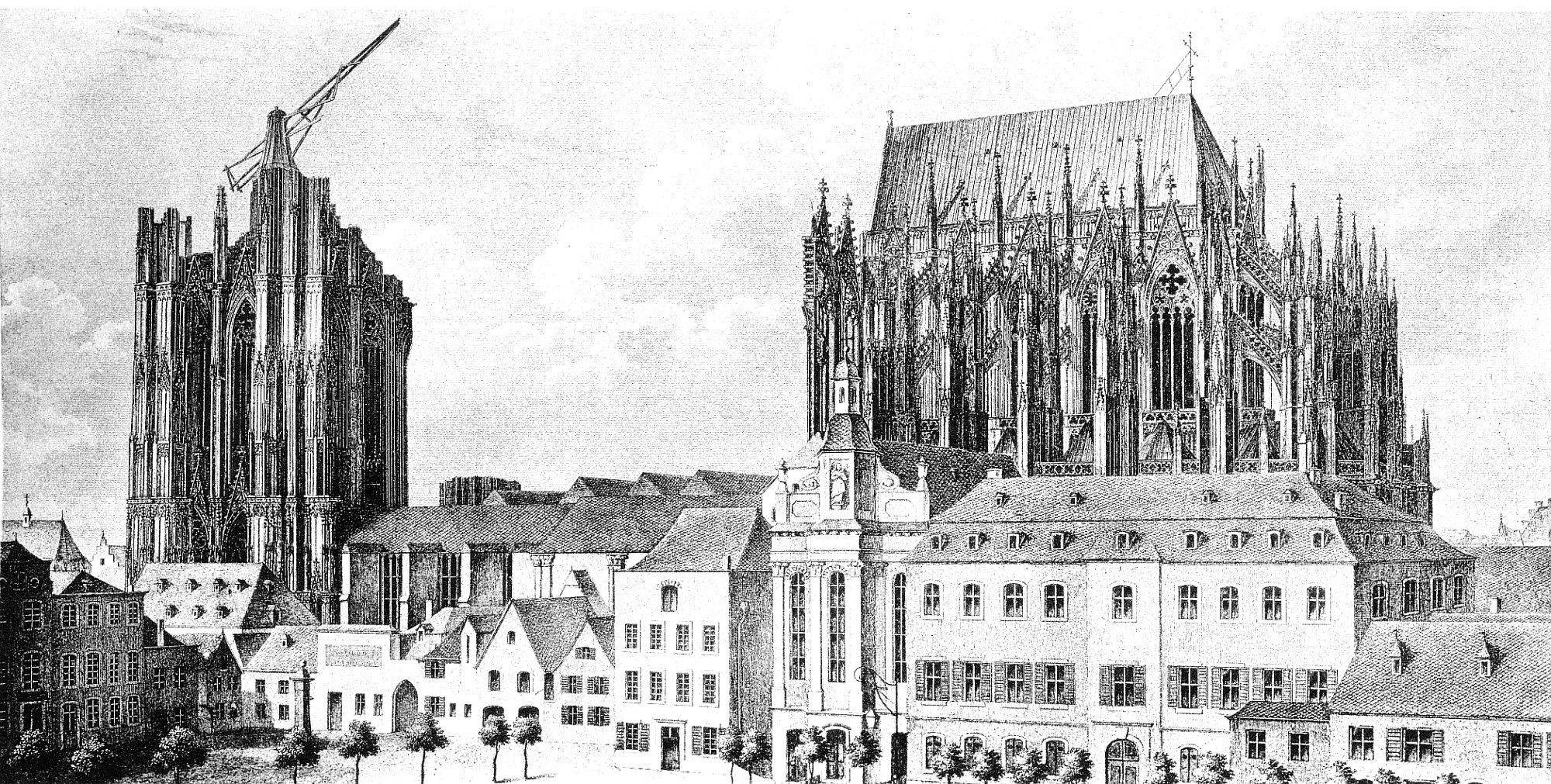
Estado de las obras de la Catedral de Colonia en 1824.
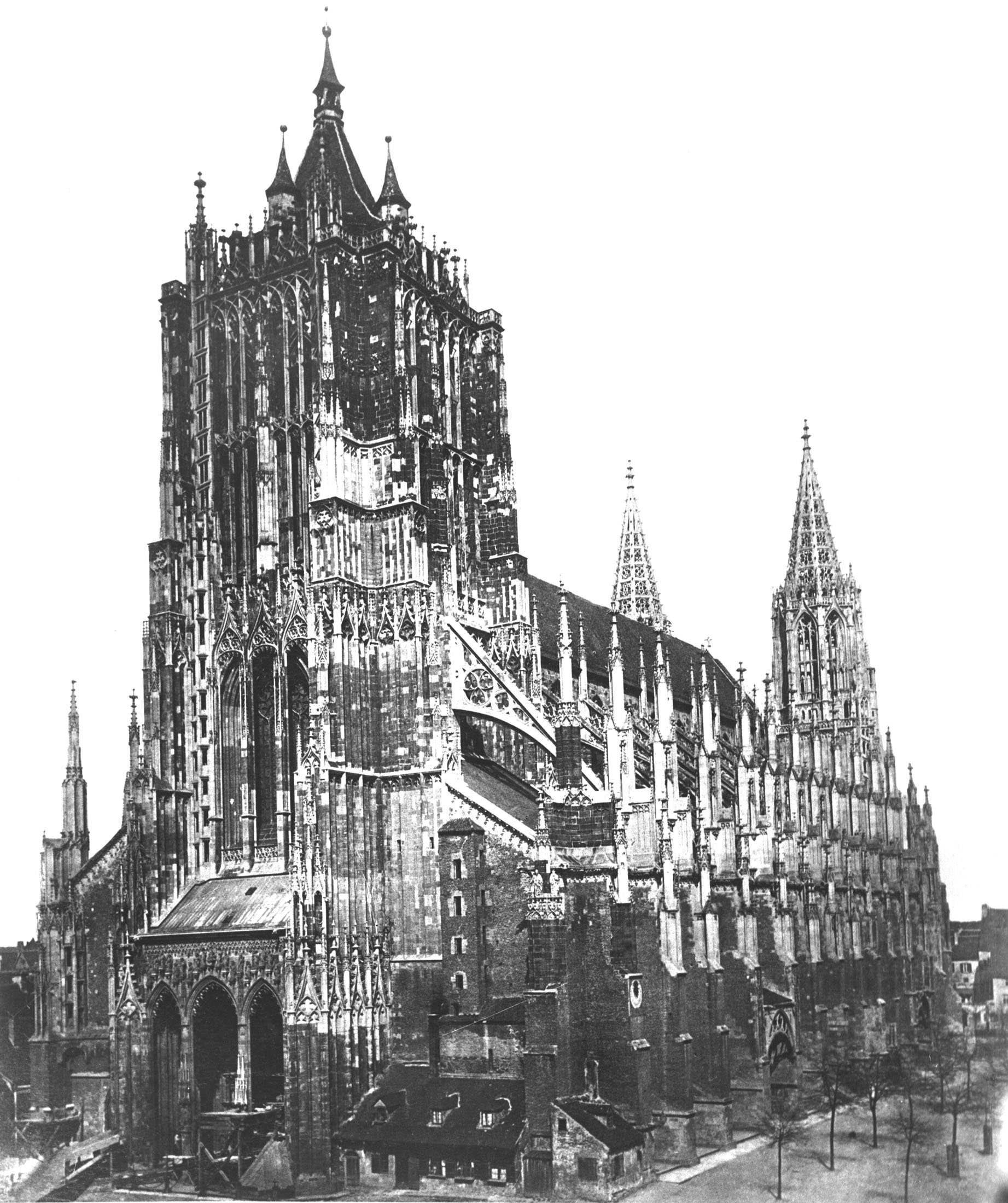
La catedral de Ulm (1887) antes de la finalización de la torre (1895)
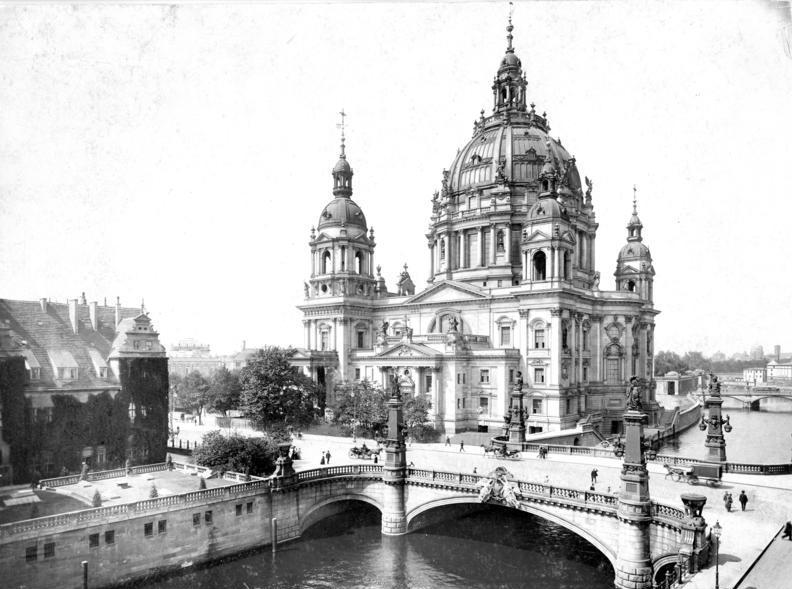
Catedral de Berlín (1895-1905), neobarroca, alrededor de 1900, construida por el Kaiser Guillermo II

El neorrenacimiento, a partir de los modelos italianos, comenzó en Alemania en 1816 con el palacio de Leuchtenberg en Múnich, de Leo von Klenze, y con las ampliaciones de la Residencia de Múnich, desde 1826. Siguiendo el ejemplo de la Loggia dei Lanzi se erigió el Feldherrnhalle (1841-1844), obra destacada de Friedrich von Gärtner.
Después de la guerra de 1870/71, «la conciencia patriótica encontró su camino en la vuelta al llamado Renacimiento alemán», que se refiere principalmente a su fase manierista. Un ejemplo de esto es el Ayuntamiento en Bielefeld. Gracias también a las reparaciones francesas de la guerra, la prosperidad fue creciendo en el Reich. Muchos nuevos edificios historicistas todavía se estaban construyendo en el período posterior a la era Guillermina. Las colonias residenciales crecieron en torno a muchas ciudades importantes; en algunos casos, creando o reformando por completo barrios enteros en la fronteras con los bloques urbanos, por ej. Berlin-Charlottenburg y Leipziger Südvorstadt.
Un edificio bien conocido de la fase tardía del historicismo es el edificio del Reichstag (1894) de Paul Wallot, cuya fachada refleja la búsqueda estilística y la combinación estilística resultante de su tiempo.

### Jugendstil

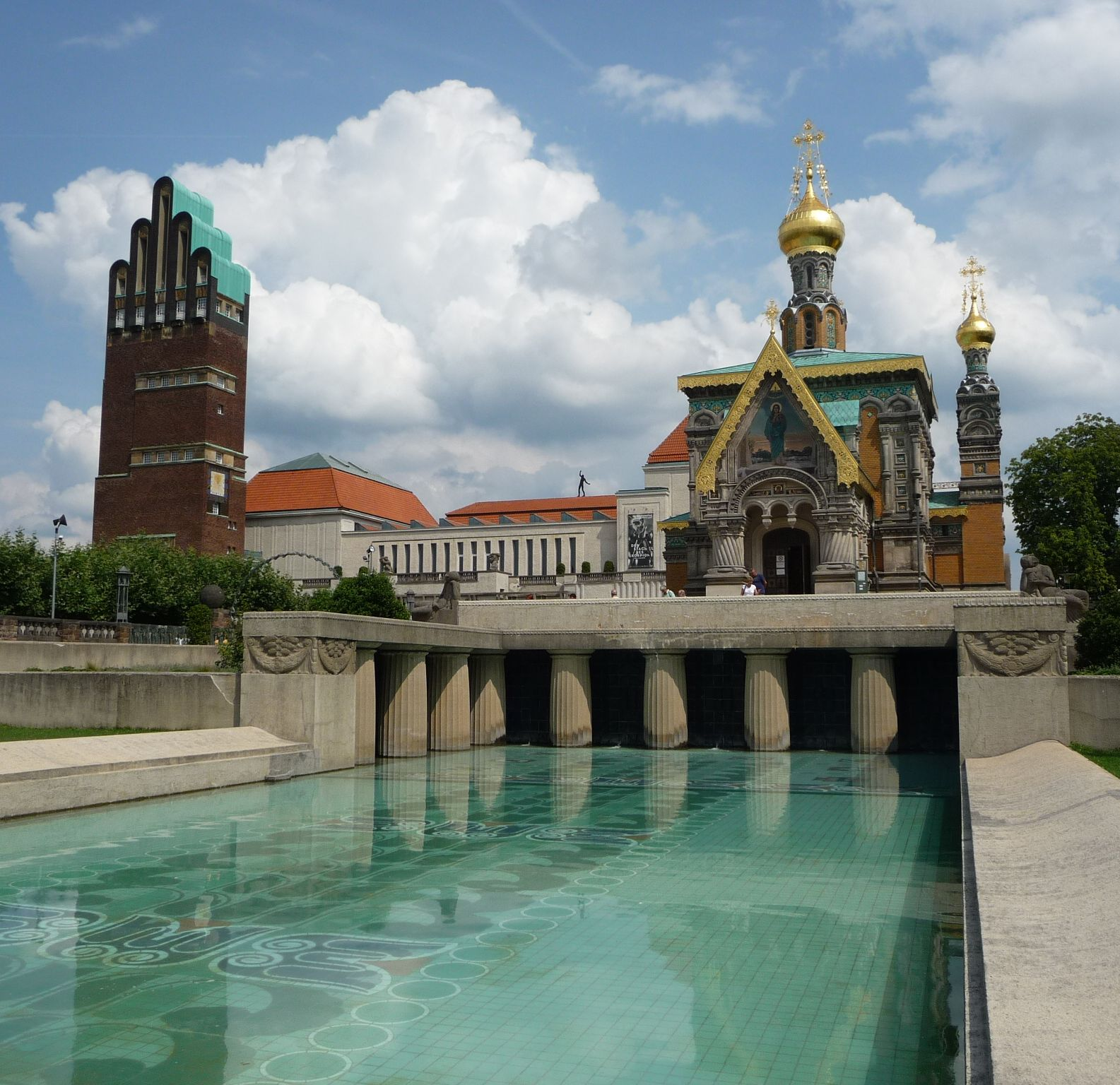
La Torre de la Boda y el edificio de la Exposición fueron agregados por Joseph Maria Olbrich para la tercera exposición en 1908. Con la capilla rusa un poco más antigua, son hitos prominentes en la cima de la colina.

El Art Nouveau alemán es comúnmente conocido por su nombre alemán, Jugendstil, que comenzó en el campo de las artes y la artesanía alrededor de 1890 y duró hasta alrededor de 1910. El nombre está tomado de la revista artística, Die Jugend, que se publicó en Múnich y que propugnaba el nuevo movimiento artístico. Fue fundada en 1896 por Georg Hirth (Hirth permaneció como editor hasta su muerte en 1916, y la revista continuó publicándose hasta 1940). La revista fue instrumental en la promoción del estilo en Alemania. Como resultado, su nombre fue adoptado como término en alemán más común para el estilo: Jugendstil ("estilo juvenil"). Aunque, a principios del siglo XX, la palabra se aplicó solo a ejemplos bidimensionales de las artes gráficas, especialmente las formas de tipografía orgánica y diseño gráfico encontradas e influenciadas por revistas alemanas como Jugend, Pan y Simplicissimus, ahora se aplica a las manifestaciones más generales de las artes visuales de Art Nouveau en Alemania, Países Bajos, los Estados bálticos y los países nórdicos.
Los dos principales centros de arte Jugendstil en Alemania fueron Múnich y Darmstadt. En Múnich trabajaron arquitectos como Bernhard Pankok (1872-1943), Martin Dülfer (1859-1942), Hans Karl Eduard von Berlepsch-Valendas (1849-1921) y August Endell (1871-1925). Un ejemplo importante de la arquitectura Jugendstil alemana fue la colonia de artistas en Mathildenhöhe, en Darmstadt, donde Joseph Maria Olbrich, el arquitecto de la Secesión de Viena, realizó numerosos edificios entre 1901 y 1908, incluido el Hochzeitsturm, un hito en Darmstadt. Peter Behrens, quien luego trabajó como arquitecto y diseñador para AEG, también construyó un edificio residencial aquí.
El belga Henry van de Velde fue influyente en el movimiento Jugendstil alemán. Vio en el Jugendstil un nuevo estilo que prometía la variedad deseada de formas de una nueva era. En Weimar, construyó una Escuela de Artes Aplicadas (Kunstgewerbeschule, 1906) y una escuela de arte (Kunstschule, 1911), esta última ahora es el edificio principal de la Universidad Bauhaus de Weimar y también fue la primera sede de la institución estatal Bauhaus-

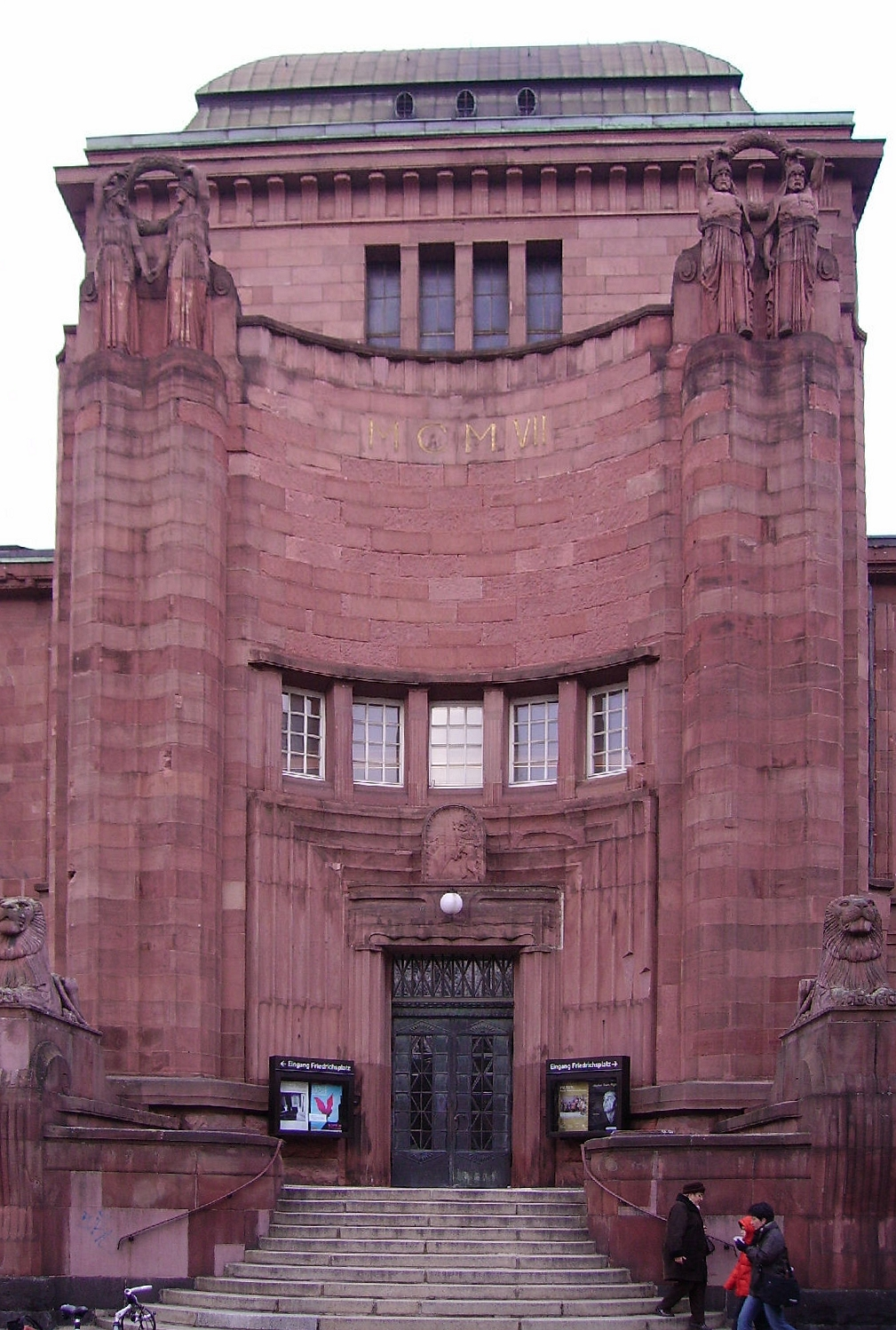
Museum in Mannheim, de Hermann Billing (1907)
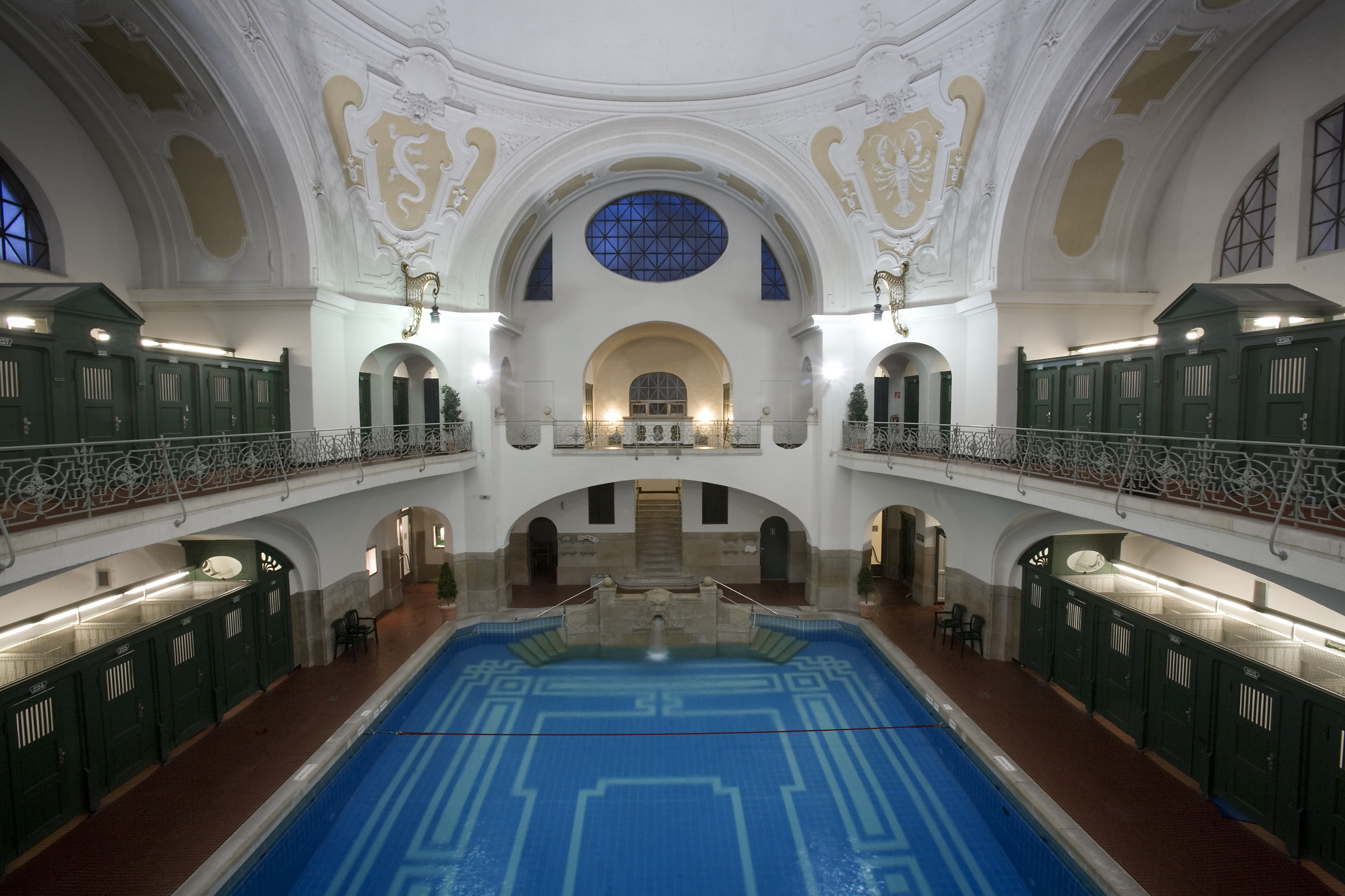
Sala de natación en Múnich (1911-1913)
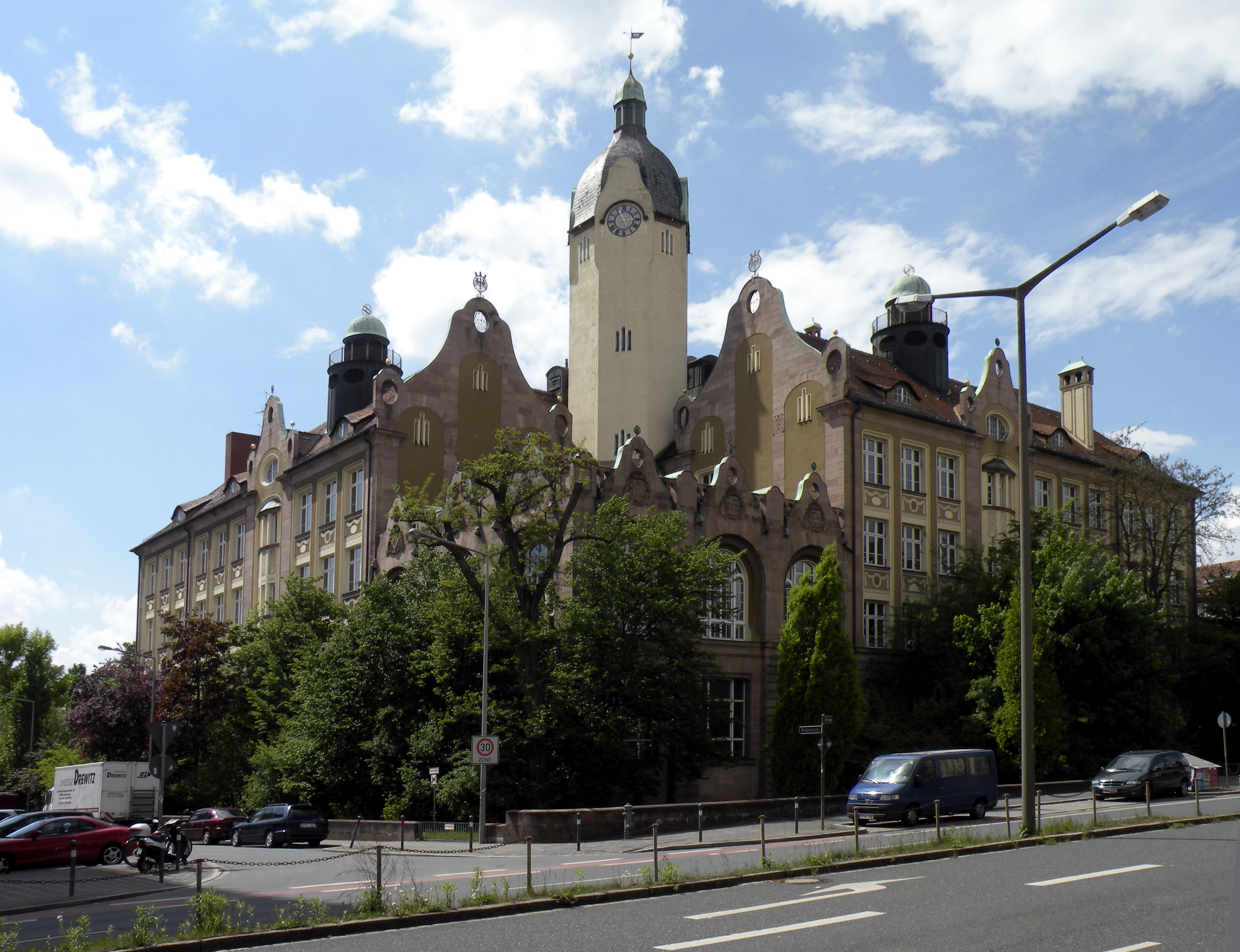
: Escuela de Bismarck, en Núremberg, de los arquitectos Georg Kuch y Carl Weber (1902/1904)
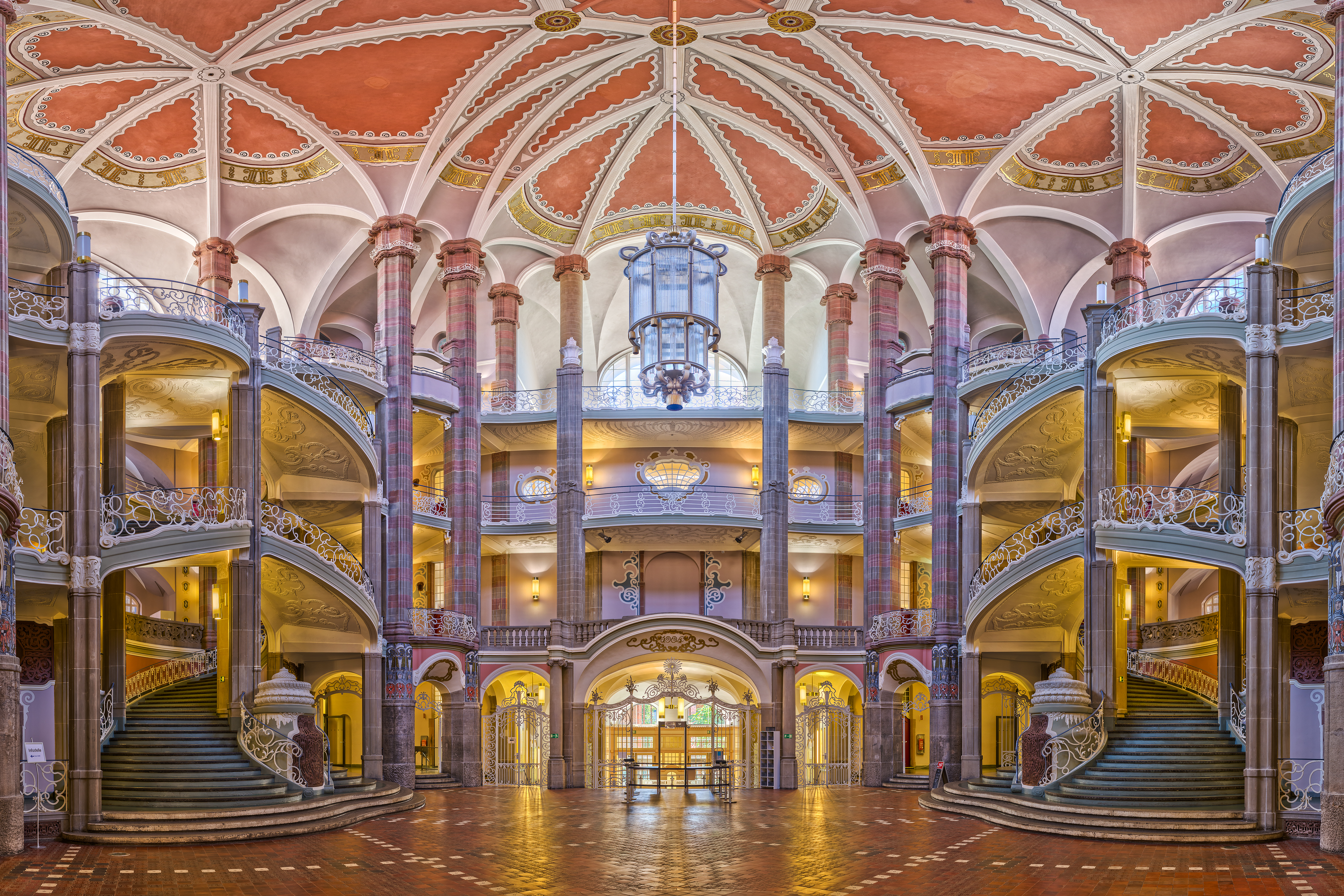
Hall de entrada de edificio comercial en Berlín

### Arquitectura moderna

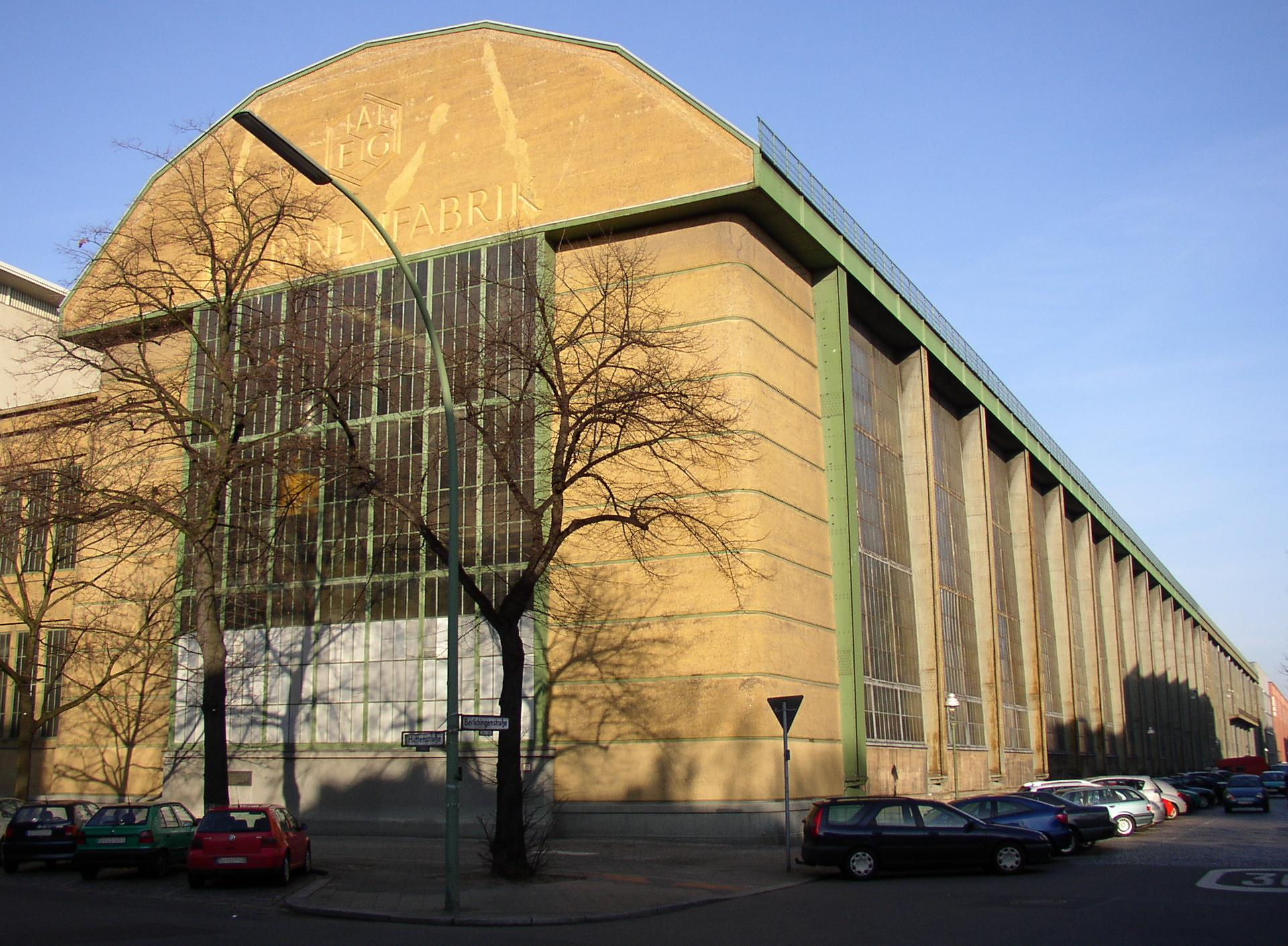
Nave de turbinas de la empresa AEG en Berlín, de Peter Behrens (1908-1909)

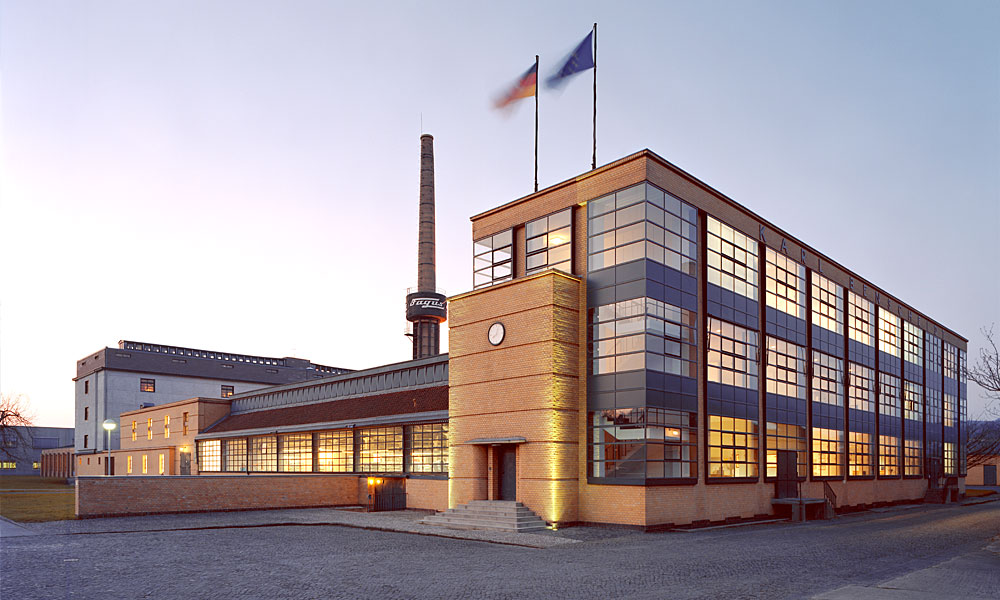
Fábrica Fagus en Alfeld, no de los primeros representantes modernos del mundo (1911)

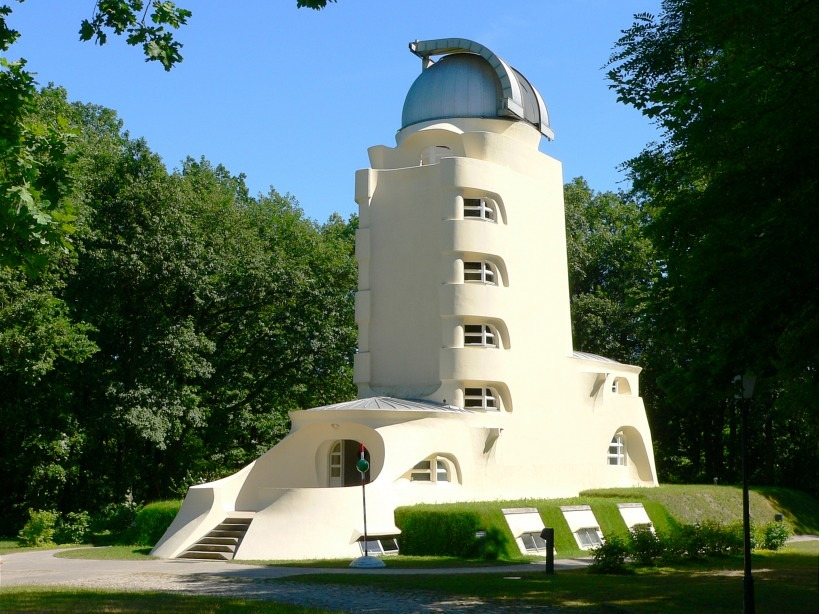
La torre de Einstein en Potsdam.

El primer periodo de la arquitectura racionalista se inicia en los años inmediatamente anteriores a la Primera Guerra Mundial (1914), cuando la experiencia del movimiento del Arts and Crafts fue recogida y reelaborada por el movimiento Werkbund (1907, Múnich), al cual se adhieren Hoffmann y van de Velde.
Los impulsos iniciales para la llegada de la arquitectura moderna en Alemania se dieron esencialmente en algunos edificios industriales, en los que el diseño arquitectónico no estaba tan sujeto al historicismo imperante. Fueron clave la fábrica AEG (1908-1909) en Berlín, obra de Peter Behrens, y especialmente la fábrica Fagus, en Alfeld an der Leine (1911-1914), obra Walter Gropius. En ese momento (1915), se construyó en Jena el primer edificio alto en solitario del país (42 m), el Bau 15.
Gropius, uno de los arquitectos del Werkbund, fundó la Bauhaus, en 1919, poco después de suceder a Henry van de Velde en Weimar como director de la Escuela de Artes Aplicadas. La Bauhaus se convertiría en la escuela de arte y arquitectura más influyente del siglo XX. Aunque inicialmente la Bauhaus no tenía departamento de arquitectura, Gropius veía en la arquitectura el «objetivo final de toda actividad artística». Inicialmente, algunos miembros de la Bauhaus se inclinaban hacia la arquitectura expresionista: edificios como la torre de Einstein (1921) de Erich Mendelsohn o la Chilehaus (1924) de Hamburgo, de Fritz Höger tenían un lenguaje visionario y sensacionalmente nuevo, dando forma a la arquitectura durante un corto tiempo. Este es un estilo específicodestilo moderno alemáncon algunas características regionales.
---
Walter Gropius, uno de los arquitectos del Werkbund, dirigió, a partir del 1919 la Bauhaus, primero en la ciudad de Weimar y posteriormente en la de Dessau. Esta segunda etapa de la arquitectura Moderna entendida como arquitectura racionalista, se inició en aquellos años de la posguerra y se difundió por Europa hasta la Segunda Guerra Mundial.
Un amplio e importante grupo de arquitectos comprometidos con el movimiento: Le Corbusier, Mies van der Rohe, Alvar Aalto, el propio Walter Gropius, fundaron el Congreso Internacional de Arquitectura Moderna (C.I.A.M.), con secciones en muchos países y convocado periódicamente entre 1928 y 1959. El éxito en la difusión de sus principios y experiencias representó la fijación del concepto de Arquitectura Moderna por antonomasia en el vocabulario de arquitectos, urbanistas, críticos e historiadores del arte.
La llamada modernidad clásica en Alemania fue esencialmente congruente con el Movimiento Moderno (en alemán, Neuen Bauen, principalmente con los edificios del funcionalismo como la Bauhaus y el Neue Frankfurt lo han caracterizado.

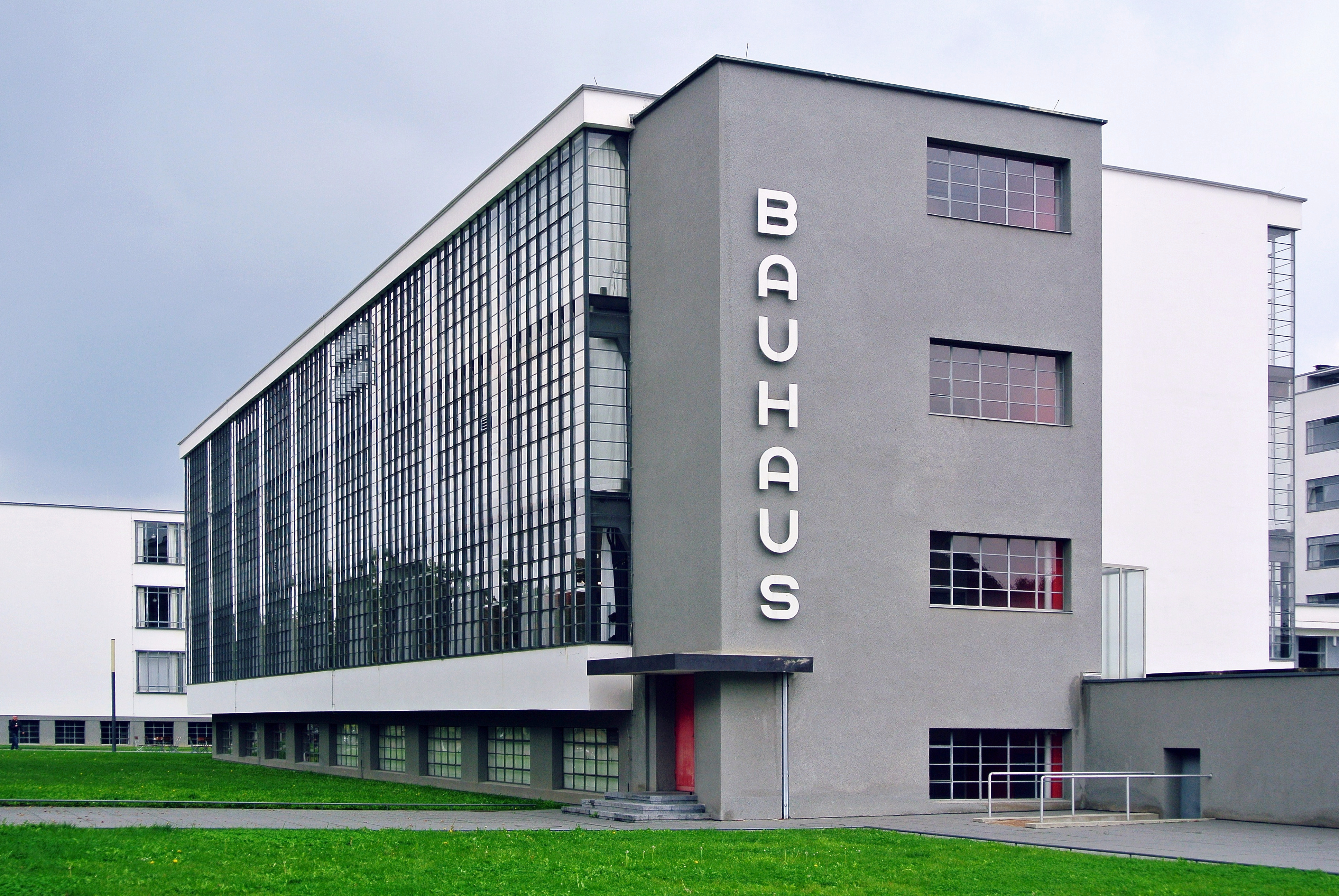
Edificio de la Bauhaus, Dessau, diseñado por Walter Gropius (1926)
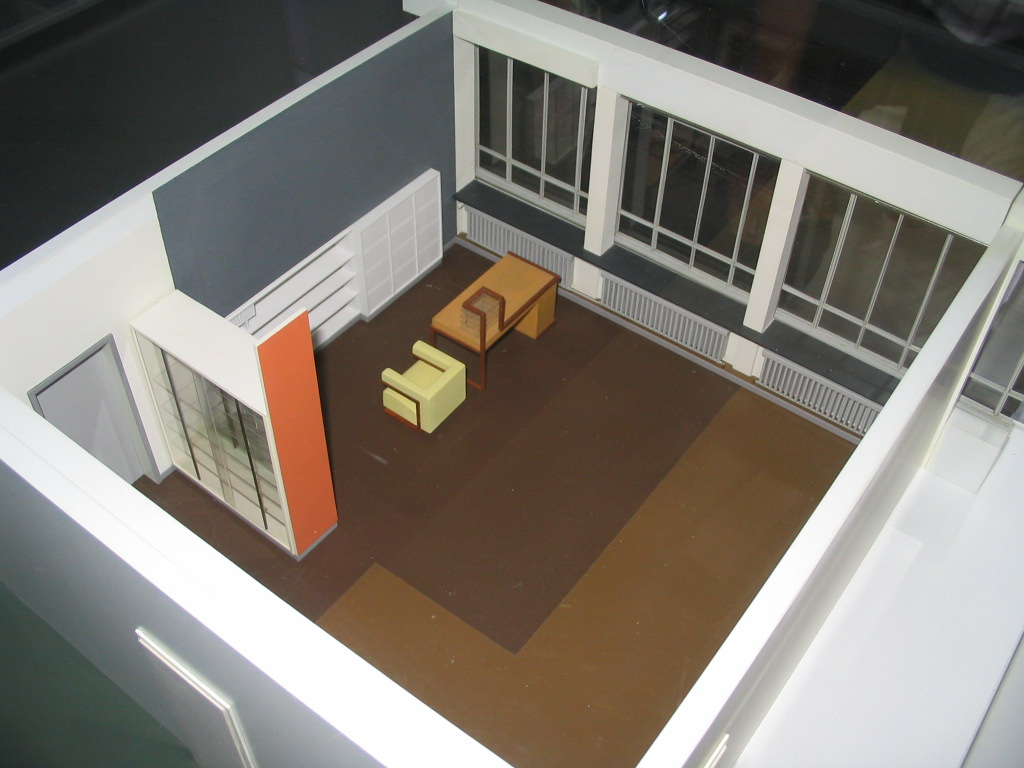
Diseño de la Bauhaus para apartamento obrero, de Walter Gropius (1928-30)
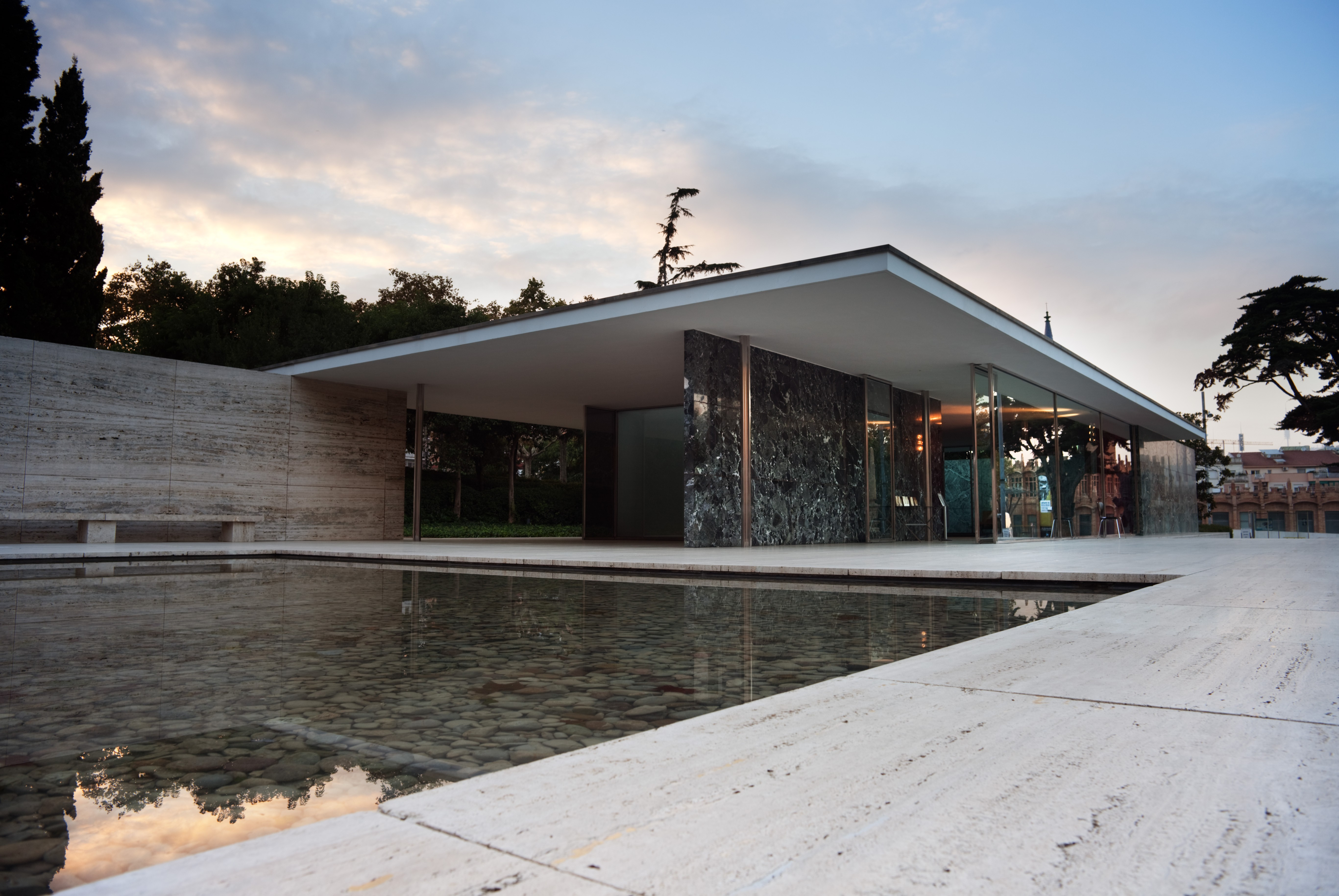
Pabellón alemán para la Exposición Internacional de Barcelona (1929), de Ludwig Mies van der Rohe
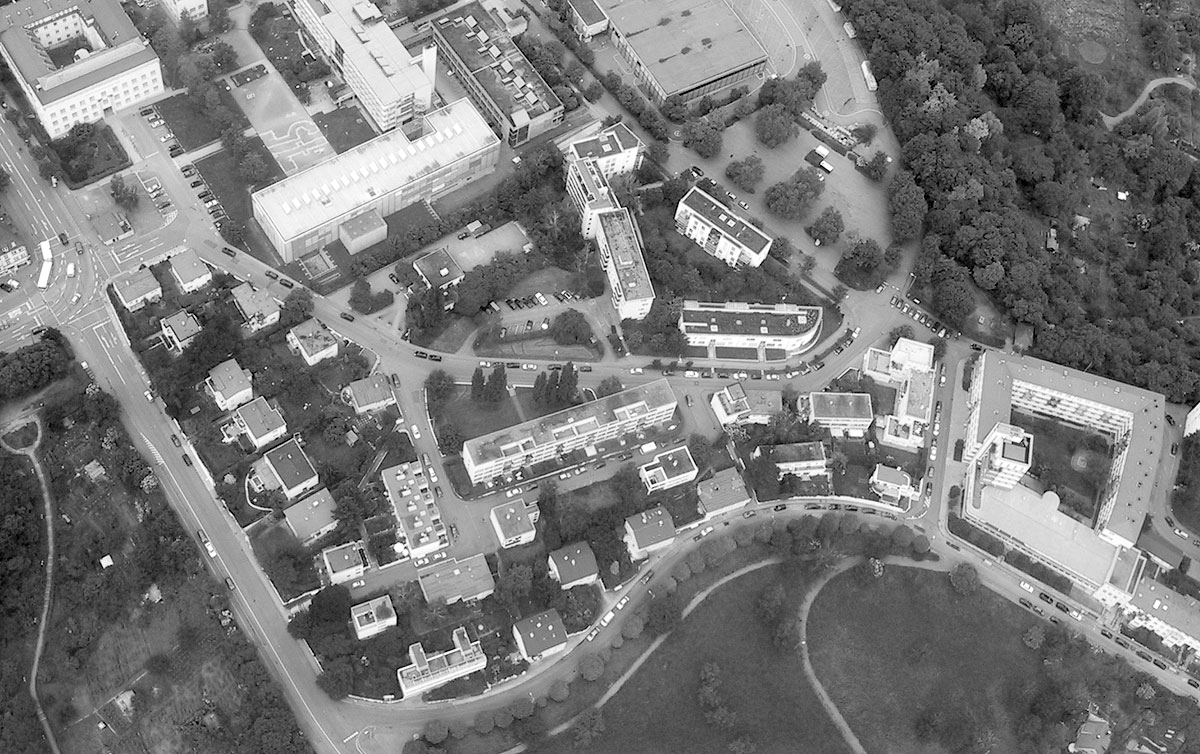
Urbanización Weißenhofsiedlung, Stuttgart (1927)

En Alemania, dos importantes movimientos modernos aparecieron después de la Primera Guerra Mundial. La Bauhaus fue una escuela organizada en Weimar en 1919 bajo la dirección de Walter Gropius. Gropius era el hijo del arquitecto estatal oficial de Berlín, y había estudiado antes de la guerra con Peter Behrens y diseñado la moderna fábrica de turbinas Fagus. La Bauhaus fue una fusión de la Academia de Artes de preguerra y la escuela de tecnología. En 1926 fue transferida de Weimar a Dessau; Gropius diseñó la nueva escuela y los dormitorios de los estudiantes en el nuevo estilo moderno puramente funcional que él estaba alentando. La escuela reunió a modernistas en todos los campos; la facultad incluyó a los pintores modernistas Vasily Kandinsky, Joseph Albers y Paul Klee, y al diseñador Marcel Breuer.
Gropius se convirtió en un importante teórico de la modernidad, escribiendo La idea y la construcción  en 1923. Fue un defensor de la estandarización en la arquitectura y la construcción masiva de bloques de apartamentos diseñados racionalmente para los trabajadores de las fábricas. En 1925, un año después de que los partidos nacionalistas hubiesen conseguido la mayoría en el parlamento del estado de Turingia, la Bauhaus se vio obligado a cerrar en Weimar. Ese mismo año, comenzó Gropius en Dessau a construir una nueva escuela, que se completó en 1926. Esta Bauhaus Dessau es por el momento la construcción más famosa del arte moderno clásico en Alemania.
En 1928, la compañía Siemens le encargó la construcción de un apartamento para trabajadores en los suburbios de Berlín, y en 1929 propuso la construcción de grupos de esbeltas torres de apartamentos de ocho a diez pisos para los trabajadores.
Mientras Gropius estaba participando en la Bauhaus, Ludwig Mies van der Rohe lideraba el movimiento arquitectónico modernista en Berlín. Inspirado por el movimiento De Stijl en los Países Bajos, construyó racimos de casas de verano de hormigón y propuso un proyecto para una torre de oficinas de vidrio. Se convirtió en vicepresidente del Werkbund y se convirtió en el director de la Bauhaus, desde 1930 hasta 1932. Propuso una amplia variedad de planes modernistas para la reconstrucción urbana. Su obra moderna más famosa fue el pabellón alemán para la Exposición Internacional de Barcelona (1929). Era una obra de modernismo puro, con paredes de vidrio y hormigón y líneas horizontales limpias. Aunque era solo una estructura temporal, y fue derribada en 1930, se convirtió, junto con la Villa Savoye de Le Corbusier, en uno de los iconos más conocidos de la arquitectura moderna. Una versión reconstruida ahora se encuentra en el sitio original en Barcelona.
Pero incluso en Dessau, los nazis hicieron la vida difícil a los miembros de la Bauhäus. Desde 1930, dirigida por Mies van der Rohe, la Bauhaus trataba de mantenerse tan apolítica como fuese posible, pero cuando los nacionalsocialistas en 1932 también ganaron el poder en el parlamento, la Bauhaus se vio obligada a cerrar. El intento de traslado a Berlín, finalmente llevó la autodisolución en 1933. Después de la convulsión muchos maestros y estudiantes de la Bauhaus emigraron a los Estados Unidos o a otros países, estaban allí los maestros o los arquitectos y se extendió el estilo Bauhaus en el mundo para que más tarde en el Estilo Internacional se acercó.
Un papel especial para la arquitectura moderna también lo jugó el Deutscher Werkbund, que organizó en 1927 bajo la dirección de Mies van der Rohe una exposición sobre la vida contemporánea en Stuttgart, y estableció el Weissenhofsiedlung. Aquí hay hoy en día las casas de los arquitectos más famosos del modernismo europeo como Le Corbusier, Mies van der Rohe, Hans Scharoun, Mart Stam o J.J.P. Oud.
Cuando los nazis llegaron al poder en Alemania, vieron la Bauhaus como un campo de entrenamiento de los comunistas, y cerraron la escuela en 1932. Gropius dejó Alemania y se fue a Inglaterra, luego a los Estados Unidos, donde él y Marcel Breuer se unieron a la facultad de la Escuela de Diseño de Harvard, y se convirtieron en maestros de una generación de arquitectos estadounidenses de posguerra. En 1937, Mies van der Rohe también se mudó a los Estados Unidos; se convirtió en uno de los diseñadores más famosos de los rascacielos estadounidenses de posguerra.
En tiempos de inflación y las dificultades económicas que tuvieron que ser desarrollados en la Bauhaus, finalmente, busca hogares funcionales rentable, diseño moderno y. Así surgió en 1923 en Weimar, los Musterhaus Am Horn de Georg Muche y Adolf Meyer.
La vivienda se encontraba en la República de Weimar una tarea edificio dominante. En Berlín, en ese momento una serie de urbanizaciones, que son ahora uno de los edificios importantes de la modernidad clásica surgió como el Hufeisensiedlung Britz (1930) de Bruno Taut y Martin Wagner; el gran asentamiento de "La cabaña del tío Tom" (1931) de Bruno Taut, Martin Wagner, Hugo Häring, Otto Salvisberg y Alfred Grenander; y la Ciudad de Siemens (1930) de Hans Scharoun, Walter Gropius, Hugo Häring, Otto Banning, Fred Forbart y Paul Henning- También mencionar la Dammerstock urbanización (1930) en Karlsruhe por Walter Gropius, Otto Haesler u. a.
También como una partida especial de la modernidad se aplica la mina de carbón de Zeche Zollverein en Essen, construida desde 1927 hasta 1932 por Fritz Schupp y Martin Kremmer. También se construyeron la mayoría de las torres de radio en el país, desde 1926 a 1940, en madera, siendo los edificios de madera más altos nunca construidos. Hoy en día, sólo la de ellos es la torre Gliwice en Gliwice, Polonia desde 1945 recibieron.

Un movimiento de acompañamiento para Europa y emergentes, especialmente Alemania movimiento modernista fue a partir de 1904 hasta principios de la década de 1960, la Arquitectura de Seguridad Interna, que mantiene la arquitectura típica de la región de muchos lugares, mientras más avanzado, pero no está interesado en un conflicto con otros movimientos contemporáneos en general. Todos los nuevos edificios a insertar debían estar en armonía en el que paisaje cultural que los rodea.

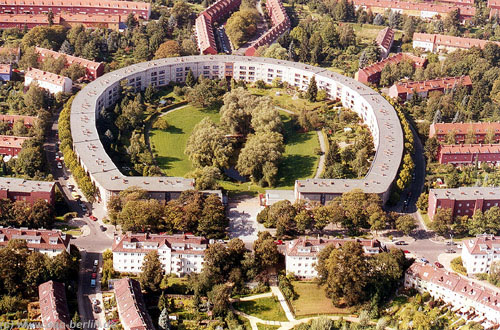
El Hufeisensiedlung en Berlín.

### Período de posguerra

#### República Democrática Alemana

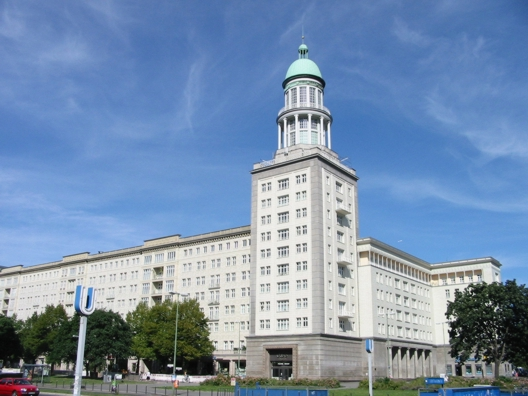
Los edificios de la antigua Stalinallee en el Frankfurter Tor, en Berlín: u Una mezcla de clasicismo socialista y escuela prusiana de Schinkel.

El secretario general de la SED Walter Ulbricht, quien puede ser descrito como un oponente de la arquitectura moderna y que, a través de su posición de poder, tuvo más influencia en el estilo arquitectónico que los arquitectos de su época, marcó la arquitectura de posguerra. Uno de los modelos de los primeros edificios fue la arquitectura a veces monumental socialista-clasicista (también, estalinista) de la URSS, y por otro lado, fue la cultura tradicional de construcción prusiana en el espíritu de Karl Friedrich Schinkel.
La arquitectura prusiana también inspiró el primer gran proyecto de construcción de la RDA, el proyecto elegido para dar prestigio al clasicismo socialista: la Stalinallee, hoy Karl-Marx-Allee. Fue un proyecto de reconstrucción masiva, con el cual los líderes del partido también querían demostrar la fuerza del socialismo, en el que los trabajadores debían vivir en una arquitectura palaciega. Hermann Henselmann fue uno de los principales arquitectos de la primera fase de construcción (1951-1958), como Egon Hartmann, Richard Paulick, Kurt Leucht, Hanns Hopp y Karl Souradny. Hubo una huelga de los trabajadores de la construcción de Stalinallee, quienes dieron paso al levantamiento del 17 de junio de 1953 con una marcha de protesta el día anterior, que acabó con 125 muertos.
Otros proyectos importantes de la época en este estilo fueron la Embajada de Rusia en Berlín, la fundación de la ciudad y construcción de Eisenhüttenstadt  (entonces Stalinstadt 1951-1961), partes del centro de Magdeburgo (especialmente Ernst-Reuter-Allee), el Ring-Café y el Sportforum en Leipzig y la Escuela de Transporte de Dresde. Una característica especial son algunos proyectos basados en estilos regionales específicos, como el gótico báltico inspirado en  Lange Straße en Rostock, los edificios en el Dresdner Altmarkt  en el estilo del barroco local, así como la arquitectura de la pre-guerra de Mecklenburgo en Neubrandenburg, el nuevo desarrollo del interior de la ciudad local (plaza del mercado).
Sin embargo, a partir de 1955, el clasicismo socialista y el regionalismo perdieron el favor de los dirigentes del partido SED (en una guía arquitectónica de la RDA posterior, no se menciona la primera sección de la antigua Stalin Allee), y comenzó la época de la construcción industrializada uniforme, con edificios prefabricados. Este sistema de diseño, con masivos  componentes simples y prefabricados, debía permitir una construcción más eficiente y menos costosa, de modo que la necesidad de viviendas se pudiera satisfacer más rápidamente. La segunda sección de la Karl-Marx-Allee (desde Strausberger Platz hasta Alexanderplatz) ya fue construida basándose en el uso de paneles prefabricados.
Entre los edificios oficiales bien conocidos de la RDA se encuentra el palacio de la República (1973-1976), ahora demolido (obra de Heinz Graffunder y Karl-Ernst Swora), así como el edificio del Consejo de Estado (1964) con un portal integrado modificado del palacio Real de Berlín, que fue demolido en 1950 bajo el mando del SED.

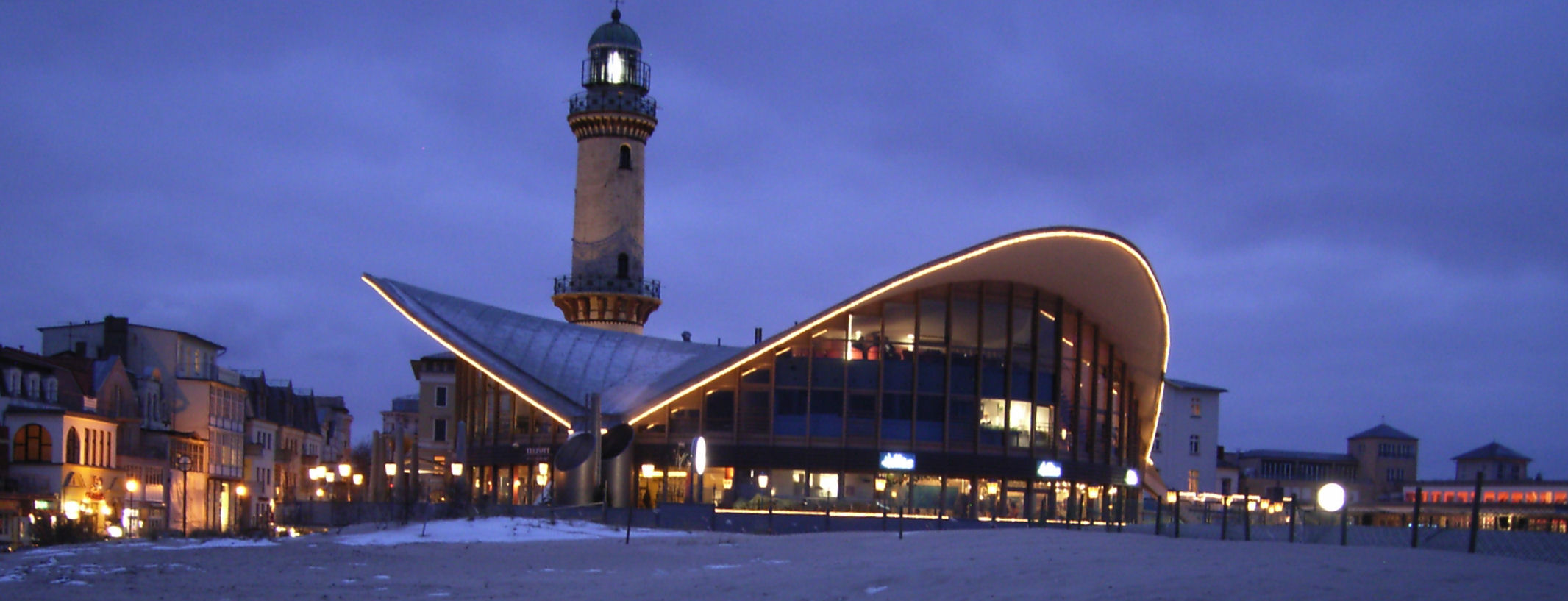
La tetera en Warnemünde.

Destacan el ingeniero-arquitecto Ulrich Müther, cuyos edificios de cáscaras, como el Teepott (con Erich Kaufmann y Hans Fleischhauer) terminado en 1968 en Warnemünde y el  Café Seerose in Potsdam, son notables edificios individuales.
Los grandes proyectos de desarrollo urbano, además de Eisenhüttenstadt, también fueron los asentamientos posteriores en Hoyerswerda y Halle-Neustadt.
La construcción más famosa de la RDA fue, sin duda, el Muro de Berlín, construido el 13 de agosto de 1961. Lo que tampoco debe olvidarse fue el creciente declive en la estructura de muchos centros urbanos y edificios residenciales durante la existencia del socialismo real.
El edificio más famoso que se conserva de la era de la RDA es la torre de televisión de Berlín (1975-1979), que es el edificio más alto de Alemania y después de la reunificación en 1990, un símbolo del cambio del políticamente absorbido socialismo que ha pasado a ser un símbolo general de Berlín, libre de ideología. Con su diseño llamativo y su "encanto retro", tiene un valor de reconocimiento de importancia mundial y hoy es uno de los lugares más populares de Alemania.

#### República Federal de Alemania

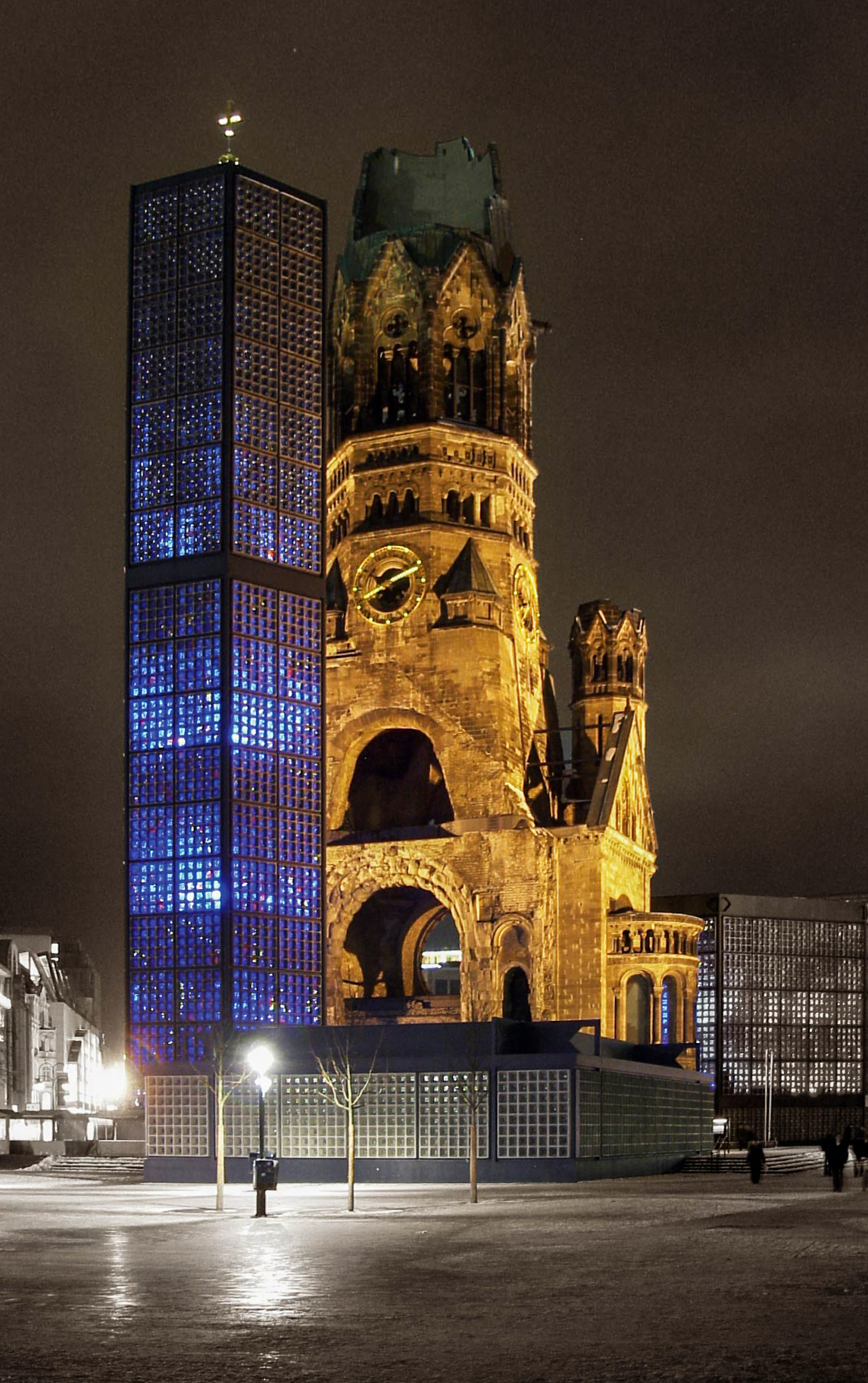
Iglesia Memorial Kaiser Wilhelm en Berlín

Al igual que en la RDA, la reconstrucción fue la máxima prioridad en la República Federal de Alemania luego de finalizada la Segunda Guerra Mundial. Con respecto a la planificación urbana, los urbanistas se dividieron en dos campos. Algunos querían, en la medida de lo posible, restaurar las ciudades al estado anterior a la guerra, de modo de recuperar los signos de identidad de la ciudad y sus residentes, como fue el caso de Múnich, por ejemplo. En sentido contrario, otros proponían un nuevo comienzo en términos de planificación urbana de arquitectura moderna, con mucha vegetación, espacios libres y una infraestructura preparada para el futuro, como sucedió por ejemplo en Hannover. Los resultados fueron diferentes e incluso en la actualidad se discute la reconstrucción de las ciudades del interior dañadas por la guerra, como en 2007 en el casco antiguo de Fráncfort del Meno. Con respecto al estilo arquitectónico, la mayoría de los arquitectos de la República Federal de Alemania querían relacionarse con el modernismo de antes de la guerra o desarrollarlo aún más; en gran medida, el neoclasicismo estaba mal visto en Alemania Occidental.
Muchas iglesias dañadas también fueron reconstruidas. En 1948, con motivo del centenario de la primera asamblea parlamentaria alemana, se reconstruyó la Paulskirche de Frankfurt, que como símbolo de democracia sentó un ejemplo político en la joven República Federal. Un importante edificio religioso de la posguerra es la Matthäuskirche en Pforzheim, diseñada por Egon Eiermann. Entre otras cosas, fue el modelo de la obra más conocida de Eiermann, la Iglesia memorial del káiser Guillermo (1963), que se convirtió en un símbolo de reconstrucción.
La Exposición Internacional de Berlín (Interbau) de 1957, que se llevó a cabo bajo la dirección de Otto Bartning y en la que también participaron numerosos arquitectos internacionales, entre ellos Alvar Aalto, Walter Gropius y Le Corbusier, fue importante para la construcción de viviendas. En las décadas de 1960 y 1970, siguió la construcción masiva de viviendas en la República Federal de Alemania, por ejemplo, entre 1962 y 1974 en el Märkisches Viertel en Berlín.
La conexión con el modernismo de preguerra fue también una tendencia exitosa debido a que varios de los principales arquitectos modernistas estaban construyendo en la República Federal; entre ellos Mies van der Rohe, que proyectó la Nueva Galería Nacional de Berlín (1968) y Hans Scharoun, que diseñó la icónica Filarmónica de Berlín y la Biblioteca Estatal de Berlín.
Tuvo una gran influencia el estilo arquitectónico internacional predominante en Estados Unidos, caracterizado por los edificios de gran altura. Un testimonio de esta tendencia es el rascacielos Dreischeibenhaus de la compañía Thyssen en Düsseldorf, una estructura de acero y vidrio de 94m de altura considerada un símbolo del "milagro alemán".

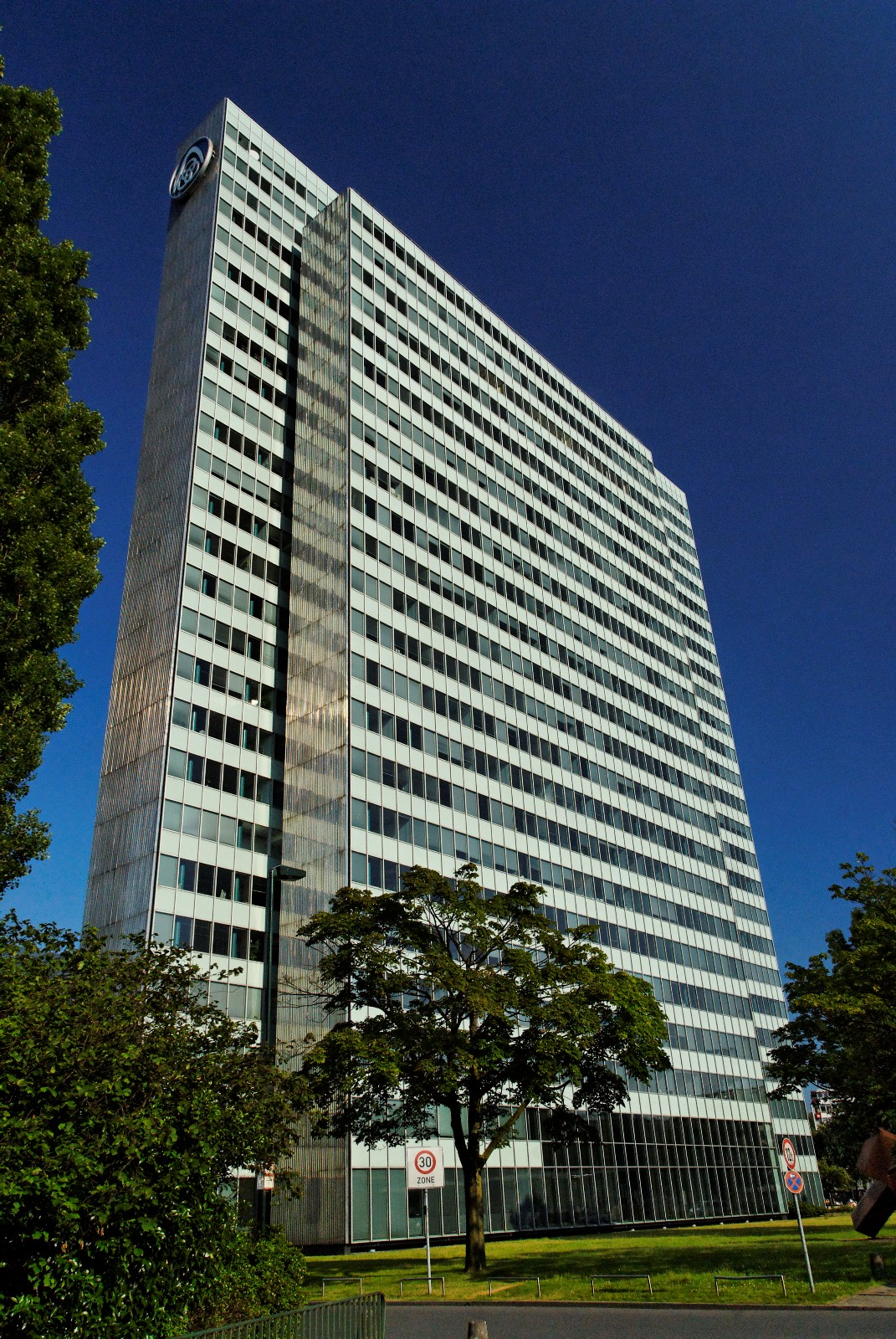
Dreischeibenhaus, en Düsseldorf, Alemania

El Estadio Olímpico de Múnich, construido para albergar los Juegos Olímpicos de Múnich 1972 es uno de los edificios más representativos de la República Federal de Alemania.
Los arquitectos responsables fueron Günter Behnisch, Frei Otto (Premio Pritzker 2015), Fritz Auer, Winfried Büxel, Jürgen Joedicke, Erhard Tränkner y Karlheinz Weber entre otros. El complejo fue planeado deliberadamente como un contraste con los edificios construidos para los Juegos Olímpicos de Berlín de 1936. Estaba destinado a actuar como un símbolo de democracia y transmitir ligereza, apertura y transparencia.

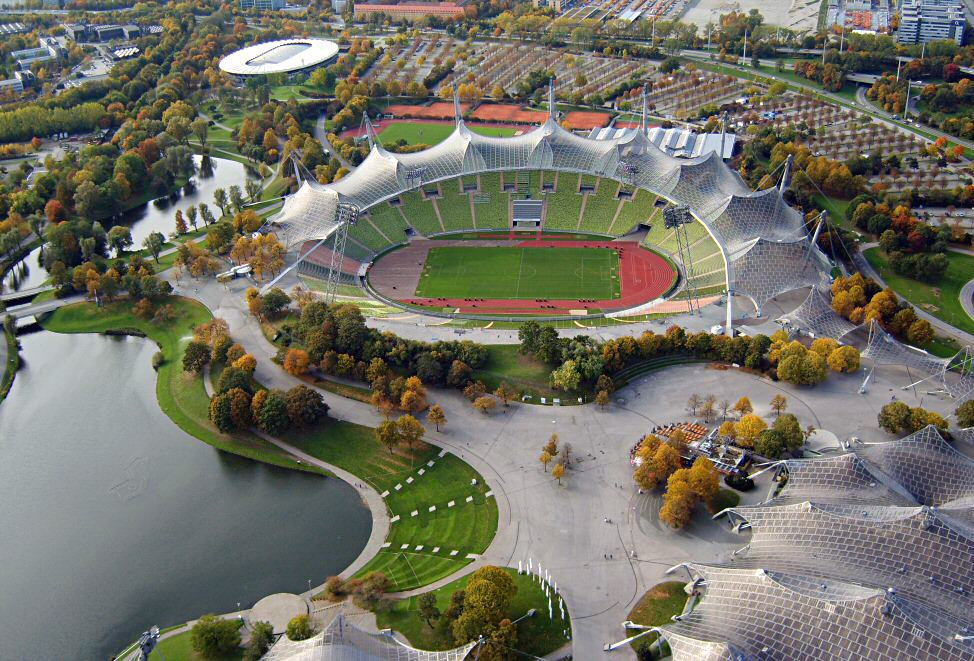
Estadio Olímpico de Múnich

El Bundeshaus de Bonn (1988-1992), proyectado por Behnisch & Partner, es también uno de los edificios oficiales representativos, pero ya no cumple su función real debido al cambio político y al posterior traslado parcial del gobierno a Berlín.

### Postmodernismo

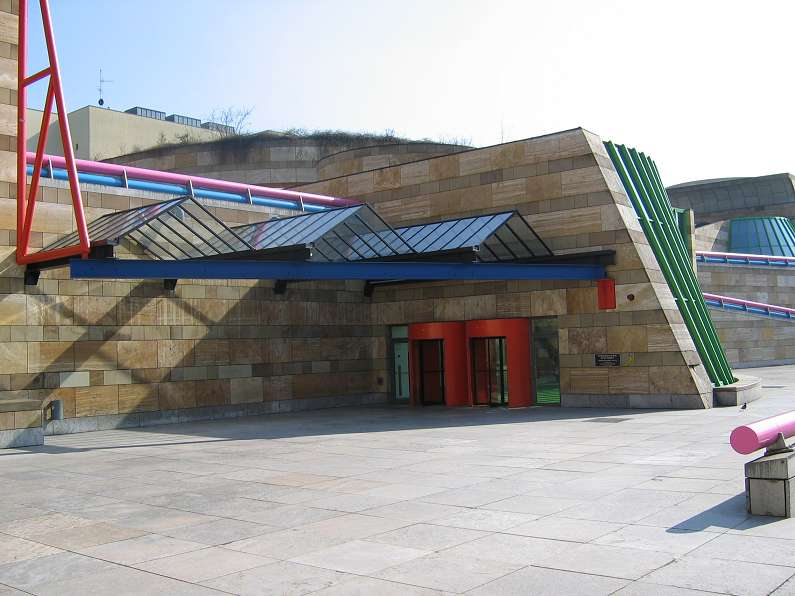
La entrada de la Nueva Galería Estatal de Stuttgart (1979-1984), una imagen icónica del posmodernismo

El estilo arquitectónico del «posmodernismo» comenzó alrededor de mediados de la década de 1970 en los EE. UU. y continuó hasta finales de 1980, estando limitada su extensión en Alemania a la parte Occidental. El posmodernismo se considera un contra-movimiento frente al estilo Internacional y tiene los mismos fundamentos teóricos de la teoría filosófica o literaria. El lenguaje posmoderno normalmente opera con citas a la historia de la arquitectura, que son usadas por una parte de los arquitectos como caricatura y también reivindica que la arquitectura no se limita a la función, sino también a «decir» o mediar contenidos.
Un ejemplo del posmodernismo en Alemania es el Museo Alemán de Arquitectura (reformado en 1984) en Fráncfort del Meno. Oswald Mathias Ungers (1926-2007) ha destripado una villa existente del siglo XVIII e instalado dentro «una casa dentro de una casa». La casa incorporada encarna la legendaria cabaña primitiva, lo que significa el comienzo de la arquitectura.
Como una de las obras más significativas de la arquitectura posmoderna es la obra del británico James Stirling (1926-1992), planificada desde 1977 y completada en 1984, la Nueva Galería Estatal de Stuttgart (1979-1984), que busca la monumentalidad jugando con citas históricas y el color.
También de estilo posmoderno son dos obras del austríaco Hans Hollein (1934-2014): el Museum Abteiberg (1972-1982), en Mönchengladbach, y el Museo de Arte Moderno de Frankfurt am Main (1987-1991)
Con los 256 metros, el remate posmoderno del rascacielos de oficinas del Messeturm de Frankfurt, obra de Helmut Jahn, fue desde 1991 el rascacielos más alto de Europa, siendo reemplazado en 1997 por la Torre Commerzbank de Norman Foster, que aún sigie siendo el edificio más alto de Alemania.

El posmodernismo en Alemania
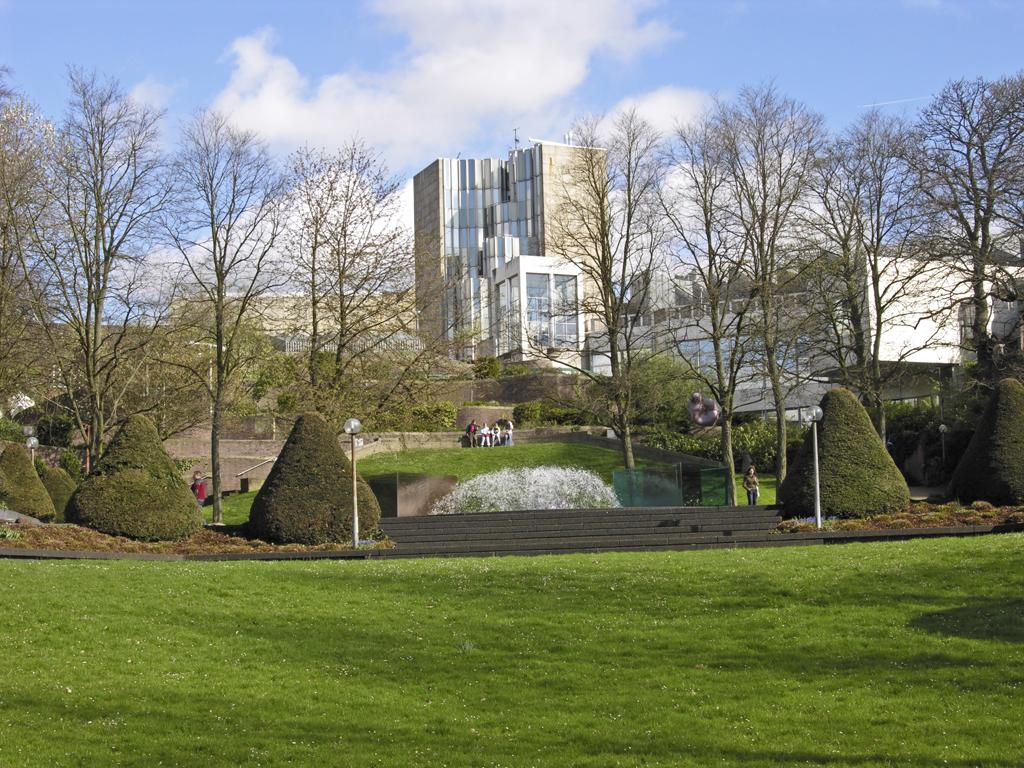
Museum Abteiberg (1972-1982), en Mönchengladbach
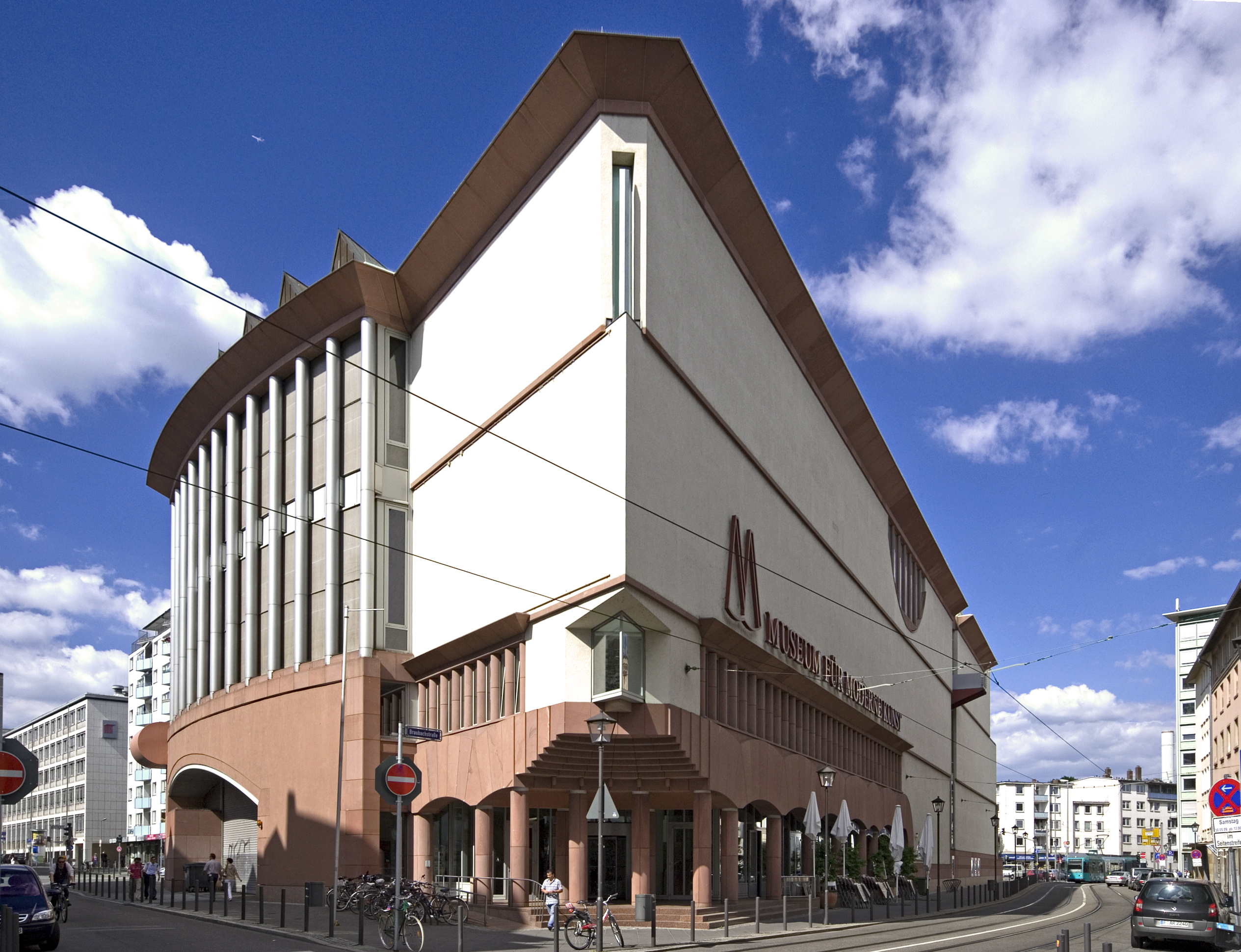
El Museo de Arte Moderno (1987-1991) en Frankfurt am Main
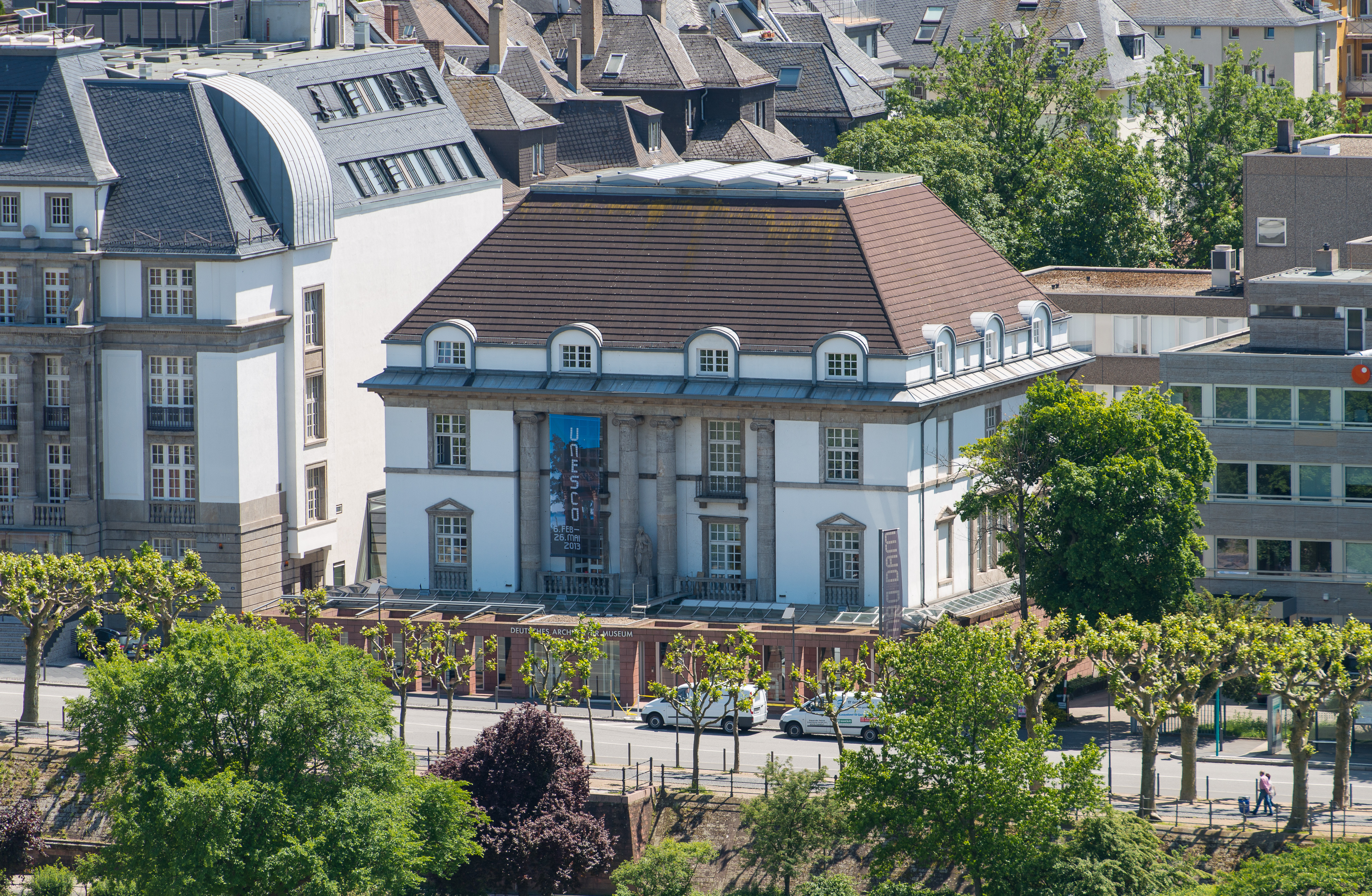
Museo Alemán de Arquitectura
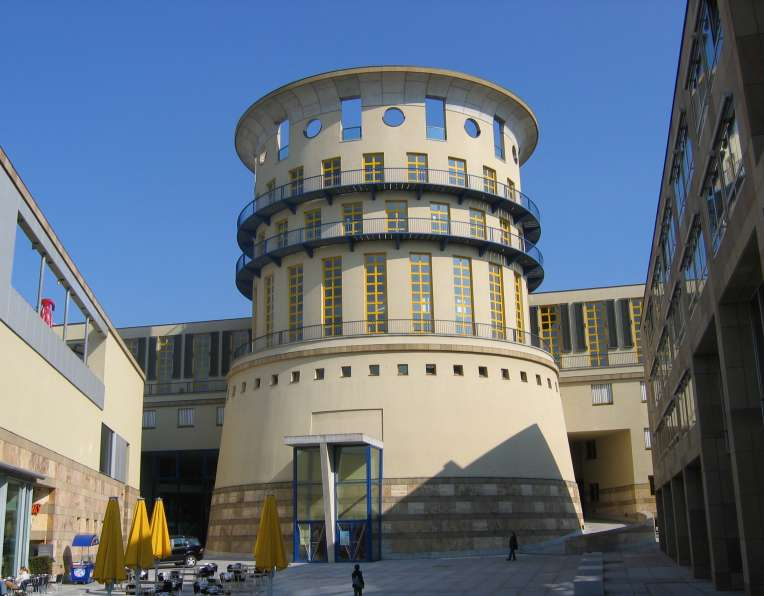
Nueva Galería Estatal de Stuttgart (1979-1984)
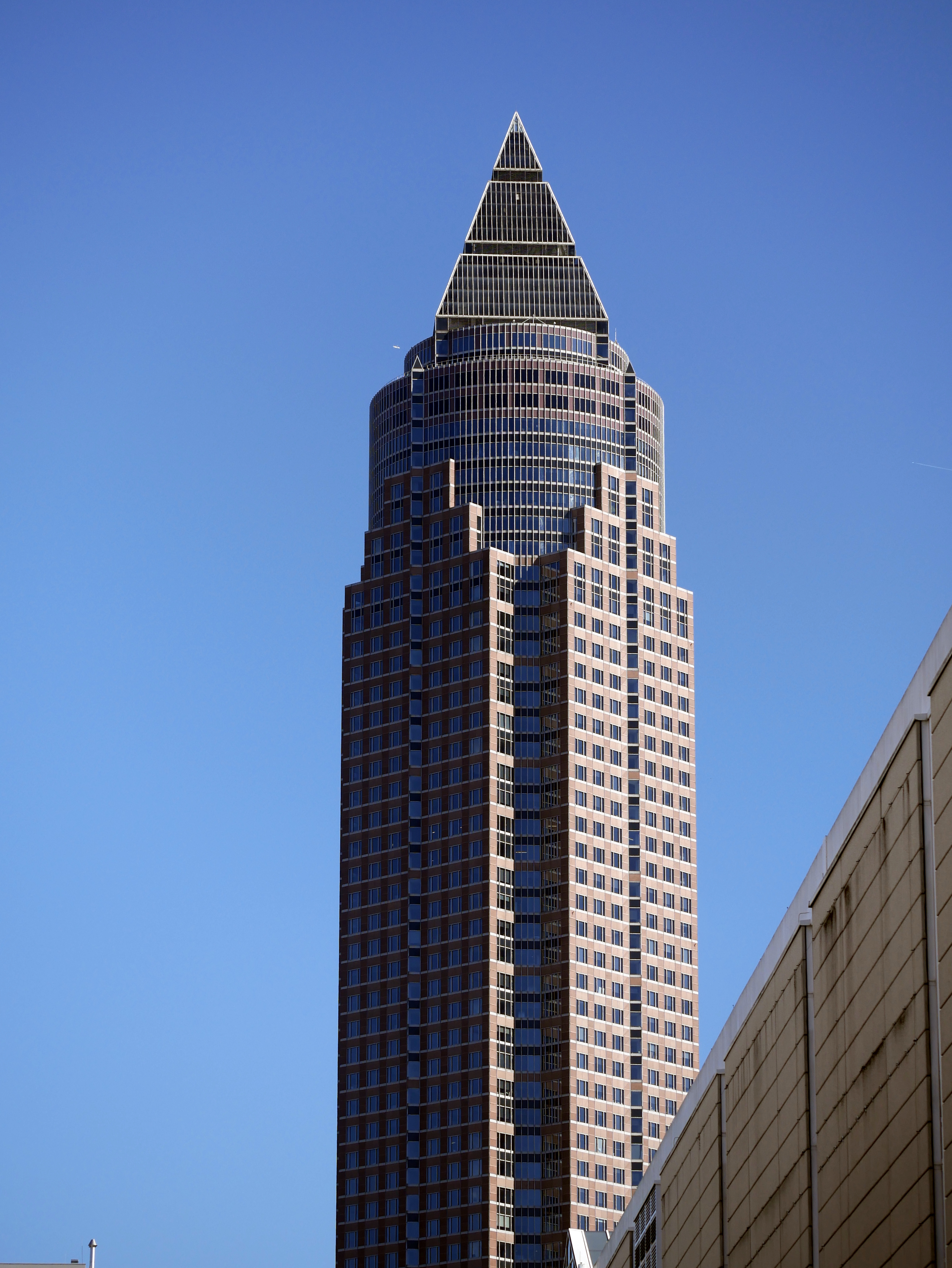
Messeturm (1988-1991)

### Deconstructivismo

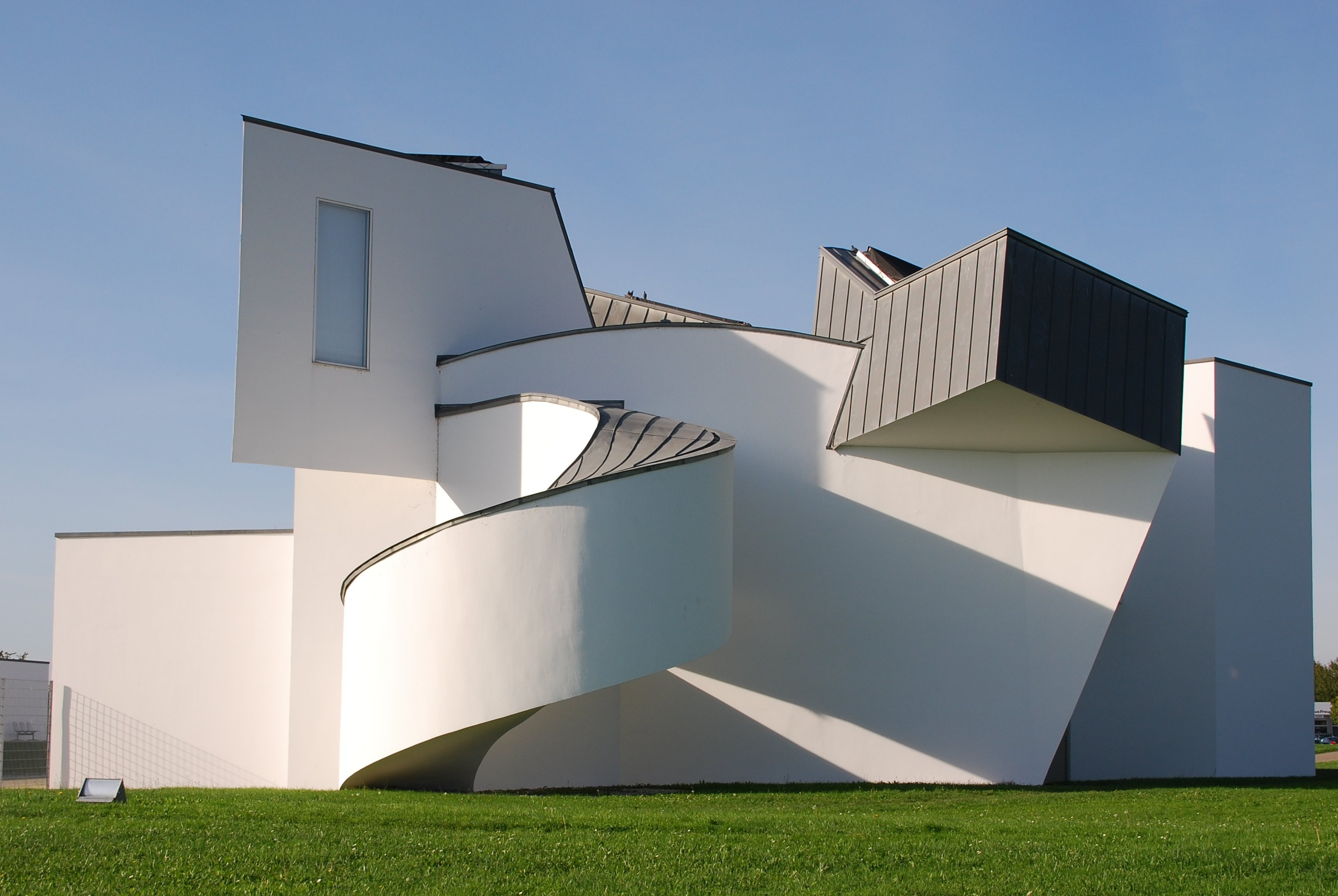
El Vitra Design Museum en Weil am Rhein se considera el edificio fundacional del deconstructivismo (Frank O. Gehry, 1989).

El deconstructivismo comenzó a fines de la década de 1980 y recibió impulsos de ciertas líneas de pensamiento contemporáneo. Un precursor de este desarrollo fue Gottfried Böhm, quien se hizo conocido por sus "rocas de hormigón", como la catedral de peregrinación de Neviges, que fue diseñada en 1968. Böhm recibió el renombrado Premio Pritzker de Arquitectura en 1986.
Los edificios deconstructivistas para la empresa Vitra en Weil am Rhein causaron revuelo: el Vitra Design Museum (1989) de Frank O. Gehry y la estación de bomberos (1993) de Zaha Hadid. En Alemania, esto sentó las bases para un movimiento global de renovación en la arquitectura.
Otro ejemplo es el Centro de documentación Campo de concentración del Partido Nazi en Núremberg. A diferencia de la arquitectura monumental de los Campos de Concentración del Partido Nazi trazada por los nacionalsocialistas, Günther Domenig proyectó la instalación del Centro de Documentación (2001) en el Palacio de Congresos inacabado de manera decididamente deconstructivista. El UFA Palast en Dresde también es citado a menudo como un ejemplo de deconstructivismo en Alemania.
El deconstructivismo también es una de las tendencias arquitectónicas contemporáneas, como se puede ver en planes más recientes, como el diseño del nuevo edificio del Sede del Banco Central Europeo en Frankfurt desarrollado por Coop Himmelb(l)au.

## Tendencias contemporáneas
La arquitectura contemporánea en Alemania está conformada, especialmente a los ojos del público, por una serie de arquitectos reconocidos internacionalmente ("arquitectos estrella"). Estas firmas reciben muchos pedidos para grandes proyectos más grandes y edificios representativos.
En la actualidad a menudo es imposible distinguir la arquitectura en Alemania de la del resto del mundo, y el desarrollo arquitectónico con frecuencia solo puede entenderse en un contexto global. Esta intercambiabilidad global y uniformidad de la arquitectura contemporánea también suele ser objeto de críticas. Las oficinas de arquitectura alemanas lideran grandes proyectos urbanos (por ejemplo, Albert Speer & Partner en la República Popular China, Ingenhoven Architekten en Irlanda). Por otro lado, las oficinas del extranjero implementan proyectos en Alemania, a menudo en cooperación con las oficinas locales. Por ejemplo, los arquitectos suizos Herzog & de Meuron diseñaron el Allianz Arena en Múnich y la Filarmónica del Elba en Hamburgo o Zaha Hadid el museo de ciencias Phaeno en Wolfsburgo (2005).

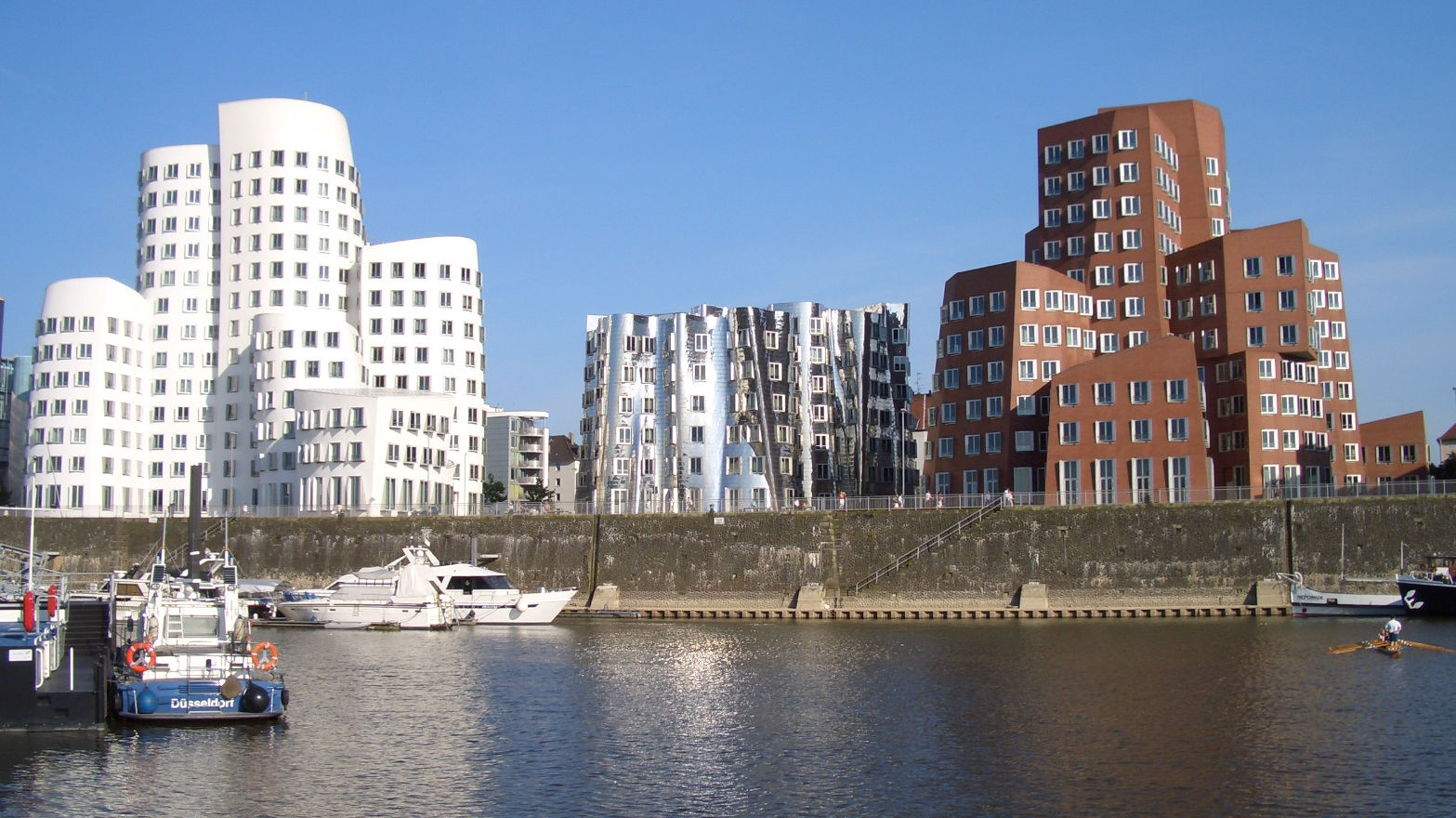
La Neue Zollhof en Düsseldorfer Medienhafen (Gehry).

En la actualidad se pueden observar diversas tendencias globalizadas en arquitectura. Una de ellas es una forma de neoexpresionismo desarrollado a partir del deconstructivismo mediante el uso intensivo de computadoras, incluso en la fase de diseño. De esta manera, se crean estructuras escultóricas de forma individual que pretenden dar una expresión artística a su contenido y, en algunos casos, solo al edificio en sí mismo. Algunos ejemplos son la ampliación del Museo Judío de Berlín de Daniel Libeskind o los edificios de Frank O. Gehry en el llamado Medienhafen de Düsseldorf.

El minimalismo es el movimiento inverso a la tendencia deconstructivista, con sus edificios diseñados deliberadamente en un lenguaje de formas escueto y reducido, como se puede ver en los edificios de Tadao Andō en el centro de conferencias de Vitra en Weil am Rhein y el edificio de arte y exposiciones de la Fundación Langen cerca de Neuss.
La corriente del nuevo funcionalismo orientado a la tecnología está representada, por ejemplo, por Norman Foster, con diseños como la cúpula del edificio del Reichstag en Berlín o en la Torre Commerzbank en Frankfurt am Main. Este último en particular es un edificio que está planeado con el espíritu de "edificio ecológico" y diseñado para ser amigable con los recursos, desde el proyecto hasta el equipamiento técnico. Este tipo de construcción y "edificio sostenible" (por ejemplo, Anna Heringer) se encuentra entre los desarrollos que marcan tendencia, —si no definen estilo—, en la escena arquitectónica alemana. Alemania es considerada pionera en lo que respecta a la arquitectura "ecológica" no solo por los altos estándares técnicos en la industria de la construcción. Con la ayuda de nuevas técnicas y materiales, se están desarrollando edificios que ahorran energía, como las llamadas casas pasivas o "casas solares" (ver Tecnología solar pasiva). El uso de materiales de construcción regionales y naturales, —como arenisca pintura a la cal, arcilla o marga, ladrillo, pizarra, paja y madera—, se está volviendo cada vez más importante en este contexto.
El creciente debate público actual en torno a la arquitectura y la planificación urbana tiene como consecuencia que los ciudadanos comprometidos y las partes interesadas destacadas influyen en la toma de decisiones. Por ejemplo, mediante la participación de asociaciones sin fines de lucro y el aporte de diversas personalidades, (incluido el presentador de televisión Günther Jauch y el fundador de SAP, Hasso Plattner), fue posible impulsar la reconstrucción del histórico Palacio de la Ciudad de Potsdam, en lugar de construir un edificio nuevo y moderno como sede del Parlamento Regional de Brandeburgo. El castillo fue reconstruido en un volumen ligeramente diferente y con sus fachadas barrocas en la ubicación original.
La reconstrucción de edificios destruidos durante la guerra o demolidos posteriormente es otra tendencia actual con incidencia creciente en toda la República Federal. Las reconstrucciones más destacadas de los últimos años fueron la desarrollada en el edificio de la Casa Gremial de los Carniceros de Hildesheim (1989) en la plaza del mercado de Hildesheim y la reconstrucción de la Frauenkirche en Dresde (2005) con la zona histórica del Neumarkt circundante. Otros ejemplos actuales son el Palacio de la Ciudad de Berlín, la Iglesia de la Guarnición en Postdam, así como parte del casco antiguo de Frankfurt (proyecto Dom-Römer). Se están considerando o planificando otros proyectos de reconstrucción crítica de ciudades en todo el país para reparar las huellas dejadas por la guerra y las demoliciones siguientes, de modo de recuperar paisajes urbanos históricos.
En este contexto de revalorización de los estilos arquitectónicos del pasado, también se produce una tendencia general hacia la recuperación de escalas, proporciones y detalles arquitectónicos clásicos, lo que también se conoce como arquitectura neoclásica. Esta tendencia se debe a que parte de la población experimentó un creciente rechazo por los estilos arquitectónicos modernistas, ya que este tipo de arquitectura contemporánea suele ser percibida como fría, impersonal, irrelevante o fuera de escala humana. Las personas anhelan estándares "más humanos", de menor escala, de base regional y con fachadas de diseño y estructura clásicas (por ejemplo, a través de ornamentos, cornisas y pilastras). Este desarrollo se puede ver, por ejemplo en el Nuevo urbanismo, que se está imponiendo cada vez más en la República Federal y que promueve la construcción de edificios urbanos diseñados para ocupar el perímetro del espacio edificable, en lugar del desarrollo de construcciones en forma de filas.
Algunos arquitectos que se han dedicado a este tema durante algún tiempo son, por ejemplo Hans Kollhoff, Sergei Tchoban o el urbanista berlinés Hans Stimmann. Se caracterizan por emplear elementos arquitectónicos, materiales y disposiciones constructivas clásicos y probados, combinándolos o no de formas novedosas.

### Importancia social
La Fundación Federal para la Cultura de la Construcción se fundó en 2007 con el objetivo de "promover la calidad del entorno construido" y, entre otras cosas, promover la percepción del trabajo de planificación y construcción de Alemania, tanto en el país como en el extranjero.

## Museos, exposiciones y eventos
- Museo de arquitectura alemana, Frankfurt
- Museo de arquitectura de la Universidad Técnica de Múnich (Architekturmuseum der Technischen Universität München)
- Tag der Architektur (Día de Arquitectura)
- Tag des offenen Denkmals (Día de la Herencia)